# Olympische Geschichte Australiens
| Gelbes Symbol für Goldmedaillen mit stilisierten Olympischen Ringen | Graues Symbol für Silbermedaillen mit stilisierten Olympischen Ringen | Braundes Symbol für Bronzemedaillen mit stilisierten Olympischen Ringen |
| ------------------------------------------------------------------- | --------------------------------------------------------------------- | ----------------------------------------------------------------------- |
| 153                                                                 | 172                                                                   | 194                                                                     |

Australien, dessen NOK, das Australian Olympic Committee, 1895 gegründet wurde, nahm an allen Sommerspielen teil, wobei 1908 und 1912 australische und neuseeländische Athleten zusammen unter der Bezeichnung Australasien antraten. Bei den Winterspielen war Australien erstmals 1936 vertreten und nimmt seit 1952 immer teil. Australien schickte jugendliche Athleten zu allen bislang ausgetragenen Olympischen Jugendspielen.

## Allgemeines

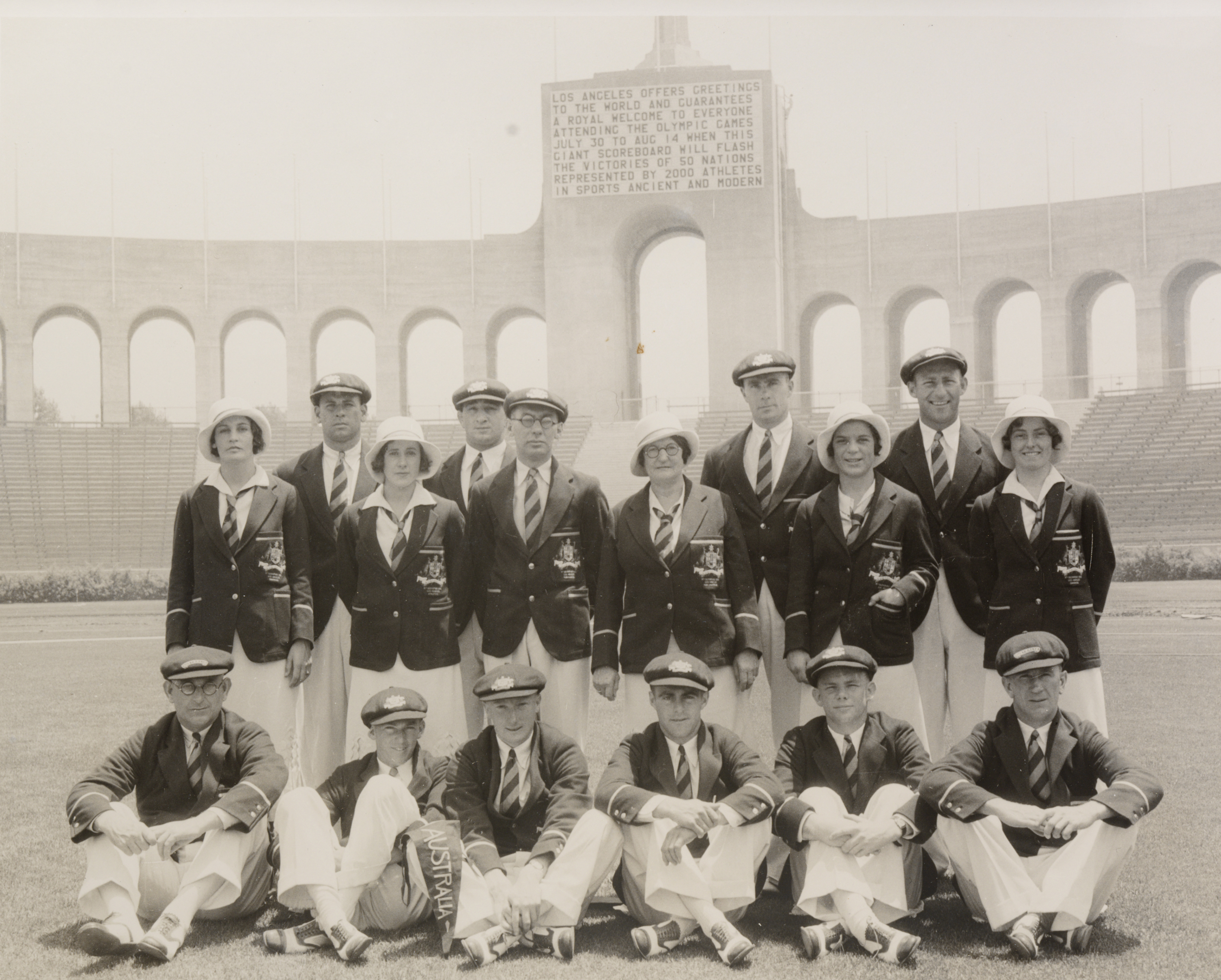
Die Olympiamannschaft 1932: stehend (v. l. n. r.): Dennis, Charlton, Wearne, Scarf, unbekannter Funktionär, Baker, Golding, Mealing, Pearce, Bult; sitzend (v. l. n. r.): Quinn (Maler), Hillhouse, Barwick, Gray, Ryan, unbekannter Funktionär

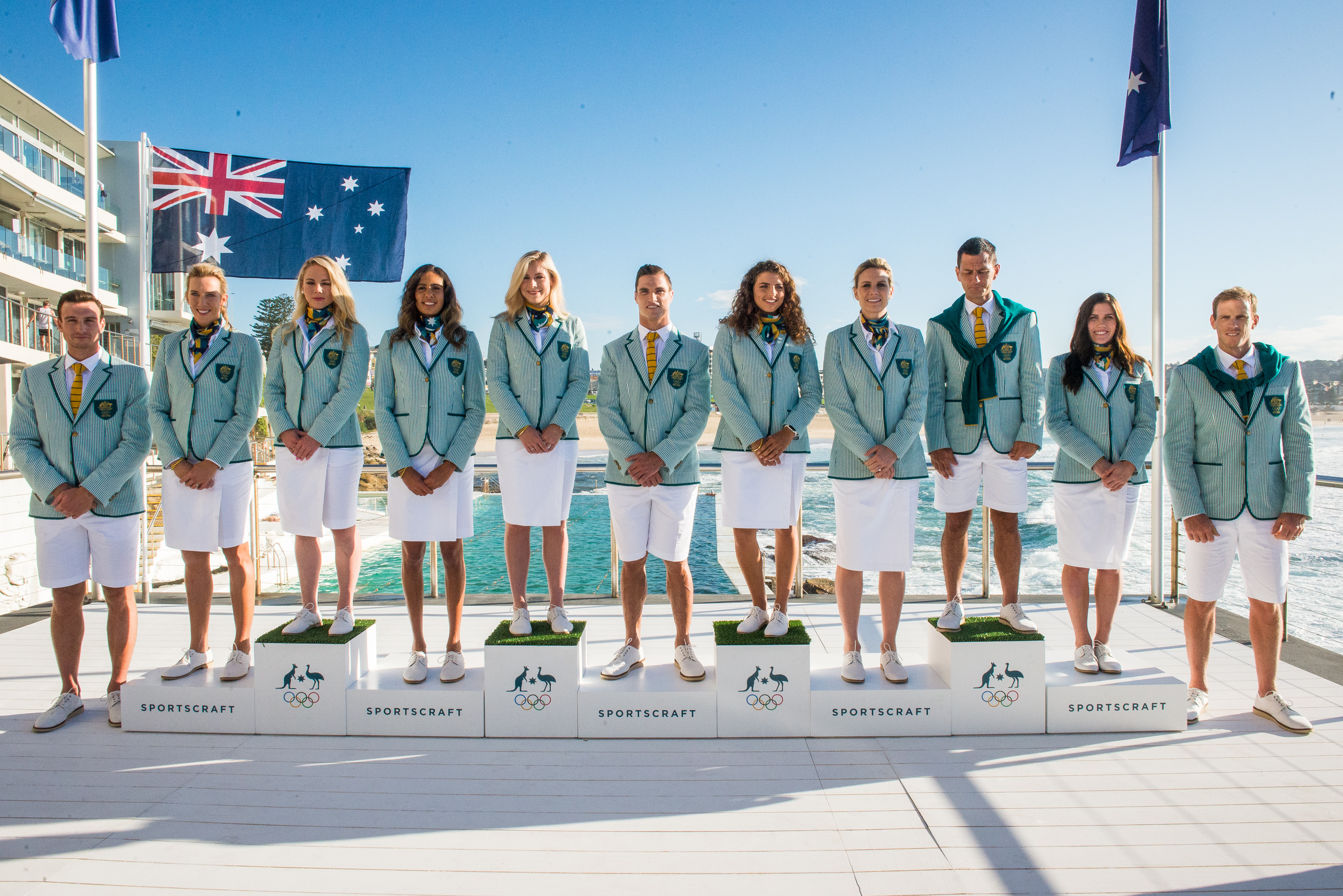
Einkleidung der australischen Mannschaft 2016 (v. l. n. r.): Dunkley-Smith, Bawden, McCulloch, Clancy, Edmondson, Jenkins, Fox, Taylor, Dwyer, Caslick, Wallace

Seit den ersten Olympischen Spielen der Neuzeit 1896 in Athen nimmt Australien an Olympischen Spielen bei. Erster Olympionike Australiens war Edwin Flack, der sowohl in der Leichtathletik als auch im Tennis antrat. Mit seinen Siegen über 800 und 1500 Meter wurde Flack der erste Olympiasieger Australiens. Die erste Frau bei Olympischen Spielen war 1920 Lily Beaurepaire, die im Schwimmen und im Wasserspringen teilnahm. Die erste Frau Australiens, die eine olympische Medaille gewinnen konnte, war die Schwimmerin Bonnie Mealing, die 1932 Silber über 100 Meter Brust gewann. Zwei Tage später wurde Clare Dennis mit ihrem Sieg über 200 Meter Brust die erste Frau aus Australien, die Olympiasiegerin werden konnte.
Seit 1936 nahm Australien, mit Ausnahme von 1948, an allen folgenden Winterspielen teil. Erster Winterolympionike war 1936 der Eisschnellläufer Kenneth Kennedy. Die ersten Frauen bei Winterspielen waren 1952 die Eiskunstläuferinnen Nancy Burley und Gweneth Molony. Die erste Medaille bei Winterspielen, eine Bronzemedaille, gewann 1994 die Männerstaffel im Short Track. Die erste Medaille in einer Individualsportart im Winter gewann 1998 die Skirennläuferin Zali Steggall im Slalom. Den ersten Olympiasieg bei Winterspielen schaffte Short Tracker Steven Bradbury, der 2002 Gold über 1000 Meter gewann. Die erste Olympiasiegerin bei Winterspielen war zwei Tage später die Freestylerin Alisa Camplin, die im Springen gewann.
1908 und 1912 nahmen australische Sportler als Mitglieder der Mannschaft Australasiens teil, einem Zusammenschluss von Athleten aus Australien und Neuseeland.
Die erfolgreichste Sportart bei Olympischen Spielen ist das Schwimmen. Hier konnten 191 Medaillen gewonnen werden. Unter den zehn erfolgreichsten australischen Olympioniken befinden sich acht Schwimmer. Mit fünf Olympiasiegen, drei Silber- und einer Bronzemedaille ist der Schwimmer Ian Thorpe der erfolgreichste Teilnehmer Australiens. Erfolgreichste Frau mit vier Gold- und vier Silbermedaillen ist die Schwimmerin Dawn Fraser.
Australiens erste Olympiamannschaft umfasste 1896 einen Teilnehmer. Bei den heimischen Sommerspielen 1956 in Melbourne gingen 298 Athleten an den Start, erstmals eine Teilnehmerzahl im dreistelligen Bereich. Vier dieser Athleten waren Reiter, die an den Reiterspielen in Stockholm teilnahmen. Die größte Mannschaft Australiens ging 2000 in Sydney an den Start. Hier nahmen 617 Athleten teil. Die größte Olympiamannschaft außerhalb Australiens umfasste 2004 in Athen 470 Teilnehmer.
Der Athlet mit den meisten Olympiateilnahmen war der Vielseitigkeitsreiter Andrew Hoy. Zwischen 1984 und 2004 sowie noch einmal 2012 ging Hoy bei sieben Olympischen Spielen an den Start. Er wurde drei Mal Olympiasieger und gewann zudem eine weitere Bronzemedaille.
Die erfolgreichsten Spiele in Hinsicht der gewonnenen Medaillen war 2000 in Sydney. Hier wurden 58 Medaillen gewonnen, 16 Gold-, 25 Silber- und 17 Bronzemedaillen. Im Hinblick auf die Anzahl der Olympiasiege war die Teilnahme 2004 in Athen noch erfolgreicher. Hier wurden 17 Goldmedaillen gewonnen. Die erfolgreichsten Winterspiele waren die Spiele 2010 in Vancouver mit zwei Olympiasiegen und einer Silbermedaille.

## Bewerbungen und Ausrichtungen der Olympischen Spiele

### Bewerbungen
Für Olympische Sommerspiele wurden vier Bewerbungen eingereicht. Melbourne bewarb sich um die Ausrichtung der 16. Olympischen Spiele 1956 und bekam auf der 43. IOC-Session in Rom den Zuschlag. Melbourne setzte sich im vierten Wahlgang mit einer Stimme Vorsprung gegen Buenos Aires durch. Melbourne bewarb sich auch für die Ausrichtung der 26. Olympischen Spiele 1996, schied jedoch auf der 96. IOC-Session in Tokio im dritten Wahlgang aus. Sydney bewarb sich dann um die Ausrichtung der 27. Olympischen Spiele 2000. Auf der 101. IOC-Session setzte sich Sydney im vierten Wahlgang gegen Peking durch. Brisbane erhielt 2021 den Zuschlag für die Ausrichtung der 34. Olympischen Spiele.
Bislang hat sich keine australische Gemeinde um die Ausrichtung von Olympischen Winterspielen beworben.

### Ausrichtung
Die ersten Olympischen Spiele auf australischem Boden waren die Sommerspiele von 1956 in Melbourne. Sie fanden vom 22. November bis zum 8. Dezember 1956 in Melbourne statt. Wegen der strengen Quarantänevorschriften für Pferde mussten die Reitwettbewerbe vorher vom 10. bis zum 17. Juli 1956 in Stockholm ausgetragen werden. Insgesamt nahmen 3314 Sportler, davon 376 Frauen, aus 72 Ländern teil. Das olympische Feuer entzündete der Leichtathlet Ron Clarke, den olympischen Eid sprach der Mittelstreckenläufer John Landy.
Sydney richtete die Sommerspiele 2000 aus. Sie fanden vom 15. September bis zum 1. Oktober 2000 statt. 10651 Athleten, davon 4069 Frauen, aus 199 Ländern gingen an den Start. Das olympische Feuer wurde durch die Leichtathletin Cathy Freeman entzündet. Den olympischen Eid für die Aktiven sprach die Hockeyspielerin Rechelle Hawkes, den Eid für die Kampfrichter der Wasserballschiedsrichter Peter Kerr.

## IOC-Mitglieder
Australien hat zwei aktiver IOC-Mitglieder und zwei Ehrenmitglieder. 2001 wurde der Jurist John Coates zum IOC-Mitglied gewählt. 2013 folgte der dreifache Ruderolympiasieger James Tomkins, der ein Jahr zuvor schon in die Athletenkommission des IOC gewählt wurde.
1977 wurde der Sprinter Kevan Gosper zum IOC-Mitglied gewählt. Seine Mitgliedschaft endete 2013, seit 2014 ist er Ehrenmitglied. Der Kanute Phillip Coles wurde 1982 zum IOC-Mitglied gewählt. 2012 endete die Mitgliedschaft, woraufhin er zum Ehrenmitglied wurde.

## Übersicht der Teilnahmen

### Sommerspiele
| Jahr      | Athleten                                              | Athleten                                              | Athleten                                              | Sportarten                                            | Sportarten                                            | Sportarten                                            | Sportarten                                            | Sportarten                                            | Sportarten                                            | Sportarten                                            | Sportarten                                            | Sportarten                                            | Sportarten                                            | Sportarten                                            | Sportarten                                            | Sportarten                                            | Sportarten                                            | Sportarten                                            | Sportarten                                            | Sportarten                                            | Sportarten                                            | Sportarten                                            | Sportarten                                            | Sportarten                                            | Sportarten                                            | Sportarten                                            | Sportarten                                            | Sportarten                                            | Sportarten                                            | Sportarten                                            | Sportarten                                            | Sportarten                                            | Sportarten                                            | Sportarten                                            | Sportarten                                            | Sportarten                                            | Sportarten                                            | Sportarten                                            | Sportarten                                            | Sportarten                                            | Sportarten                                            | Sportarten                                            | Sportarten                                            | Sportarten                                            | Medaillen                                             | Medaillen                                             | Medaillen                                             | Medaillen                                             | Rang                                                  |
| Jahr      | ∑                                                     |                                                       |                                                       |                                                       |                                                       |                                                       |                                                       |                                                       |                                                       |                                                       |                                                       |                                                       |                                                       |                                                       |                                                       |                                                       |                                                       |                                                       |                                                       |                                                       |                                                       |                                                       |                                                       |                                                       |                                                       |                                                       |                                                       |                                                       |                                                       |                                                       |                                                       |                                                       |                                                       |                                                       |                                                       |                                                       |                                                       |                                                       |                                                       |                                                       |                                                       |                                                       |                                                       |                                                       |                                                       |                                                       |                                                       | Medaillen – Gesamt                                    | Rang                                                  |
| --------- | ----------------------------------------------------- | ----------------------------------------------------- | ----------------------------------------------------- | ----------------------------------------------------- | ----------------------------------------------------- | ----------------------------------------------------- | ----------------------------------------------------- | ----------------------------------------------------- | ----------------------------------------------------- | ----------------------------------------------------- | ----------------------------------------------------- | ----------------------------------------------------- | ----------------------------------------------------- | ----------------------------------------------------- | ----------------------------------------------------- | ----------------------------------------------------- | ----------------------------------------------------- | ----------------------------------------------------- | ----------------------------------------------------- | ----------------------------------------------------- | ----------------------------------------------------- | ----------------------------------------------------- | ----------------------------------------------------- | ----------------------------------------------------- | ----------------------------------------------------- | ----------------------------------------------------- | ----------------------------------------------------- | ----------------------------------------------------- | ----------------------------------------------------- | ----------------------------------------------------- | ----------------------------------------------------- | ----------------------------------------------------- | ----------------------------------------------------- | ----------------------------------------------------- | ----------------------------------------------------- | ----------------------------------------------------- | ----------------------------------------------------- | ----------------------------------------------------- | ----------------------------------------------------- | ----------------------------------------------------- | ----------------------------------------------------- | ----------------------------------------------------- | ----------------------------------------------------- | ----------------------------------------------------- | ----------------------------------------------------- | ----------------------------------------------------- | ----------------------------------------------------- | ----------------------------------------------------- | ----------------------------------------------------- |
| 1896      | 1                                                     | 1                                                     | 0                                                     |                                                       |                                                       |                                                       |                                                       |                                                       |                                                       |                                                       |                                                       |                                                       |                                                       |                                                       |                                                       |                                                       |                                                       |                                                       |                                                       | 1                                                     |                                                       |                                                       |                                                       |                                                       |                                                       |                                                       |                                                       |                                                       |                                                       |                                                       |                                                       |                                                       |                                                       |                                                       |                                                       |                                                       | 1                                                     |                                                       |                                                       |                                                       |                                                       |                                                       |                                                       |                                                       | 2                                                     |                                                       |                                                       | 2                                                     | 8                                                     |
| 1900      | 2                                                     | 2                                                     | 0                                                     |                                                       |                                                       |                                                       |                                                       |                                                       |                                                       |                                                       |                                                       |                                                       |                                                       |                                                       |                                                       |                                                       |                                                       |                                                       |                                                       | 1                                                     |                                                       |                                                       |                                                       |                                                       |                                                       |                                                       |                                                       |                                                       | 1                                                     |                                                       |                                                       |                                                       |                                                       |                                                       |                                                       |                                                       |                                                       |                                                       |                                                       |                                                       |                                                       |                                                       |                                                       |                                                       | 2                                                     |                                                       | 3                                                     | 5                                                     | 9                                                     |
| 1904      | 3                                                     | 3                                                     | 0                                                     |                                                       |                                                       |                                                       |                                                       |                                                       |                                                       |                                                       |                                                       |                                                       |                                                       |                                                       |                                                       |                                                       |                                                       |                                                       |                                                       | 2                                                     |                                                       |                                                       |                                                       |                                                       |                                                       |                                                       |                                                       |                                                       | 1                                                     |                                                       |                                                       |                                                       |                                                       |                                                       |                                                       |                                                       |                                                       |                                                       |                                                       |                                                       |                                                       |                                                       |                                                       |                                                       |                                                       | 3                                                     | 1                                                     | 4                                                     | 9                                                     |
| 1908–1912 | Teilnahme als Mitglieder der Mannschaft Australasiens | Teilnahme als Mitglieder der Mannschaft Australasiens | Teilnahme als Mitglieder der Mannschaft Australasiens | Teilnahme als Mitglieder der Mannschaft Australasiens | Teilnahme als Mitglieder der Mannschaft Australasiens | Teilnahme als Mitglieder der Mannschaft Australasiens | Teilnahme als Mitglieder der Mannschaft Australasiens | Teilnahme als Mitglieder der Mannschaft Australasiens | Teilnahme als Mitglieder der Mannschaft Australasiens | Teilnahme als Mitglieder der Mannschaft Australasiens | Teilnahme als Mitglieder der Mannschaft Australasiens | Teilnahme als Mitglieder der Mannschaft Australasiens | Teilnahme als Mitglieder der Mannschaft Australasiens | Teilnahme als Mitglieder der Mannschaft Australasiens | Teilnahme als Mitglieder der Mannschaft Australasiens | Teilnahme als Mitglieder der Mannschaft Australasiens | Teilnahme als Mitglieder der Mannschaft Australasiens | Teilnahme als Mitglieder der Mannschaft Australasiens | Teilnahme als Mitglieder der Mannschaft Australasiens | Teilnahme als Mitglieder der Mannschaft Australasiens | Teilnahme als Mitglieder der Mannschaft Australasiens | Teilnahme als Mitglieder der Mannschaft Australasiens | Teilnahme als Mitglieder der Mannschaft Australasiens | Teilnahme als Mitglieder der Mannschaft Australasiens | Teilnahme als Mitglieder der Mannschaft Australasiens | Teilnahme als Mitglieder der Mannschaft Australasiens | Teilnahme als Mitglieder der Mannschaft Australasiens | Teilnahme als Mitglieder der Mannschaft Australasiens | Teilnahme als Mitglieder der Mannschaft Australasiens | Teilnahme als Mitglieder der Mannschaft Australasiens | Teilnahme als Mitglieder der Mannschaft Australasiens | Teilnahme als Mitglieder der Mannschaft Australasiens | Teilnahme als Mitglieder der Mannschaft Australasiens | Teilnahme als Mitglieder der Mannschaft Australasiens | Teilnahme als Mitglieder der Mannschaft Australasiens | Teilnahme als Mitglieder der Mannschaft Australasiens | Teilnahme als Mitglieder der Mannschaft Australasiens | Teilnahme als Mitglieder der Mannschaft Australasiens | Teilnahme als Mitglieder der Mannschaft Australasiens | Teilnahme als Mitglieder der Mannschaft Australasiens | Teilnahme als Mitglieder der Mannschaft Australasiens | Teilnahme als Mitglieder der Mannschaft Australasiens | Teilnahme als Mitglieder der Mannschaft Australasiens | Teilnahme als Mitglieder der Mannschaft Australasiens | Teilnahme als Mitglieder der Mannschaft Australasiens | Teilnahme als Mitglieder der Mannschaft Australasiens | Teilnahme als Mitglieder der Mannschaft Australasiens | Teilnahme als Mitglieder der Mannschaft Australasiens | Teilnahme als Mitglieder der Mannschaft Australasiens |
| 1920      | 13                                                    | 12                                                    | 1                                                     |                                                       |                                                       |                                                       |                                                       |                                                       |                                                       |                                                       |                                                       |                                                       |                                                       |                                                       |                                                       |                                                       |                                                       |                                                       |                                                       | 4                                                     |                                                       | 2                                                     |                                                       |                                                       |                                                       |                                                       |                                                       |                                                       | 6                                                     |                                                       |                                                       |                                                       |                                                       |                                                       |                                                       |                                                       | 1                                                     |                                                       |                                                       |                                                       |                                                       |                                                       |                                                       | 1                                                     |                                                       | 2                                                     | 1                                                     | 3                                                     | 16                                                    |
| 1924      | 35                                                    | 35                                                    | 0                                                     |                                                       |                                                       |                                                       |                                                       |                                                       | 3                                                     |                                                       |                                                       |                                                       |                                                       |                                                       |                                                       |                                                       |                                                       |                                                       |                                                       | 9                                                     |                                                       | 4                                                     |                                                       |                                                       | 1                                                     | 10                                                    |                                                       |                                                       | 5                                                     |                                                       |                                                       |                                                       |                                                       |                                                       |                                                       |                                                       | 2                                                     |                                                       |                                                       |                                                       |                                                       |                                                       |                                                       | 1                                                     | 3                                                     | 1                                                     | 2                                                     | 6                                                     | 11                                                    |
| 1928      | 18                                                    | 14                                                    | 4                                                     |                                                       |                                                       |                                                       |                                                       |                                                       |                                                       |                                                       |                                                       |                                                       |                                                       |                                                       |                                                       |                                                       |                                                       |                                                       |                                                       | 7                                                     |                                                       | 2                                                     |                                                       |                                                       | 3                                                     | 1                                                     |                                                       |                                                       | 5                                                     |                                                       |                                                       |                                                       |                                                       |                                                       |                                                       |                                                       |                                                       |                                                       |                                                       |                                                       |                                                       |                                                       |                                                       | 1                                                     | 1                                                     | 2                                                     | 1                                                     | 4                                                     | 19                                                    |
| 1932      | 12                                                    | 8                                                     | 4                                                     |                                                       |                                                       |                                                       |                                                       |                                                       |                                                       |                                                       |                                                       |                                                       |                                                       |                                                       |                                                       |                                                       |                                                       |                                                       |                                                       | 4                                                     |                                                       | 1                                                     |                                                       |                                                       | 1                                                     | 1                                                     |                                                       |                                                       | 5                                                     |                                                       |                                                       |                                                       |                                                       |                                                       |                                                       |                                                       |                                                       |                                                       |                                                       |                                                       |                                                       |                                                       |                                                       |                                                       | 3                                                     | 1                                                     | 1                                                     | 5                                                     | 10                                                    |
| 1936      | 32                                                    | 28                                                    | 4                                                     |                                                       |                                                       |                                                       |                                                       |                                                       | 3                                                     |                                                       |                                                       |                                                       |                                                       |                                                       |                                                       |                                                       |                                                       |                                                       |                                                       | 5                                                     |                                                       | 3                                                     |                                                       |                                                       | 3                                                     | 12                                                    |                                                       |                                                       | 5                                                     |                                                       |                                                       |                                                       |                                                       |                                                       |                                                       |                                                       |                                                       |                                                       |                                                       |                                                       |                                                       |                                                       |                                                       | 1                                                     |                                                       |                                                       | 1                                                     | 1                                                     | 30                                                    |
| 1948      | 75                                                    | 66                                                    | 9                                                     |                                                       |                                                       |                                                       |                                                       |                                                       | 7                                                     |                                                       |                                                       |                                                       | 2                                                     |                                                       |                                                       |                                                       |                                                       |                                                       |                                                       | 18                                                    |                                                       | 6                                                     |                                                       |                                                       | 4                                                     | 8                                                     |                                                       | 6                                                     | 10                                                    | 3                                                     |                                                       |                                                       |                                                       |                                                       |                                                       |                                                       |                                                       |                                                       |                                                       |                                                       |                                                       |                                                       | 10                                                    | 1                                                     | 2                                                     | 6                                                     | 5                                                     | 13                                                    | 14                                                    |
| 1952      | 81                                                    | 71                                                    | 10                                                    |                                                       |                                                       |                                                       |                                                       |                                                       | 5                                                     |                                                       | 6                                                     |                                                       | 3                                                     |                                                       |                                                       |                                                       |                                                       |                                                       |                                                       | 17                                                    | 1                                                     | 6                                                     |                                                       |                                                       | 4                                                     | 14                                                    |                                                       |                                                       | 10                                                    | 6                                                     |                                                       |                                                       |                                                       |                                                       |                                                       |                                                       |                                                       |                                                       |                                                       |                                                       |                                                       |                                                       | 7                                                     | 2                                                     | 6                                                     | 2                                                     | 3                                                     | 11                                                    | 9                                                     |
| 1956      | 298                                                   | 254                                                   | 44                                                    |                                                       |                                                       | 12                                                    |                                                       |                                                       | 9                                                     |                                                       | 21                                                    | 11                                                    | 7                                                     |                                                       |                                                       | 18                                                    |                                                       | 8                                                     |                                                       | 76                                                    | 3                                                     | 11                                                    | 4                                                     |                                                       | 15                                                    | 26                                                    |                                                       | 12                                                    | 26                                                    | 11                                                    |                                                       |                                                       |                                                       |                                                       |                                                       |                                                       |                                                       |                                                       |                                                       |                                                       | 9                                                     |                                                       | 9                                                     | 10                                                    | 13                                                    | 8                                                     | 14                                                    | 35                                                    | 3                                                     |
| 1960      | 189                                                   | 160                                                   | 29                                                    |                                                       |                                                       |                                                       |                                                       |                                                       | 10                                                    |                                                       | 11                                                    |                                                       | 7                                                     |                                                       |                                                       | 15                                                    |                                                       | 7                                                     |                                                       | 28                                                    | 3                                                     | 9                                                     | 4                                                     |                                                       | 9                                                     | 25                                                    |                                                       | 7                                                     | 26                                                    | 11                                                    |                                                       |                                                       |                                                       |                                                       |                                                       |                                                       |                                                       |                                                       |                                                       |                                                       | 4                                                     |                                                       | 10                                                    | 4                                                     | 8                                                     | 8                                                     | 6                                                     | 22                                                    | 5                                                     |
| 1964      | 243                                                   | 203                                                   | 40                                                    |                                                       |                                                       | 12                                                    |                                                       |                                                       | 10                                                    |                                                       | 18                                                    |                                                       | 7                                                     |                                                       |                                                       | 14                                                    | 4                                                     | 10                                                    |                                                       | 35                                                    | 3                                                     | 14                                                    | 7                                                     |                                                       | 8                                                     | 26                                                    |                                                       | 8                                                     | 32                                                    | 11                                                    |                                                       |                                                       |                                                       |                                                       |                                                       |                                                       |                                                       |                                                       |                                                       |                                                       | 11                                                    |                                                       | 11                                                    | 2                                                     | 6                                                     | 2                                                     | 10                                                    | 18                                                    | 8                                                     |
| 1968      | 128                                                   | 104                                                   | 24                                                    |                                                       |                                                       |                                                       |                                                       |                                                       | 4                                                     |                                                       | 5                                                     |                                                       | 2                                                     |                                                       |                                                       | 14                                                    |                                                       | 6                                                     |                                                       | 24                                                    | 3                                                     | 9                                                     | 7                                                     |                                                       | 3                                                     | 11                                                    |                                                       | 3                                                     | 24                                                    | 11                                                    |                                                       |                                                       |                                                       |                                                       |                                                       |                                                       |                                                       |                                                       |                                                       |                                                       | 2                                                     |                                                       |                                                       | 2                                                     | 5                                                     | 7                                                     | 5                                                     | 17                                                    | 9                                                     |
| 1972      | 168                                                   | 139                                                   | 29                                                    |                                                       |                                                       | 12                                                    |                                                       | 3                                                     | 4                                                     |                                                       | 4                                                     |                                                       | 3                                                     |                                                       |                                                       | 16                                                    | 4                                                     | 7                                                     |                                                       | 22                                                    | 2                                                     | 10                                                    | 4                                                     |                                                       | 3                                                     | 16                                                    |                                                       | 4                                                     | 24                                                    | 13                                                    |                                                       |                                                       |                                                       |                                                       |                                                       |                                                       |                                                       |                                                       |                                                       |                                                       | 3                                                     |                                                       | 11                                                    | 3                                                     | 8                                                     | 7                                                     | 2                                                     | 17                                                    | 6                                                     |
| 1976      | 180                                                   | 146                                                   | 34                                                    |                                                       |                                                       | 12                                                    |                                                       | 4                                                     | 4                                                     |                                                       | 3                                                     |                                                       | 3                                                     |                                                       |                                                       | 15                                                    | 3                                                     | 8                                                     |                                                       | 27                                                    | 2                                                     | 12                                                    | 7                                                     |                                                       | 3                                                     | 13                                                    |                                                       | 6                                                     | 28                                                    | 12                                                    |                                                       |                                                       |                                                       |                                                       |                                                       |                                                       |                                                       |                                                       |                                                       |                                                       | 3                                                     |                                                       | 11                                                    | 4                                                     |                                                       | 1                                                     | 4                                                     | 5                                                     | 32                                                    |
| 1980      | 120                                                   | 92                                                    | 28                                                    |                                                       |                                                       | 12                                                    |                                                       | 3                                                     | 2                                                     |                                                       | 3                                                     |                                                       | 5                                                     |                                                       |                                                       |                                                       | 3                                                     | 5                                                     |                                                       | 21                                                    | 1                                                     | 10                                                    |                                                       |                                                       | 3                                                     | 16                                                    |                                                       | 2                                                     | 17                                                    |                                                       |                                                       |                                                       |                                                       |                                                       |                                                       |                                                       |                                                       |                                                       |                                                       |                                                       | 3                                                     |                                                       | 11                                                    | 3                                                     | 2                                                     | 2                                                     | 5                                                     | 9                                                     | 15                                                    |
| 1984      | 242                                                   | 169                                                   | 73                                                    |                                                       |                                                       | 24                                                    |                                                       | 2                                                     | 5                                                     |                                                       | 3                                                     |                                                       | 4                                                     |                                                       |                                                       | 32                                                    | 3                                                     | 9                                                     |                                                       | 30                                                    | 3                                                     | 12                                                    | 9                                                     |                                                       | 3                                                     | 25                                                    |                                                       | 9                                                     | 33                                                    | 13                                                    |                                                       |                                                       |                                                       |                                                       |                                                       |                                                       |                                                       |                                                       |                                                       |                                                       | 6                                                     |                                                       | 13                                                    | 4                                                     | 4                                                     | 8                                                     | 12                                                    | 24                                                    | 14                                                    |
| 1988      | 252                                                   | 180                                                   | 72                                                    |                                                       |                                                       | 22                                                    |                                                       | 3                                                     | 4                                                     |                                                       | 2                                                     | 17                                                    | 4                                                     |                                                       |                                                       | 32                                                    | 3                                                     | 8                                                     |                                                       | 28                                                    | 1                                                     | 17                                                    | 10                                                    |                                                       | 3                                                     | 16                                                    |                                                       | 12                                                    | 27                                                    | 13                                                    |                                                       |                                                       |                                                       |                                                       |                                                       |                                                       | 6                                                     | 3                                                     |                                                       |                                                       | 3                                                     |                                                       | 13                                                    | 5                                                     | 3                                                     | 6                                                     | 5                                                     | 14                                                    | 15                                                    |
| 1992      | 279                                                   | 187                                                   | 92                                                    | 2                                                     |                                                       | 12                                                    |                                                       | 3                                                     | 6                                                     |                                                       | 2                                                     | 19                                                    | 4                                                     |                                                       |                                                       | 32                                                    | 2                                                     | 17                                                    |                                                       | 35                                                    | 3                                                     | 16                                                    | 5                                                     |                                                       | 2                                                     | 28                                                    |                                                       | 7                                                     | 35                                                    | 13                                                    |                                                       |                                                       |                                                       |                                                       |                                                       |                                                       | 7                                                     | 2                                                     |                                                       |                                                       | 7                                                     |                                                       | 13                                                    | 7                                                     | 7                                                     | 9                                                     | 11                                                    | 27                                                    | 10                                                    |
| 1996      | 417                                                   | 250                                                   | 167                                                   | 8                                                     | 20                                                    | 24                                                    | 6                                                     | 5                                                     | 8                                                     |                                                       | 1                                                     | 16                                                    | 7                                                     |                                                       |                                                       | 32                                                    | 12                                                    | 23                                                    |                                                       | 60                                                    | 1                                                     | 21                                                    | 11                                                    |                                                       | 9                                                     | 45                                                    |                                                       | 16                                                    | 33                                                    | 16                                                    |                                                       | 15                                                    |                                                       |                                                       |                                                       |                                                       | 7                                                     | 5                                                     |                                                       |                                                       | 9                                                     |                                                       |                                                       | 7                                                     | 9                                                     | 9                                                     | 23                                                    | 41                                                    | 7                                                     |
| 2000      | 617                                                   | 341                                                   | 276                                                   | 7                                                     | 24                                                    | 24                                                    | 10                                                    | 6                                                     | 9                                                     |                                                       | 7                                                     | 32                                                    | 12                                                    |                                                       | 30                                                    | 32                                                    | 14                                                    | 21                                                    |                                                       | 82                                                    | 2                                                     | 27                                                    | 14                                                    |                                                       | 11                                                    | 45                                                    |                                                       | 23                                                    | 52                                                    | 18                                                    |                                                       | 15                                                    |                                                       |                                                       |                                                       | 8                                                     | 10                                                    | 9                                                     |                                                       | 6                                                     | 11                                                    | 24                                                    | 26                                                    | 6                                                     | 16                                                    | 25                                                    | 17                                                    | 58                                                    | 4                                                     |
| 2004      | 470                                                   | 268                                                   | 202                                                   | 6                                                     | 24                                                    | 24                                                    | 8                                                     | 6                                                     | 9                                                     |                                                       | 3                                                     | 32                                                    | 2                                                     |                                                       |                                                       | 32                                                    | 12                                                    | 16                                                    |                                                       | 42                                                    | 2                                                     | 24                                                    | 8                                                     |                                                       | 1                                                     | 45                                                    |                                                       | 21                                                    | 43                                                    | 18                                                    |                                                       | 15                                                    |                                                       |                                                       |                                                       | 4                                                     | 7                                                     | 6                                                     |                                                       | 6                                                     | 9                                                     | 12                                                    | 26                                                    | 7                                                     | 17                                                    | 16                                                    | 17                                                    | 50                                                    | 4                                                     |
| 2008      | 432                                                   | 233                                                   | 199                                                   | 6                                                     |                                                       | 24                                                    | 4                                                     | 5                                                     | 9                                                     |                                                       | 2                                                     | 17                                                    | 2                                                     |                                                       |                                                       | 32                                                    | 13                                                    | 16                                                    |                                                       | 40                                                    | 1                                                     | 28                                                    | 12                                                    |                                                       | 4                                                     | 48                                                    |                                                       | 17                                                    | 52                                                    | 17                                                    |                                                       | 15                                                    |                                                       |                                                       |                                                       | 4                                                     | 8                                                     | 6                                                     |                                                       | 5                                                     | 9                                                     |                                                       | 26                                                    | 9                                                     | 14                                                    | 15                                                    | 17                                                    | 46                                                    | 6                                                     |
| 2012      | 404                                                   | 221                                                   | 183                                                   | 6                                                     |                                                       | 24                                                    | 4                                                     | 2                                                     | 11                                                    |                                                       | 3                                                     |                                                       | 2                                                     |                                                       |                                                       | 32                                                    | 6                                                     | 20                                                    |                                                       | 50                                                    | 2                                                     | 27                                                    | 12                                                    |                                                       | 1                                                     | 46                                                    |                                                       | 17                                                    | 55                                                    | 13                                                    |                                                       |                                                       |                                                       |                                                       |                                                       | 2                                                     | 6                                                     | 6                                                     |                                                       | 6                                                     | 8                                                     | 12                                                    | 26                                                    | 10                                                    | 8                                                     | 15                                                    | 12                                                    | 35                                                    | 8                                                     |
| 2016      | 420                                                   | 208                                                   | 212                                                   | 5                                                     |                                                       | 24                                                    | 4                                                     | 4                                                     | 3                                                     |                                                       |                                                       | 18                                                    | 2                                                     | 4                                                     |                                                       | 32                                                    | 7                                                     | 16                                                    |                                                       | 59                                                    | 2                                                     | 31                                                    | 12                                                    |                                                       | 3                                                     | 29                                                    | 25                                                    | 18                                                    | 48                                                    | 11                                                    |                                                       |                                                       |                                                       |                                                       |                                                       | 4                                                     | 10                                                    | 6                                                     |                                                       | 6                                                     | 4                                                     |                                                       | 26                                                    | 9                                                     | 8                                                     | 11                                                    | 10                                                    | 29                                                    | 10                                                    |
| 2020      | 479                                                   | 222                                                   | 257                                                   | 4                                                     |                                                       | 24                                                    | 4                                                     | 4                                                     | 5                                                     |                                                       |                                                       | 40                                                    | 5                                                     | 4                                                     |                                                       | 36                                                    | 3                                                     | 17                                                    | 1                                                     | 71                                                    | 2                                                     | 31                                                    | 8                                                     | 6                                                     |                                                       | 38                                                    | 26                                                    | 15                                                    | 37                                                    | 13                                                    | 5                                                     | 15                                                    | 2                                                     | 4                                                     | 8                                                     | 4                                                     | 10                                                    | 6                                                     | 2                                                     | 6                                                     | 3                                                     |                                                       | 13                                                    | 7                                                     | 17                                                    | 7                                                     | 22                                                    | 46                                                    | 6                                                     |
| 2024      | 464                                                   | 205                                                   | 259                                                   | 3                                                     |                                                       | 28                                                    | 6                                                     | 2                                                     | 12                                                    | 2                                                     |                                                       | 19                                                    | 3                                                     | 4                                                     |                                                       | 35                                                    | 3                                                     | 15                                                    |                                                       | 72                                                    | 1                                                     | 26                                                    | 10                                                    | 6                                                     | 2                                                     | 37                                                    | 25                                                    | 10                                                    | 44                                                    | 12                                                    | 9                                                     |                                                       | 2                                                     | 4                                                     | 8                                                     | 3                                                     | 9                                                     | 6                                                     | 1                                                     | 4                                                     | 6                                                     |                                                       | 26                                                    | 9                                                     | 18                                                    | 19                                                    | 16                                                    | 53                                                    | 4                                                     |
| Gesamt    | Gesamt                                                | Gesamt                                                | Gesamt                                                | Gesamt                                                | Gesamt                                                | Gesamt                                                | Gesamt                                                | Gesamt                                                | Gesamt                                                | Gesamt                                                | Gesamt                                                | Gesamt                                                | Gesamt                                                | Gesamt                                                | Gesamt                                                | Gesamt                                                | Gesamt                                                | Gesamt                                                | Gesamt                                                | Gesamt                                                | Gesamt                                                | Gesamt                                                | Gesamt                                                | Gesamt                                                | Gesamt                                                | Gesamt                                                | Gesamt                                                | Gesamt                                                | Gesamt                                                | Gesamt                                                | Gesamt                                                | Gesamt                                                | Gesamt                                                | Gesamt                                                | Gesamt                                                | Gesamt                                                | Gesamt                                                | Gesamt                                                | Gesamt                                                | Gesamt                                                | Gesamt                                                | Gesamt                                                | Gesamt                                                | Gesamt                                                | 182                                                   | 192                                                   | 226                                                   | 600                                                   |                                                       |

### Winterspiele
| Jahr      | Athleten           | Athleten           | Athleten           | Sportarten         | Sportarten         | Sportarten         | Sportarten         | Sportarten         | Sportarten         | Sportarten         | Sportarten         | Sportarten         | Sportarten         | Sportarten         | Sportarten         | Sportarten         | Sportarten         | Medaillen          | Medaillen          | Medaillen          | Medaillen          | Rang               |
| Jahr      | ∑                  |                    |                    |                    |                    |                    |                    |                    |                    |                    |                    |                    |                    |                    |                    |                    |                    |                    |                    |                    | Medaillen – Gesamt | Rang               |
| --------- | ------------------ | ------------------ | ------------------ | ------------------ | ------------------ | ------------------ | ------------------ | ------------------ | ------------------ | ------------------ | ------------------ | ------------------ | ------------------ | ------------------ | ------------------ | ------------------ | ------------------ | ------------------ | ------------------ | ------------------ | ------------------ | ------------------ |
| 1924–1932 | nicht teilgenommen | nicht teilgenommen | nicht teilgenommen | nicht teilgenommen | nicht teilgenommen | nicht teilgenommen | nicht teilgenommen | nicht teilgenommen | nicht teilgenommen | nicht teilgenommen | nicht teilgenommen | nicht teilgenommen | nicht teilgenommen | nicht teilgenommen | nicht teilgenommen | nicht teilgenommen | nicht teilgenommen | nicht teilgenommen | nicht teilgenommen | nicht teilgenommen | nicht teilgenommen | nicht teilgenommen |
| 1936      | 1                  | 1                  | 0                  |                    |                    |                    |                    |                    | 1                  |                    |                    |                    |                    |                    |                    |                    |                    |                    |                    |                    |                    |                    |
| 1948      | nicht teilgenommen | nicht teilgenommen | nicht teilgenommen | nicht teilgenommen | nicht teilgenommen | nicht teilgenommen | nicht teilgenommen | nicht teilgenommen | nicht teilgenommen | nicht teilgenommen | nicht teilgenommen | nicht teilgenommen | nicht teilgenommen | nicht teilgenommen | nicht teilgenommen | nicht teilgenommen | nicht teilgenommen | nicht teilgenommen | nicht teilgenommen | nicht teilgenommen | nicht teilgenommen | nicht teilgenommen |
| 1952      | 9                  | 7                  | 2                  |                    |                    |                    |                    | 3                  | 1                  |                    |                    |                    |                    |                    | 3                  | 2                  |                    |                    |                    |                    |                    |                    |
| 1956      | 8                  | 7                  | 1                  |                    |                    |                    |                    | 2                  | 1                  |                    |                    |                    |                    |                    | 5                  |                    |                    |                    |                    |                    |                    |                    |
| 1960      | 30                 | 26                 | 4                  |                    |                    |                    | 17                 | 6                  | 2                  |                    | 1                  |                    |                    |                    | 3                  | 1                  |                    |                    |                    |                    |                    |                    |
| 1964      | 5                  | 3                  | 2                  |                    |                    |                    |                    |                    |                    |                    |                    |                    |                    |                    | 5                  |                    |                    |                    |                    |                    |                    |                    |
| 1968      | 3                  | 3                  | 0                  |                    |                    |                    |                    |                    | 1                  |                    |                    |                    |                    |                    | 1                  | 1                  |                    |                    |                    |                    |                    |                    |
| 1972      | 4                  | 4                  | 0                  |                    |                    |                    |                    |                    | 2                  |                    |                    |                    |                    |                    | 2                  |                    |                    |                    |                    |                    |                    |                    |
| 1976      | 8                  | 5                  | 3                  |                    |                    |                    |                    | 2                  | 1                  |                    |                    |                    |                    |                    | 5                  |                    |                    |                    |                    |                    |                    |                    |
| 1980      | 9                  | 5                  | 4                  |                    |                    |                    |                    | 2                  | 2                  |                    |                    |                    |                    |                    | 4                  | 1                  |                    |                    |                    |                    |                    |                    |
| 1984      | 10                 | 8                  | 2                  | 1                  |                    |                    |                    | 2                  | 2                  |                    |                    |                    |                    |                    | 3                  | 2                  |                    |                    |                    |                    |                    |                    |
| 1988      | 19                 | 17                 | 2                  | 1                  | 5                  |                    |                    | 4                  | 4                  |                    |                    |                    |                    |                    | 3                  | 2                  |                    |                    |                    |                    |                    |                    |
| 1992      | 22                 | 15                 | 7                  | 2                  | 2                  |                    |                    | 3                  | 2                  | 2                  |                    | 1                  | 6                  |                    | 2                  | 2                  |                    |                    |                    |                    |                    |                    |
| 1994      | 25                 | 18                 | 7                  | 2                  | 4                  |                    |                    | 2                  | 2                  | 5                  |                    | 1                  | 5                  |                    | 2                  | 2                  |                    |                    |                    | 1                  | 1                  | 22                 |
| 1998      | 23                 | 15                 | 8                  | 1                  | 4                  |                    |                    | 4                  |                    | 5                  |                    |                    | 5                  |                    | 1                  | 2                  | 1                  |                    |                    | 1                  | 1                  | 22                 |
| 2002      | 25                 | 13                 | 12                 |                    |                    |                    |                    | 2                  |                    | 7                  |                    |                    | 5                  |                    | 10                 |                    | 1                  | 2                  |                    |                    | 2                  | 15                 |
| 2006      | 40                 | 23                 | 17                 | 1                  | 4                  |                    |                    | 1                  |                    | 9                  |                    | 1                  | 6                  | 2                  | 4                  | 3                  | 9                  | 1                  |                    | 1                  | 2                  | 17                 |
| 2010      | 40                 | 20                 | 20                 | 1                  | 7                  |                    |                    | 1                  | 1                  | 11                 |                    | 1                  | 2                  | 3                  | 2                  | 3                  | 8                  | 2                  | 1                  |                    | 3                  | 13                 |
| 2014      | 60                 | 29                 | 31                 | 2                  | 6                  |                    |                    | 4                  | 1                  | 21                 |                    | 1                  | 2                  | 3                  | 5                  | 4                  | 11                 |                    | 2                  | 1                  | 3                  | 24                 |
| 2018      | 50                 | 28                 | 22                 |                    | 4                  |                    |                    | 4                  | 1                  | 16                 |                    | 1                  | 2                  | 2                  | 3                  | 6                  | 11                 |                    | 2                  | 1                  | 3                  | 23                 |
| 2022      | 43                 | 21                 | 22                 |                    | 2                  | 2                  |                    | 2                  |                    | 13                 |                    | 1                  | 1                  | 2                  | 3                  | 6                  | 11                 | 1                  | 2                  | 1                  | 4                  | 18                 |
| Gesamt    | Gesamt             | Gesamt             | Gesamt             | Gesamt             | Gesamt             | Gesamt             | Gesamt             | Gesamt             | Gesamt             | Gesamt             | Gesamt             | Gesamt             | Gesamt             | Gesamt             | Gesamt             | Gesamt             | Gesamt             | 6                  | 7                  | 6                  | 19                 |                    |

### Zwischenspiele
| Jahr   | Athleten | Athleten | Athleten | Sportarten | Sportarten | Medaillen | Medaillen | Medaillen | Medaillen          | Rang |
| Jahr   | ∑        |          |          |            |            |           |           |           | Medaillen – Gesamt | Rang |
| ------ | -------- | -------- | -------- | ---------- | ---------- | --------- | --------- | --------- | ------------------ | ---- |
| 1906   | 4        | 4        | 0        | 3          | 1          |           |           | 3         | 3                  | 19   |
| Gesamt | Gesamt   | Gesamt   | Gesamt   | Gesamt     | Gesamt     | 0         | 0         | 3         | 3                  |      |

### Jugend-Sommerspiele
| Jahr   | Athleten | Athleten | Athleten | Sportarten | Sportarten | Sportarten | Sportarten | Sportarten | Sportarten | Sportarten | Sportarten | Sportarten | Sportarten | Sportarten | Sportarten | Sportarten | Sportarten | Sportarten | Sportarten | Sportarten | Sportarten | Sportarten | Sportarten | Sportarten | Sportarten | Sportarten | Sportarten | Sportarten | Sportarten | Sportarten | Sportarten | Sportarten | Sportarten | Sportarten | Medaillen | Medaillen | Medaillen | Medaillen          | Rang |
| Jahr   | ∑        |          |          |            |            |            |            |            |            |            |            |            |            |            |            |            |            |            |            |            |            |            |            |            |            |            |            |            |            |            |            |            |            |            |           |           |           | Medaillen – Gesamt | Rang |
| ------ | -------- | -------- | -------- | ---------- | ---------- | ---------- | ---------- | ---------- | ---------- | ---------- | ---------- | ---------- | ---------- | ---------- | ---------- | ---------- | ---------- | ---------- | ---------- | ---------- | ---------- | ---------- | ---------- | ---------- | ---------- | ---------- | ---------- | ---------- | ---------- | ---------- | ---------- | ---------- | ---------- | ---------- | --------- | --------- | --------- | ------------------ | ---- |
| 2010   | 100      | 52       | 48       | 2          | 4          |            | 2          | 2          |            | 2          |            | 14         | 16         |            |            | 2          | 17         | 1          | 4          | 2          | 5          | 3          | 4          |            | 3          | 8          | 2          |            |            | 1          | 2          | 2          | 2          | 1          | 8         | 13        | 8         | 29                 | 6    |
| 2014   | 89       | 43       | 46       | 2          |            | 2          | 2          | 2          | 1          | 2          | 2          |            | 9          |            | 2          | 1          | 20         | 2          |            | 1          |            | 1          | 3          | 12         | 4          | 8          | 2          |            | 4          | 2          |            | 2          | 3          |            | 4         | 3         | 14        | 21                 | 14   |
| 2018   | 88       | 41       | 47       | 1          | 4          | 4          | 2          | 2          | 2          | 2          | 2          |            | 18         | 2          | 2          | 1          | 13         | 2          |            | 1          | 1          | 1          | 2          |            | 3          | 8          | 5          | 1          | 1          | 1          | 2          | 2          | 1          | 2          | 4         | 8         | 4         | 16                 | 13   |
| Gesamt | Gesamt   | Gesamt   | Gesamt   | Gesamt     | Gesamt     | Gesamt     | Gesamt     | Gesamt     | Gesamt     | Gesamt     | Gesamt     | Gesamt     | Gesamt     | Gesamt     | Gesamt     | Gesamt     | Gesamt     | Gesamt     | Gesamt     | Gesamt     | Gesamt     | Gesamt     | Gesamt     | Gesamt     | Gesamt     | Gesamt     | Gesamt     | Gesamt     | Gesamt     | Gesamt     | Gesamt     | Gesamt     | Gesamt     | Gesamt     | 16        | 24        | 26        | 66                 |      |

### Jugend-Winterspiele
| Jahr   | Athleten | Athleten | Athleten | Sportarten | Sportarten | Sportarten | Sportarten | Sportarten | Sportarten | Sportarten | Sportarten | Sportarten | Medaillen | Medaillen | Medaillen | Medaillen          | Rang |
| Jahr   | ∑        |          |          |            |            |            |            |            |            |            |            |            |           |           |           | Medaillen – Gesamt | Rang |
| ------ | -------- | -------- | -------- | ---------- | ---------- | ---------- | ---------- | ---------- | ---------- | ---------- | ---------- | ---------- | --------- | --------- | --------- | ------------------ | ---- |
| 2012   | 14       | 8        | 6        | 1          | 2          | 1          | 4          | 1          |            | 2          | 2          | 1          |           |           | 2         | 2                  | 28   |
| 2016   | 17       | 8        | 9        | 2          | 2          |            | 4          | 1          | 1          | 2          | 2          | 4          |           | 3         | 1         | 4                  | 19   |
| 2020   | 32       | 14       | 18       | 6          | 6          |            | 6          |            | 1          | 4          | 4          | 5          | 1         |           |           | 1                  | 21   |
| 2024   | 47       | 16       | 31       | 6          | 13         | 3          | 8          |            | 1          | 2          | 4          | 10         |           | 2         | 1         | 3                  | 24   |
| Gesamt | Gesamt   | Gesamt   | Gesamt   | Gesamt     | Gesamt     | Gesamt     | Gesamt     | Gesamt     | Gesamt     | Gesamt     | Gesamt     | Gesamt     | 6         | 7         | 6         | 19                 |      |

## Übersicht der Sportarten

### Sommerspiele

#### Badminton
| Gelbes Symbol für Goldmedaillen mit stilisierten Olympischen Ringen | Graues Symbol für Silbermedaillen mit stilisierten Olympischen Ringen | Braundes Symbol für Bronzemedaillen mit stilisierten Olympischen Ringen |
| ------------------------------------------------------------------- | --------------------------------------------------------------------- | ----------------------------------------------------------------------- |
| —                                                                   | —                                                                     | —                                                                       |

Seit der Einführung des Badmintons bei Olympischen Spielen 1992 nehmen australische Athleten am Badmintonturnier teil. Anna Lao erreichte im Einzel und zusammen mit Rhonda Cator im Doppel jeweils das Viertelfinale. Erst 2012 in London konnte das Doppel Leanne Choo/Renuga Veeran diesen Erfolg wiederholen.

#### Baseball
| Gelbes Symbol für Goldmedaillen mit stilisierten Olympischen Ringen | Graues Symbol für Silbermedaillen mit stilisierten Olympischen Ringen | Braundes Symbol für Bronzemedaillen mit stilisierten Olympischen Ringen |
| ------------------------------------------------------------------- | --------------------------------------------------------------------- | ----------------------------------------------------------------------- |
| —                                                                   | 1                                                                     | —                                                                       |

Die erste australische Baseballmannschaft nahm 1996 in Atlanta teil. Die Mannschaft wurde Siebte von acht Mannschaften. Das gleiche Ergebnis wurde bei den heimischen Sommerspielen 2000 erzielt. 2004 konnte sich Australien für das Halbfinale qualifizieren. Japan wurde mit 1:0 besiegt. Im Finale unterlag Australien Kuba mit 2:6, hatte aber die erste olympische Medaille in dieser Sportart gewonnen. Für das bislang letzte olympische Baseballturnier 2008 konnte sich Australien nicht qualifizieren.
| Name               | Spiele     | Disziplin | Anmerkung              |
| ------------------ | ---------- | --------- | ---------------------- |
| Nationalmannschaft | 2004 Athen |           | erster Medaillengewinn |

#### Basketball
| Gelbes Symbol für Goldmedaillen mit stilisierten Olympischen Ringen | Graues Symbol für Silbermedaillen mit stilisierten Olympischen Ringen | Braundes Symbol für Bronzemedaillen mit stilisierten Olympischen Ringen |
| ------------------------------------------------------------------- | --------------------------------------------------------------------- | ----------------------------------------------------------------------- |
| —                                                                   | 3                                                                     | 2                                                                       |

Erstmals war eine australische Basketballmannschaft 1956 in Melbourne bei Olympischen Spielen vertreten. Die Mannschaft erreichte Platz 12. 1964 in Tokio wurde die Mannschaft Neunte, ebenso 1972 in München. 1976 konnte man sich auf Platz 8 verbessern. Diese Platzierung wurde auch 1980 in Moskau erreicht. 1984 in Los Angeles wurden die Männer Siebte. Erstmals trat auch eine Frauenmannschaft an. Sie wurde Fünfte von sechs Mannschaften.
1988 in Seoul konnten beide Mannschaften bis in die Halbfinals vordringen. Die Männer gewannen drei von fünf Vorrundenspielen und besiegten Spanien im Viertelfinale. Im Halbfinale scheiterte Australien an Jugoslawien. Auch das Spiel um Bronze gegen die USA ging verloren. Die Frauen gewannen zwei von drei Vorrundenspielen. Auch sie scheiterten im Halbfinale an Jugoslawien. Das Spiel um Bronze ging gegen die Sowjetunion verloren.
1992 wurden die Männer Sechste. In Atlanta 1996 gab es dann den bislang größten Erfolg im australischen Basketball zu feiern. Die Männer erreichten nach vier Siegen in fünf Vorrundenspielen das Viertelfinale gegen Kroatien und gewannen das Spiel. Im Halbfinale unterlag man den USA und verlor dann auch das Spiel um Bronze gegen Litauen. Die Frauen gewannen drei ihrer fünf Vorrundenspiele. Im Viertelfinale wurde Russland besiegt, im Halbfinale unterlag man den USA. Mit einem 66:56-Sieg über die Ukraine gewannen die Frauen dann die Bronzemedaille.
2000 in Sydney reichte es für die Männer wieder nur für Platz 4. Das Team gewann drei der fünf Vorrundenspiele und besiegte im Viertelfinale Italien. Im Halbfinale unterlag man Frankreich und verlor das Spiel um Bronze wie schon vier Jahre zuvor gegen Litauen. Die Frauen gewannen alle ihre fünf Vorrundenspiele. Im Viertelfinale besiegten sie Polen und im Halbfinale Brasilien. Das Finale gegen die USA ging mit 54:76 verloren.
2004 in Athen konnten sich die Männer nicht für das Viertelfinale qualifizieren. In den Platzierungsspielen erreichten sie Platz 9. Die Frauen hingegen konnten ihren Erfolg von Sydney wiederholen. Wieder gewannen sie alle ihre fünf Vorrundenspiele. Im Viertelfinale schlugen sie Neuseeland. Im Halbfinale trafen sie wie schon in Sydney auf Brasilien und gewannen mit 88:75. Wieder hieß der Finalgegner USA, die Australierinnen verloren wieder, diesmal mit 63:74.
Das Turnier von 2008 in Peking verlief ähnlich. Nach drei Siegen in fünf Vorrundenspielen schieden sie im Viertelfinale gegen die USA aus. In der Endabrechnung kamen sie auf Platz 7. Die Frauen gewannen alle fünf Vorrundenspiele. Im Viertelfinale schlugen sie Tschechien, im Halbfinale China. Zum dritten Mal in Folge hieß das Finale bei den Frauen USA – Australien, und zum dritten Mal gewannen die US-Amerikanerinnen. Das Ergebnis lautete 65:92.
Auch 2012 in London wurden die Männer wieder Siebte. Wie in Peking erreichten sie nach drei Vorrundensiegen das Viertelfinale und wieder war der Gegner die US-Mannschaft. Australien verlor mit 86:119 und wurde in der Endabrechnung auf Platz 7 gewertet. Die Frauen gewannen diesmal vier ihrer fünf Vorrundenspiele. Im Viertelfinale schlug man China und stieß diesmal schon im Halbfinale auf die USA, die zum vierten Mal die Australierinnen besiegten. Das Spiel um Bronze gegen Russland wurde mit 83:74 gewonnen.
2016 in Rio de Janeiro erreichten die Männer nach vier Vorrundensiegen in fünf Spielen das Viertelfinale gegen Litauen, das sie gewinnen konnten. Im Halbfinale unterlag man Serbien. Auch das Spiel um Bronze gegen Spanien ging mit 88:89 verloren. Die Frauen gewannen alle ihre fünf Vorrundenspiele. Im Viertelfinale unterlag man Serbien mit 71:73 und schied aus. In der Endabrechnung wurde das Team auf Platz 5 gewertet.
| Name                          | Spiele      | Disziplin     | Anmerkung |
| ----------------------------- | ----------- | ------------- | --------- |
| Nationalmannschaft der Frauen | 2000 Sydney | Frauenturnier |           |
| Nationalmannschaft der Frauen | 2004 Athen  | Frauenturnier |           |
| Nationalmannschaft der Frauen | 2008 Peking | Frauenturnier |           |

| Name                          | Spiele       | Disziplin     | Anmerkung              |
| ----------------------------- | ------------ | ------------- | ---------------------- |
| Nationalmannschaft der Frauen | 1996 Atlanta | Frauenturnier | erster Medaillengewinn |
| Nationalmannschaft der Frauen | 2012 London  | Frauenturnier |                        |

#### Beach-Volleyball
| Gelbes Symbol für Goldmedaillen mit stilisierten Olympischen Ringen | Graues Symbol für Silbermedaillen mit stilisierten Olympischen Ringen | Braundes Symbol für Bronzemedaillen mit stilisierten Olympischen Ringen |
| ------------------------------------------------------------------- | --------------------------------------------------------------------- | ----------------------------------------------------------------------- |
| 1                                                                   | —                                                                     | 1                                                                       |

Gleich beim olympischen Debüt dieser Sportart 1996 in Atlanta konnte eine australische Medaille gewonnen werden. Das Doppel Natalie Cook/Kerri Pottharst gewann Bronze. Bei den heimischen Sommerspielen 2000 in Sydney wurden Cook/Pottharst Olympiasiegerinnen. 2004 in Athen erreichten sie das Halbfinale, verloren dieses und auch das Spiel um Bronze. Das Männerdoppel Julien Prosser/Mark Williams schnitt identisch ab.
2008 in Peking ging Natalie Cook mit Tamsin Barnett Hinchley an den Start. Sie schieden im Viertelfinale aus.
| Name                         | Spiele      | Disziplin     | Anmerkung          |
| ---------------------------- | ----------- | ------------- | ------------------ |
| Natalie Cook Kerri Pottharst | 2000 Sydney | Frauenturnier | erster Olympiasieg |

| Name                         | Spiele       | Disziplin     | Anmerkung              |
| ---------------------------- | ------------ | ------------- | ---------------------- |
| Natalie Cook Kerri Pottharst | 1996 Atlanta | Frauenturnier | erster Medaillengewinn |

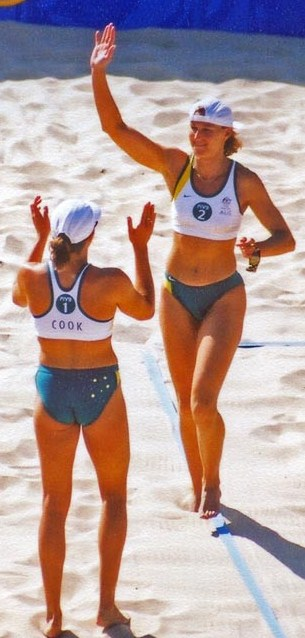
Natalie Cook (vorne) und Kerri Pottharst 2000 in Sydney

#### Bogenschießen
| Gelbes Symbol für Goldmedaillen mit stilisierten Olympischen Ringen | Graues Symbol für Silbermedaillen mit stilisierten Olympischen Ringen | Braundes Symbol für Bronzemedaillen mit stilisierten Olympischen Ringen |
| ------------------------------------------------------------------- | --------------------------------------------------------------------- | ----------------------------------------------------------------------- |
| 1                                                                   | —                                                                     | 2                                                                       |

Australische Bogenschützen traten schon bei der olympischen Neuauflage der Sportart 1972 in München an. Einen ersten Erfolg erzielte 1996 in Atlanta das Männerteam mit Platz 4. Simon Fairweather konnte 2000 in Sydney mit seinem Sieg in der Einzelwertung die erste australische Medaille gewinnen und gleichzeitig den ersten australischen Olympiasieg in dieser Disziplin erzielen.
2004 in Athen gewann Tim Cuddihy Bronze im Einzel, die Mannschaft belegte Platz 6. Noch einmal Bronze gab es 2016 in Rio de Janeiro durch die Männermannschaft.
| Name              | Spiele      | Disziplin | Anmerkung                              |
| ----------------- | ----------- | --------- | -------------------------------------- |
| Simon Fairweather | 2000 Sydney | Einzel    | erster Medaillengewinn und Olympiasieg |

| Name                               | Spiele              | Disziplin  | Anmerkung |
| ---------------------------------- | ------------------- | ---------- | --------- |
| Tim Cuddihy                        | 2004 Athen          | Einzel     |           |
| Alec Potts Ryan Tyack Taylor Worth | 2016 Rio de Janeiro | Mannschaft |           |

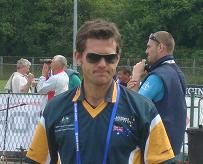
Simon Fairweather, Olympiasieger 2000

#### Boxen
| Gelbes Symbol für Goldmedaillen mit stilisierten Olympischen Ringen | Graues Symbol für Silbermedaillen mit stilisierten Olympischen Ringen | Braundes Symbol für Bronzemedaillen mit stilisierten Olympischen Ringen |
| ------------------------------------------------------------------- | --------------------------------------------------------------------- | ----------------------------------------------------------------------- |
| —                                                                   | 1                                                                     | 3                                                                       |

Die ersten australischen Boxer nahmen 1924 in Paris teil. 1948 in London wurde Adrian Holmes Vierter im Halbschwergewicht. Kevin John Hogarth war 1956 in Melbourne der erste australische Medaillengewinner im Boxen. Er gewann Bronze im Weltergewicht. 1960 in Rom kamen zwei weitere Bronzemedaillen hinzu. Oliver Taylor gewann seine Medaille im Bantamgewicht, Anthony Madigan im Halbschwergewicht. Erst 32 Jahre später schaffte Grahame Cheney den nächsten Medaillengewinn. Er gewann 1988 in Soul Silber im Halbweltergewicht.
| Name           | Spiele     | Disziplin         | Anmerkung |
| -------------- | ---------- | ----------------- | --------- |
| Grahame Cheney | 1988 Seoul | Halbweltergewicht |           |

| Name               | Spiele         | Disziplin         | Anmerkung              |
| ------------------ | -------------- | ----------------- | ---------------------- |
| Kevin John Hogarth | 1956 Melbourne | Weltergewicht     | erster Medaillengewinn |
| Oliver Taylor      | 1960 Rom       | Bantamgewicht     |                        |
| Anthony Madigan    | 1960 Rom       | Halbschwergewicht |                        |

#### Fechten
| Gelbes Symbol für Goldmedaillen mit stilisierten Olympischen Ringen | Graues Symbol für Silbermedaillen mit stilisierten Olympischen Ringen | Braundes Symbol für Bronzemedaillen mit stilisierten Olympischen Ringen |
| ------------------------------------------------------------------- | --------------------------------------------------------------------- | ----------------------------------------------------------------------- |
| —                                                                   | —                                                                     | —                                                                       |

Die ersten australischen Fechter nahmen am olympischen Fechtturnier 1952 in Helsinki teil. Gregory Benko erreichte 1976 in Montreal Platz 6 mit dem Florett. Dies war die einzige Topplatzierung eines australischen Fechters.

#### Fußball
| Gelbes Symbol für Goldmedaillen mit stilisierten Olympischen Ringen | Graues Symbol für Silbermedaillen mit stilisierten Olympischen Ringen | Braundes Symbol für Bronzemedaillen mit stilisierten Olympischen Ringen |
| ------------------------------------------------------------------- | --------------------------------------------------------------------- | ----------------------------------------------------------------------- |
| —                                                                   | —                                                                     | —                                                                       |

Das erste olympische Fußballturnier mit australischer Beteiligung fand 1956 statt. Die australische Mannschaft erreichte das Viertelfinale, das sie mit 2:4 gegen Indien verlor. Erst 1988 konnte sich Australien wieder qualifizieren. Auch diesmal schaffte es das Team bis ins Viertelfinale. Hier unterlag man der Sowjetunion mit 0:3. Auch 1992 erreichte Australien das Viertelfinale. Diesmal konnte Schweden mit 2:1 besiegt werden. Im Halbfinale gab es eine 1:6-Niederlage gegen Polen. Das Spiel um Bronze verlor Australien mit 0:1 gegen Ghana. 1996 und 2000 scheiterten die Männermannschaften schon in der Vorrunde. 2000 war auch erstmals eine Frauenmannschaft dabei, die jedoch, wie die Männer, in der Vorrunde ausschieden. Gegen die deutsche Mannschaft verlor man mit 0:3.
2004 erreichten beide Mannschaften die Viertelfinals. Die Männer unterlagen dort dem Irak mit 0:1, die Frauen scheiterten mit 1:2 an Schweden. 2008 waren nur die Männer dabei, die in der Vorrunde ausschieden. 2016 wurde Australien von der Frauenmannschaft vertreten. Im Viertelfinale hielt die Mannschaft ein 0:0 gegen Brasilien, das auch nach der Verlängerung Bestand hatte. Im Elfmeterschießen verloren die Frauen mit 6:7.

#### Gewichtheben
| Gelbes Symbol für Goldmedaillen mit stilisierten Olympischen Ringen | Graues Symbol für Silbermedaillen mit stilisierten Olympischen Ringen | Braundes Symbol für Bronzemedaillen mit stilisierten Olympischen Ringen |
| ------------------------------------------------------------------- | --------------------------------------------------------------------- | ----------------------------------------------------------------------- |
| 1                                                                   | —                                                                     | 3                                                                       |

Gewichtheber aus Australien traten erstmals 1948 in London an. 1952 gewann Vern Barberis mit Bronze im Leichtgewicht die erste australische Medaille in dieser Sportart.
1984 wurde Dean Lukin im Superschwergewicht zum ersten australischen Gewichtheberolympiasieger. Robert Kabbas gewann zudem Bronze im Halbschwergewicht. Stefan Botev, ein gebürtiger Bulgare, der 1992 für sein Land Bronze gewinnen konnte, startete seit 1993 für seine neue Heimat Australien. 1996 in Atlanta gewann er Bronze im Superschwergewicht.
| Name       | Spiele           | Disziplin          | Anmerkung          |
| ---------- | ---------------- | ------------------ | ------------------ |
| Dean Lukin | 1984 Los Angeles | Superschwergewicht | erster Olympiasieg |

| Name          | Spiele           | Disziplin          | Anmerkung              |
| ------------- | ---------------- | ------------------ | ---------------------- |
| Vern Barberis | 1952 Helsinki    | Leichtgewicht      | erster Medaillengewinn |
| Robert Kabbas | 1984 Los Angeles | Halbschwergewicht  |                        |
| Stefan Botev  | 1996 Atlanta     | Superschwergewicht |                        |

#### Golf
| Gelbes Symbol für Goldmedaillen mit stilisierten Olympischen Ringen | Graues Symbol für Silbermedaillen mit stilisierten Olympischen Ringen | Braundes Symbol für Bronzemedaillen mit stilisierten Olympischen Ringen |
| ------------------------------------------------------------------- | --------------------------------------------------------------------- | ----------------------------------------------------------------------- |
| —                                                                   | —                                                                     | —                                                                       |

Golf wurde 2016 in Rio de Janeiro wieder ins olympische Programm aufgenommen. Zwei Männer und zwei Frauen aus Australien traten dabei an. Marcus Fraser erreichte Platz 5 bei den Männern, Minjee Lee Platz 7 bei den Frauen.

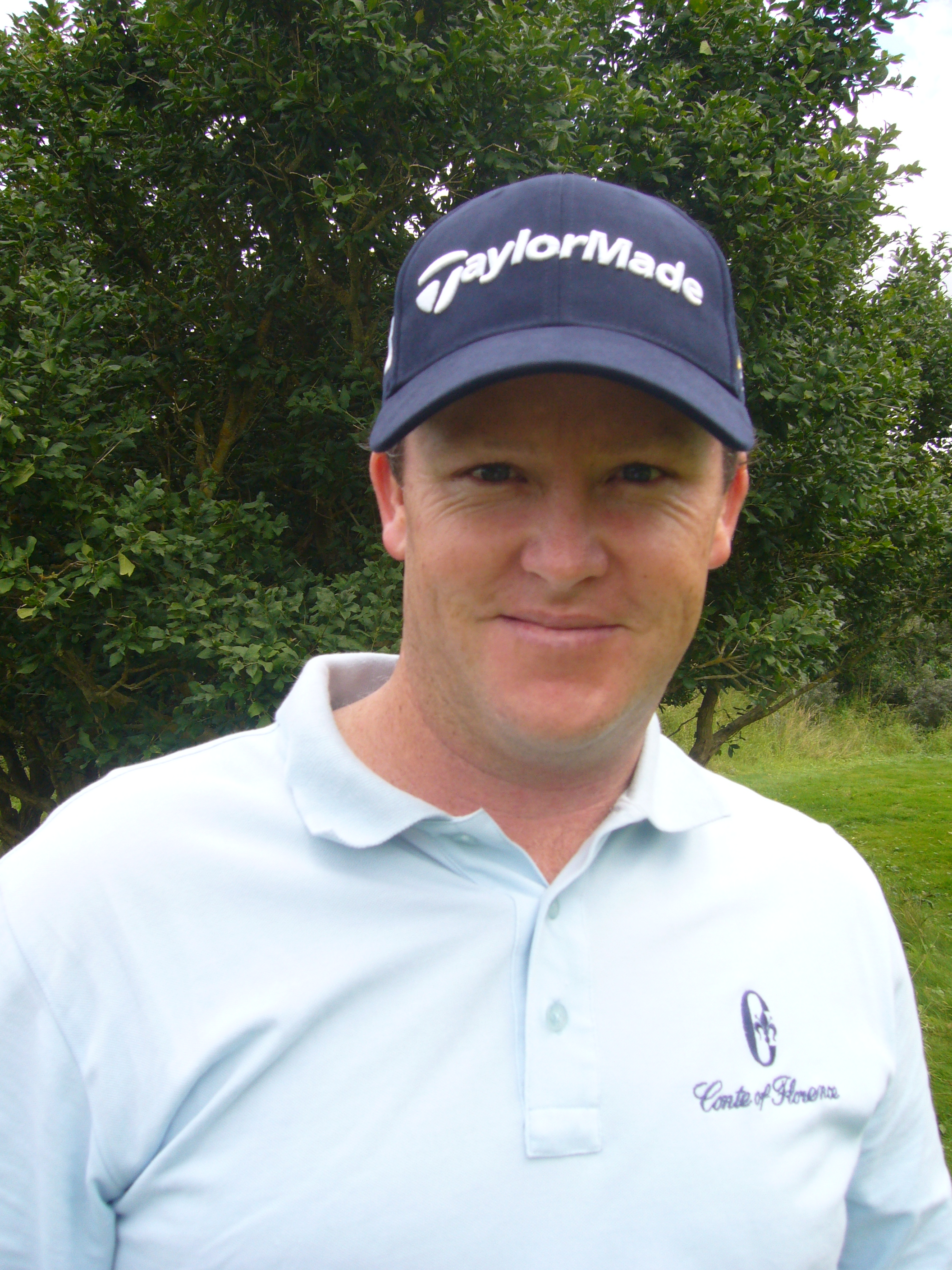
Marcus Fraser
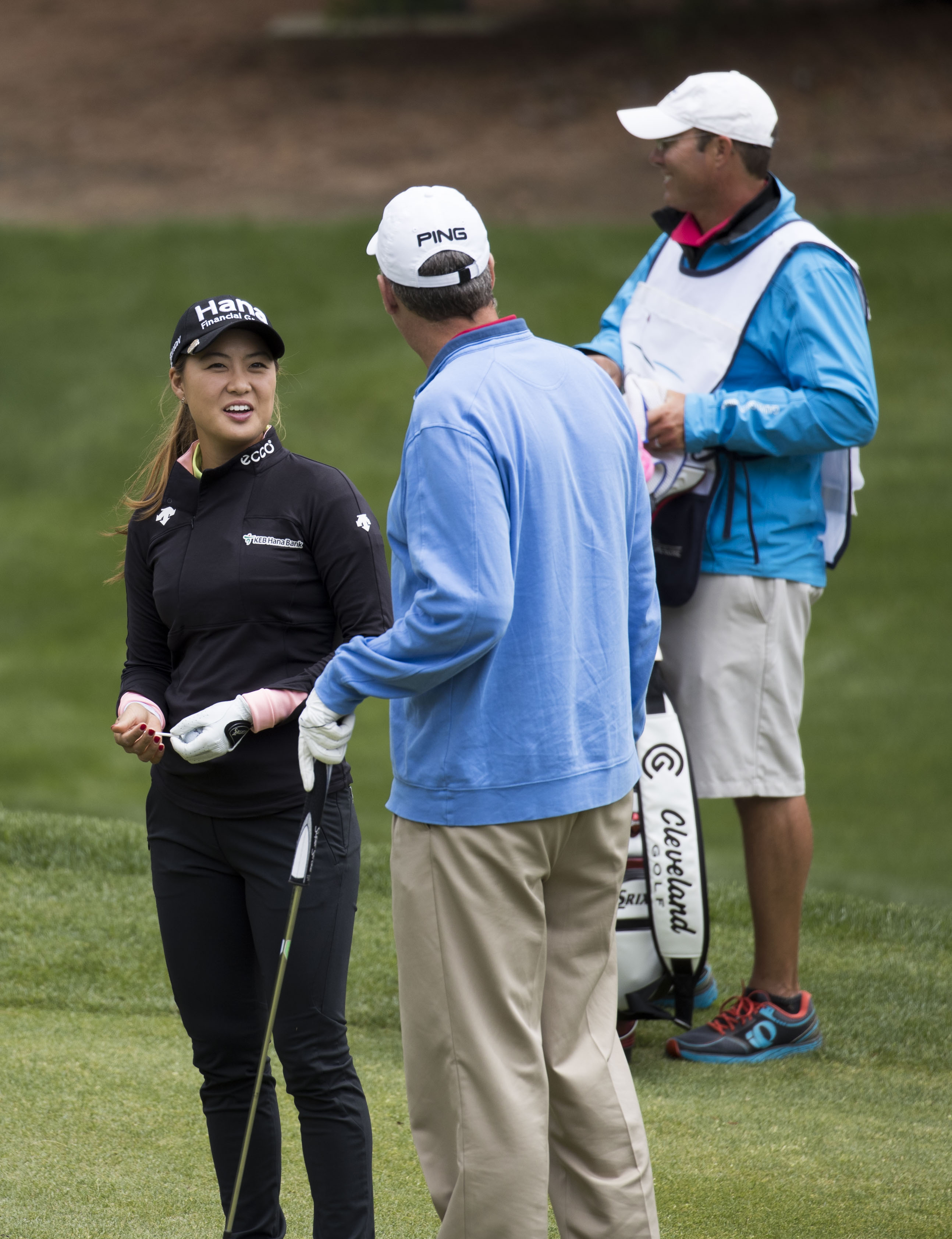
Minjee Lee

#### Handball
| Gelbes Symbol für Goldmedaillen mit stilisierten Olympischen Ringen | Graues Symbol für Silbermedaillen mit stilisierten Olympischen Ringen | Braundes Symbol für Bronzemedaillen mit stilisierten Olympischen Ringen |
| ------------------------------------------------------------------- | --------------------------------------------------------------------- | ----------------------------------------------------------------------- |
| —                                                                   | —                                                                     | —                                                                       |

Nur ein Mal, 2000 in Sydney, nahm Australien am olympischen Handballturnier teil. Sowohl die Männer als auch die Frauen verloren alle ihre Vorrundenspiele und schieden aus. Die Frauen verloren u. a. mit 10:39 gegen Österreich.

#### Hockey
| Gelbes Symbol für Goldmedaillen mit stilisierten Olympischen Ringen | Graues Symbol für Silbermedaillen mit stilisierten Olympischen Ringen | Braundes Symbol für Bronzemedaillen mit stilisierten Olympischen Ringen |
| ------------------------------------------------------------------- | --------------------------------------------------------------------- | ----------------------------------------------------------------------- |
| 4                                                                   | 3                                                                     | 5                                                                       |

Am olympischen Hockeyturnier nimmt Australien seit 1956 teil. Bei der ersten Teilnahme erreichten die australischen Männer Platz 5. 1960 erreichten sie das Viertelfinale, in dem sie mit 0:1 nach Verlängerung an Indien scheiterten. In der Platzierungsrunde wurde zuerst gegen Kenia gespielt. Das Spiel stand nach der regulären Spielzeit 1:1. Nach 40 Minuten Verlängerung und einbrechender Dunkelheit wurde das Spiel abgebrochen und Australien per Münzwurf zum Sieger erklärt. Nach einem Protest der Kenianer wurde ein Wiederholungsspiel angesetzt, das Australien mit 2:1 gewann. Das Spiel um Platz 5, schon einen Tag später, gegen Neuseeland verlor man mit 0:1.
Das Turnier von 1964 verlief erfolgreicher und endete mit dem ersten Medaillengewinn einer australischen Hockeymannschaft. Als Gruppenzweiter war man nach der Vorrunde für das Halbfinale qualifiziert. Gegner war Indien, Australien verlor mit 1:3. Das Spiel um Bronze konnten die Australier gegen Spanien mit 3:2 gewinnen. 1968 lag Australien nach der Vorrunde punktgleich mit Kenia auf Platz 2. Zur Ermittlung des Halbfinalteilnehmers musste ein Entscheidungsspiel absolviert werden, das Australien mit 3:2 gewann. Im Halbfinale konnte Indien mit 2:1 nach Verlängerung geschlagen werden. Das Finale gegen Pakistan wurde mit 1:2 verloren.
1972 reichte es für Australien nur für die Platzierungsspiele um die Plätze 5 bis 8. Australien konnte beide Spiele gewinnen und wurde damit Fünfter. 1976 wurde die Mannschaft wieder Gruppenzweiter, diesmal punktgleich mit Indien. Das Entscheidungsspiel gewann man mit 5:4 im Siebenmeterschießen nach einem 1:1 nach Verlängerung. Im Halbfinale wurde Pakistan mit 2:1 besiegt. Das Finale gegen Neuseeland endete mit einer 0:1-Niederlage.
Erst 1984 konnte sich Australien wieder qualifizieren. Diesmal nahm erstmals auch eine Frauenmannschaft teil. Die Männer hatten alle ihre fünf Vorrundenspiele gewonnen, u. a. mit 3:0 gegen die Bundesrepublik Deutschland. Im Halbfinale unterlag man Pakistan mit 0:1, das Spiel um Bronze gegen das Vereinigte Königreich wurde mit 2:3 verloren. Das Frauenturnier bestand aus sechs Mannschaften, das Turnier wurde in einer Endrunde ausgetragen. Australien lag, u. a. nach einem 2:2 gegen die Bundesrepublik Deutschland, dabei punktgleich mit gleicher Tordifferenz zusammen mit den USA auf Platz 3. Zu der Zeit sah das Reglement noch keinen direkten Vergleich vor, welchen Australien mit 3:1 gewonnen hatte. Daher wurde direkt nach dem letzten Spiel ein Siebenmeterschießen angeordnet, das die USA für sich entscheiden konnten.
1988 konnten die Männer alle ihre fünf Vorrundenspiele gewinnen. Sie verloren jedoch das Halbfinale gegen das Vereinigte Königreich (2:3) und das Spiel um Bronze gegen die Niederlande (1:2). Die Frauen zogen nach einem Sieg über Deutschland (1:0) und zwei Unentschieden ins Halbfinale ein. Hier besiegten sie die Niederlande mit 3:2. Im Finale war Gastgeber Südkorea der Gegner, das Vorrundenspiel hatte 5:5 geendet. Die Australierinnen gewannen mit 2:0 und wurden somit die ersten australischen Hockeyolympiasieger.
1992 siegten die Männer in vier der fünf Vorrundenspiele, dazu gab es ein 1:1 gegen Deutschland. Im Halbfinale wurden die Niederlande mit 3:0 besiegt. Das Finale fand wieder gegen Deutschland statt. Australien unterlag mit 1:2. Die Frauen unterlagen Deutschland mit 0:1 in der Vorrunde. Ein Sieg und eine weitere Niederlage reichte nur zum dritten Gruppenplatz und damit für die Platzierungsrunde. Die erste Runde gegen Neuseeland wurde mit 5:1 gewonnen, das Spiel um Platz 5 gegen die Niederlande mit 2:0.
1996 konnte sich die Männermannschaft für das Halbfinale qualifizieren. Die Mannschaft belegte Platz 2 in ihrer Vorrundengruppe und traf im Halbfinale auf Spanien. Mit 1:2 ging das Spiel verloren. Im Spiel um Bronze konnten die Australier die deutsche Mannschaft mit 3:2 besiegen. Die Frauen wurden Gruppenerster und waren damit direkt für das Finale qualifiziert. In den Gruppenspielen besiegten sie die deutsche Mannschaft mit 1:0. Das Finale wurde wie schon 1988 gegen Südkorea ausgetragen. Australien gewann mit 3:1 und war damit zum zweiten Mal Olympiasieger.
Bei den heimischen Sommerspielen 2000 wurden die Männer Erster in ihrer Vorrundengruppe. Das Halbfinale gegen die Niederlande endete 0:0 nach Verlängerung. Australien verlor im Siebenmeterschießen mit 4:5. Das Spiel um Bronze gegen Pakistan gewannen die Australier mit 6:3. Auch die Frauen wurden Erste in ihrer Vorrundengruppe. Der Turniermodus sah vor, dass die jeweils drei Gruppenbesten eine Medaillenrunde spielten. Australien blieb auch hier auf Platz 1 und spielte im Finale gegen Argentinien. Die Australierinnen gewannen das Finale mit 3:1 und wurde damit zum zweiten Mal in Folge Olympiasieger. Zum ersten Mal konnte eine Frauenmannschaft ihren Olympiasieg verteidigen.
Im Turnier von 2004 lagen die Männer in ihrer Vorrundengruppe auf Platz 2. Das Halbfinale gegen Spanien gewannen sie mit 6:3. Im Finale gegen die Niederlage ging es in die Verlängerung, nachdem es in der regulären Spielzeit 1:1 gestanden hatte. Australien gewann mit 2:1, damit waren die Männer erstmals Olympiasieger. Die Frauen wurden in ihrer Vorrundengruppe nur Vierte. Gegen Deutschland hatte man mit 1:2 verloren. Somit waren die Frauen nur für die Platzierungsspiele um die Plätze 5 bis 8 qualifiziert. Japan wurde mit 3:1 besiegt, im Spiel um Platz 5 gab es gegen Neuseeland einen 3:0-Sieg.
Die Männer belegten 2008 in der Vorrunde Platz 2. Im Halbfinale unterlag man Spanien mit 2:3, konnte aber das Spiel um Bronze gegen die Niederlande mit 6:2 gewinnen. Die Frauen wurden auf Grund der schlechteren Tordifferenz gegenüber Chine nur Gruppendritte. Im Spiel um Platz 5 gegen das Vereinigte Königreich siegten sie mit 2:0. Das gleiche Ergebnis wurde 2012 erzielt. Diesmal wurden die Männer Gruppenerste. Im Halbfinale unterlag man Deutschland mit 2:4. Das Spiel um Bronze gegen das Vereinigte Königreich wurde mit 3:1 gewonnen. Die Frauen wurden abermals Gruppendritte. Wieder hatte man eine schlechtere Tordifferenz aufzuweisen, diesmal gegenüber Argentinien und Neuseeland. In der Vorrunde hatten die Australierinnen Deutschland mit 3:1 besiegt. Das Spiel um Platz 5 gegen China wurde mit 2:0 gewonnen.
Das Turnier 2016 endete für die Männer mit Platz 6. Als Gruppendritter war man für das Viertelfinale qualifiziert. Hier unterlag man den Niederlanden mit 0:4. Die Frauen wurden ebenfalls Gruppendritte. Auch sie verloren ihr Viertelfinale. Gegen Neuseeland gab es eine 2:4-Niederlage. Auch die Frauen wurden auf Platz 6 gewertet.
| Name                          | Spiele       | Disziplin     | Anmerkung          |
| ----------------------------- | ------------ | ------------- | ------------------ |
| Nationalmannschaft der Frauen | 1988 Seoul   | Frauenturnier | erster Olympiasieg |
| Nationalmannschaft der Frauen | 1996 Atlanta | Frauenturnier |                    |
| Nationalmannschaft der Frauen | 2000 Sydney  | Frauenturnier |                    |
| Nationalmannschaft der Männer | 2004 Athen   | Männerturnier |                    |

| Name                          | Spiele            | Disziplin     | Anmerkung |
| ----------------------------- | ----------------- | ------------- | --------- |
| Nationalmannschaft der Männer | 1968 Mexiko-Stadt | Männerturnier |           |
| Nationalmannschaft der Männer | 1976 Montreal     | Männerturnier |           |
| Nationalmannschaft der Männer | 1992 Barcelona    | Männerturnier |           |

| Name                          | Spiele       | Disziplin     | Anmerkung              |
| ----------------------------- | ------------ | ------------- | ---------------------- |
| Nationalmannschaft der Männer | 1964 Tokio   | Männerturnier | erster Medaillengewinn |
| Nationalmannschaft der Männer | 1996 Atlanta | Männerturnier |                        |
| Nationalmannschaft der Männer | 2000 Sydney  | Männerturnier |                        |
| Nationalmannschaft der Männer | 2008 Peking  | Männerturnier |                        |
| Nationalmannschaft der Männer | 2012 London  | Männerturnier |                        |

#### Judo
| Gelbes Symbol für Goldmedaillen mit stilisierten Olympischen Ringen | Graues Symbol für Silbermedaillen mit stilisierten Olympischen Ringen | Braundes Symbol für Bronzemedaillen mit stilisierten Olympischen Ringen |
| ------------------------------------------------------------------- | --------------------------------------------------------------------- | ----------------------------------------------------------------------- |
| —                                                                   | —                                                                     | 2                                                                       |

Die ersten australischen Judoka gingen bei der olympischen Premiere dieser Sportart 1964 an den Start. In Tokio erkämpfte sich Theodore Boronovskis die Bronzemedaille in der offenen Klasse. Erst 36 Jahre später, 2000 in Sydney, konnte wieder ein Erfolg erzielt werden. Mária Pekli gewann Bronze im Leichtgewicht.
| Name                 | Spiele      | Disziplin     | Anmerkung              |
| -------------------- | ----------- | ------------- | ---------------------- |
| Theodore Boronovskis | 1964 Tokio  | offene Klasse | erster Medaillengewinn |
| Mária Pekli          | 2000 Sydney | Leichtgewicht |                        |

#### Kanusport
| Gelbes Symbol für Goldmedaillen mit stilisierten Olympischen Ringen | Graues Symbol für Silbermedaillen mit stilisierten Olympischen Ringen | Braundes Symbol für Bronzemedaillen mit stilisierten Olympischen Ringen |
| ------------------------------------------------------------------- | --------------------------------------------------------------------- | ----------------------------------------------------------------------- |
| 3                                                                   | 8                                                                     | 13                                                                      |

Die ersten australischen Kanuten nahmen 1956 in Melbourne teil. Hier gewannen Dennis Green und Walter Brown im Zweier-Kajak über 10.000 Meter die Bronzemedaille. Der nächste Medaillengewinn ließ 24 Jahre auf sich warten. 1980 in Moskau gewann John Sumegi Silber im Einer-Kajak über 500 Meter. Über die 1000-Meter-Distanz wurde er Vierter. 1984 in Los Angeles gewannen Barry Kelly und Grant Kenny Bronze im Zweier-Kajak über 1000 Meter. In dieser Bootsklasse über die gleiche Distanz gewannen Peter Foster und Kelvin Graham 1988 in Seoul ebenfalls Bronze. Grant Davies gewann im Einer-Kajak über 1000 Meter die Silbermedaille. Der Vierer-Kajak scheiterte mit Platz 4 nur knapp an einem Medaillenrang.
1992 in Barcelona wurde erstmals ein australischer Kanute Olympiasieger. Clint Robinson siegte im Einer-Kajak über 1000 Meter. Der Vierer-Kajak gewann Bronze. Bei den Frauen holte Danielle Woodward Silber im Einer-Kajak auf der Slalomstrecke. 1996 konnten drei Bronzemedaillen gewonnen werden. Clint Robinson konnte im Einer-Kajak über 1000 Meter seinen Olympiasieg nicht verteidigen, er wurde Dritter. Im Zweier-Kajak über 500 Meter kamen Daniel Collins und Andrew Trim als Dritte ins Ziel. Die dritte Bronzemedaille gewannen Katrin Borchert und Annemarie Cox im Zweier-Kajak über 500 Meter. Beide Frauen waren keine geborenen Australierinnen und waren schon vorher bei Olympischen Spielen für ihre Geburtsländer angetreten. Cox war Niederländerin und hatte 1988 im Zweier-Kajak Bronze gewonnen. Borchert war Deutsche und gewann 1992 im Vierer-Kajak die Silbermedaille.
Borchert war auch 2000 in Sydney erfolgreich, als sie im Einer-Kajak über 500 Meter Bronze gewann. Daniel Collins und Andrew Trim gewannen im Zweier-Kajak über 500 Meter Silber. In Athen 2004 gewann Nathan Baggaley Silber im Einer-Kajak über 500 Meter. Über 1000 Meter wurde er Vierter. Zusammen mit Clint Robinson gewann er im Zweier-Kajak über 500 Meter ebenfalls Silber. Über 1000 Meter belegten Daniel Collins und David Rhodes Platz 4. Ebenfalls Vierter wurde der Slalomfahrer Robin Bell im Einer-Canadier.
2008 in Peking wurde Kenneth Wallace Olympiasieger im Einer-Kajak über 500 Meter. Über 1000 Meter gewann er Bronze. Ebenfalls Bronze holte im Slalom Robin Bell im Einer-Kanadier. Auch das Vierer-Kajak der Frauen gewann Bronze. Slalomfahrerin Jacqueline Lawrence gewann im Einer-Kajak Silber. Der Vierer-Kajak der Männer wurde 2012 in London Olympiasieger. Kenneth Wallace und Dave Smith fuhren im Zweier-Kajak über 1000 Meter auf Platz 4. Bei den Frauen gewann Slalomfahrerin Jessica Fox Silber im Einer-Kajak. Jessica Fox konnte 2016 in Rio de Janeiro noch einmal Bronze gewinnen. Eine weitere Bronzemedaille gewannen Kenneth Wallace und Lachlan Tame im Zweier-Kajak über 1000 Meter. Murray Stewart wurde im Einer-Kajak über 1000 Meter Vierter. Auch der Vierer-Kajak der Männer belegte Platz 4.
| Name                                              | Spiele         | Disziplin      | Anmerkung          |
| ------------------------------------------------- | -------------- | -------------- | ------------------ |
| Clint Robinson                                    | 1992 Barcelona | K 1 1000 Meter | erster Olympiasieg |
| Ken Wallace                                       | 2008 Peking    | K 1 500 Meter  |                    |
| Tate Smith David Smith Murray Stewart Jacob Clear | 2012 London    | K 4            |                    |

| Name                           | Spiele         | Disziplin      | Anmerkung |
| ------------------------------ | -------------- | -------------- | --------- |
| John Sumegi                    | 1980 Moskau    | K 1 500 Meter  |           |
| Grant Davies                   | 1988 Seoul     | K 1 1000 Meter |           |
| Danielle Woodward              | 1992 Barcelona | K 1 Slalom     |           |
| Daniel Collins Andrew Trim     | 2000 Sydney    | K 2 500 Meter  |           |
| Nathan Baggaley                | 2004 Athen     | K 1 500 Meter  |           |
| Clint Robinson Nathan Baggaley | 2004 Athen     | K 2 500 Meter  |           |
| Jacqueline Lawrence            | 2008 Peking    | K 1 Slalom     |           |
| Jessica Fox                    | 2012 London    | K 1 Slalom     |           |

| Name                                                    | Spiele              | Disziplin        | Anmerkung              |
| ------------------------------------------------------- | ------------------- | ---------------- | ---------------------- |
| Dennis Green Walter Brown                               | 1956 Melbourne      | K 2 10.000 Meter | erster Medaillengewinn |
| Barry Kelly Grant Kenny                                 | 1984 Los Angeles    | K 2 1000 Meter   |                        |
| Peter Foster Kelvin Graham                              | 1988 Seoul          | K 2 1000 Meter   |                        |
| Kelvin Graham Ian Rowling Steve Wood Ramon Andersson    | 1992 Barcelona      | K 4              |                        |
| Clint Robinson                                          | 1996 Atlanta        | K 1 1000 Meter   |                        |
| Daniel Collins Andrew Trim                              | 1996 Atlanta        | K 2 500 Meter    |                        |
| Katrin Borchert Annemarie Cox                           | 1996 Atlanta        | K 2 500 Meter    |                        |
| Katrin Borchert                                         | 2000 Sydney         | K 1 500 Meter    |                        |
| Ken Wallace                                             | 2008 Peking         | K 1 1000 Meter   |                        |
| Robin Bell                                              | 2008 Peking         | C 1 Slalom       |                        |
| Lisa Oldenhof Hannah Davis Chantal Meek Lyndsie Fogarty | 2008 Peking         | K 4              |                        |
| Lachlan Tame Ken Wallace                                | 2016 Rio de Janeiro | K 2 1000 Meter   |                        |
| Jessica Fox                                             | 2016 Rio de Janeiro | K 1 Slalom       |                        |

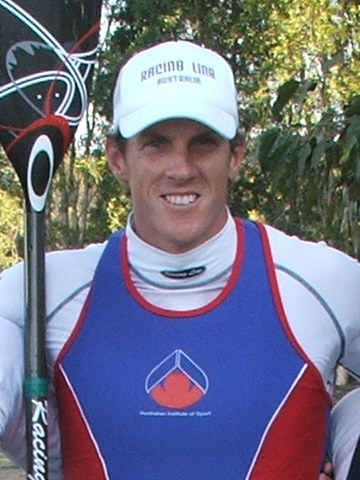
Kenneth Wallace, Olympiasieger 2008, Bronze 2008 und 2016
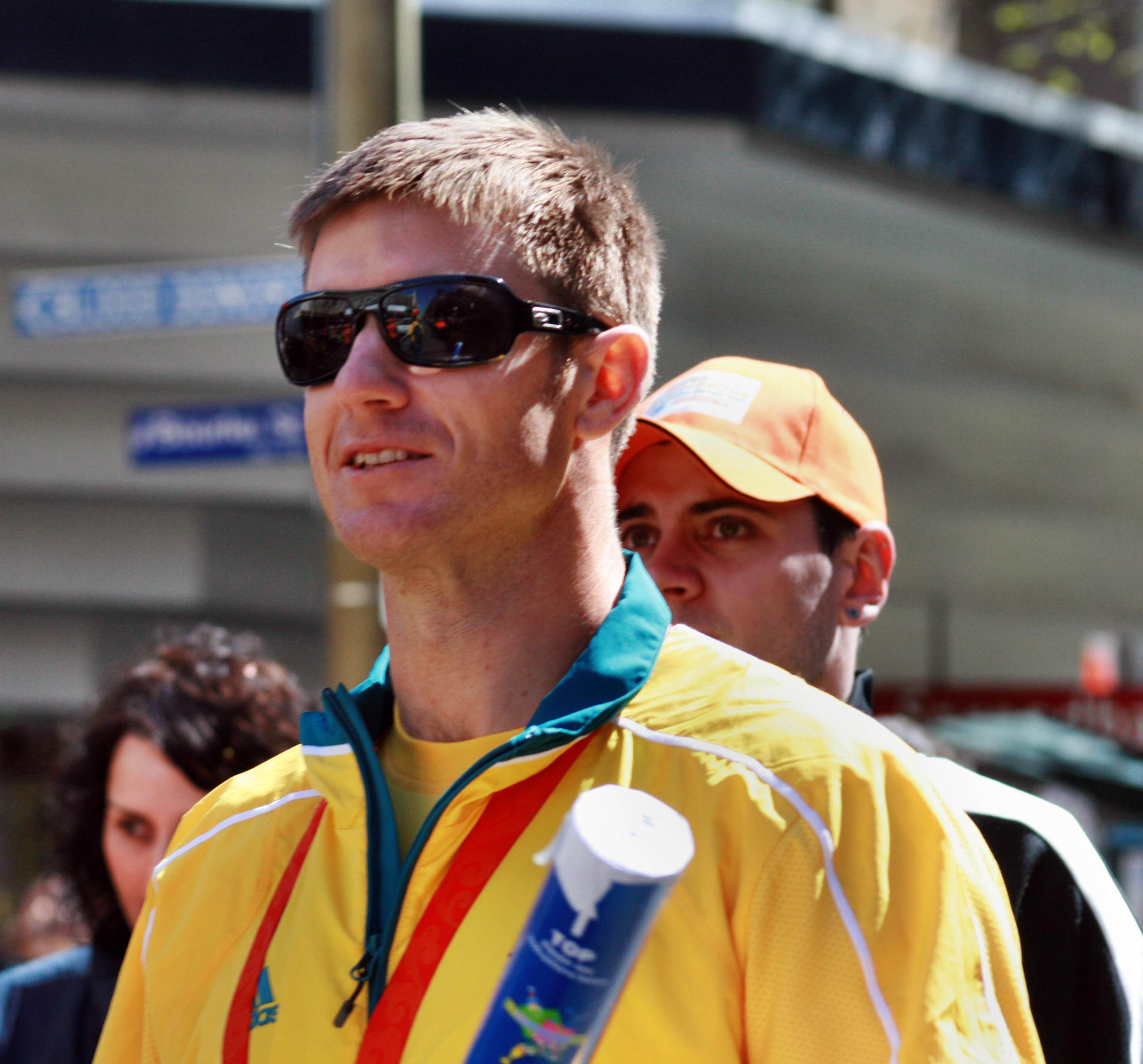
Robin Bell, Bronze 2008
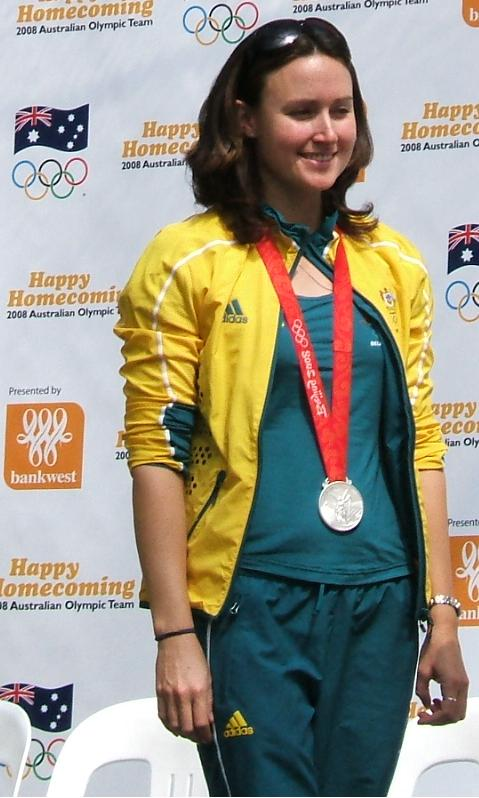
Jacqueline Lawrence, Silber 2008
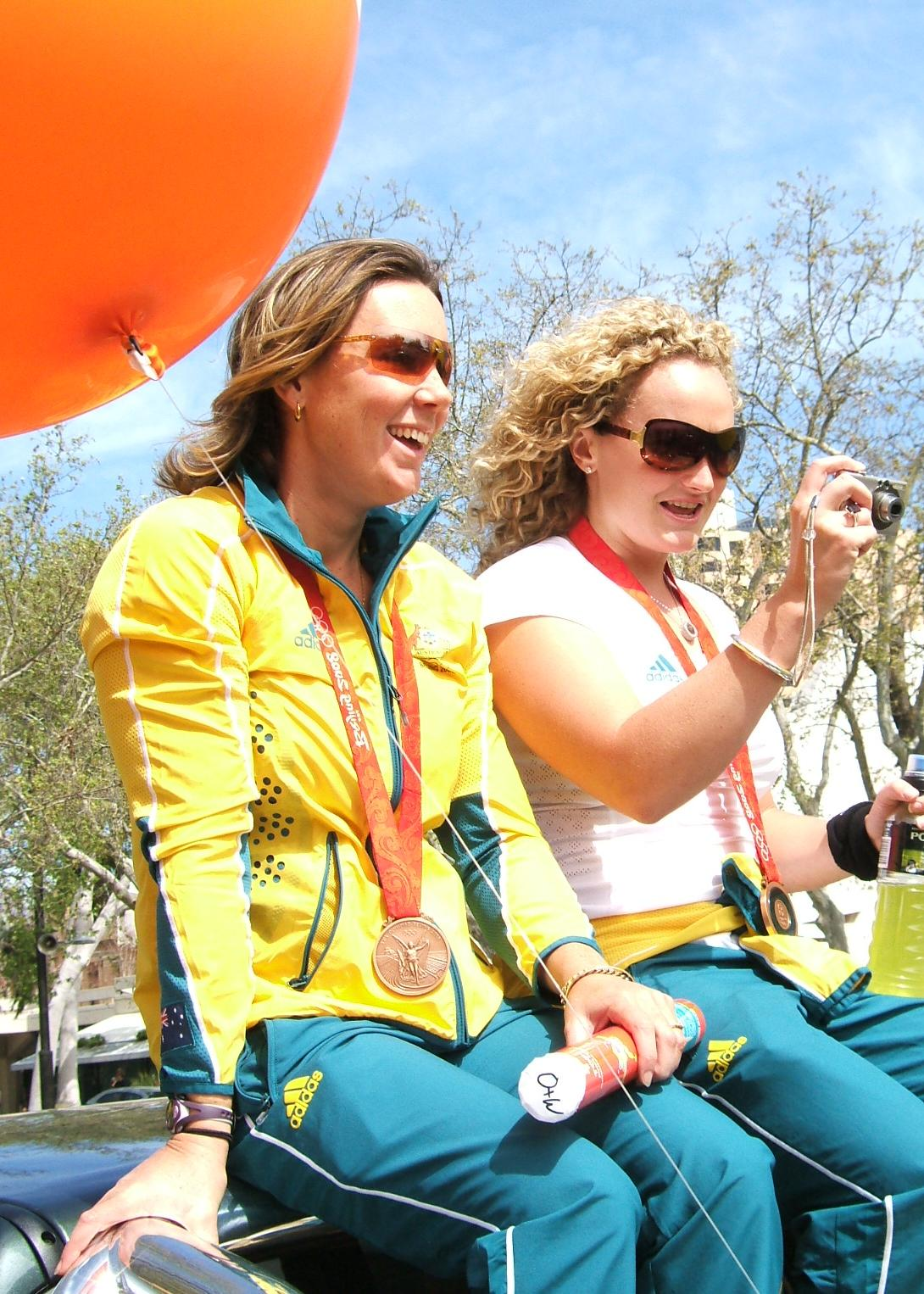
Lisa Oldenhof (l.) und Hannah Davis (r.), Bronze 2008
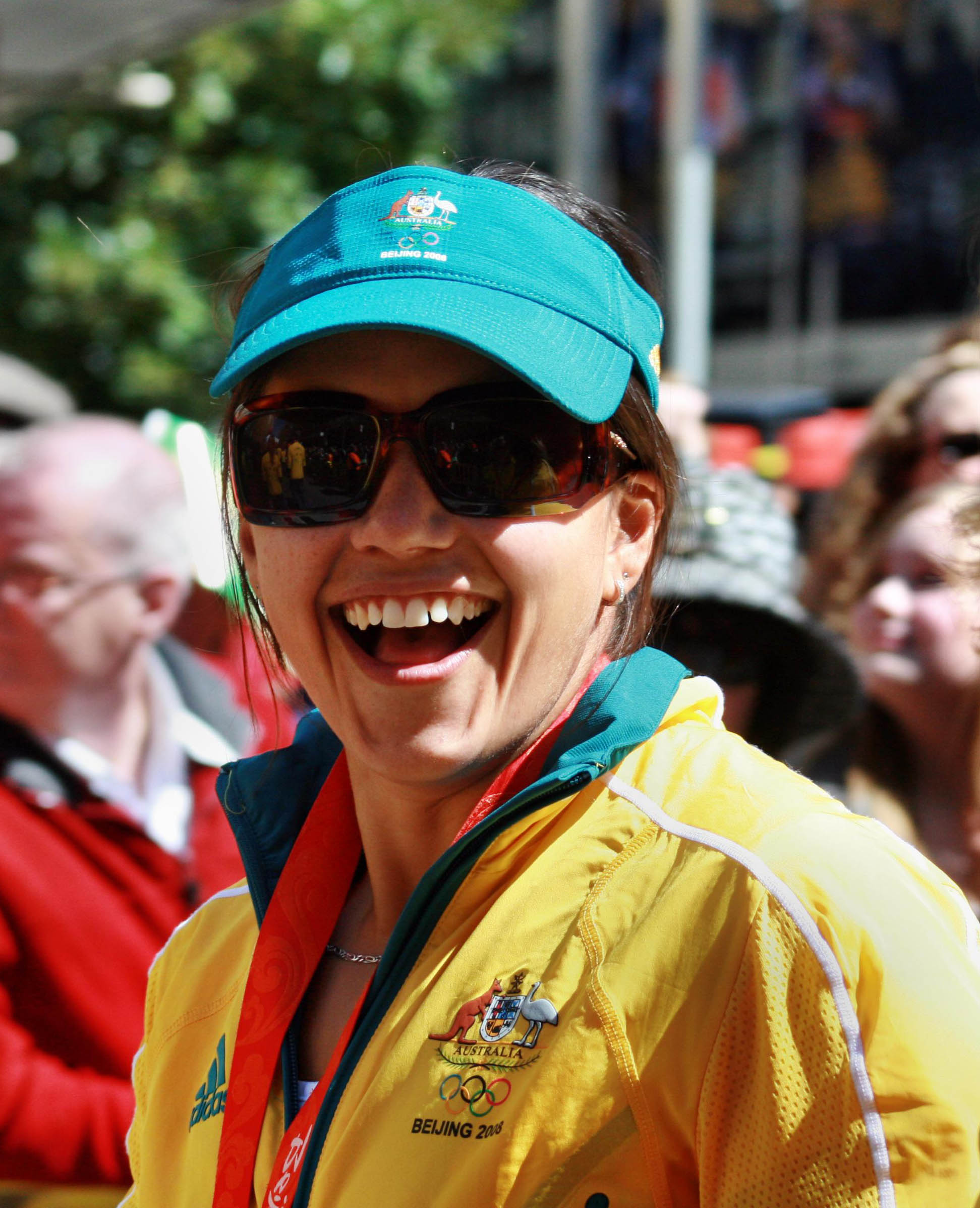
Chantal Meek, Bronze 2008
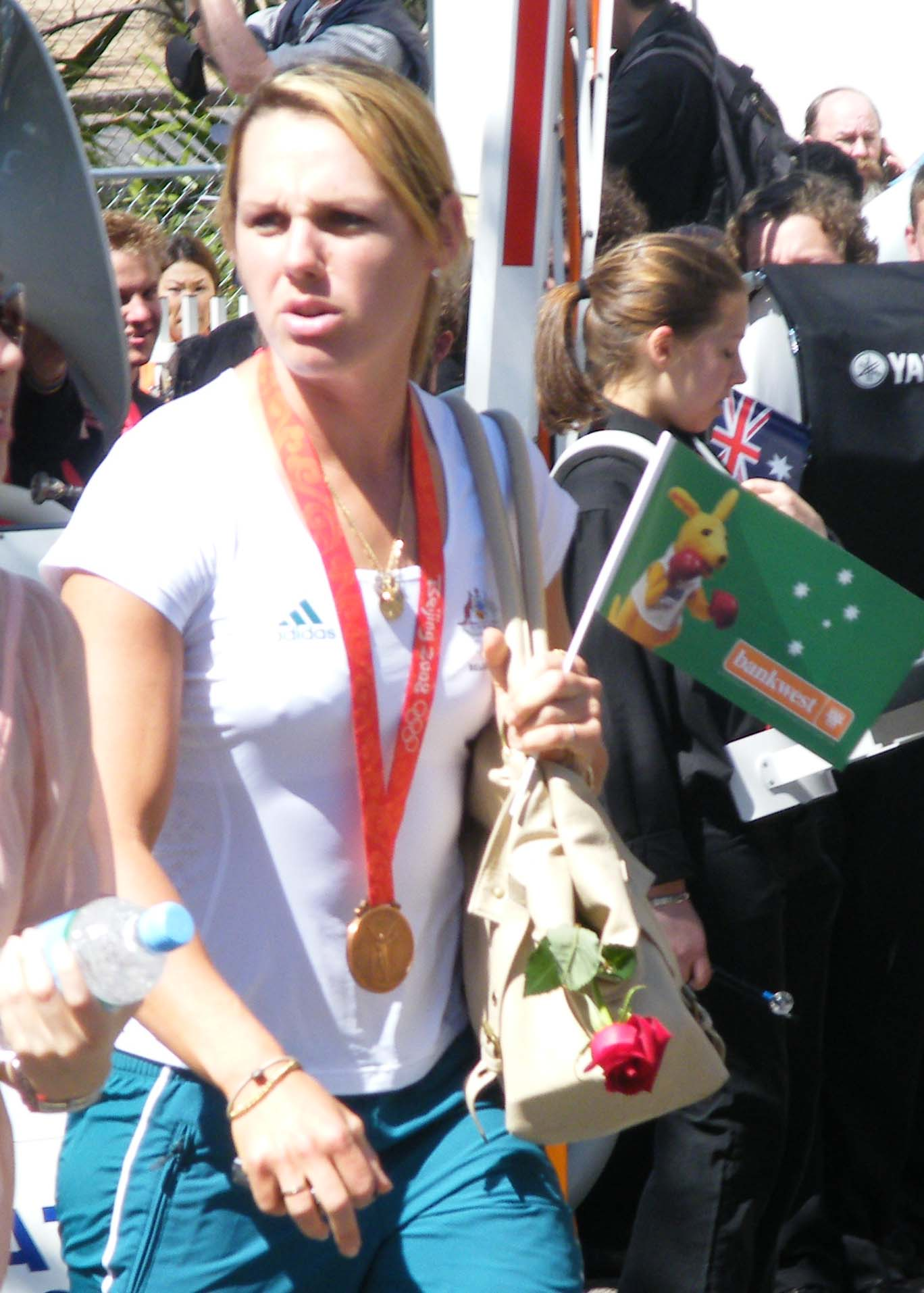
Lyndsie Fogarty, Bronze 2008
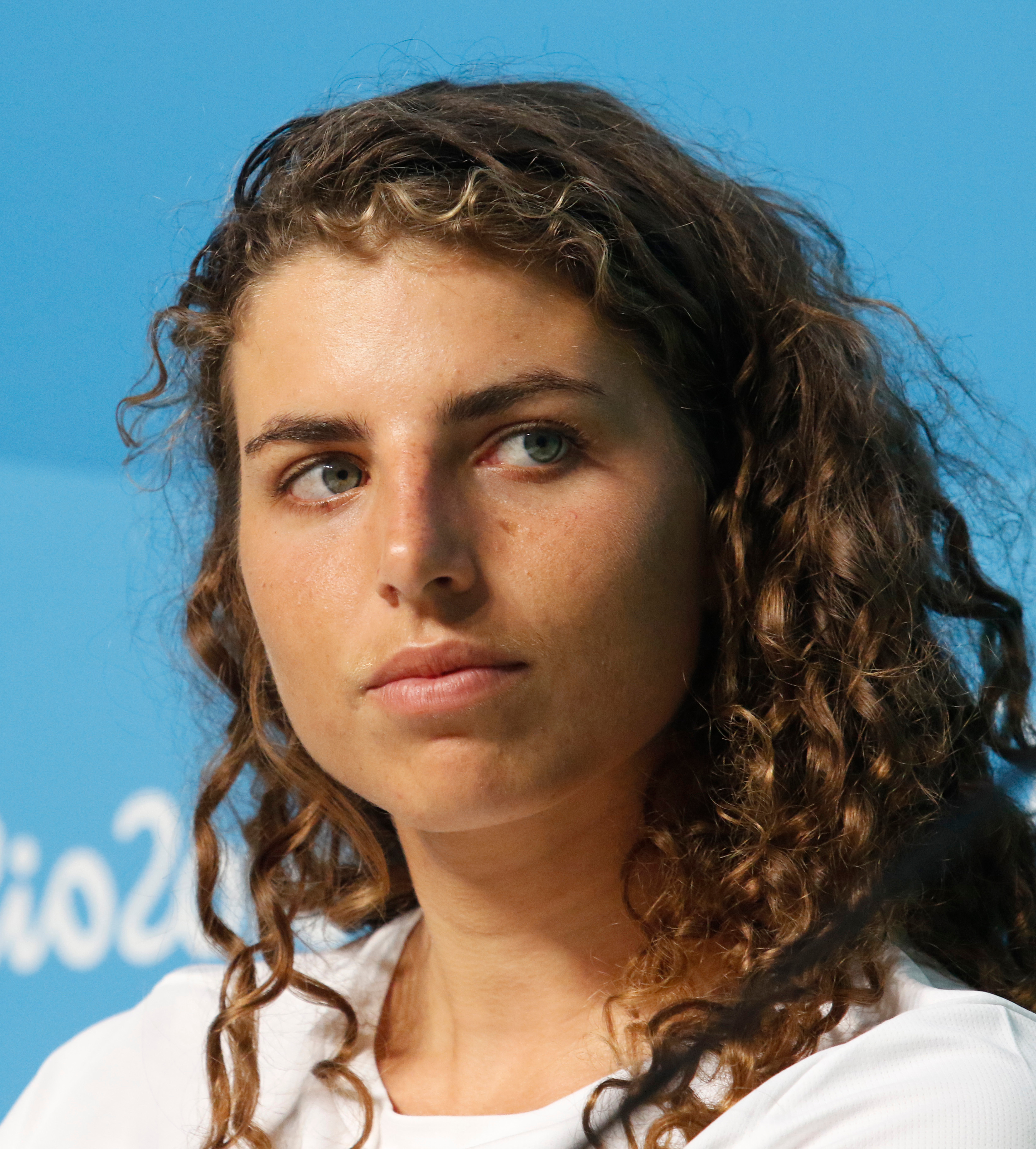
Jessica Fox, Silber 2012, Bronze 2016

#### Leichtathletik
| Gelbes Symbol für Goldmedaillen mit stilisierten Olympischen Ringen | Graues Symbol für Silbermedaillen mit stilisierten Olympischen Ringen | Braundes Symbol für Bronzemedaillen mit stilisierten Olympischen Ringen |
| ------------------------------------------------------------------- | --------------------------------------------------------------------- | ----------------------------------------------------------------------- |
| 21                                                                  | 25                                                                    | 26                                                                      |

Schon bei der ersten Austragung der Olympischen Spiele 1896 in Athen kam ein australischer Leichtathlet zum Einsatz. Edwin Flack wurde in Athen Doppelolympiasieger über 800 und 1500 Meter. Damit ist er der erste australische Olympiasieger und Medaillengewinner in der olympischen Geschichte des Landes. 1900 in Paris gewann Stan Rowley vier Medaillen. Im Mannschaftslauf über 5000 Meter wurde er Olympiasieger. Er lief allerdings in einer gemischten Mannschaft zusammen mit Läufern aus dem Vereinigten Königreich, die die Mannschaft der Amateur Athletic Association bildeten. Da Rowley als Australier Angehöriger des britischen Empires war, war er für die AAA startberechtigt. Er wurde aus dem Grunde nominiert, den vorgeschriebenen fünften Startplatz zu besetzen. Als Sprinter war Rowley nicht für die Distanz von 5000 Metern geeignet. So hatte er auch erst 3500 Meter zurückgelegt, als der vorletzte Läufer die Ziellinie passierte. Das Kampfgericht brach daraufhin den Wettkampf ab. Seine Goldmedaille wird der Medaillenbilanz der gemischten Mannschaften zugerechnet. Rowley gewann drei Bronzemedaillen über 60, 100 und 200 Meter.
Der Geher George Parker gewann 1920 in Antwerpen Silber über 3000 Meter. 1924 in Paris wurde Nick Winter Olympiasieger im Dreisprung. Erst 12 Jahre später, 1936 in Berlin, konnte ein australischer Leichtathlet wieder eine Medaille gewinnen. Der Dreispringer Jack Metcalfe gewann Bronze.
1948 in London gewannen die Leichtathleten insgesamt sechs Medaillen. John Winter wurde Olympiasieger im Hochsprung. Der Weitspringer Theo Bruce und der Dreispringer George Avery gewannen jeweils Silber. Shirley Strickland de la Hunty wurde mit ihrer Bronzemedaille im 100-Meter-Lauf die erste australische Frau, die eine Medaille gewinnen konnte. Über 80 Meter Hürden gewann sie ebenfalls Bronze. Sie war zudem Mitglied der 100-Meter-Staffel, die zur Silbermedaille lief. Die Frauen waren 1952 in Helsinki die Medaillenlieferanten. Marjorie Jackson wurde Doppelolympiasiegerin über 100 und 200 Meter. Shirley Strickland de la Hunty gewann die 80 Meter Hürden und holte Bronze über 100 Meter.
76 Leichtathleten gingen bei den heimischen Sommerspielen 1956 in Melbourne an den Start. 12 Medaillen waren die Ausbeute. Betty Cuthbert und Shirley Strickland de la Hunty waren dabei die erfolgreichsten Medaillensammler. Cuthbert wurde dreifache Olympiasiegerin. Sie gewann Gold über 100 und 200 Meter und siegte auch mit der 100-Meter-Staffel. Strickland de la Hunty wurde Olympiasiegerin über 80 Meter Hürden und war ebenfalls Mitglied der Goldstaffel. Hierbei gewann sie ihre insgesamt siebte Olympiamedaille, damit ist sie die bis heute erfolgreichste australische Leichtathletin in der Anzahl der Medaillen. Zwei Bronzemedaillen gewann Marlene Mathews über 100 und 200 Meter. Eine weitere Bronzemedaille kam durch Norma Thrower über 80 Meter Hürden hinzu. Bei den Männern gewann die 400-Meter-Staffel Silber. Drei Bronzemedaillen wurden im 100-Meter-Lauf durch Hector Hogan, im 1500-Meter-Lauf durch John Landy und im 10.000-Meter-Lauf durch Allan Lawrence gewonnen.

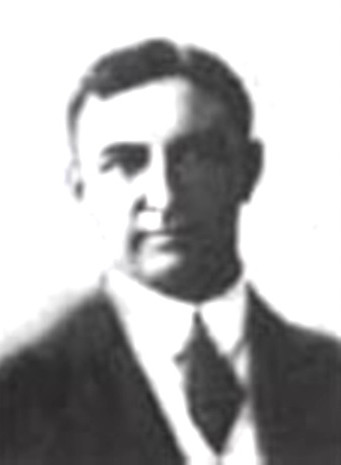
Stan Rowley, drei Mal Bronze 1900
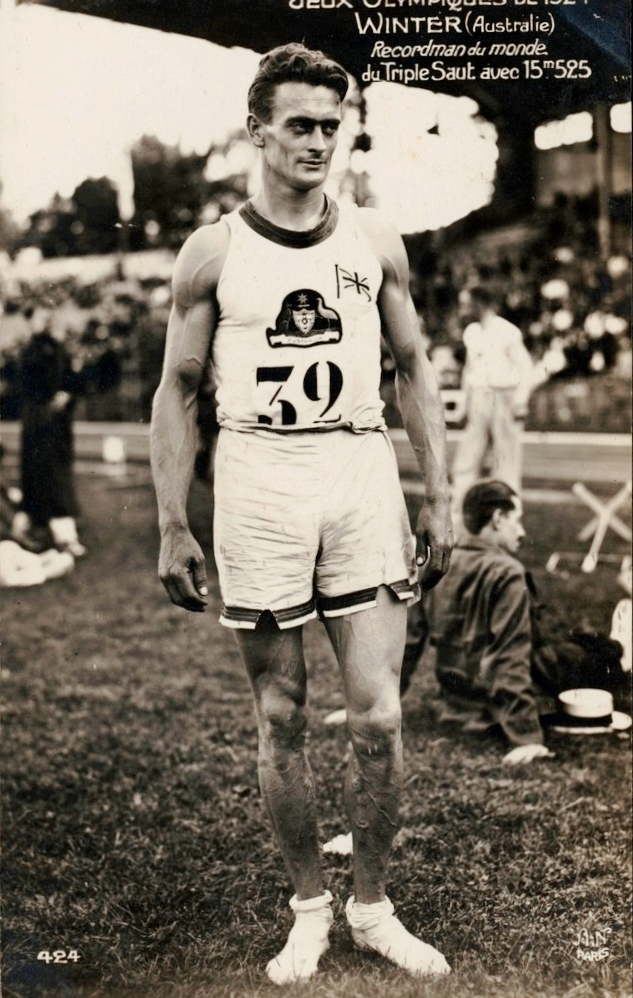
Nick Winter, Olympiasieger 1924
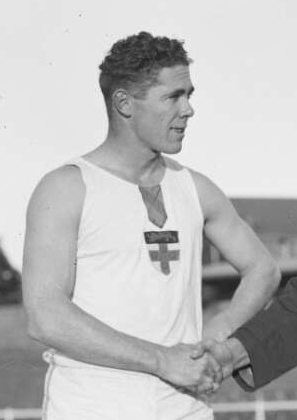
Jack Metcalfe, Bronze 1936
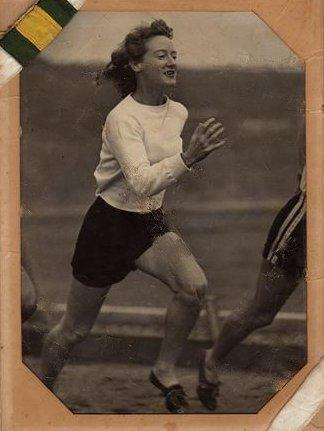
Joyce King, Silber 1948
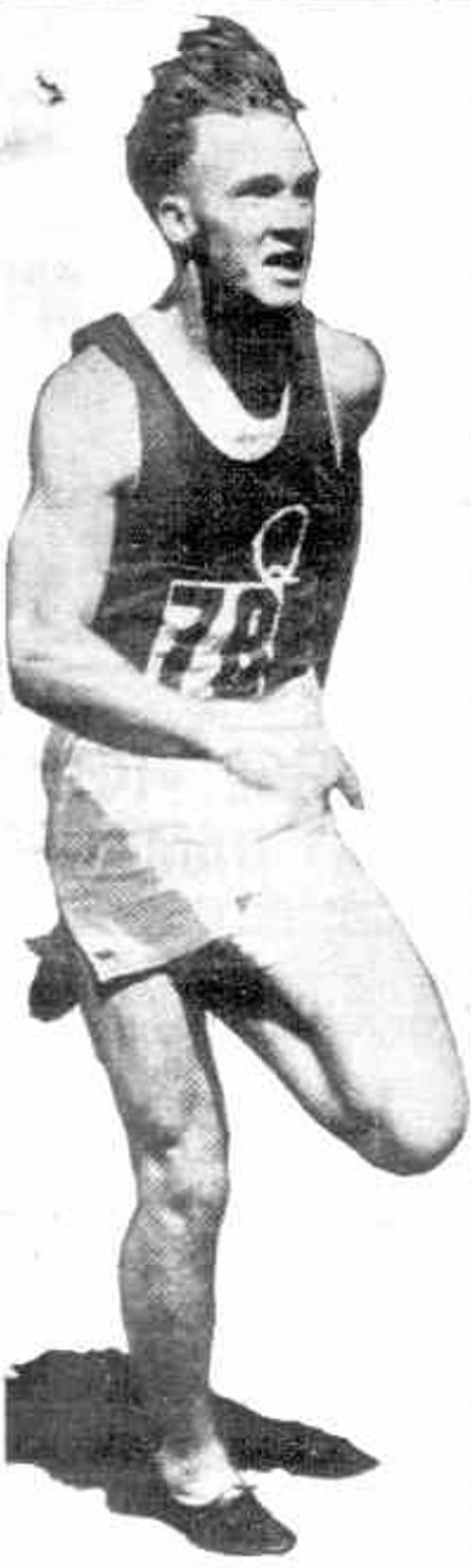
Hector Hogan, Bronze 1956
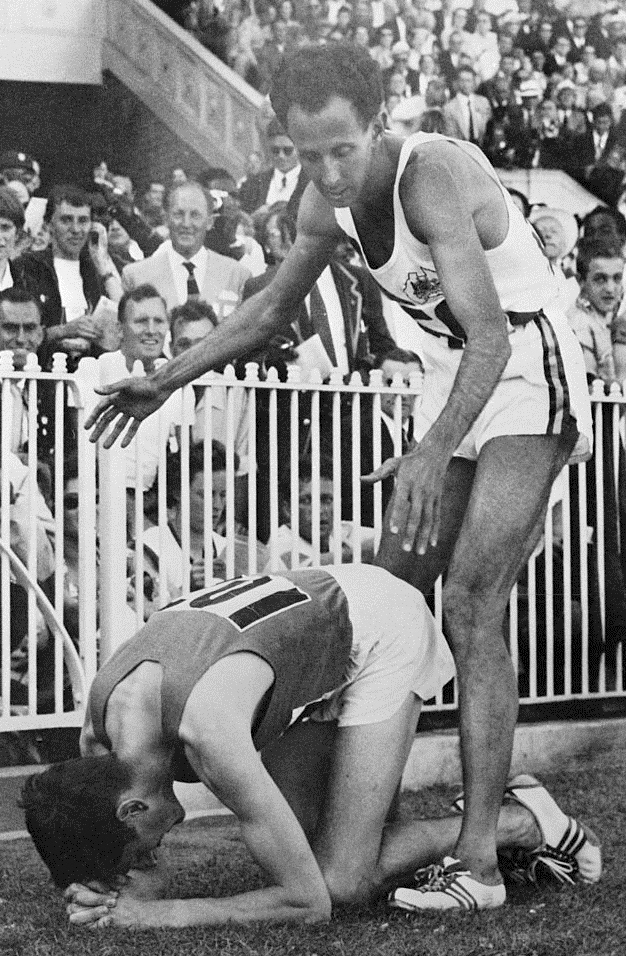
John Landy (r.) im Ziel des 1500-Meter-Laufs 1956, in dem er Bronze gewann. Vor ihm kniend der Sieger Ron Delany aus Irland
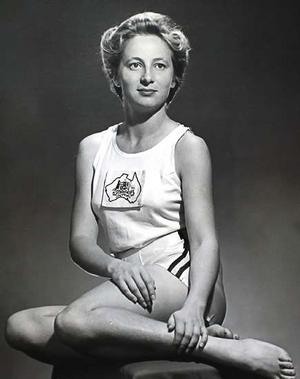
Shirley Strickland de la Hunty, dreifache Olympiasiegerin und mit sieben Medaillen erfolgreichste Leichtathletin Australiens
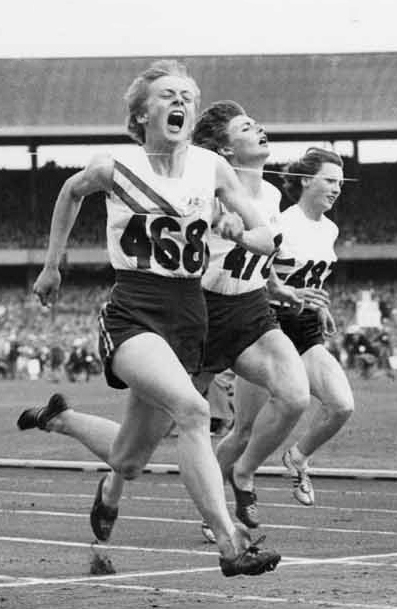
Zieleinlauf im 100-Meter-Finale der Frauen 1956: vorne Betty Cuthbert, in der Mitte Marlene Mathews, links die Britin Heather Armitage, die Sechste wurde

1960 in Rom gewann Herb Elliott die Goldmedaille im 1500-Meter-Lauf. Dave Power gewann Bronze über 10.000 Meter, Noel Freeman Silber im Gehen über 20 Kilometer. Bei den Frauen gewann Brenda Jones Silber über 800 Meter. 1964 in Tokio wurde Betty Cuthbert noch einmal Olympiasiegerin. Diesmal gewann sie den 400-Meter-Lauf, Judy Amoore gewann hier Bronze. Betty Cuthbert war damit zum vierten Mal Olympiasiegerin geworden und war in der Anzahl der Siege erfolgreicher als Shirley Strickland de la Hunty, die drei Olympiasiege geschafft hatte. Michele Mason gewann Silber im Hochsprung. Bronze gewannen Pam Kilborn über 80 Meter Hürden und Marilyn Black über 200 Meter. Bei den Männern holte Ron Clarke Bronze über 10.000 Meter.
In Mexiko-Stadt wurde Ralph Doubell Olympiasieger über 800 Meter. Peter Norman gewann Silber über 200 Meter. Die Siegerehrung dieses Wettkampfes erregte großes Aufsehen. Die beiden US-Amerikaner Tommie Smith, der die Goldmedaille gewonnen hatte, und der Bronzemedaillist John Carlos reckten zum Gruß der Black-Power-Bewegung die Faust nach oben. Norman hatte aus Solidarität eine Plakette der Menschenrechtsbewegung Olympics Project for Human Rights an seinem Trainingsanzug befestigt. Bei den Frauen gab es einen Doppelsieg über 80 Meter Hürden. Maureen Caird wurde Olympiasiegerin vor Pam Kilborn. Über 200 Meter gewannen Raelene Boyle Silber und Jennifer Lamy Bronze. Die Spiele von München 1972 waren ein Rückschlag für die australischen Leichtathleten. Lediglich Raelene Boyle konnte zwei Silbermedaillen gewinnen, jeweils über 100 und 200 Meter. 1976 in Montreal konnte keiner der 27 Teilnehmer auf das Siegertreppchen steigen. 1980 in Moskau gewann Rick Mitchell Silber über 400 Meter.
Den ersten Olympiasieg nach 16 Jahren schaffte die Siebenkämpferin Glynis Nunn. Gael Martin gewann Bronze im Kugelstoßen. Gary Honey erreichte im Weitsprung die Silbermedaille. Honey hatte mit 8,24 m exakt die gleiche Weite wie der Italiener Giovanni Evangelisti erzielt. In diesem Falle musste die zweitbeste Weite der Athleten über die Platzierung entscheiden. Hier lag Honey mit 8,18 m um neun Zentimeter besser als Evangelisti mit 8,09 m. 1988 in Seoul siegte Debbie Flintoff-King im 400-Meter-Hürdenlauf. Lisa Martin-Ondieki gewann im Marathonlauf Silber. Zwei Bronzemedaillen waren die Ausbeute der australischen Leichtathleten 1992 in Barcelona. Tim Forsyth wurde Dritter im Hochsprung, Daniela Costian im Diskuswurf.
Mit der größten Leichtathletikmannschaft seit 1956 reiste man 1996 nach Atlanta. 60 Teilnehmer gewannen zwei Silbermedaillen. Cathy Freeman gewann ihre Medaille im 400-Meter-Lauf, Louise McPaul im Speerwurf. Noch größer war die Mannschaft 2000 bei den heimischen Sommerspielen in Sydney. 82 Teilnehmer mussten der naturgemäß hohen Erwartungshaltung der einheimischen Zuschauer gerecht werden. Eine Gold- und zwei Silbermedaillen standen in der Endabrechnung zu Buche. Cathy Freeman wurde Olympiasiegerin über 400 Meter. Tatiana Grigorieva, eine geborene Russin, gewann Silber im Stabhochsprung. Die zweite Silbermedaille gewann Jai Taurima im Weitsprung.
2004 in Athen liefen die Mitglieder der 400-Meter-Staffel der Männer zur Silbermedaille. Die Geher steuerten zwei Bronzemedaillen bei: Nathan Deakes über 20 Kilometer der Männer und Jane Saville über die gleiche Distanz bei den Frauen. In Peking 2008 wurde Steve Hooker Olympiasieger im Stabhochsprung. Der Geher Jared Tallent konnte zwei Medaillen gewinnen. Über 20 Kilometer gewann er Silber, über 50 Kilometer Bronze. Sally Pearson gewann über 100 Meter Hürden Silber. 2012 in London wurde Sally Pearson dann Olympiasiegerin. Jared Tallent wurde über 50 Kilometer ebenfalls Olympiasieger, nachdem der ursprüngliche Sieger, der Russe Sergei Kirdjapkin wegen Dopings disqualifiziert wurde. Auch der Weitspringer Mitchell Watt gewann Silber. 2016 in Rio de Janeiro gewann Jared Tallent mit Silber seine dritte Medaille in Folge über 50 Kilometer Gehen. Im Wettbewerb über 20 Kilometer konnte Dane Bird-Smith die Bronzemedaille gewinnen.

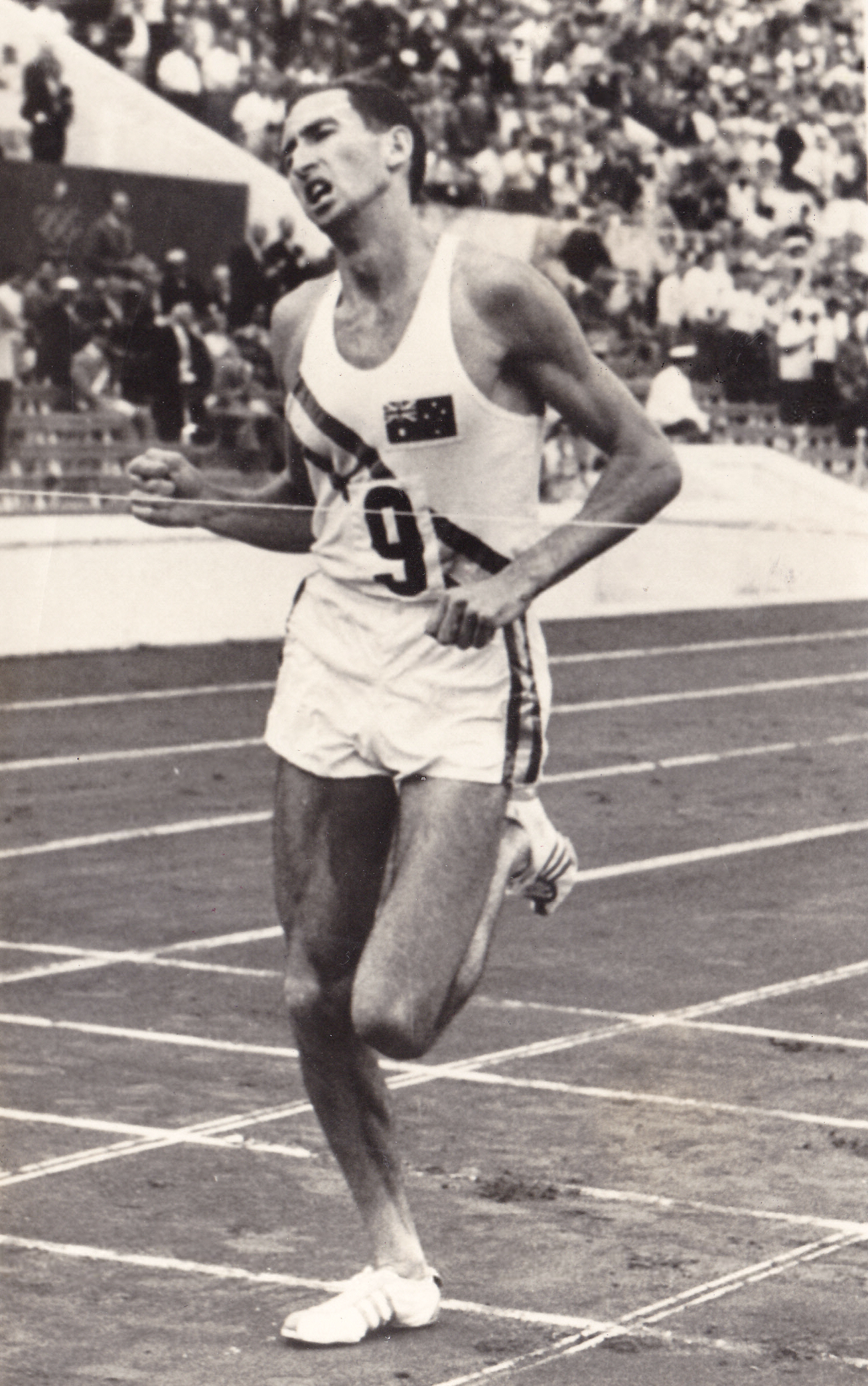
Herb Elliott, Olympiasieger 1960
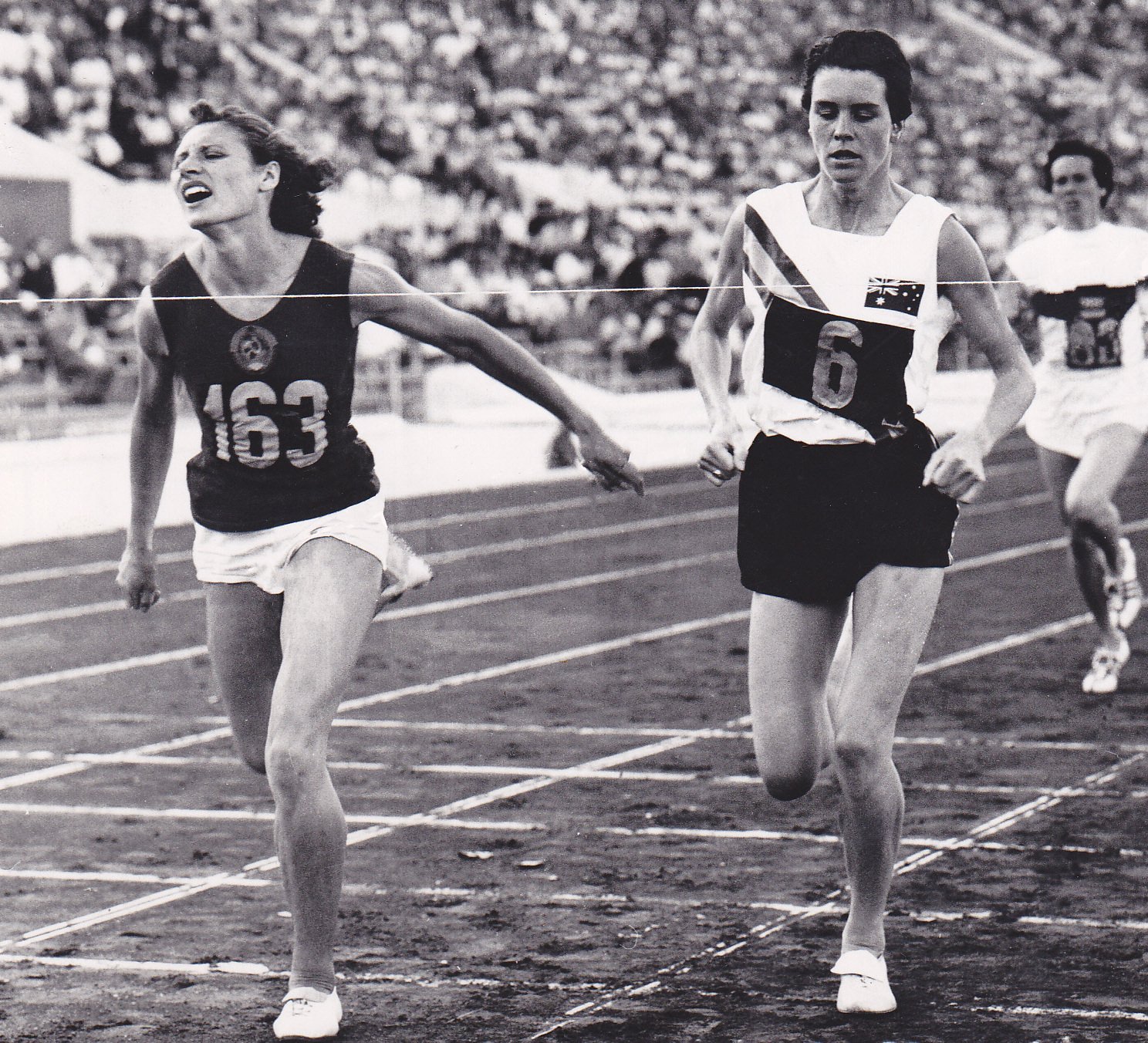
Zieleinlauf im 800-Meter-Finale von 1960: Ljudmila Schewzowa aus der Sowjetunion (l.) gewinnt vor Brenda Jones
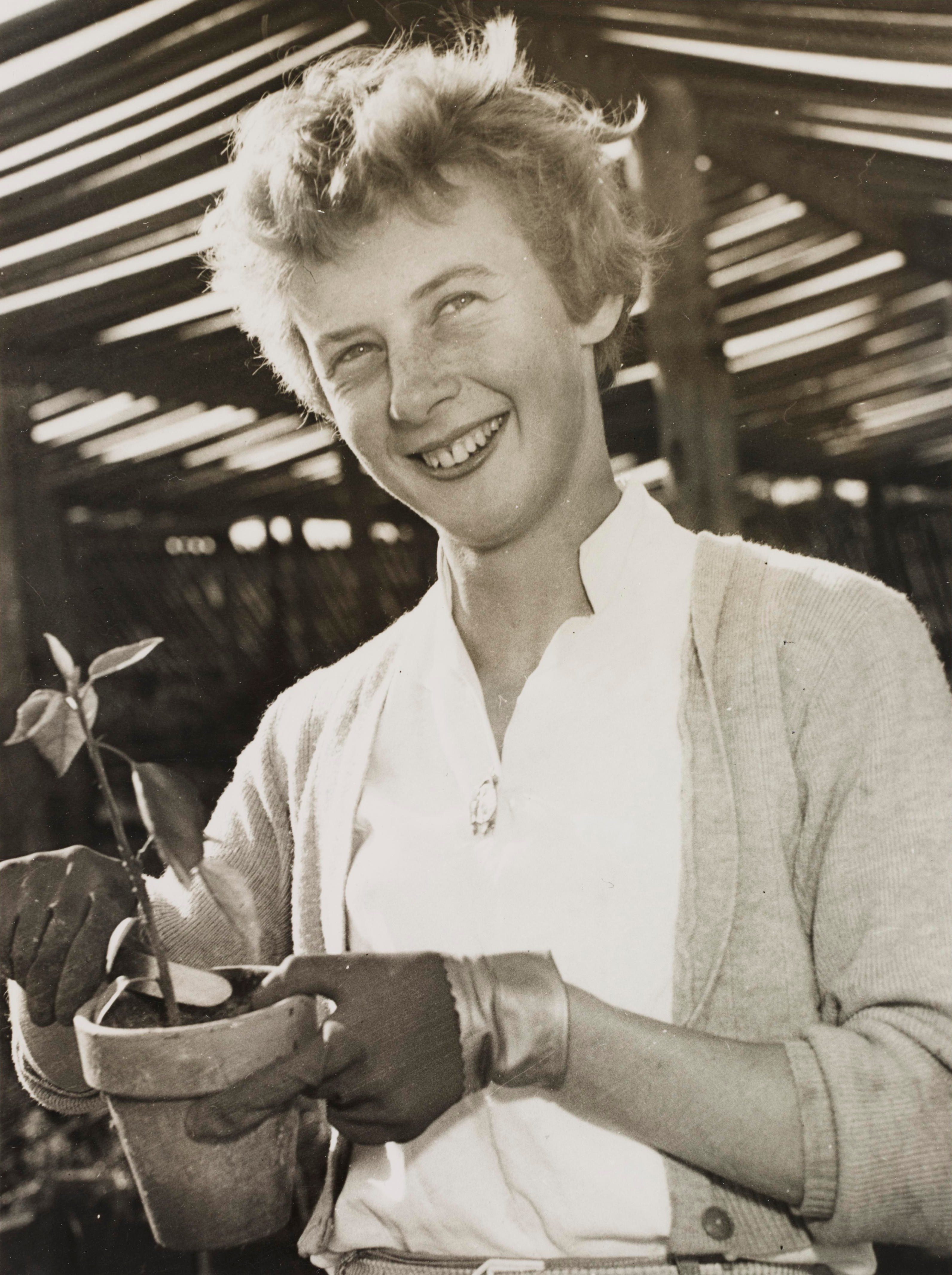
Betty Cuthbert, vierfache Olympiasiegerin
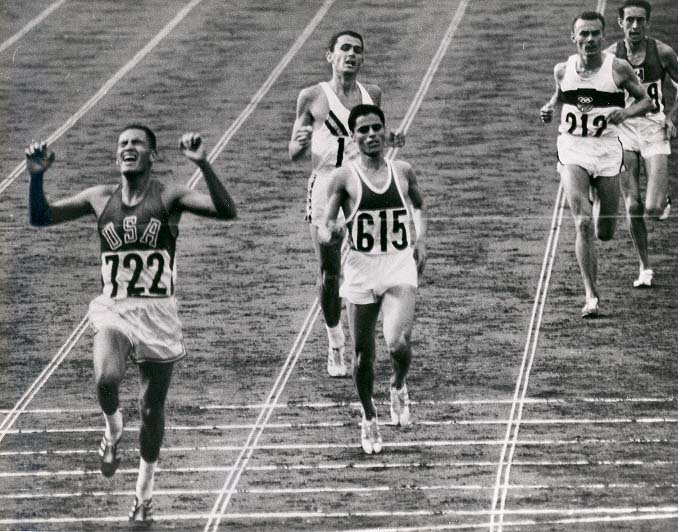
Zieleinlauf im 10.000-Meter-Finale 1964: Mit der 722 der Olympiasieger Billy Mills aus den USA, mit der 615 Mohammed Gammoudi aus Tunesien mit Silber. Direkt hinter Gammoudi Ron Clarke auf Platz 3
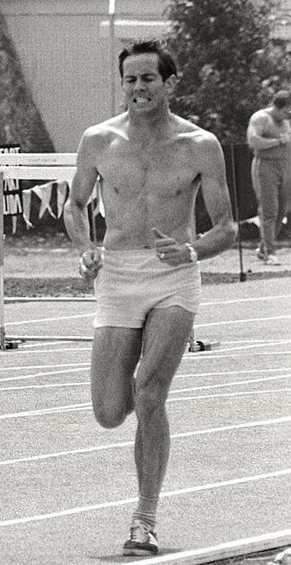
Ralph Doubell, Olympiasieger 1968
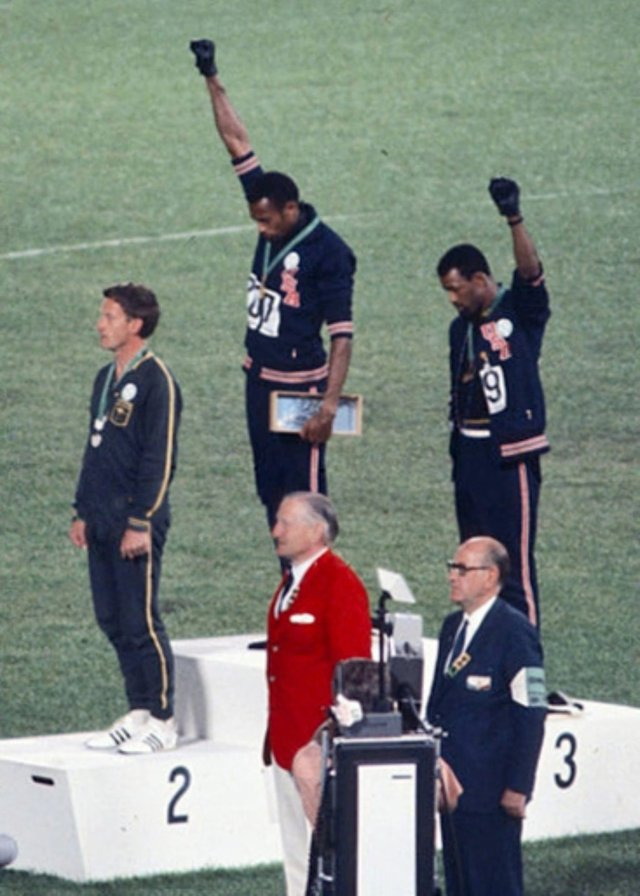
Die Siegerehrung im 200-Meter-Lauf 1968: links Peter Norman (Silber), Mitte Tommie Smith (Gold), rechts John Carlos (Bronze)
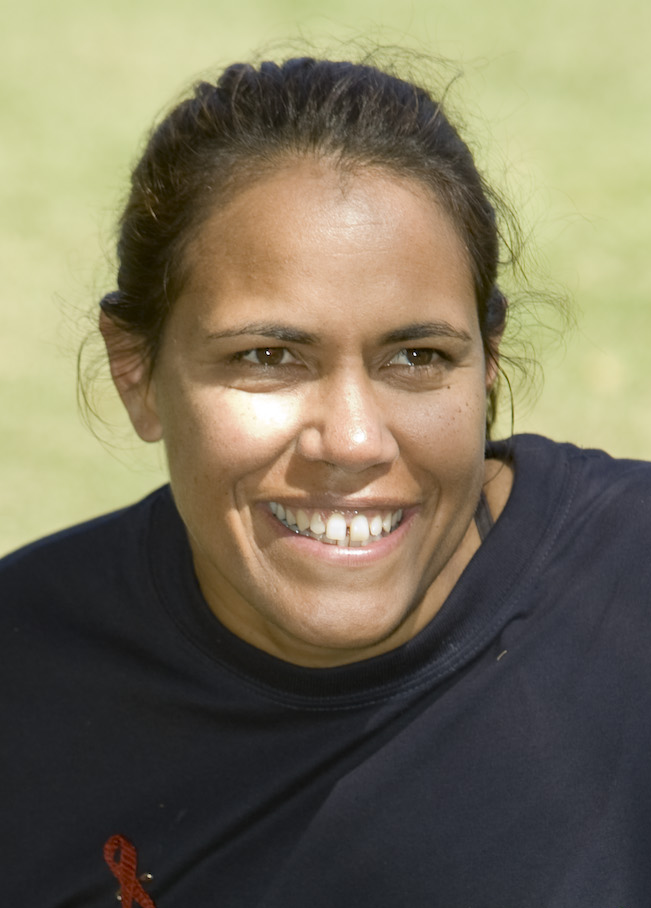
Cathy Freeman, Olympiasiegerin 2000
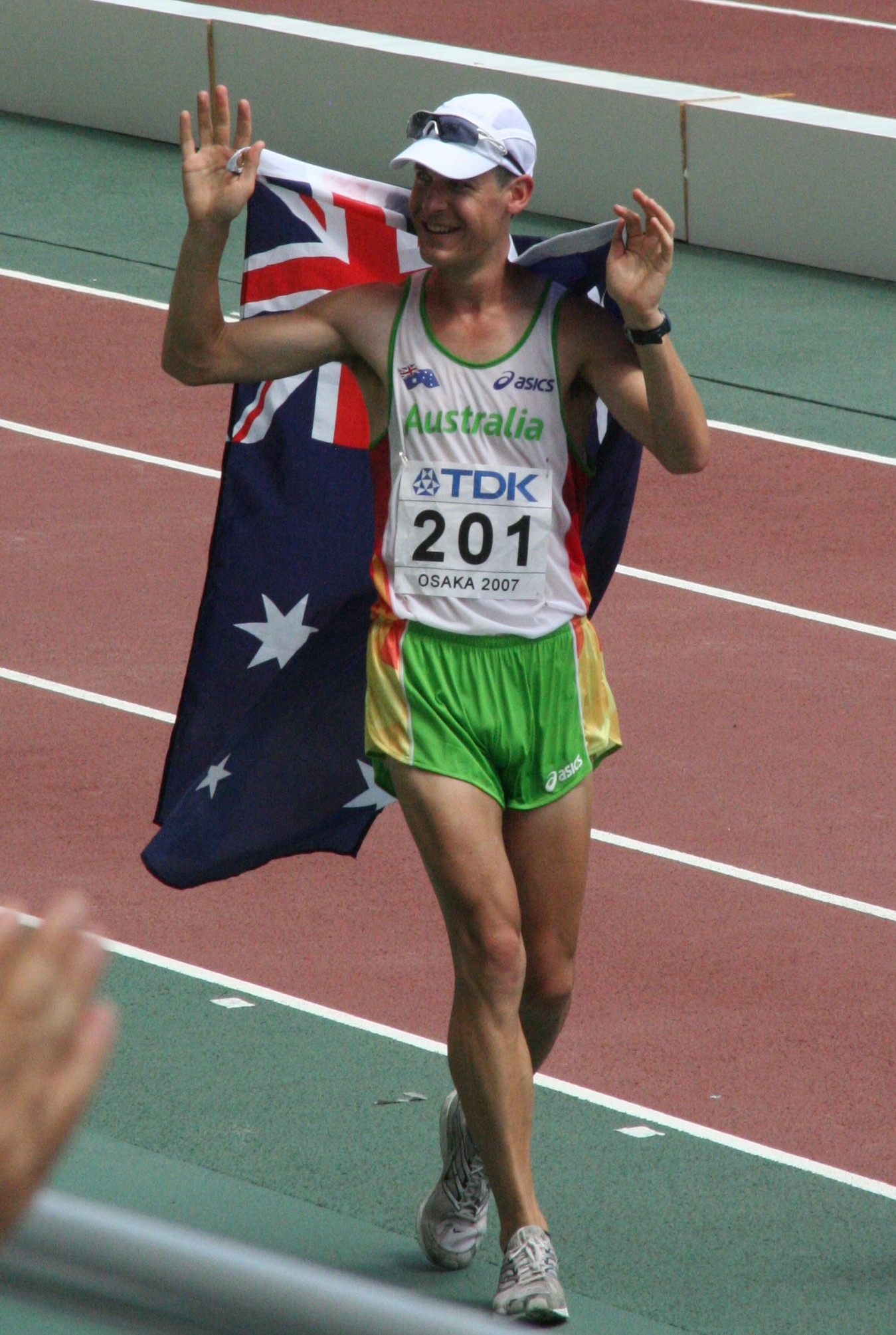
Nathan Deakes, Bronze 2004
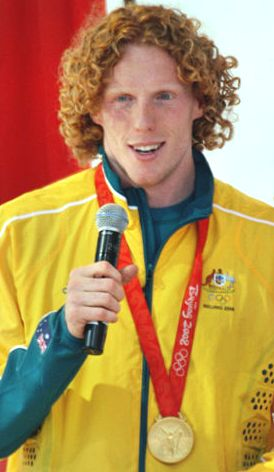
Steve Hooker, Olympiasieger 2008
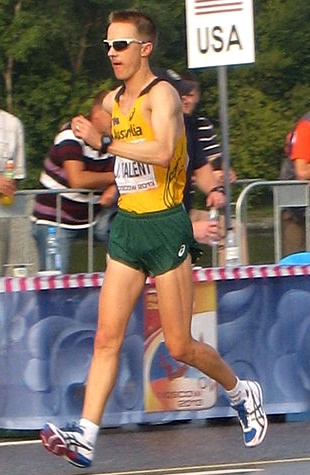
Jared Tallent, Silber und Bronze 2008, Olympiasieger 2012, Silber 2016
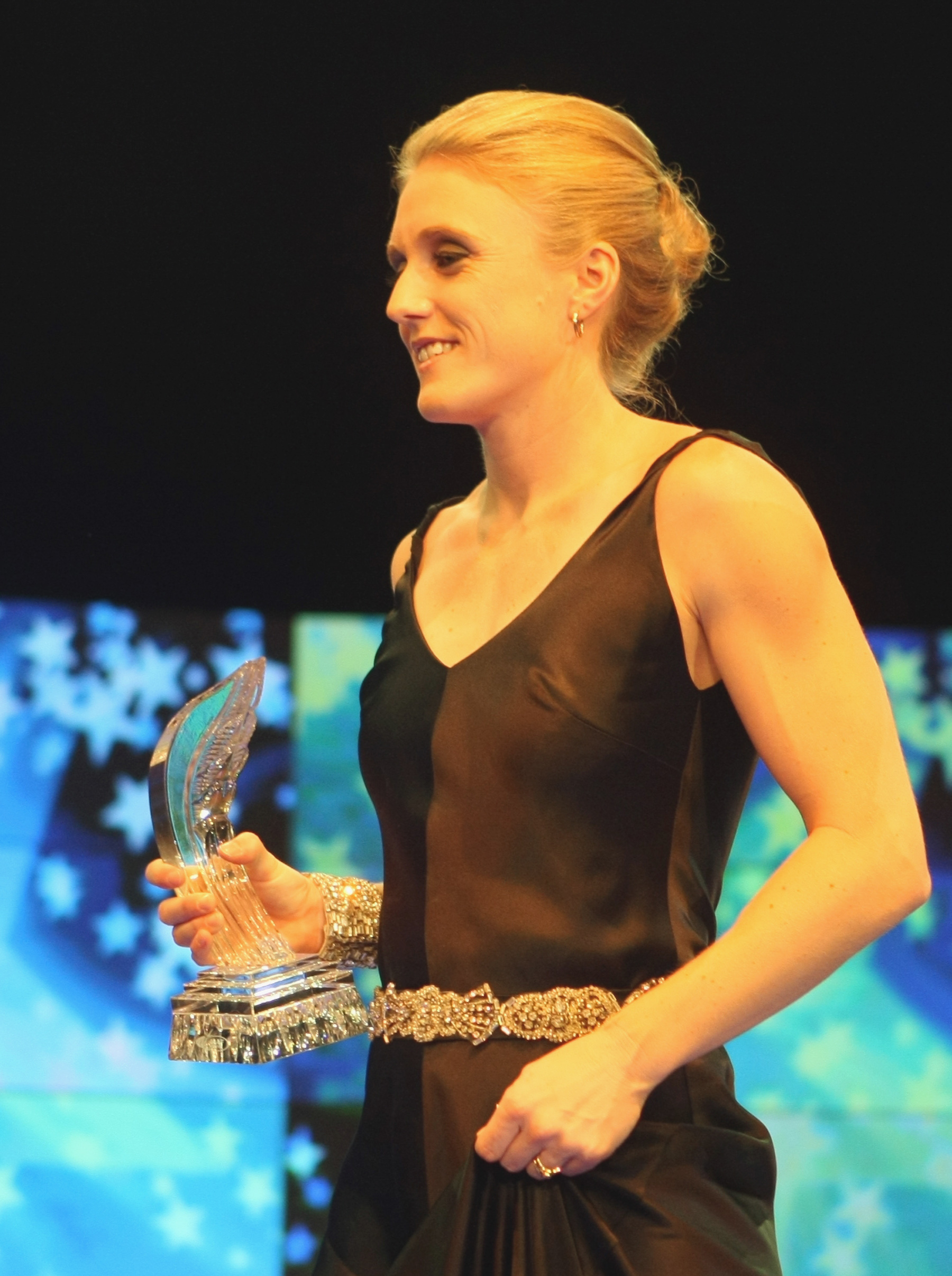
Sally Pearson, Silber 2008, Olympiasiegerin 2012
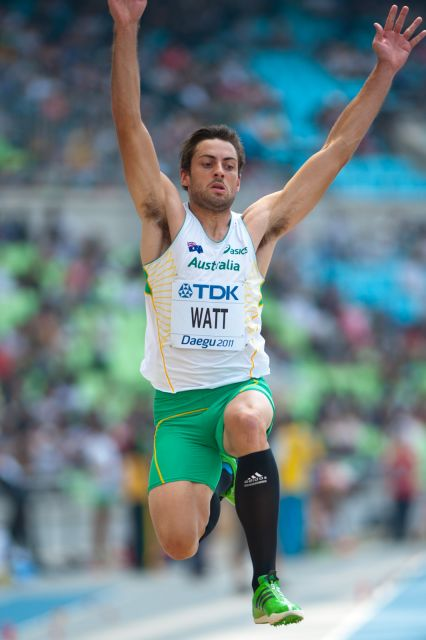
Silber 2012
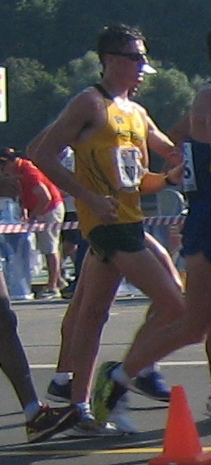
Dane Bird-Smith, Bronze 2016

| Name                                                                    | Spiele            | Disziplin               | Anmerkung                                             |
| ----------------------------------------------------------------------- | ----------------- | ----------------------- | ----------------------------------------------------- |
| Edwin Flack                                                             | 1896 Athen        | 1500 Meter              | erster Olympiasieg und Medaillengewinn für Australien |
| Edwin Flack                                                             | 1896 Athen        | 800 Meter               |                                                       |
| Nick Winter                                                             | 1924 Paris        | Dreisprung              |                                                       |
| John Winter                                                             | 1948 London       | Hochsprung              |                                                       |
| Marjorie Jackson                                                        | 1952 Helsinki     | 100 Meter               |                                                       |
| Marjorie Jackson                                                        | 1952 Helsinki     | 200 Meter               |                                                       |
| Shirley Strickland de la Hunty                                          | 1952 Helsinki     | 80 Meter Hürden         |                                                       |
| Betty Cuthbert                                                          | 1956 Melbourne    | 100 Meter               |                                                       |
| Betty Cuthbert                                                          | 1956 Melbourne    | 200 Meter               |                                                       |
| Shirley Strickland de la Hunty                                          | 1956 Melbourne    | 80 Meter Hürden         |                                                       |
| Shirley Strickland de la Hunty Norma Croker Fleur Mellor Betty Cuthbert | 1956 Melbourne    | 4-mal-100-Meter-Staffel |                                                       |
| Herb Elliott                                                            | 1960 Rom          | 800 Meter               |                                                       |
| Betty Cuthbert                                                          | 1964 Tokio        | 400 Meter               |                                                       |
| Ralph Doubell                                                           | 1968 Mexiko-Stadt | 800 Meter               |                                                       |
| Maureen Caird                                                           | 1968 Mexiko-Stadt | 80 Meter Hürden         |                                                       |
| Glynis Nunn                                                             | 1984 Los Angeles  | Siebenkampf             |                                                       |
| Debbie Flintoff-King                                                    | 1988 Seoul        | 400 Meter Hürden        |                                                       |
| Cathy Freeman                                                           | 2000 Sydney       | 400 Meter               |                                                       |
| Steve Hooker                                                            | 2008 Peking       | Stabhochsprung          |                                                       |
| Jared Tallent                                                           | 2012 London       | 50 Kilometer Gehen      |                                                       |
| Sally Pearson                                                           | 2012 London       | 100 Meter Hürden        |                                                       |

| Name                                                                    | Spiele              | Disziplin               | Anmerkung |
| ----------------------------------------------------------------------- | ------------------- | ----------------------- | --------- |
| George Parker                                                           | 1920 Antwerpen      | 3000 Meter Gehen        |           |
| Theo Bruce                                                              | 1948 London         | Weitsprung              |           |
| George Avery                                                            | 1948 London         | Dreisprung              |           |
| Shirley Strickland de la Hunty June Maston Betty McKinnon Joyce King    | 1948 London         | 4-mal-100-Meter-Staffel |           |
| Leon Gregory David Lean Graham Gipson Kevan Gosper John William Goodman | 1956 Melbourne      | 4-mal-400-Meter-Staffel |           |
| Noel Freeman                                                            | 1960 Rom            | 20 Kilometer Gehen      |           |
| Brenda Jones                                                            | 1960 Rom            | 800 Meter               |           |
| Michele Mason                                                           | 1964 Tokio          | Hochsprung              |           |
| Peter Norman                                                            | 1968 Mexiko-Stadt   | 200 Meter               |           |
| Raelene Boyle                                                           | 1968 Mexiko-Stadt   | 200 Meter               |           |
| Pam Kilborn                                                             | 1968 Mexiko-Stadt   | 80 Meter Hürden         |           |
| Raelene Boyle                                                           | 1972 München        | 100 Meter               |           |
| Raelene Boyle                                                           | 1972 München        | 200 Meter               |           |
| Rick Mitchell                                                           | 1980 Moskau         | 400 Meter               |           |
| Gary Honey                                                              | 1984 Los Angeles    | Weitsprung              |           |
| Lisa Martin-Ondieki                                                     | 1988 Seoul          | Marathon                |           |
| Cathy Freeman                                                           | 1992 Barcelona      | 400 Meter               |           |
| Louise McPaul                                                           | 1992 Barcelona      | Speerwurf               |           |
| Jai Taurima                                                             | 2000 Sydney         | Weitsprung              |           |
| Tatiana Grigorieva                                                      | 2000 Sydney         | Stabhochsprung          |           |
| John Steffensen Mark Ormrod Patrick Dwyer Clinton Hill                  | 2004 Athen          | 4-mal-400-Meter-Staffel |           |
| Jared Tallent                                                           | 2008 Peking         | 50 Kilometer Gehen      |           |
| Sally Pearson                                                           | 2008 Peking         | 100 Meter Hürden        |           |
| Mitchell Watt                                                           | 2012 London         | Weitsprung              |           |
| Jared Tallent                                                           | 2016 Rio de Janeiro | 50 Kilometer Gehen      |           |

| Name                           | Spiele              | Disziplin          | Anmerkung |
| ------------------------------ | ------------------- | ------------------ | --------- |
| Stan Rowley                    | 1900 Paris          | 60 Meter           |           |
| Stan Rowley                    | 1900 Paris          | 100 Meter          |           |
| Stan Rowley                    | 1900 Paris          | 100 Meter          |           |
| Jack Metcalfe                  | 1936 Berlin         | Dreisprung         |           |
| Shirley Strickland de la Hunty | 1948 London         | 100 Meter          |           |
| Shirley Strickland de la Hunty | 1948 London         | 80 Meter Hürden    |           |
| Shirley Strickland de la Hunty | 1952 Helsinki       | 100 Meter          |           |
| Hector Hogan                   | 1956 Melbourne      | 100 Meter          |           |
| John Landy                     | 1956 Melbourne      | 1500 Meter         |           |
| Allan Lawrence                 | 1956 Melbourne      | 10.000 Meter       |           |
| Marlene Mathews                | 1956 Melbourne      | 100 Meter          |           |
| Marlene Mathews                | 1956 Melbourne      | 200 Meter          |           |
| Norma Thrower                  | 1956 Melbourne      | 80 Meter Hürden    |           |
| Dave Power                     | 1960 Rom            | 10.000 Meter       |           |
| Ron Clarke                     | 1964 Tokio          | 10.000 Meter       |           |
| Marilyn Black                  | 1964 Tokio          | 200 Meter          |           |
| Judy Amoore                    | 1964 Tokio          | 400 Meter          |           |
| Pam Kilborn                    | 1964 Tokio          | 80 Meter Hürden    |           |
| Jennifer Lamy                  | 1968 Mexiko-Stadt   | 200 Meter          |           |
| Gael Martin                    | 1984 Los Angeles    | Kugelstoßen        |           |
| Tim Forsyth                    | 1988 Seoul          | Hochsprung         |           |
| Daniela Costian                | 1988 Seoul          | Diskuswurf         |           |
| Nathan Deakes                  | 2004 Athen          | 20 Kilometer Gehen |           |
| Jane Saville                   | 2004 Athen          | 20 Kilometer Gehen |           |
| Jared Tallent                  | 2008 Peking         | 20 Kilometer Gehen |           |
| Dane Bird-Smith                | 2016 Rio de Janeiro | 20 Kilometer Gehen |           |

#### Moderner Fünfkampf
| Gelbes Symbol für Goldmedaillen mit stilisierten Olympischen Ringen | Graues Symbol für Silbermedaillen mit stilisierten Olympischen Ringen | Braundes Symbol für Bronzemedaillen mit stilisierten Olympischen Ringen |
| ------------------------------------------------------------------- | --------------------------------------------------------------------- | ----------------------------------------------------------------------- |
| 1                                                                   | —                                                                     | —                                                                       |

Der erste australische Fünfkämpfer trat 1952 in Helsinki an. 1964 in Tokio erreichte Peter Macken Platz 4. Australien belegte in der Mannschaftswertung Platz 5. Die nächsten Erfolge stellten sich erst 48 Jahre später ein. In London 2012 wurde Chloe Esposito Siebte. 2016 wurde sie Olympiasiegerin, ihr Bruder Max Esposito wurde Siebter bei den Männern.
| Name           | Spiele              | Disziplin | Anmerkung                              |
| -------------- | ------------------- | --------- | -------------------------------------- |
| Chloe Esposito | 2016 Rio de Janeiro |           | erster Olympiasieg und Medaillengewinn |

#### Radsport
| Gelbes Symbol für Goldmedaillen mit stilisierten Olympischen Ringen | Graues Symbol für Silbermedaillen mit stilisierten Olympischen Ringen | Braundes Symbol für Bronzemedaillen mit stilisierten Olympischen Ringen |
| ------------------------------------------------------------------- | --------------------------------------------------------------------- | ----------------------------------------------------------------------- |
| 14                                                                  | 19                                                                    | 18                                                                      |

Australische Radrennfahrer nehmen seit 1920 an olympischen Wettkämpfen teil. 1928 in Amsterdam wurde Edgar Gray der erste Medaillengewinner Australiens im Radsport. Er gewann Bronze im 1000-Meter-Zeitfahren. 1932 wurde er in dieser Disziplin der erste Radsportolympiasieger aus Australien. Im Sprint wurde er zudem Vierter. 1936 in Berlin erreichte er im Sprint noch einmal Platz 5.
Charles Bazzano erreichte 1948 in London im Sprint Platz 4. Der Verfolgungs-Vierer wurde Fünfter. Zwei Olympiasiege wurden 1952 in Helsinki eingefahren. Russell Mockridge gewann das 1000-Meter-Zeitfahren und siegte zusammen mit Lionel Cox im Tandemsprint. Cox gewann zudem Silber im Sprint. 1956 in Melbourne gab es wieder Gold, diesmal durch Ian Browne und Tony Marchant. Dick Ploog gewann Bronze im Sprint, Warren Scarfe wurde Vierter im 1000-Meter-Zeitfahren.
1960 in Rom erreichte Ron Baensch im Sprint Platz 4, Ian Chapman Platz 5 im 1000-Meter-Zeitfahren. Zwei vierte Plätze gab es auch 1964 in Tokio durch Ray Bilney im Straßenrennen und dem Verfolgungs-Vierer. In der Einzelverfolgung wurde John Bylsma 1968 in Mexiko-Stadt Vierter. Nach 16 Jahren Pause konnten 1972 in München wieder Medaillen gewonnen werden. Clyde Sefton gewann Silber im Straßenrennen, John Nicholson ebenfalls Silber im Sprint und Danny Clark eine dritte Silbermedaille im 1000-Meter-Zeitfahren. John Bylsman wurde zum zweiten Mal in Folge Vierter in der Einzelverfolgung.
28 Jahre nach dem letzten Olympiasieg wurde 1984 in Los Angeles der australische Bahnvierer Sieger in der Mannschaftsverfolgung. Teammitglied Dean Woods war Vierter in der Einzelverfolgung geworden. Woods gewann 1988 in Seoul Silber in der Einzelverfolgung. Der Bahnvierer (mit Woods) gewann Bronze in der Mannschaftsverfolgung. Martin Vinnicombe holte Silber im 1000-Meter-Zeitfahren, Gary Neiwand Bronze im Sprint. Drei Silbermedaillen konnten Gary Neiwand im Sprint, Shane Kelly im 1000-Meter-Zeitfahren und der Bahnvierer in der Mannschaftsverfolgung gewinnen. Mark Kingsland wurde Vierter in der Einzelverfolgung. Kathy Watt wurde zur ersten australischen Frau, die im Radsport eine Medaille gewinnen konnte und Olympiasiegerin wurde. Sie gewann das Straßenrennen und gewann Silber in der Einzelverfolgung.
In Atlanta 1996 gewannen Männer drei Bronzemedaillen durch Stuart O’Grady im Punktefahren, Bradley McGee in der Einzelverfolgung und dem Bahnvierer in der Mannschaftsverfolgung. Gary Neiwand wurde im Sprint Vierter. Bei den Frauen gewann Michelle Ferris Silber im Sprint und Lucy Tyler-Sharman Bronze im Punktefahren. Kathy Watt erreichte im Zeitfahren Platz 4. 2000 in Sydney fuhren Brett Aitken und Scott McGrory zum Olympiasieg im Madison. Shane Kelly gewann Bronze im 1000-Meter-Zeitfahren, Bradley McGee Bronze in der Einzelverfolgung. Gary Neiwand, Sean Eadie und Darryn Hill gewannen Bronze im olympischen Sprint. Neiwand gewann zudem Silber im Keirin. Bei den Frauen gewann Michelle Ferris Silber im 500-Meter-Zeitfahren, im Sprint wurde sie Vierte, ebenso wie Anna Millward im Straßenrennen.
Ausgesprochen erfolgreich verliefen die Spiele von Athen 2004. Die australische Mannschaft fuhr sechs Olympiasiege ein. Olympiasieger wurden der Bahnvierer in der Mannschaftsverfolgung der Männer, Ryan Bayley im Sprint und im Keirin, Stuart O’Grady und Graeme Brown im Madison, Sara Carrigan im Straßenrennen sowie Anna Meares im 500-Meter-Zeitfahren. Zudem gewannen Bradley McGee Silber in der Einzelverfolgung, Shane Kelly Bronze im Keirin, Katie Mactier Silber in der Einzelverfolgung und Anna Meares Bronze im Sprint. Michael Rogers hatte im Straßenzeitfahren Platz 4 belegt. Der Sieger, der US-Amerikaner Tyler Hamilton, wurde auf Grund von Doping disqualifiziert. Damit rückte Rogers nachträglich auf den Bronzerang vor. Shane Kelly wurde zudem Vierter im Sprint. Zusammen mit Sean Eadie und Ryan Bayley belegte er im olympischen Sprint ebenfalls Platz 4. Oenone Wood wurde Vierte im Straßenrennen der Frauen.
Anna Meares konnte 2008 in Peking Silber im Sprint gewinnen. Es sollte die einzige Medaille bei diesen Olympischen Spielen für Australien bleiben. Michael Rogers wurde Fünfter im Straßenrennen und Achter im Zeitfahren. Cadel Evans wurde Fünfter im Zeitfahren. Bei seiner fünften Olympiateilnahme fuhr Shane Kelly sowohl im Keirin als auch im Teamsprint auf Platz. Auch der Vierer der Männer wurde Vierter in der Mannschaftsverfolgung wie auch Cameron Meyer im Punktefahren. Anna Meares wurde 2012 in London wieder Olympiasiegerin im Sprint. Zusammen mit Kaarle McCulloch gewann sie Bronze im Teamsprint. Annette Edmondson gewann Bronze im Omnium. In der Mannschaftsverfolgung der Frauen gab es einen vierten Platz. Bei den Männern gewann der Vierer der Mannschaftsverfolgung Silber. Auch Sam Willoughby auf dem BMX gewann Silber. Bronze holte Shane Perkins im Sprint. Die Mannschaft im Teamsprint erreichte Platz 4.
2016 in Rio de Janeiro gewann der Vierer die Silbermedaille in der Mannschaftsverfolgung. Anna Meares gewann Bronze im Keirin. Beide Teamsprint-Mannschaften belegten Platz 4, ebenfalls Matthew Glaetzer im Sprint.
| Name                                                                                    | Spiele           | Disziplin             | Anmerkung          |
| --------------------------------------------------------------------------------------- | ---------------- | --------------------- | ------------------ |
| Edgar Gray                                                                              | 1932 Los Angeles | 1000-Meter-Zeitfahren | erster Olympiasieg |
| Russell Mockridge                                                                       | 1952 Helsinki    | 1000-Meter-Zeitfahren |                    |
| Russell Mockridge Lionel Cox                                                            | 1952 Helsinki    | Tandem                |                    |
| Ian Browne Tony Marchant                                                                | 1956 Melbourne   | Tandem                |                    |
| Dean Woods Michael Grenda Kevin Nichols Michael Turtur                                  | 1984 Los Angeles | Mannschaftsverfolgung |                    |
| Kathy Watt                                                                              | 1992 Barcelona   | Straßenrennen         |                    |
| Scott McGrory Brett Aitken                                                              | 2000 Sydney      | Madison               |                    |
| Ryan Bayley                                                                             | 2004 Athen       | Sprint                |                    |
| Ryan Bayley                                                                             | 2004 Athen       | Keirin                |                    |
| Graeme Brown Stuart O’Grady                                                             | 2004 Athen       | Madison               |                    |
| Graeme Brown Brett Lancaster Bradley McGee Luke Roberts Peter Dawson Stephen Wooldridge | 2004 Athen       | Mannschaftsverfolgung |                    |
| Sara Carrigan                                                                           | 2004 Athen       | Straßenrennen         |                    |
| Anna Meares                                                                             | 2004 Athen       | 500-Meter-Zeitfahren  |                    |
| Anna Meares                                                                             | 2012 London      | Sprint                |                    |

| Name                                                                          | Spiele              | Disziplin             | Anmerkung |
| ----------------------------------------------------------------------------- | ------------------- | --------------------- | --------- |
| Lionel Cox                                                                    | 1952 Helsinki       | Sprint                |           |
| Clyde Sefton                                                                  | 1972 München        | Straßenrennen         |           |
| John Nicholson                                                                | 1972 München        | Sprint                |           |
| Danny Clark                                                                   | 1972 München        | 1000-Meter-Zeitfahren |           |
| Dean Woods                                                                    | 1988 Seoul          | Einzelverfolgung      |           |
| Martin Vinnicombe                                                             | 1988 Seoul          | 1000-Meter-Zeitfahren |           |
| Gary Neiwand                                                                  | 1992 Barcelona      | Sprint                |           |
| Shane Kelly                                                                   | 1992 Barcelona      | 1000-Meter-Zeitfahren |           |
| Brett Aitken Steve McGlede Shaun O’Brien Stuart O’Grady                       | 1992 Barcelona      | Mannschaftsverfolgung |           |
| Kathy Watt                                                                    | 1992 Barcelona      | Einzelverfolgung      |           |
| Michelle Ferris                                                               | 1996 Atlanta        | Sprint                |           |
| Gary Neiwand                                                                  | 2000 Sydney         | Keirin                |           |
| Michelle Ferris                                                               | 2000 Sydney         | 500-Meter-Zeitfahren  |           |
| Bradley McGee                                                                 | 2004 Athen          | Einzelverfolgung      |           |
| Katie Mactier                                                                 | 2004 Athen          | Einzelverfolgung      |           |
| Anna Meares                                                                   | 2008 Peking         | Sprint                |           |
| Sam Willoughby                                                                | 2012 London         | BMX                   |           |
| Jack Bobridge Glenn O’Shea Rohan Dennis Michael Hepburn                       | 2012 London         | Mannschaftsverfolgung |           |
| Jack Bobridge Alexander Edmondson Callum Scotson Michael Hepburn Sam Welsford | 2016 Rio de Janeiro | Mannschaftsverfolgung |           |

| Name                                                                  | Spiele              | Disziplin             | Anmerkung              |
| --------------------------------------------------------------------- | ------------------- | --------------------- | ---------------------- |
| Edgar Gray                                                            | 1928 Amsterdam      | 1000-Meter-Zeitfahren | erster Medaillengewinn |
| Dick Ploog                                                            | 1956 Melbourne      | Sprint                |                        |
| Gary Neiwand                                                          | 1988 Seoul          | Sprint                |                        |
| Dean Woods Brett Dutton Wayne McCarney Steve McGlede Scott McGrory    | 1988 Seoul          | Mannschaftsverfolgung |                        |
| Bradley McGee                                                         | 1996 Atlanta        | Einzelverfolgung      |                        |
| Stuart O’Grady                                                        | 1996 Atlanta        | Punktefahren          |                        |
| Brett Aitken Bradley McGee Stuart O’Grady Dean Woods Tim O’Shannessey | 1996 Atlanta        | Mannschaftsverfolgung |                        |
| Lucy Tyler-Sharman                                                    | 1996 Atlanta        | Punktefahren          |                        |
| Shane Kelly                                                           | 2000 Sydney         | 1000-Meter-Zeitfahren |                        |
| Bradley McGee                                                         | 2000 Sydney         | Einzelverfolgung      |                        |
| Sean Eadie Darryn Hill Gary Neiwand                                   | 2000 Sydney         | Olympischer Sprint    |                        |
| Michael Rogers                                                        | 2004 Athen          | Zeitfahren            |                        |
| Shane Kelly                                                           | 2004 Athen          | Keirin                |                        |
| Anna Meares                                                           | 2004 Athen          | Sprint                |                        |
| Shane Perkins                                                         | 2012 London         | Sprint                |                        |
| Annette Edmondson                                                     | 2012 London         | Omnium                |                        |
| Annette Edmondson Melissa Hoskins Josephine Tomic                     | 2012 London         | Teamsprint            |                        |
| Anna Meares                                                           | 2016 Rio de Janeiro | Keirin                |                        |

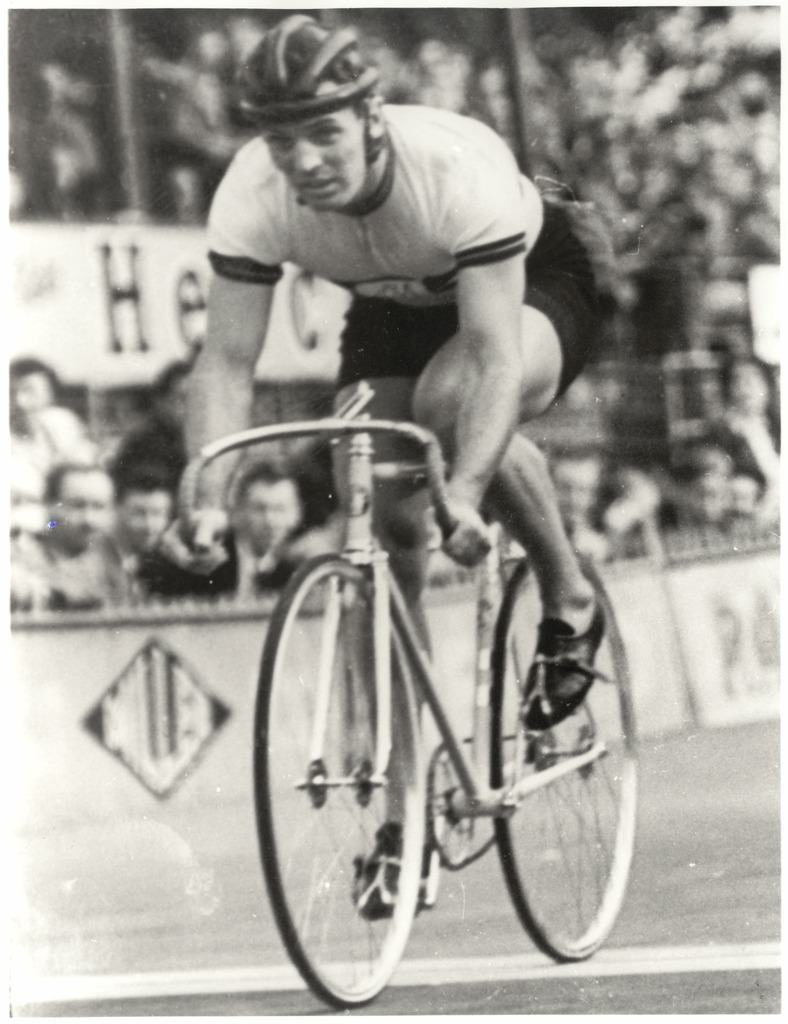
Lionel Cox, Gold und Silber 1952
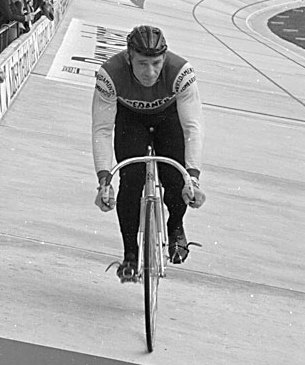
Ron Baensch (1966)
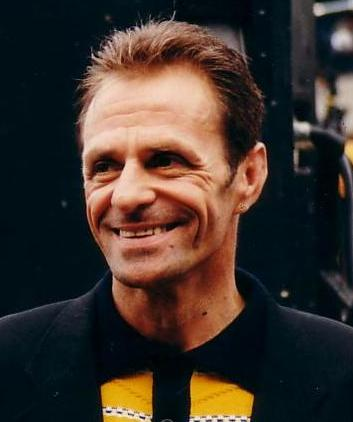
Danny Clark, Silber 1972 (Foto von 1999)
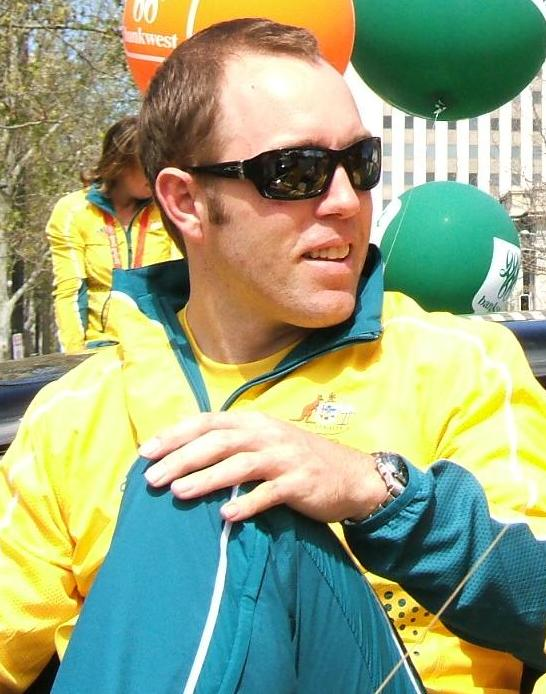
Shane Kelly, Silber 1992, Bronze 2000 und 2004
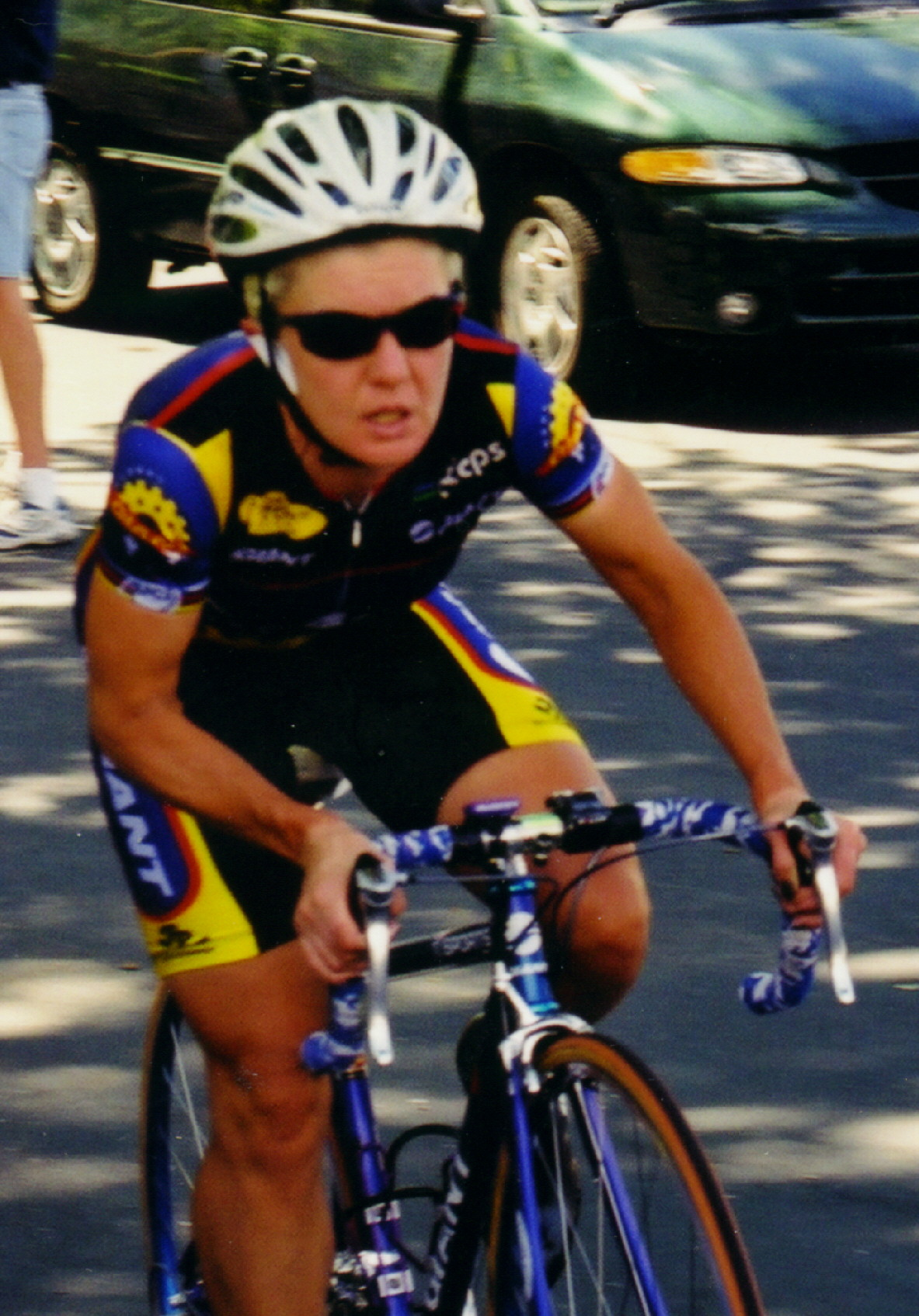
Kathy Watt, Gold und Silber 1992
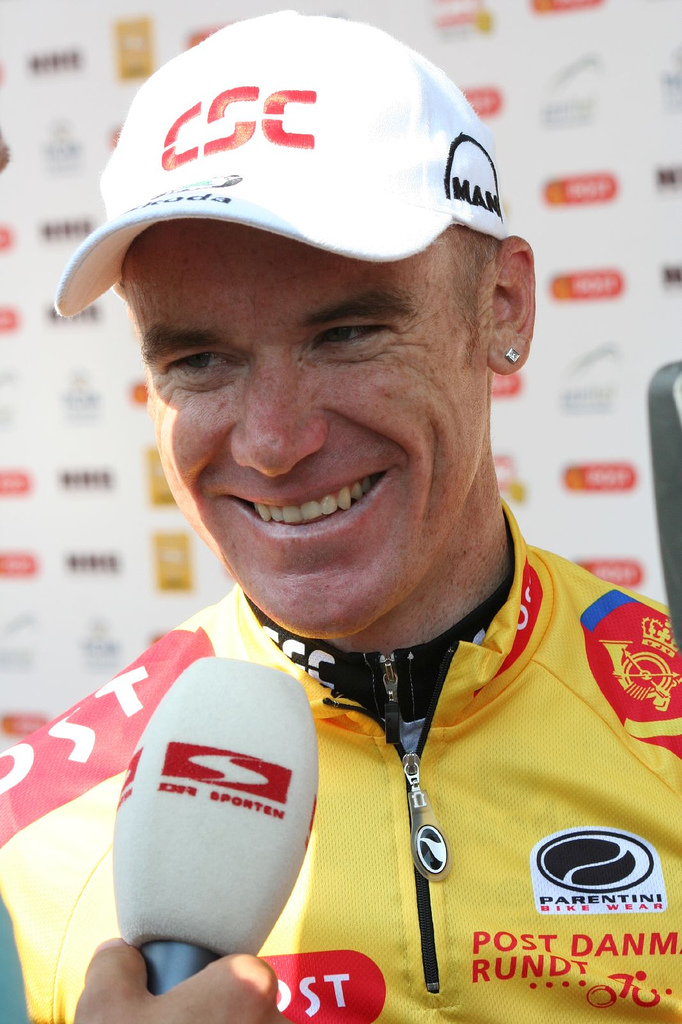
Stuart O’Grady, Silber 1992, Bronze 1996, Olympiasieger 2004 (Foto von 2007)
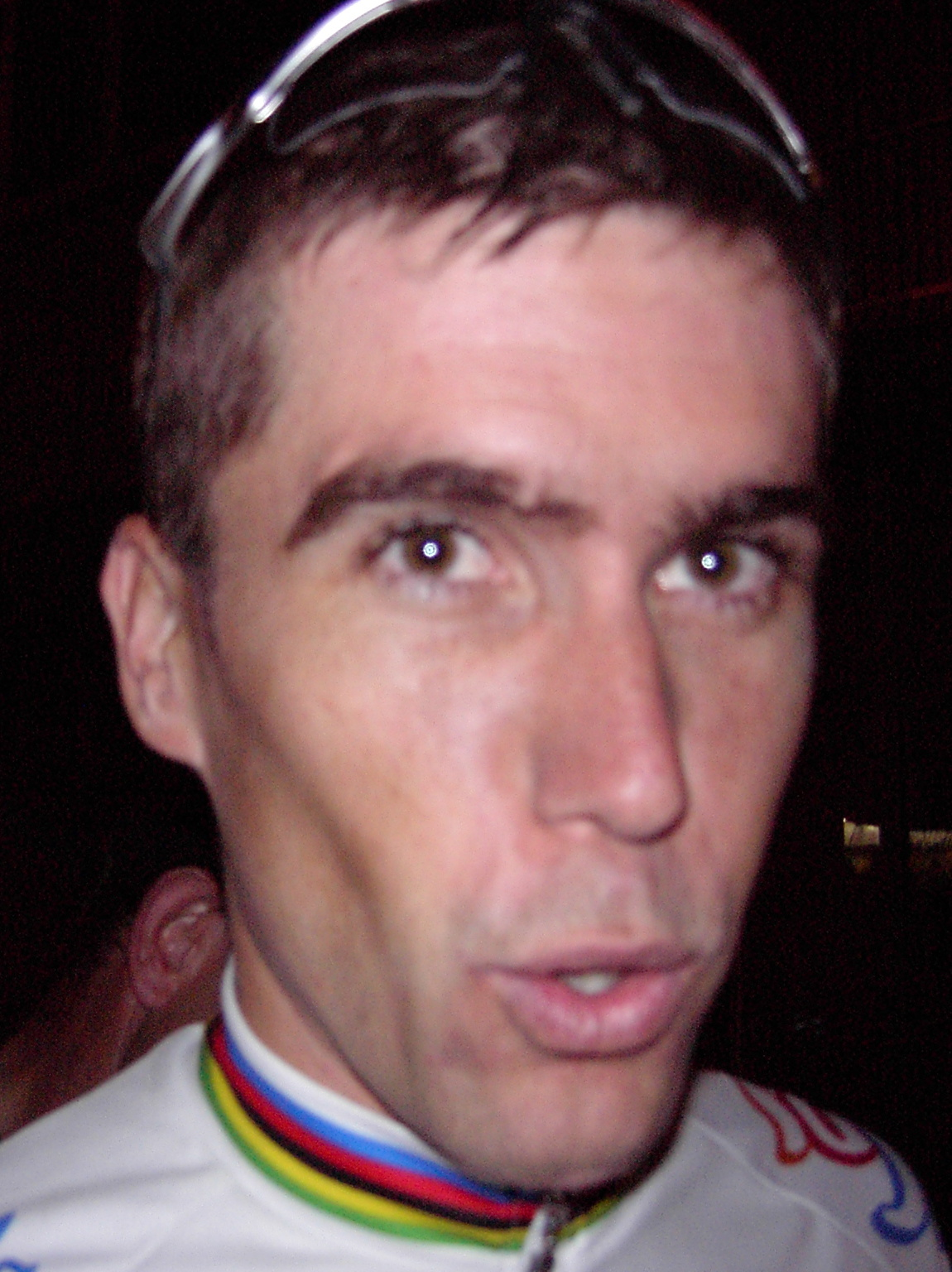
Bradley McGee, Bronze 1996, 2000, Olympiasieger und Silber 2004
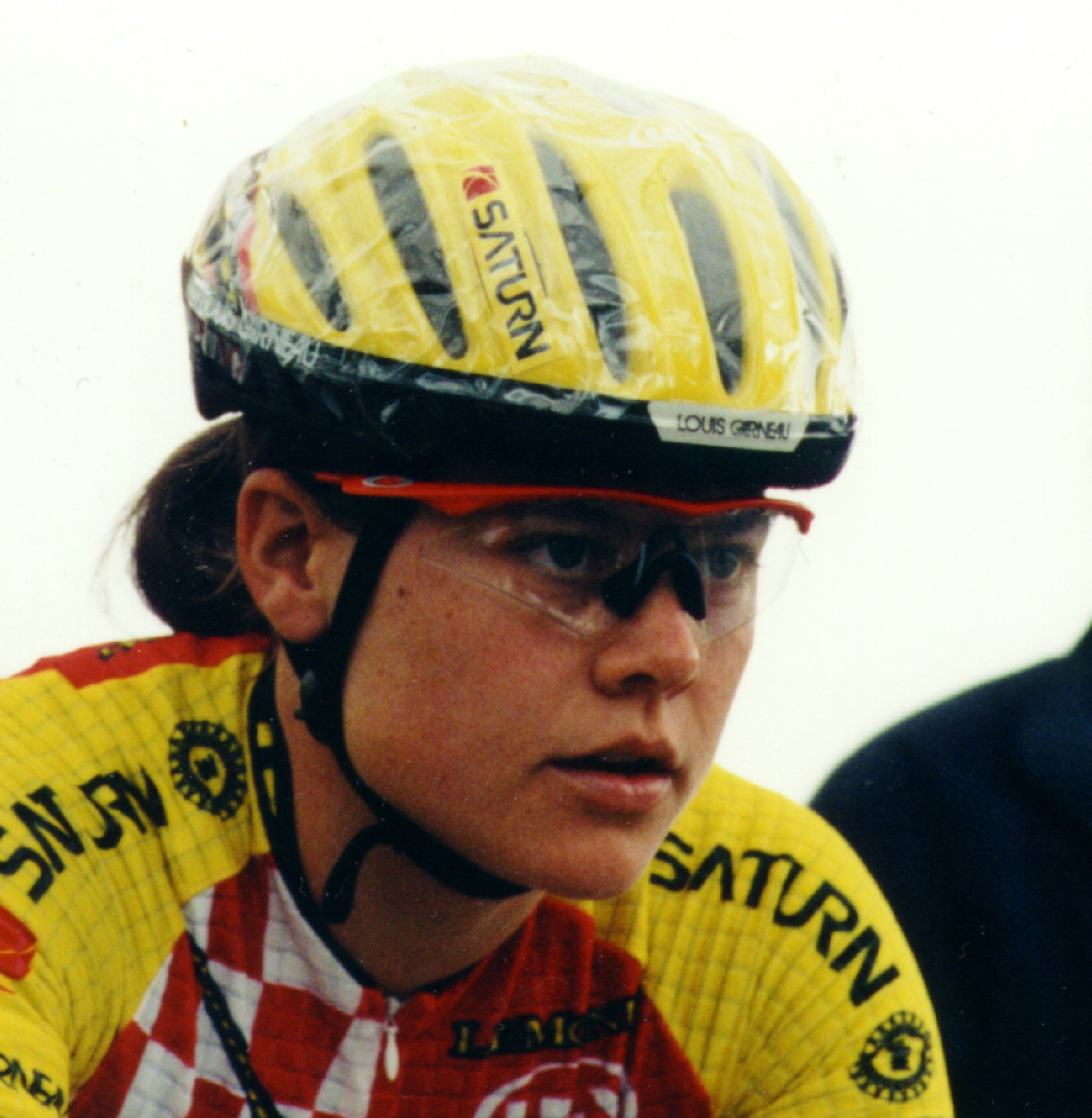
Anna Millward
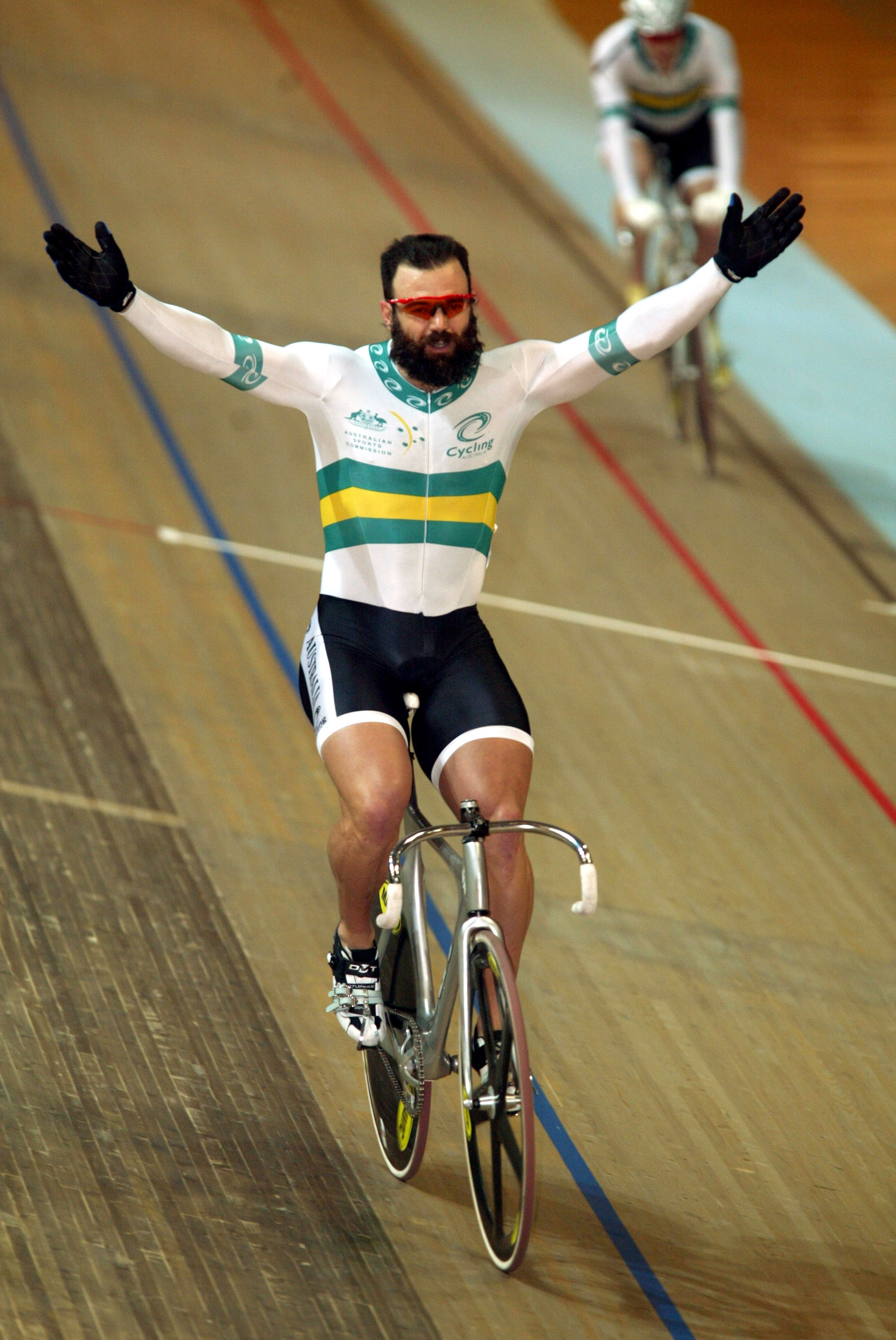
Sean Eadie, Bronze 2000
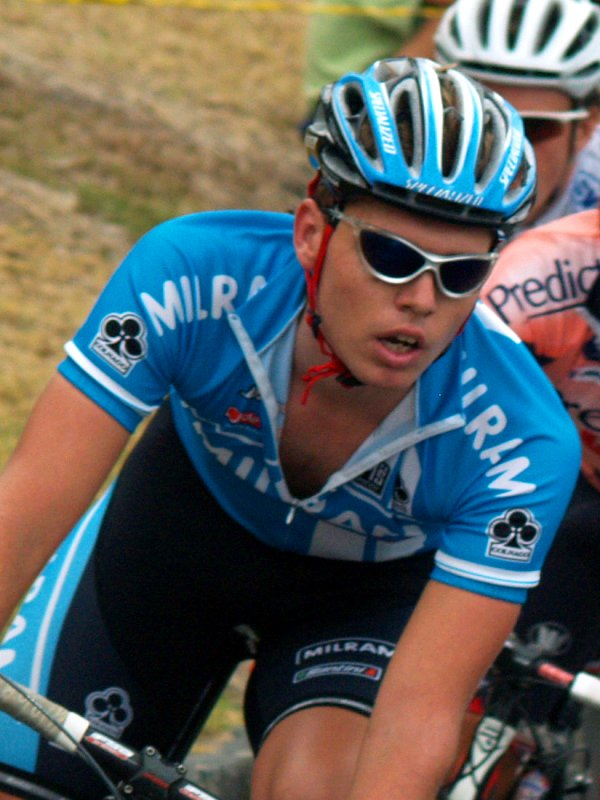
Brett Lancaster, Olympiasieger 2004
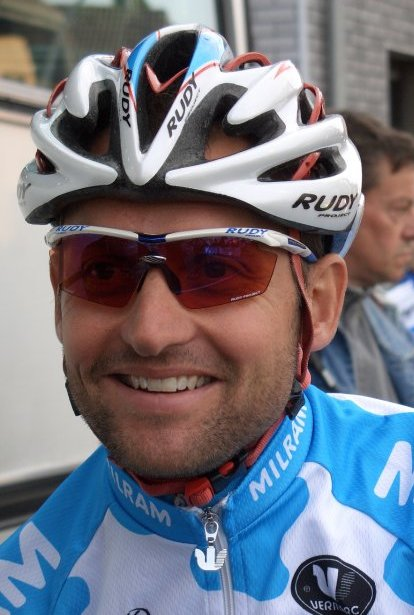
Luke Roberts, Olympiasieger 2004
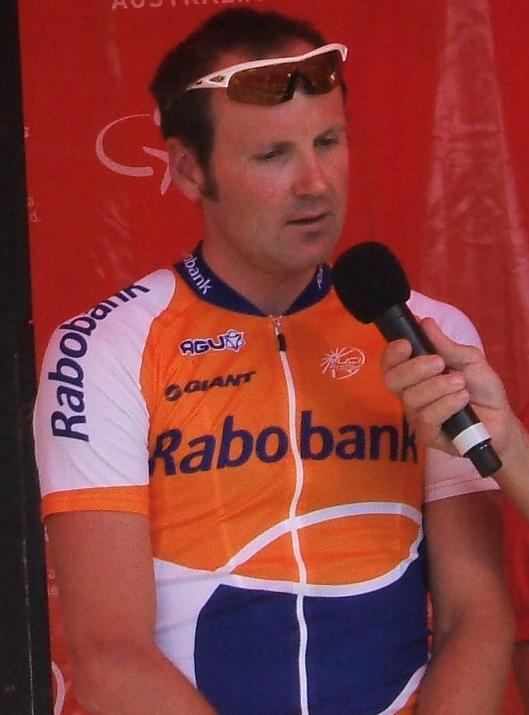
Graeme Brown, Doppelolympiasieger 2004
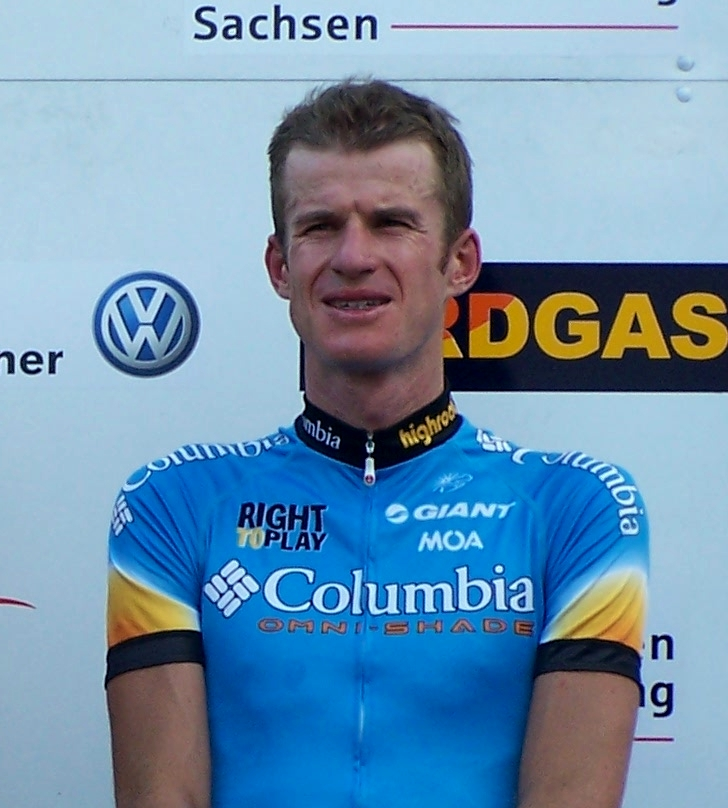
Michael Rogers, Bronze 2004
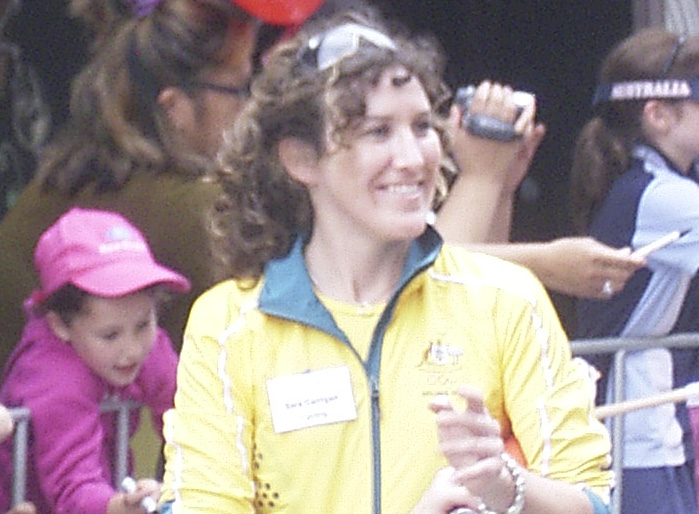
Sara Carrigan, Olympiasiegerin 2004
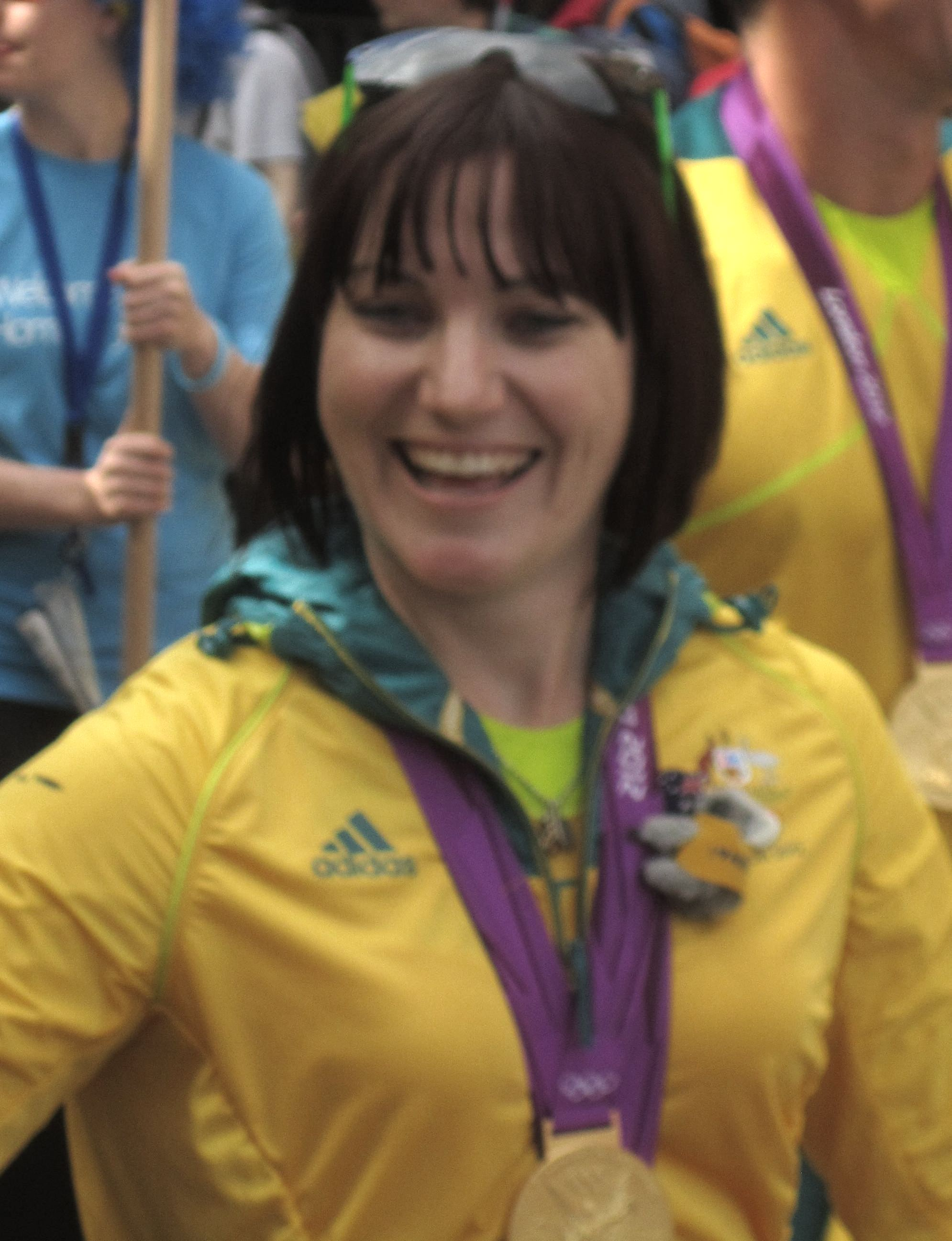
Anna Meares, Olympiasieg und Bronze 2004, Silber 2008, Olympiasieg und Bronze 2012, Bronze 2016
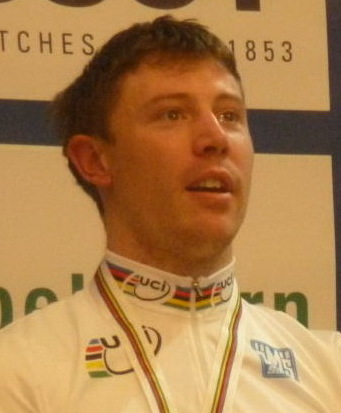
Shane Perkins, Bronze 2016
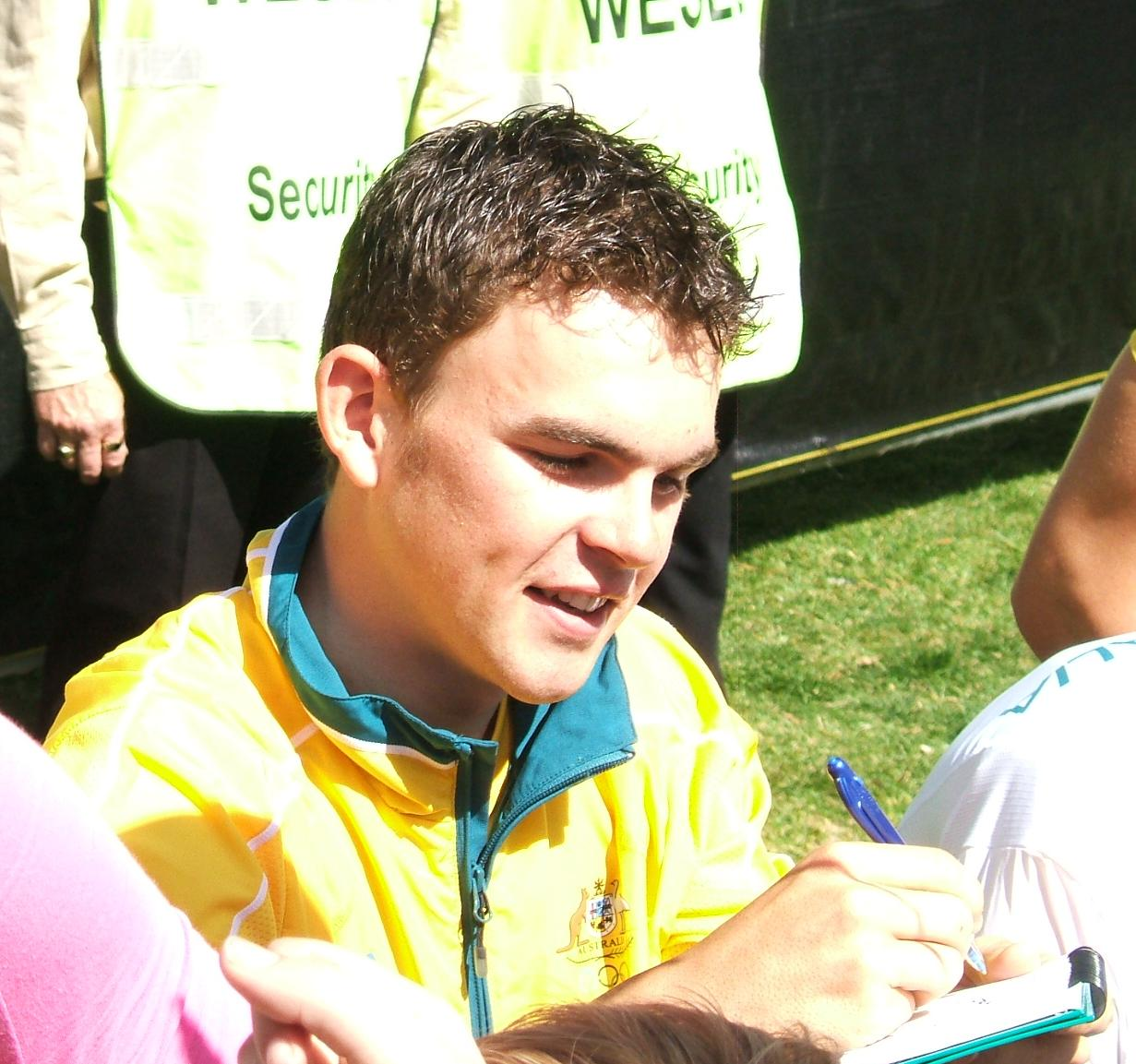
Jack Bobridge, Silber 2012 und 2016

#### Reiten
| Gelbes Symbol für Goldmedaillen mit stilisierten Olympischen Ringen | Graues Symbol für Silbermedaillen mit stilisierten Olympischen Ringen | Braundes Symbol für Bronzemedaillen mit stilisierten Olympischen Ringen |
| ------------------------------------------------------------------- | --------------------------------------------------------------------- | ----------------------------------------------------------------------- |
| 6                                                                   | 3                                                                     | 3                                                                       |

Die ersten olympischen Reiter Australiens nahmen an den Reiterspielen 1956 in Stockholm teil. Die strengen australischen Quarantänevorschriften für Pferde waren die Ursache dafür, dass die Reitwettbewerbe nicht in Melbourne ausgetragen werden konnten. Die erfolgreichsten Reiter waren die Vielseitigkeitsreiter, die alle australischen Medaillen im Reiten gewannen.
1960 in Rom gelang den Vielseitigkeitsreitern der Olympiasieg mit der Mannschaft. In der Einzelwertung wurde Lawrence Morgan Olympiasieger, Neale Lavis gewann Silber. 1964 in Tokio wurde der Springreiter John Fahey Vierter in der Einzelwertung. In Mexiko-Stadt 1968 gewannen die Vielseitigkeitsreiter Bronze in der Mannschaftswertung. 1972 in München wurden sie Vierte, 1976 gewannen sie wieder Bronze. In Montreal erreichte Wayne Roycroft in der Einzelwertung Platz 5, ebenso wie der Springreiter Guy Creighton.
Erst 16 Jahre später, 1992 in Barcelona, konnten wieder Medaillen gewonnen werden. Matthew Ryan wurde Olympiasieger in der Einzelwertung und mit der Mannschaft. Die Mannschaft konnte 1996 in Atlanta ihren Olympiasieg verteidigen. 2000 in Sydney wurde sie zum dritten Mal in Folge Olympiasieger. Hinzu kam eine Silbermedaille in der Einzelwertung durch Andrew Hoy. In Peking 2008 folgte eine Silbermedaille für die Mannschaft. Megan Jones wurde in der Einzelwertung Vierte. 2016 in Rio de Janeiro gab es noch einmal eine Bronzemedaille für die Mannschaft. In London 2012 nahm Andrew Hoy zum siebten Mal bei Olympischen Spielen teil. In der Einzelwertung lagen Sam Griffiths auf Platz 4 und Christopher Burton auf Platz 5.
| Name | Spiele         | Disziplin                 | Anmerkung                              |
| --- | -------------- | ------------------------- | -------------------------------------- |
| Lawrence Morgan auf Salad Days | 1960 Rom       | Vielseitigkeit Einzel     | erster Olympiasieg und Medaillengewinn |
| Lawrence Morgan auf Salad Days Neale Lavis auf Mirrabooka Bill Roycroft auf Our Solo Brian Crago auf Sabre                          | 1960 Rom       | Vielseitigkeit Mannschaft |                                        |
| Matthew Ryan auf Kibah Tic Toc | 1992 Barcelona | Vielseitigkeit Einzel     |                                        |
| Matthew Ryan auf Kibah Tic Toc Andrew Hoy auf Kiwi Gillian Rolton auf Peppermint Grove David Green auf Duncan II                    | 1992 Barcelona | Vielseitigkeit Mannschaft |                                        |
| Wendy Schaeffer auf Sunburst Andrew Hoy auf Darien Powers Gillian Rolton auf Peppermint Grove Phillip Dutton auf True Blue Girdwood | 1996 Atlanta   | Vielseitigkeit Mannschaft |                                        |
| Stuart Tinney auf Jeepster Andrew Hoy auf Darien Powers Matthew Ryan auf Kibah Sandstone Phillip Dutton auf House Doctor            | 2000 Sydney    | Vielseitigkeit Mannschaft |                                        |

| Name | Spiele      | Disziplin                 | Anmerkung |
| --- | ----------- | ------------------------- | --------- |
| Neale Lavis auf Mirrabooka | 1960 Rom    | Vielseitigkeit Einzel     |           |
| Andrew Hoy auf Darien Powers | 2000 Sydney | Vielseitigkeit Einzel     |           |
| Shane Rose auf All Luck Sonja Johnson auf Ringwould Jaguar Lucinda Fredericks auf Headley Britannia Clayton Fredericks auf Ben Along Time Megan Jones auf Irish Jester | 2008 Peking | Vielseitigkeit Mannschaft |           |

| Name | Spiele              | Disziplin                 | Anmerkung |
| --- | ------------------- | ------------------------- | --------- |
| Wayne Roycroft auf Zhivago Brien Cobcroft auf Depeche Bill Roycroft auf Warrathoola James Scanlon auf The Furtive            | 1968 Mexiko-Stadt   | Vielseitigkeit Mannschaft |           |
| Wayne Roycroft auf Laurenson Mervyn Bennett auf Regal Reign Bill Roycroft auf Version Denis Pigott auf Hillstead             | 1976 Montreal       | Vielseitigkeit Mannschaft |           |
| Shane Rose auf CP Qualified Christopher Burton auf Santana II Sam Griffiths auf Paulank Brockagh Stuart Tinney auf Pluto Mio | 2016 Rio de Janeiro | Vielseitigkeit Mannschaft |           |

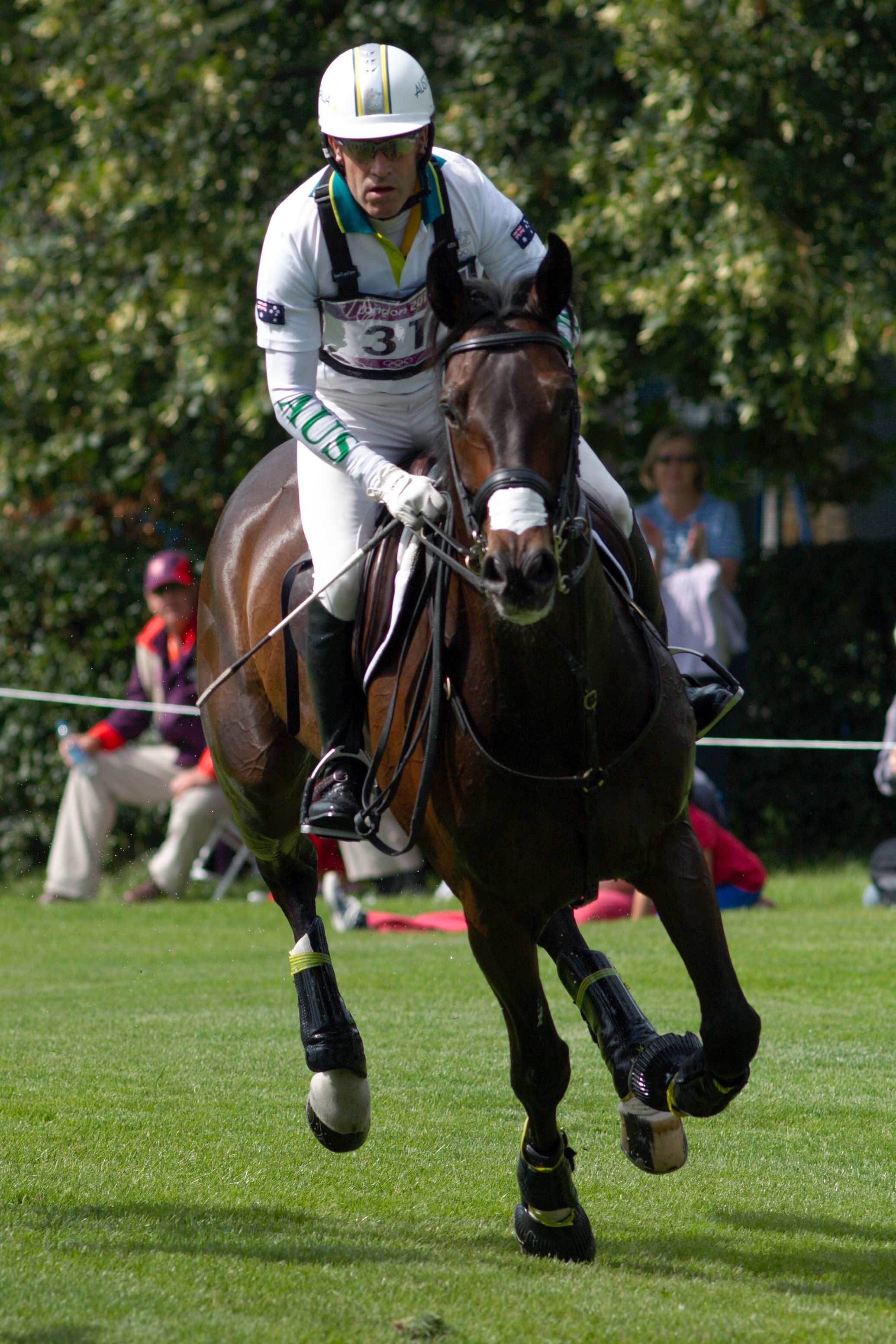
Andrew Hoy 2012 auf Rutherglen
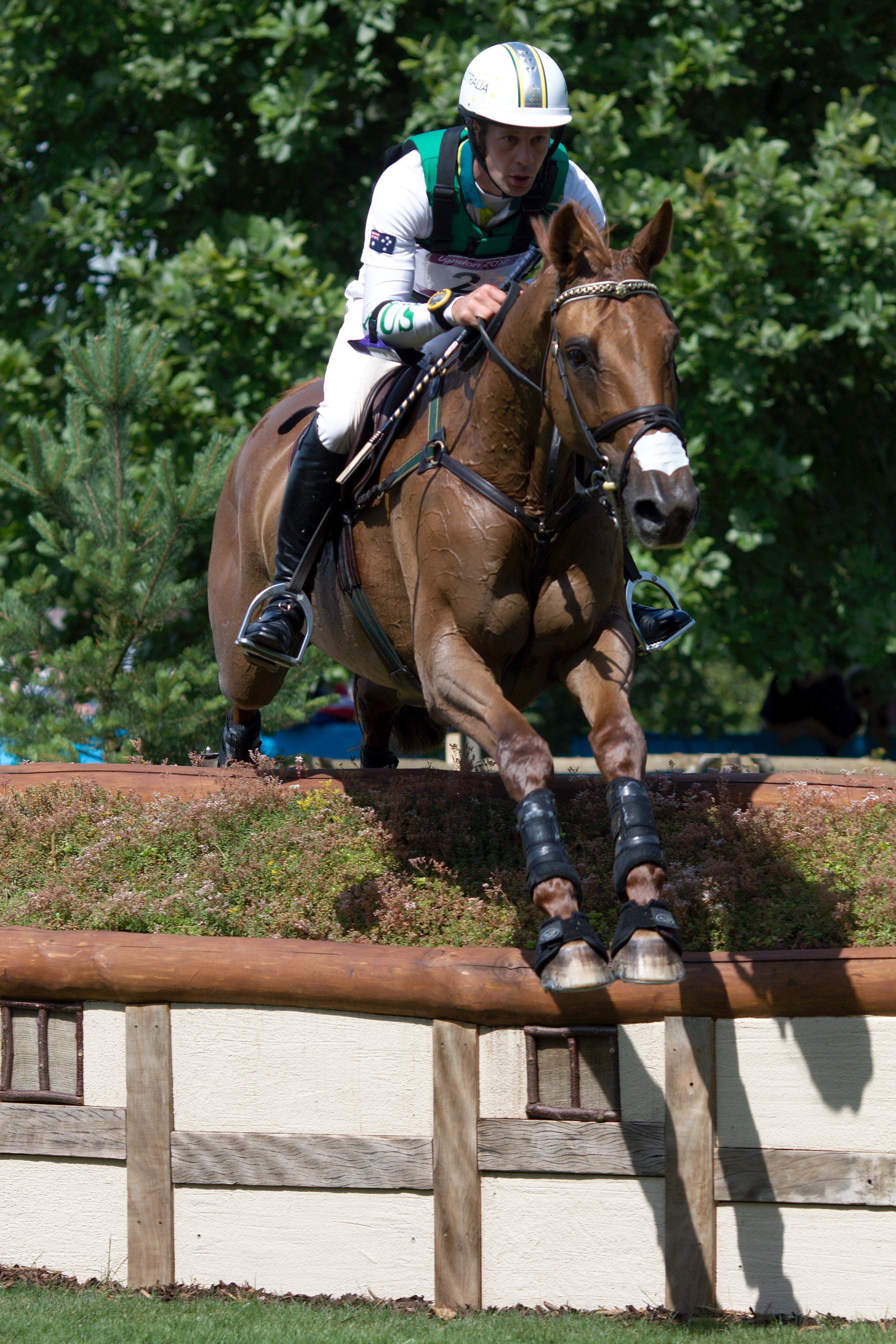
Christopher Burton 2012 auf Holstein Park Leilani(1966)

#### Ringen
| Gelbes Symbol für Goldmedaillen mit stilisierten Olympischen Ringen | Graues Symbol für Silbermedaillen mit stilisierten Olympischen Ringen | Braundes Symbol für Bronzemedaillen mit stilisierten Olympischen Ringen |
| ------------------------------------------------------------------- | --------------------------------------------------------------------- | ----------------------------------------------------------------------- |
| —                                                                   | 1                                                                     | 2                                                                       |

1924 in Paris stieg der erste australische Ringer auf die Matte. Die erste Medaille gab es 1932 in Los Angeles durch den Freistilringer Edward Scarf, der Bronze im Halbmittelgewicht gewann. Richard Garrard gewann 1948 in London Silber im Weltergewicht, James Michael Armstrong Bronze im Schwergewicht.
Zwar nahmen in der Folgezeit bei allen weiteren Spielen australische Ringer teil, u. a. auch im griechisch-römischen Stil, jedoch konnte sich kein Teilnehmer auf das Siegertreppchen kämpfen.
| Name            | Spiele      | Disziplin              | Anmerkung |
| --------------- | ----------- | ---------------------- | --------- |
| Richard Garrard | 1948 London | Weltergewicht Freistil |           |

| Name                    | Spiele           | Disziplin                  | Anmerkung              |
| ----------------------- | ---------------- | -------------------------- | ---------------------- |
| Edward Scarf            | 1932 Los Angeles | Halbschwergewicht Freistil | erster Medaillengewinn |
| James Michael Armstrong | 1948 London      | Schwergewicht Freistil     |                        |

#### Rudern
| Gelbes Symbol für Goldmedaillen mit stilisierten Olympischen Ringen | Graues Symbol für Silbermedaillen mit stilisierten Olympischen Ringen | Braundes Symbol für Bronzemedaillen mit stilisierten Olympischen Ringen |
| ------------------------------------------------------------------- | --------------------------------------------------------------------- | ----------------------------------------------------------------------- |
| 11                                                                  | 15                                                                    | 14                                                                      |

Australische Ruderer nehmen seit 1924 an olympischen Ruderregatten teil. 1928 in Amsterdam wurde Henry Pearce mit seinem Sieg im Einer zum ersten australischen Medaillengewinner und Olympiasieger im Rudern. Er konnte 1932 in Los Angeles seinen Olympiasieg wiederholen. Mervyn Wood wurde 1948 in London Olympiasieger im Einer. 1952 in Helsinki gewann er Silber. Der Achter holte Bronze.
Bei den heimischen Sommerspielen 1956 in Melbourne wiederholte der Achter den Gewinn der Bronzemedaille. Mervyn Wood gewann zusammen mit Murray Riley Bronze im Doppelzweier. Stuart MacKenzie holte Silber im Einer. Erst 1968 waren australische Ruderer wieder erfolgreich. Der Achter gewann Silber. Nach diesem Erfolg dauerte es wieder 16 Jahre bis zur nächsten Medaille. 1984 in Los Angeles gewann der Doppelvierer der Männer Silber, der Achter gewann Bronze. Erstmals konnten australische Ruderinnen eine Medaille gewinnen. Der Vierer mit Steuerfrau kam auf den Bronzerang. 1988 in Seoul erreichte Hamish McGlashan im Einer Platz 4.
Nach 44 Jahren wurden in Barcelona 1992 erstmals wieder australische Ruderolympiasieger gekürt. Gold gewannen der Doppelzweier der Männer und der Vierer ohne Steuermann. Ebenfalls zwei Olympiasiege wurden 1996 in Atlanta durch den Vierer ohne Steuermann und den Doppelzweier der Frauen erreicht. Dazu gab es Silber für den Zweier ohne Steuermann und Bronze für den Doppelvierer der Männer sowie beide Leichtgewichts-Doppelzweier. Der Doppelzweier der Frauen verpasste mit Platz 4 nur knapp einen Medaillenrang.
Bei den heimischen Sommerspielen 2000 in Sydney konnte kein australisches Boot zum Sieg fahren. Es reichte für drei Silbermedaillen durch den Achter der Männer, den Leichtgewichts-Vierer ohne Steuermann und den Zweier ohne Steuerfrau. Bronze gewannen die Zweier und Vierer ohne Steuermänner. Der Doppelvierer der Männer und der Leichtgewichts-Doppelzweier der Frauen kamen als Vierte ins Ziel.
Der Zweier ohne Steuermann wurde 2004 in Athen Olympiasieger. James Tomkins gewann hier seine dritte Goldmedaille und war, zusammen mit einer Bronzemedaille, damit der erfolgreichste australische Ruderer bei Olympischen Spielen. Der Leichtgewichts-Vierer ohne Steuermann gewann Silber. Bronze ging an den Achter der Männer und den Doppelvierer der Frauen. Knapp die Medaillenränge verpasst hatten mit Platz 4 der Vierer ohne Steuermann und der Leichtgewichts-Doppelzweier der Frauen.
In Peking wurden sowohl der Doppelzweier als auch der Zweier ohne Steuermann Olympiasieger. Der Vierer ohne Steuermann gewann Silber. Der Doppelvierer der Männer belegte Platz 4. In London 2012 schaffte kein Boot einen Olympiasieg. Drei Silbermedaillen durch den Vierer ohne Steuermann, den Doppelzweier der Frauen sowie den Zweier ohne Steuerfrau und zwei Bronzemedaillen durch den Doppelvierer der Männer und im Einer der Frauen standen nach Abschluss der Regatten zu Buche. Der Leichtgewichts-Vierer ohne Steuermann sowie der Doppelvierer der Frauen erreichten Platz 4. Drew Ginn war Ruderer im Vierer ohne Steuermann. Durch seine Silbermedaille löste er James Tomkins als den erfolgreichsten australischen Ruderer bei Olympischen Spielen ab. Ginn hatte wie auch Tomkins drei Goldmedaillen gewonnen. Hinzu kam bei Ginn eine Silbermedaille, während Tomkins eine Bronzemedaille gewinnen konnte.
2016 in Rio de Janeiro wurde Kim Brennan Olympiasiegerin im Einer. Brennan war 2012 in London noch unter ihrem Mädchennamen Crow gestartet. Der Vierer ohne Steuermann und auch der Doppelvierer der Männer gewannen jeweils Silber.
| Name                                                  | Spiele              | Disziplin              | Anmerkung                              |
| ----------------------------------------------------- | ------------------- | ---------------------- | -------------------------------------- |
| Henry Pearce                                          | 1928 Amsterdam      | Einer                  | erster Medaillengewinn und Olympiasieg |
| Henry Pearce                                          | 1932 Los Angeles    | Einer                  |                                        |
| Mervyn Wood                                           | 1948 London         | Einer                  |                                        |
| Stephen Hawkins Peter Antonie                         | 1992 Barcelona      | Doppelzweier           |                                        |
| Andrew Cooper Mike McKay Nicholas Green James Tomkins | 1992 Barcelona      | Vierer ohne Steuermann |                                        |
| Drew Ginn Mike McKay James Tomkins Nicholas Green     | 1996 Atlanta        | Vierer ohne Steuermann |                                        |
| Megan Still Kate Slatter                              | 1996 Atlanta        | Zweier ohne Steuerfrau |                                        |
| Drew Ginn James Tomkins                               | 2004 Athen          | Zweier ohne Steuermann |                                        |
| Drew Ginn Duncan Free                                 | 2008 Peking         | Zweier ohne Steuermann |                                        |
| David Crawshay Scott Brennan                          | 2008 Peking         | Doppelzweier           |                                        |
| Kim Brennan                                           | 2016 Rio de Janeiro | Einer                  |                                        |

| Name                                                                     | Spiele              | Disziplin                             | Anmerkung |
| ------------------------------------------------------------------------ | ------------------- | ------------------------------------- | --------- |
| Mervyn Wood                                                              | 1952 Helsinki       | Einer                                 |           |
| Stuart MacKenzie                                                         | 1956 Melbourne      | Einer                                 |           |
| Achter der Männer                                                        | 1968 Mexiko-Stadt   | Achter                                |           |
| Paul Reedy Gary Gullock Timothy McLaren Anthony Lovrich                  | 1984 Los Angeles    | Doppelvierer                          |           |
| David Weightman Robert Scott                                             | 1996 Atlanta        | Zweier ohne Steuermann                |           |
| Simon Burgess Anthony Edwards Darren Balmforth Robert Richards           | 2000 Sydney         | Leichtgewichts-Vierer ohne Steuermann |           |
| Achter der Männer                                                        | 2000 Sydney         | Achter                                |           |
| Rachael Taylor Kate Slatter                                              | 2000 Sydney         | Zweier ohne Steuerfrau                |           |
| Glen Loftus Anthony Edwards Benjamin Cureton Simon Burgess               | 2004 Athen          | Leichtgewichts-Vierer ohne Steuermann |           |
| Matt Ryan James Marburg Cameron McKenzie-McHarg Francis Hegerty          | 2008 Peking         | Vierer ohne Steuermann                |           |
| William Lockwood James Chapman Drew Ginn Joshua Dunkley-Smith            | 2012 London         | Vierer ohne Steuermann                |           |
| Kim Crow Brooke Pratley                                                  | 2012 London         | Doppelzweier                          |           |
| Kate Hornsey Sarah Tait                                                  | 2012 London         | Zweier ohne Steuerfrau                |           |
| Joshua Booth Josh Dunkley-Smith Alexander Hill William Lockwood          | 2016 Rio de Janeiro | Vierer ohne Steuermann                |           |
| Alexander Belonogoff Karsten Forsterling Cameron Girdlestone James McRae | 2016 Rio de Janeiro | Doppelvierer                          |           |

| Name                                                                     | Spiele           | Disziplin                   | Anmerkung |
| ------------------------------------------------------------------------ | ---------------- | --------------------------- | --------- |
| Achter der Männer                                                        | 1952 Helsinki    | Achter                      |           |
| Mervyn Wood Murray Riley                                                 | 1956 Melbourne   | Doppelzweier                |           |
| Achter der Männer                                                        | 1956 Melbourne   | Achter                      |           |
| Achter der Männer                                                        | 1984 Los Angeles | Achter                      |           |
| Robyn Grey-Gardner Karen Brancourt Susan Chapman Margot Foster Susan Lee | 1984 Los Angeles | Vierer mit Steuerfrau       |           |
| Janusz Hooker Duncan Free Ronald Snook Boden Hanson                      | 1996 Atlanta     | Doppelvierer                |           |
| Anthony Edwards Bruce Hick                                               | 1996 Atlanta     | Leichtgewichts-Doppelzweier |           |
| Rebecca Joyce Virginia Lee                                               | 1996 Atlanta     | Leichtgewichts-Doppelzweier |           |
| Matthew Long James Tomkins                                               | 2000 Sydney      | Zweier ohne Steuermann      |           |
| James Stewart Benjamin Dodwell Geoffrey Stewart Boden Hanson             | 2000 Sydney      | Vierer ohne Steuermann      |           |
| Achter der Männer                                                        | 2004 Athen       | Achter                      |           |
| James Stewart Benjamin Dodwell Geoffrey Stewart Boden Hanson             | 2004 Athen       | Vierer ohne Steuermann      |           |
| Christopher Morgan Karsten Forsterling James McRae Daniel Noonan         | 2012 London      | Doppelvierer                |           |
| Kim Crow                                                                 | 2012 London      | Einer                       |           |

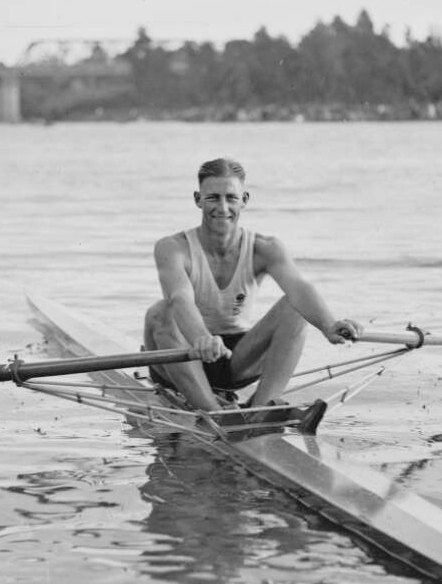
Henry Pearce, Olympiasieger 1928 und 1932
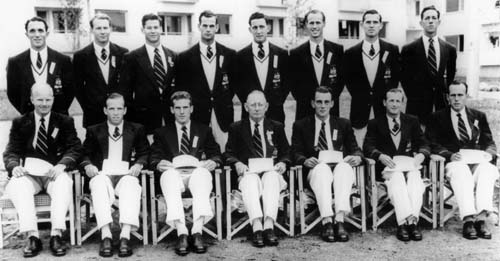
Die Rudermannschaft von 1952, stehend (v. l. n. r.): Chapman, Anderson, Rogers, Greenwood, Pain, Finlay, Middleton, Williamson; sitzend (v. l. n. r.): Palmer, Cayzer, Riley, Berkery, Wood, Chessell, Tinning
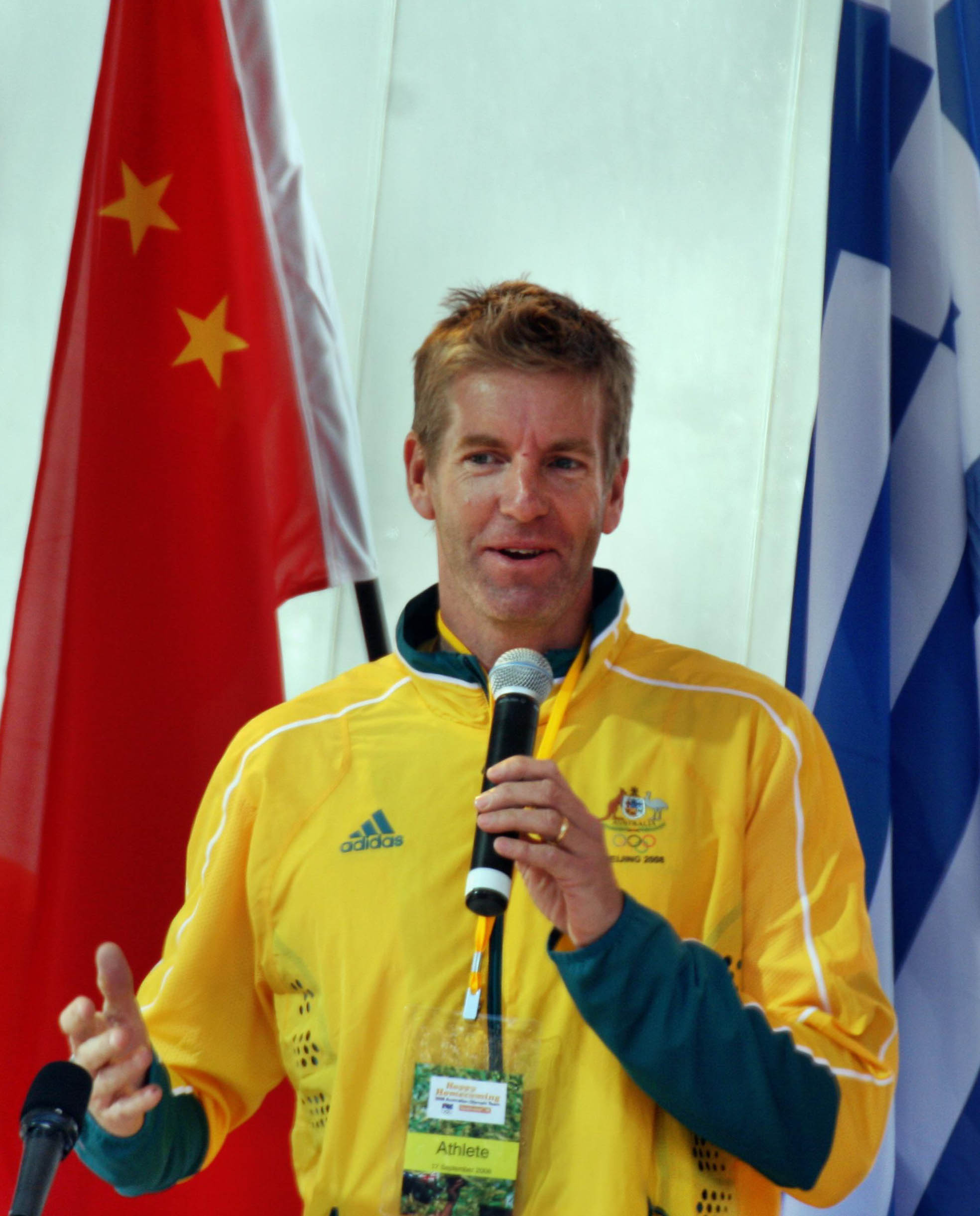
James Tomkins, Olympiasieger 1992, 1996 und 2004 (Foto von 2008)
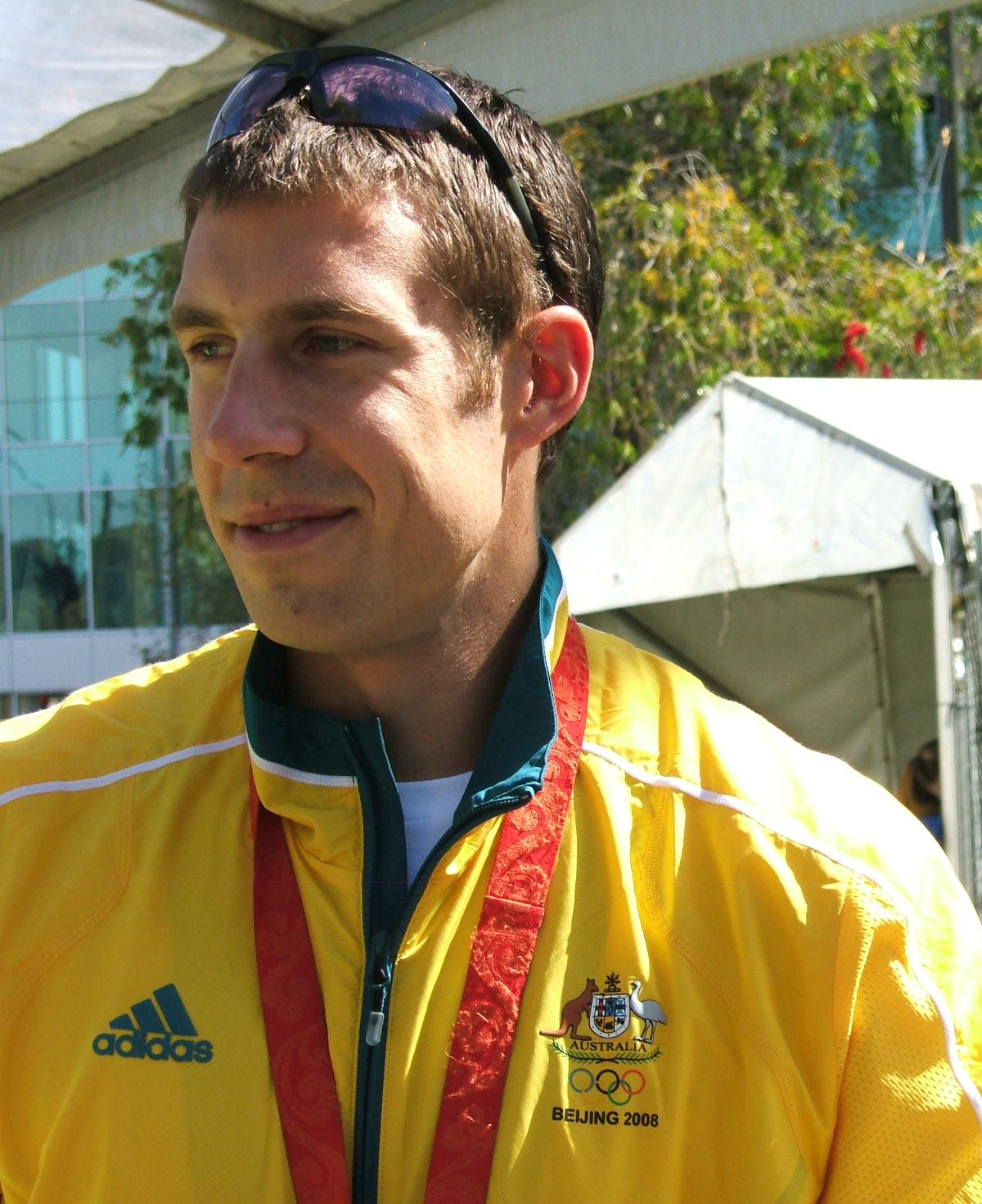
Scott Brennan, Olympiasieger 2008
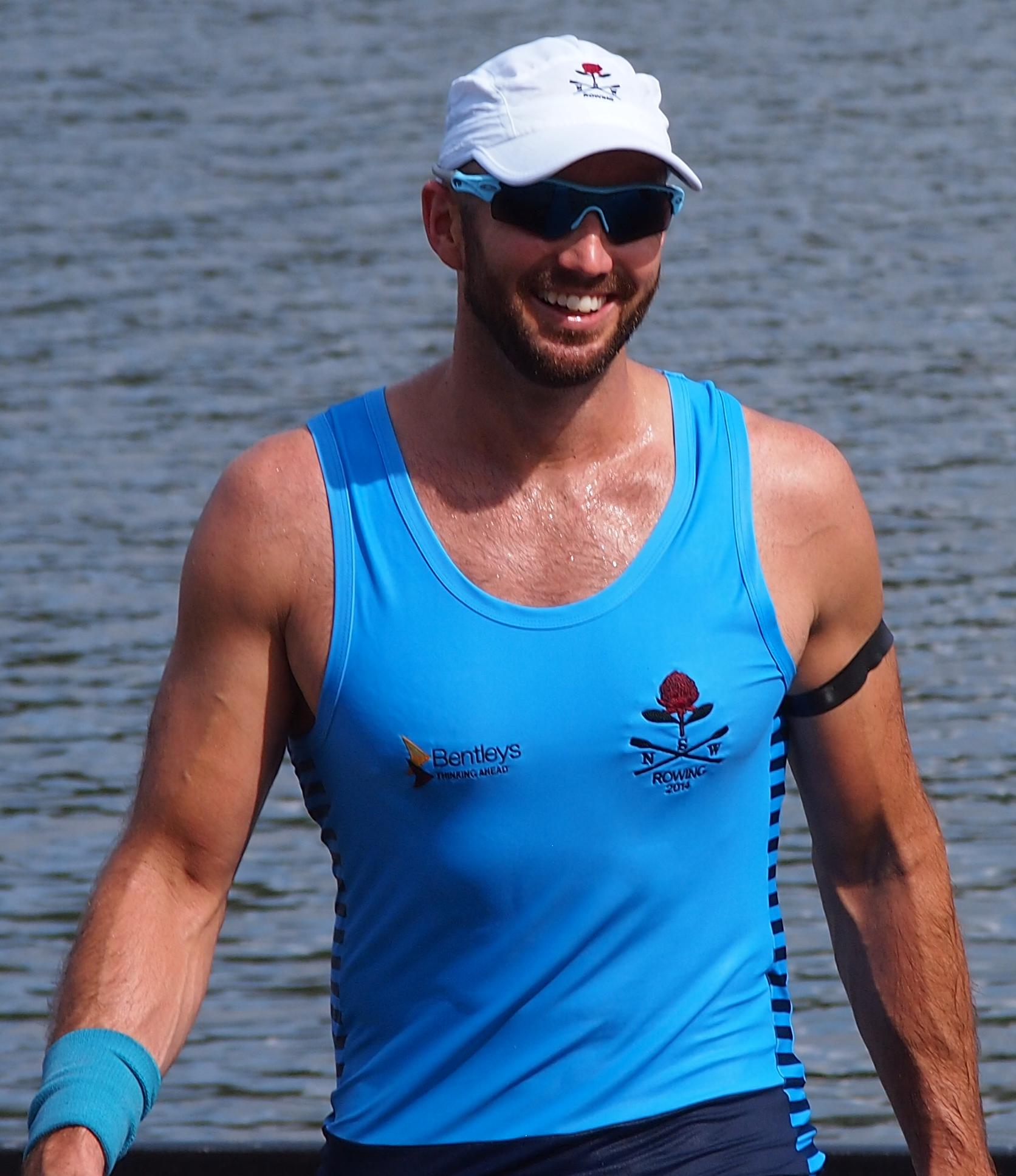
James Chapman, Silber 2012
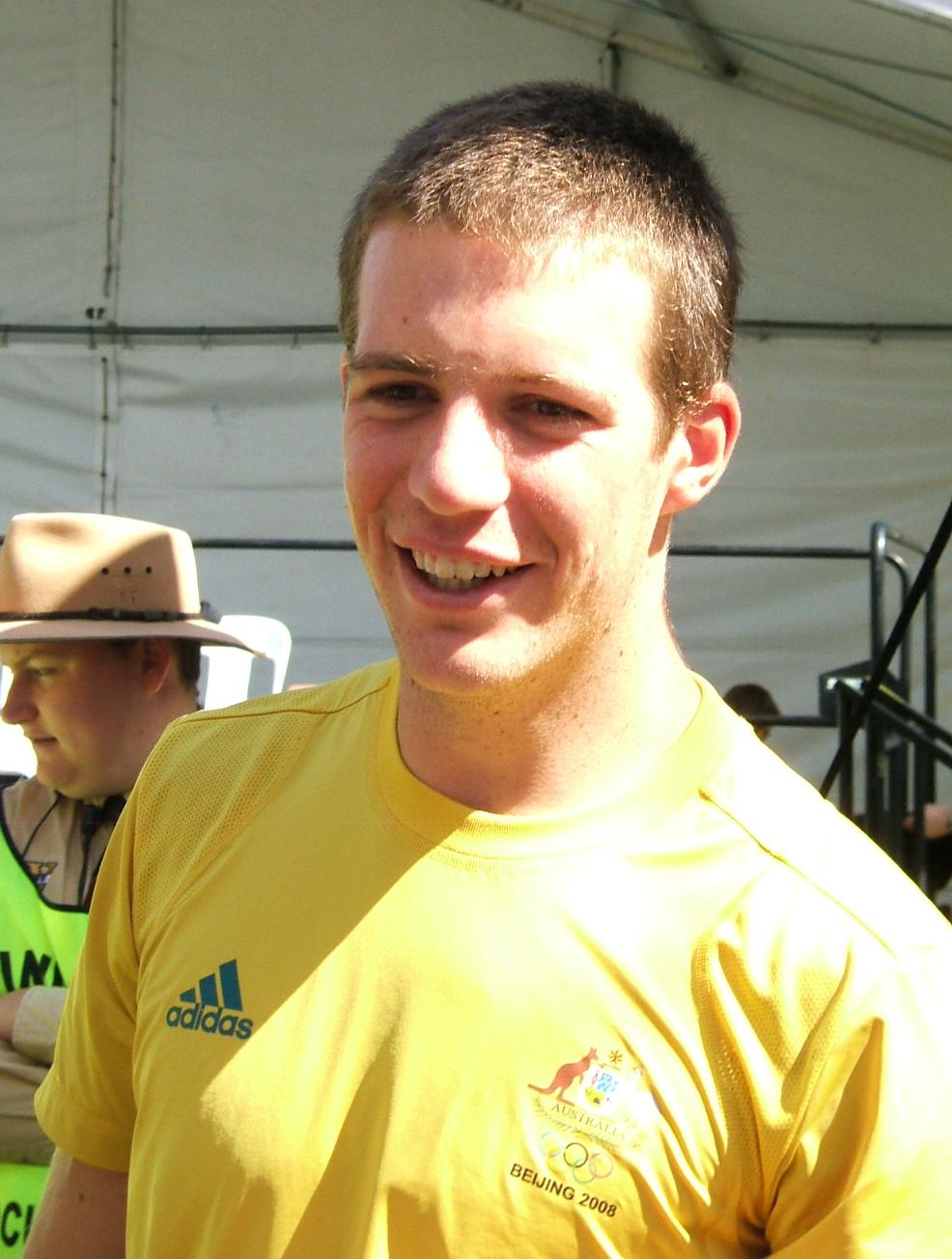
Christopher Morgan, Bronze 2012
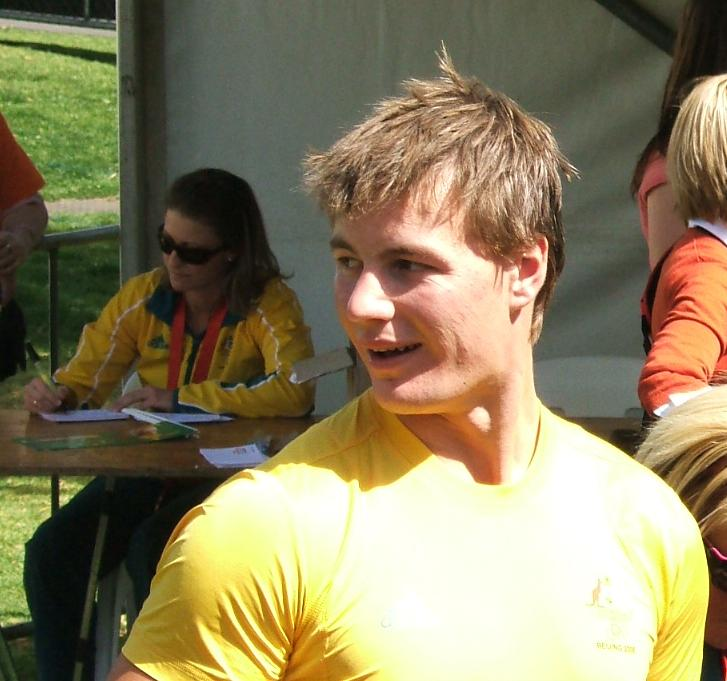
James McRae, Bronze 2012, Silber 2016
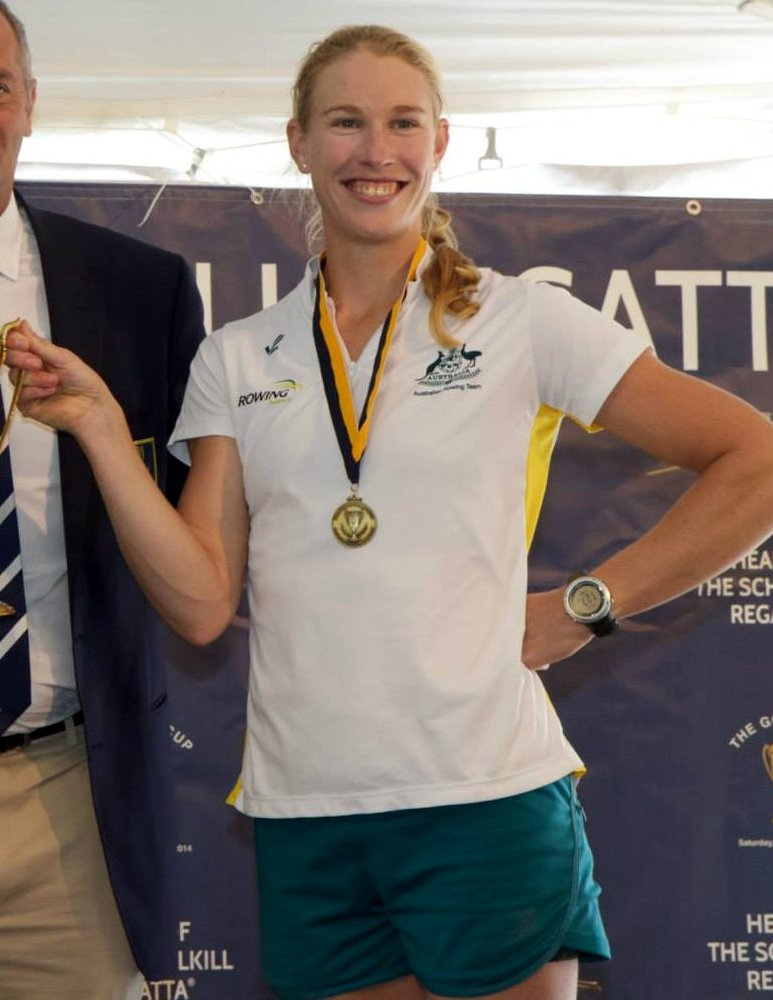
Kim Crow-Brannen, Silber und Bronze 2012, Olympiasiegerin 2016

#### Rugby Sevens
| Gelbes Symbol für Goldmedaillen mit stilisierten Olympischen Ringen | Graues Symbol für Silbermedaillen mit stilisierten Olympischen Ringen | Braundes Symbol für Bronzemedaillen mit stilisierten Olympischen Ringen |
| ------------------------------------------------------------------- | --------------------------------------------------------------------- | ----------------------------------------------------------------------- |
| 1                                                                   | —                                                                     | —                                                                       |

Rugby Sevens wurde 2016 in Rio de Janeiro ins olympische Programm aufgenommen. Australien trat mit einer Männer- und mit einer Frauenmannschaft an. Die Männer schieden im Viertelfinale gegen Südafrika mit 5:22 aus. In der Vorrunde hatten sie noch mit 12:5 gewinnen können. In der Platzierungsrunde unterlag man Argentinien mit 21:26 und Frankreich mit 10:12 und belegte somit den achten und letzten Platz.
Die Frauen starteten mit zwei Siegen, darunter ein 53:0 über Kolumbien, ins Turnier. Dies war der höchste Sieg bei diesem Turnier. Zum Abschluss spielten die Australierinnen 12:12 gegen die USA. Im Viertelfinale wurde Spanien mit 24:0 geschlagen, im Halbfinale Kanada mit 17:5. Im Finale kam es zum Duell gegen Neuseeland. Die Australierinnen gewannen das Match mit 24:17 und wurden damit die ersten Olympiasiegerinnen im Rugby Sevens.
| Name                          | Spiele              | Disziplin     | Anmerkung                              |
| ----------------------------- | ------------------- | ------------- | -------------------------------------- |
| Nationalmannschaft der Frauen | 2016 Rio de Janeiro | Frauenturnier | erster Olympiasieg und Medaillengewinn |

#### Schießen
| Gelbes Symbol für Goldmedaillen mit stilisierten Olympischen Ringen | Graues Symbol für Silbermedaillen mit stilisierten Olympischen Ringen | Braundes Symbol für Bronzemedaillen mit stilisierten Olympischen Ringen |
| ------------------------------------------------------------------- | --------------------------------------------------------------------- | ----------------------------------------------------------------------- |
| 5                                                                   | 1                                                                     | 5                                                                       |

Erstmals nahmen australische Schützen 1948 in London an einem olympischen Turnier teil. Ein erster Erfolg konnte erst 1984 in Los Angeles verzeichnet werden. Patricia Dench gewann Bronze mit der Sportpistole. Eli Ellis und Terry Rumbel belegten im Trapschießen die Plätze 6 und 7. 1992 in Barcelona wurde Lynn Freh mit der Sportpistole Siebte.
1996 in Atlanta gab es die ersten Olympiasiege in dieser Sportart. Zuerst wurde Michael Diamond Olympiasieger im Trapschießen, John Maxwell wurde Vierter. Danach siegte Russell Mark im Doppeltrap. Deserie Huddleston gewann Bronze im Doppeltrap.
2000 in Sydney konnte Michael Diamond seinen Olympiasieg wiederholen, Russell Mark gewann im Doppeltrap Silber. Mit der Luftpistole gewann Annemarie Forder Bronze. Im Skeetschießen belegte Natasha Lonsdale den vierten Platz. 2004 in Athen wurde Suzanne Balogh Olympiasiegerin im Trapschießen, Lauryn Mark wurde Vierte im Skeetschiepen. Bei den Männern gewann Adam Vella Bronze im Trapschießen.
In Peking 2008 konnte nur eine Bronzemedaille erreicht werden, die Warren Potent mit dem Kleinkalibergewehr im Liegendanschlag erzielte. Michael Diamond wurde im Trapschießen Vierter, Russell Mark im Doppeltrap Fünfter. 2012 in London konnte keine Medaille gewonnen werden. Michael Diamond wurde bei seiner sechsten Teilnahme an Olympischen Spielen noch einmal Vierter im Trapschießen, Suzanne Balogh erreichte Platz 6. 2016 in Rio de Janeiro wurde Catherine Skinner Olympiasiegerin im Trapschießen. Mit vier Gold- und einer Bronzemedaille ist das Trapschießen die erfolgreichste Disziplin für Australiens Schützen.
| Name              | Spiele              | Disziplin  | Anmerkung          |
| ----------------- | ------------------- | ---------- | ------------------ |
| Michael Diamond   | 1996 Atlanta        | Trap       | erster Olympiasieg |
| Russell Mark      | 1996 Atlanta        | Doppeltrap |                    |
| Michael Diamond   | 2000 Sydney         | Trap       |                    |
| Suzanne Balogh    | 2004 Athen          | Trap       |                    |
| Catherine Skinner | 2016 Rio de Janeiro | Trap       |                    |

| Name         | Spiele      | Disziplin  | Anmerkung |
| ------------ | ----------- | ---------- | --------- |
| Russell Mark | 2000 Sydney | Doppeltrap |           |

| Name               | Spiele           | Disziplin                  | Anmerkung              |
| ------------------ | ---------------- | -------------------------- | ---------------------- |
| Patricia Dench     | 1984 Los Angeles | Sportpistole               | erster Medaillengewinn |
| Deserie Huddleston | 1996 Atlanta     | Doppeltrap                 |                        |
| Annemarie Forder   | 2000 Sydney      | Luftpistole                |                        |
| Adam Vella         | 2004 Athen       | Trap                       |                        |
| Warren Potent      | 2008 Peking      | Kleinkalibergewehr liegend |                        |

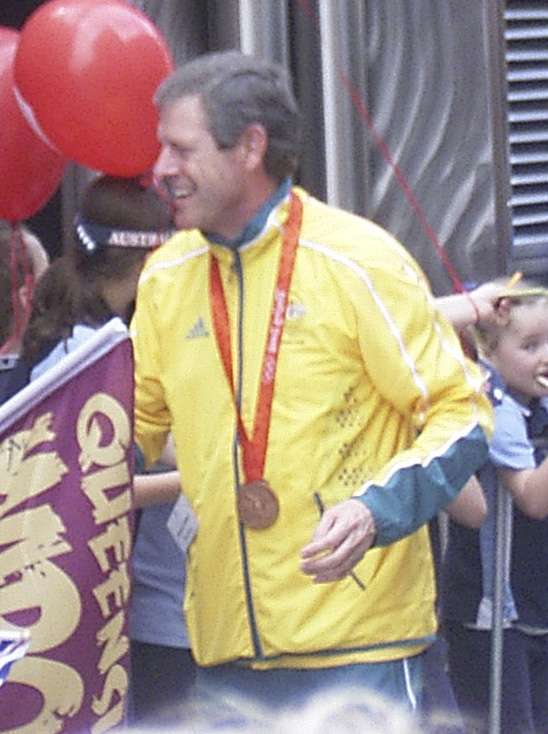
Warren Potent, Bronze 2008

#### Schwimmen
| Gelbes Symbol für Goldmedaillen mit stilisierten Olympischen Ringen | Graues Symbol für Silbermedaillen mit stilisierten Olympischen Ringen | Braundes Symbol für Bronzemedaillen mit stilisierten Olympischen Ringen |
| ------------------------------------------------------------------- | --------------------------------------------------------------------- | ----------------------------------------------------------------------- |
| 60                                                                  | 66                                                                    | 65                                                                      |

Australiens erfolgreichste Sportart ist das Schwimmen. Von den zehn erfolgreichsten Olympioniken sind acht Schwimmer bzw. Schwimmerinnen. Insgesamt gewannen australische Schwimmer 188 Medaillen, davon 60 Gold-, 64 Silber- und 64 Bronzemedaillen.
Der erste olympische Schwimmer Australiens war 1900 in Paris Frederick Lane. Er war auch der erste Medaillengewinner und Olympiasieger Australiens im Schwimmen. Lane gewann die Wettbewerbe über 200 Meter Freistil und 200 Meter Hindernisschwimmen. Francis Gailey gewann 1904 in St. Louis vier Medaillen. Auf den Freistilstrecken über 220, 440 und 880 Yards gewann er jeweils Silber, über eine Meile Freistil Bronze.
1920 in Antwerpen konnte die 200-Meter-Freistilstaffel Silber gewinnen. Frank Beaurepaire gewann Bronze über 1500 Meter Freistil. 1924 in Paris wurde Andrew Charlton Olympiasieger über 1500 Meter Freistil, Frank Beaurepaire gewann wieder Bronze. Charlton gewann Bronze über 400 Meter Freistil. Beaurepaire und Charlton waren Mitglieder der 200-Meter-Freistilstaffel, die Silber holte. Charlton gewann 1928 Silber über 400 und 1500 Meter Freistil. Mit Edna Davey, die über 400 Meter Freistil an den Start ging, nahm erstmals eine australische Schwimmerin an Olympischen Spielen teil.
Die erste Medaillengewinnerin Australiens im olympischen Schwimmen, gleichzeitig die erste Olympiasiegerin, war 1932 in Los Angeles Clare Dennis, die über 200 Meter Brust gewann. Über 100 Meter Brust gewann Bonnie Mealing Silber. 1936 blieb die Teilnahme für australische Schwimmer erfolglos. 1948 in London gewann John Marshall Silber über 1500 Meter Freistil und Bronze über 400 Meter. Beatrice Lyons gewann Silber über 200 Meter Brust, Judy-Joy Davies Bronze über 100 Meter Brust. In Helsinki 1952 wurde John Davies Olympiasieger über 200 Meter Brust.
Acht Olympiasiege konnte Australien bei den heimischen Sommerspielen 1956 in Melbourne feiern. Murray Rose wurde dreifacher Olympiasieger. Er siegte über 400 und 1500 Meter Freistil und auch mit der 200-Meter-Freistilstaffel der Männer. Über 100 Meter Rücken gab es einen Doppelerfolg bei den Männern. David Theile wurde Olympiasieger vor John Monckton. Über 100 Meter Freistil gingen sowohl bei den Männern als auch bei den Frauen alle Medaillen nach Australien. Bei den Männern gewann John Henricks vor John Devitt und Gary Chapman, bei den Frauen Dawn Fraser vor Lorraine Crapp und Faith Leech. Über 400 Meter Freistil gewann Lorraine Crapp vor Dawn Fraser. Crapp und Fraser und auch Leech waren Mitglieder der 100-Meter-Freistilstaffel, die Gold gewann.
1960 in Rom blieben die Schwimmer und Schwimmerinnen erfolgreich. Murray Rose gewann über 400 Meter Freistil seine vierte Goldmedaille, John Konrads gewann Bronze. Konrads wurde Olympiasieger über 1500 Meter Freistil, hier gewann Murray Rose Silber. John Devitt siegte über 100 Meter Freistil. Rose, Devitt und Konrads waren Mitglieder der 200-Meter-Freistilstaffel, die Bronze holte. David Theile wiederholte seinen Olympiasieg über 100 Meter Rücken und schwamm mit der 100-Meter-Lagenstaffel zu Silber. Dawn Fraser wurde Olympiasiegerin über 100 Meter Freistil. Die 100-Meter-Freistilstaffel und die 100-Meter-Lagenstaffel holten beide Silber. Bronze gewann Jan Andrew über 100 Meter Delphin.

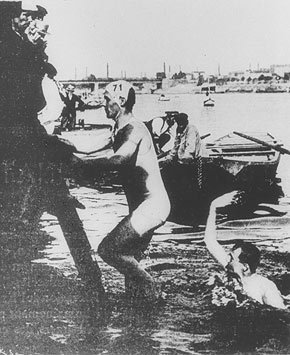
Frederick Lane, Doppelolympiasieger 1900
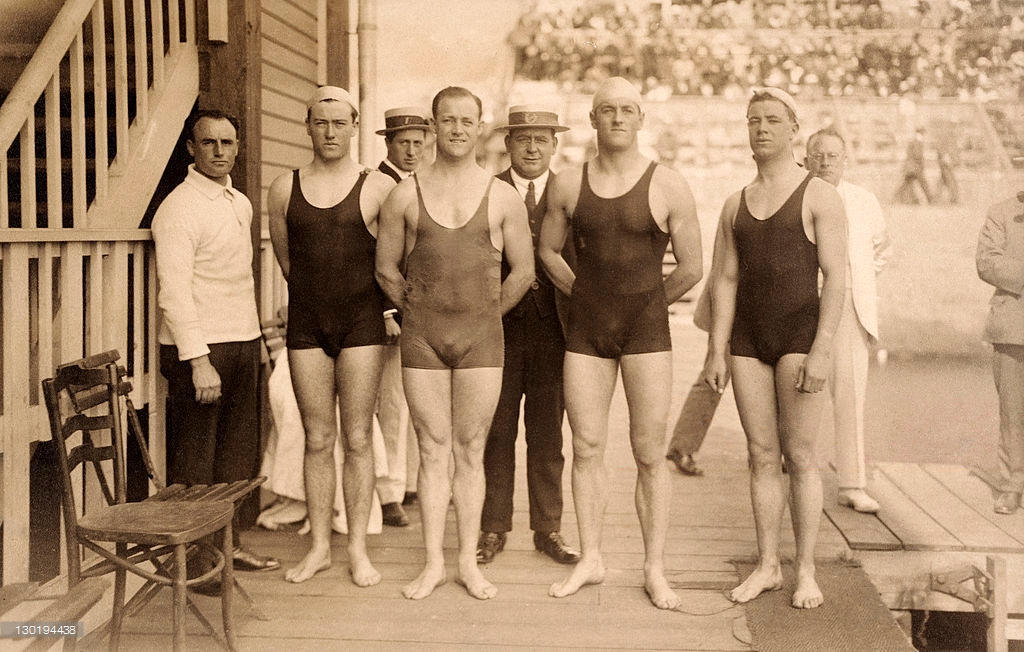
Die Staffel, die 1920 Silber gewann (in Badeanzügen v. l. n. r.): Frank Beaurepaire, William Herald, Ivan Stedman, Keith Kirkland
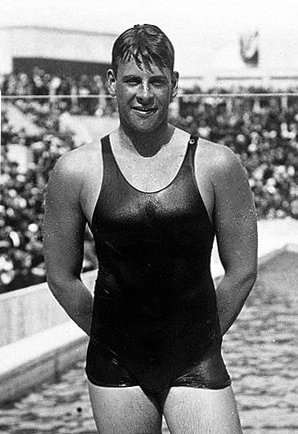
Andrew Charlton, Olympiasieg, Silber und Bronze 1924, Silber 1928
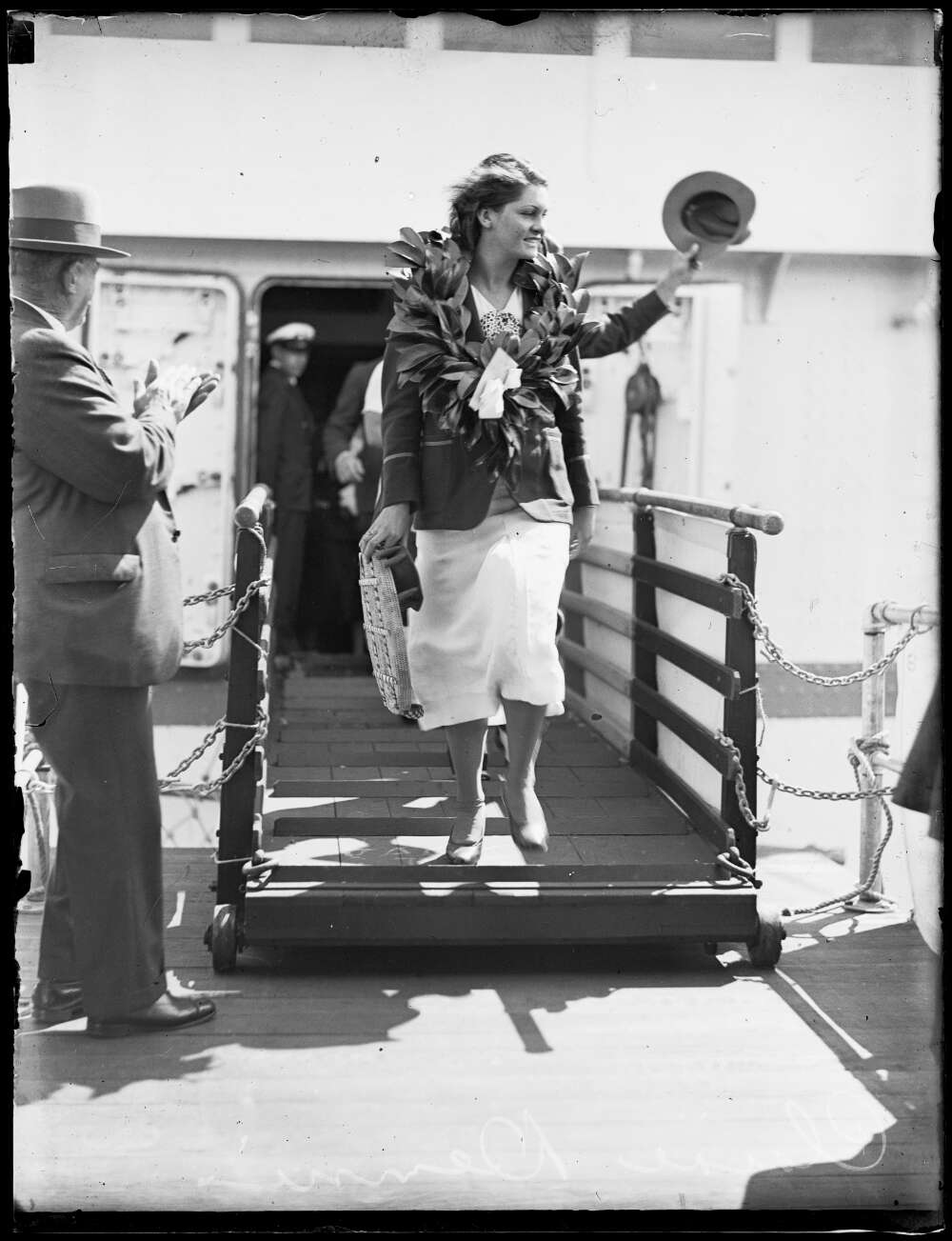
Clare Dennis, Olympiasiegerin von 1932 bei ihrer Rückkehr
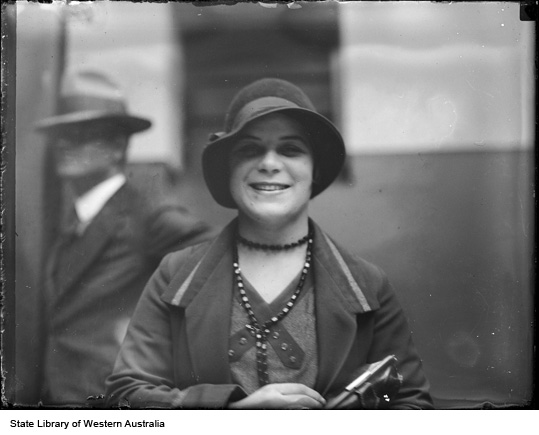
Bonnie Mealing, Silber 1932
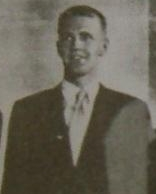
John Henricks, Olympiasieger 1956
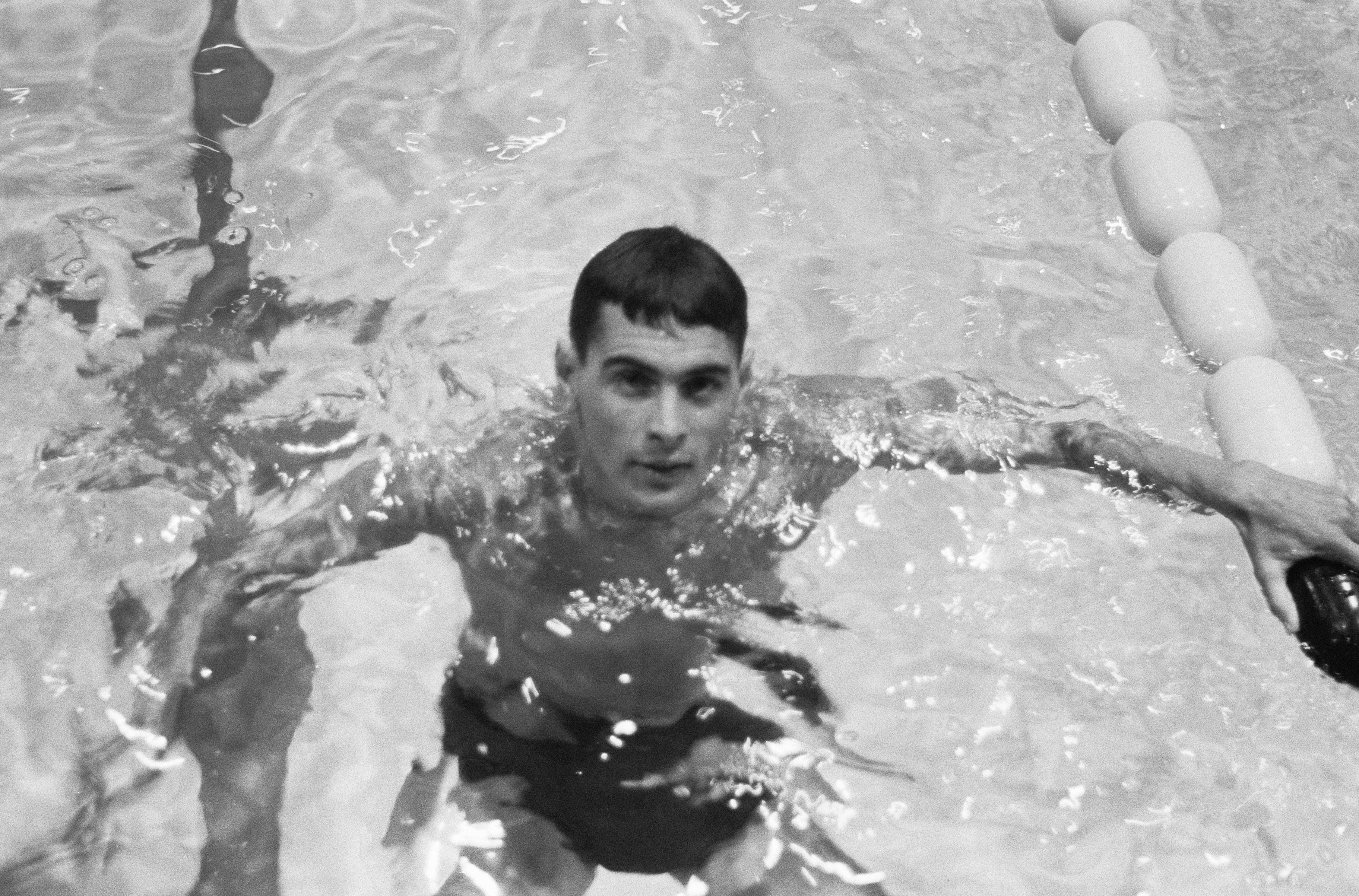
John Devitt, Silber 1956, Olympiasieg und Bronze 1960
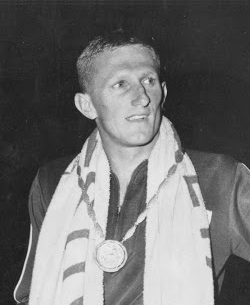
David Theile, Olympiasieger 1956, 1960, Silber 1960
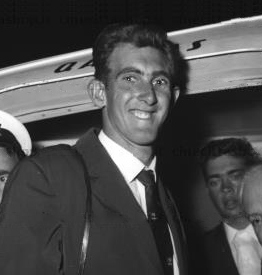
John Monckton, Silber 1956
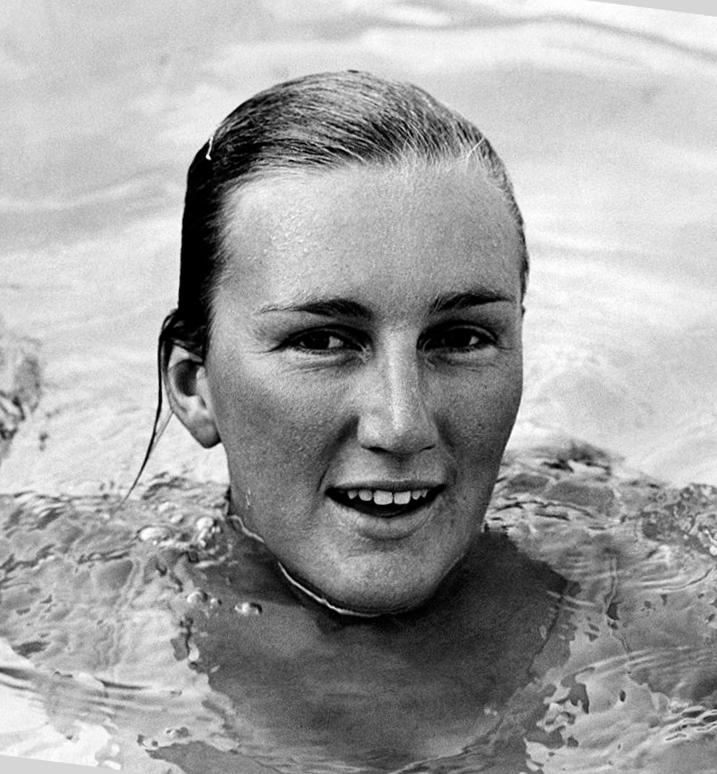
Lorraine Crapp, Doppelolympiasieg und Silber 1956, Silber 1960
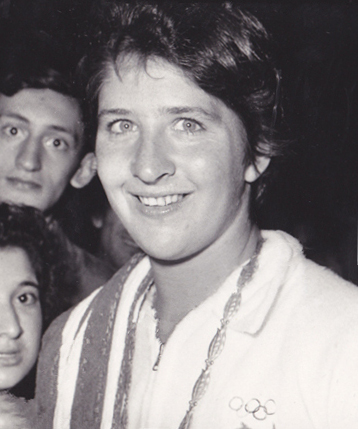
Dawn Fraser, Doppelolympiasieg und Silber 1956, Olympiasieg und Silber 1960, Olympiasieg und Silber 1964
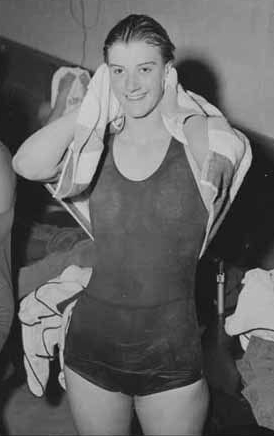
Faith Leech, Olympiasieg und Bronze 1956

1964 in Tokio wurde Dawn Fraser mit ihrer vierten Goldmedaille (über 100 Meter Freistil) und einer Silbermedaille mit der 100-Meter-Freistilstaffel zur erfolgreichsten Schwimmerin bei Olympischen Spielen. Bei den Männern siegten Robert Windle über 1500 Meter Freistil, Ian O’Brien über 200 Meter Brust und Kevin Berry über 200 Meter Delphin. Allan Wood schwamm zu zwei Bronzemedaillen über 400 und 1500 Meter Freistil. Die Männerstaffeln über 100 Meter Freistil und 100 Meter Lagen gewannen beide Bronze.
In Mexiko-Stadt 1968 wurde Michael Wenden Doppelolympiasieger. Er gewann Gold über 100 und 200 Meter Freistil. Hinzu kamen Silber mit der 200-Meter-Freistilstaffel und Bronze mit der 100-Meter-Freistilstaffel. Gregory Brough gewann Bronze über 1500 Meter Freistil. Lynette McClements wurde Olympiasiegerin über 100 Meter Delphin. Mit der 100-Meter-Lagenstaffel gewann sie zudem Silber. Karen Moras holte Bronze über 400 Meter Freistil.
1972 in München schwammen australische Schwimmer zu sechs Olympiasiegen. Brad Cooper siegte über 400 Meter Freistil, Shane Gould über 200 und 400 Meter Freistil sowie 200 Meter Lagen, Beverley Whitfield über 200 Meter Brust und Gail Neall über 400 Meter Lagen. Hinzu kamen Silbermedaillen durch Graham Windeatt über 1500 Meter Freistil und Shane Gould über 800 Meter Freistil sowie Bronzemedaillen durch Shane Gould über 100 Meter Freistil und Beverley Whitfield über 100 Meter Brust. Zu einer Enttäuschung der hoch eingeschätzten Australier wurde die Teilnahme 1976 in Montreal. Hier konnte nur eine Bronzemedaille durch Stephen Holland über 1500 Meter Freistil gewonnen werden.
Mit zwei Olympiasiegen schnitt das australische Team 1980 in Moskau besser ab. Olympiasieger wurden die 100-Meter-Lagenstaffel der Männer sowie Michelle Ford über 800 Meter Freistil. Hinzu kamen Bronzemedaillen durch Graeme Brewer über 200 Meter Freistil, Max Metzker über 1500 Meter Freistil, Marcus Kerry über 200 Meter Rücken, Peter Evans über 100 Meter Brust und Michelle Ford über 200 Meter Delphin. Ein Olympiasieg konnte 1984 in Los Angeles gefeiert werden. Jonathan Sieben gewann über 200 Meter Delphin. Silber gewannen Mark Stockwell über 100 Meter Freistil, Glenn Beringen über 200 Meter Brust sowie die 100-Meter-Freistilstaffel der Männer, Karen Phillips über 200 Meter Delphin und Suzanne Landells über 400 Meter Lagen. Hinzu kamen Bronzemedaillen durch Justin Lemberg über 400 Meter Freistil, Peter Evans über 100 Meter Brust, Glenn Buchanan über 100 Meter Delphin, Robert Woodhouse über 400 Meter Lagen, Michelle Pearson über 200 Meter Lagen sowie die 100-Meter-Lagenstaffel der Männer.
1988 in Seoul gewann Duncan Armstrong Gold über 200 Meter Freistil und Silber über die 400-Meter-Distanz. Julie McDonald gewann Bronze über 800 Meter Freistil. In Barcelona 1992 wurde Kieren Perkins Olympiasieger über 1500 Meter Freistil vor Glen Housman Perkins gewann zudem Silber über 400 Meter Freistil. Philip Rogers gewann Bronze über 100 Meter Brust. Bei den Frauen gewann Hayley Lewis Silber 800 Meter und Bronze über 400 Meter Freistil. Weitere Bronzemedaillen gewannen Nicole Livingstone über 200 Meter Rücken, Samantha Riley über 100 Meter Brust und Susie O’Neill über 200 Meter Delphin.
1996 in Atlanta konnten zwei Olympiasiege gefeiert werden. Über 1500 Meter Freistil gab es einen australischen Doppelsieg. Titelverteidiger Kieren Perkins gewann vor Daniel Kowalski, der zudem jeweils Bronze über 200 und 400 Meter Freistil gewann. Scott Miller gewann Silber über 100 Meter Delphin, Scott Goodman Bronze über 200 Meter Delphin. Bronze gewann auch die 100-Meter-Lagenstaffel der Männer. Bei den Frauen wurde Susie O’Neill Olympiasiegerin über 200 Meter Delphin, ihre Teamkameradin Petria Thomas gewann Silber. Samantha Riley wiederholte ihre Bronzemedaille über 100 Meter Brust. Die Lagenstaffel gewann Silber, die 200-Meter-Freistilstaffel der Frauen Bronze.
In Sydney 2000 wurde Ian Thorpe Olympiasieger über 400 Meter Freistil, über 200 Meter gewann er Silber. Grant Hackett gewann Gold über 1500 Meter Freistil, hier gewann Kieren Perkins Silber. Beide Freistilstaffeln der Männer, jeweils mit Ian Thorpe, gewannen Gold, die Lagenstaffel holte Silber. Silber gewann auch Michael Klim über 100 Meter Delphin mit Geoff Huegill auf dem Bronzerang. Über 200 Meter Delphin gewann Justin Norris Bronze. Matt Welsh gewann Silber über 100 Meter Rücken und Bronze über 200 Meter Rücken. Bei den Frauen wurde Susie O’Neill Olympiasiegerin über 200 Meter Freistil. Über 200 Meter Delphin gewann sie Silber vor Petria Thomas auf dem Bronzeplatz. Die 200-Meter-Freistilstaffel und auch die Lagenstaffel gewannen jeweils Silber, ebenso Leisel Jones über 100 Meter Brust.
Ian Thorpe wurde 2004 in Athen Doppelolympiasieger über 200 und 400 Meter Freistil, über 100 Meter gewann er Bronze. Grant Hackett wurde über 400 Meter Freistil hinter Thorpe Zweiter und verteidigte über 1500 Meter seinen Olympiasieg. Die 200-Meter-Freistilstaffel der Männer gewann Silber. In der Staffel schwamm auch Thorpe, der damit zum erfolgreichsten Australier bei Olympischen Spielen wurde. Bei den Frauen siegten die 100-Meter-Freistilstaffel und die Lagenstaffel. Petria Thomas wurde Olympiasiegerin über 100 Meter Delphin und gewann über 200 Meter Silber. Ebenfalls Silber gewann Leisel Jones über 200 Meter Brust, über 100 Meter wurde sie Dritte hinter ihrer Teamkameradin Brooke Hanson. Jodie Henry gewann Gold über 100 Meter Freistil, Lisbeth Trickett Bronze über 50 Meter Freistil.
Sechs Olympiasiege, alle von Frauen, wurden 2008 in Peking gewonnen. Neben der 200-Meter-Freistilstaffel und der Lagenstaffel gewannen Leisel Jones über 100 Meter Brust, Lisbeth Trickett über 100 Meter Delphin und Stephanie Rice über 200 und 400 Meter Lagen Gold. Leisel Jones gewann Silber übr 200 Meter Brust, Lisbeth Trickett über 100 Meter Freistil. Bronze gewannen Cate Campbell über 50 Meter Freistil, Jessicah Schipper über 100 und 200 Meter Delphin sowie die 100-Meter-Freistilstaffel. Bei den Männern gewannen Grant Hackett über 1500 Meter Freistil, Eamon Sullivan über 100 Meter Freistil, Brenton Rickard über 200 Meter Brust sowie die Lagenstaffel Silber. Bronze gewannen beide Freistilstaffeln sowie Hayden Stoeckel über 100 Meter Rücken und Andrew Lauterstein über 100 Meter Delphin.
Die Teilnahme 2012 in London gestaltete sich trotz des Sieges der 100-Meter-Freistilstaffel der Frauen weniger erfolgreich. Die Männer gewannen durch James Magnussen über 100 Meter Freistil und Christian Sprenger über 100 Meter Brust zwei Silbermedaillen. Die Lagenstaffel der Männer gewann Bronze. Bei den Frauen gab es neben dem Olympiasieg der Staffel Silber durch die 200-Meter-Freistilstaffel und der Lagenstaffe. Silber gewannen zudem Emily Seebohm über 100 Meter Rücken und Alicia Coutts über 200 Meter Lagen. Bronze ging an Bronte Barratt über 200 Meter Freistil und Alicia Coutts über 100 Meter Delphin.
Die Männer konnten 2016 in Rio de Janeiro wieder Olympiasiege feiern. Kyle Chalmers wurde Olympiasieger über 100 Meter Freistil, Mackenzie Horton über 400 Meter Freistil. Mitch Larkin gewann Silber über 200 Meter Rücken. Die 100-Meter-Freistilstaffel und die Lagenstaffel der Männer gewannen jeweils Bronze. Bei den Frauen konnte die 100-Meter-Freistilstaffel ihren Olympiasieg wiederholen. Die 200-Meter-Freistilstaffel und auch die Lagenstaffel gewannen Silber. Hinzu kamen eine Silbermedaille durch Madeline Groves über 200 Meter Delphin und eine Bronzemedaille durch Emma McKeon über 200 Meter Freistil.

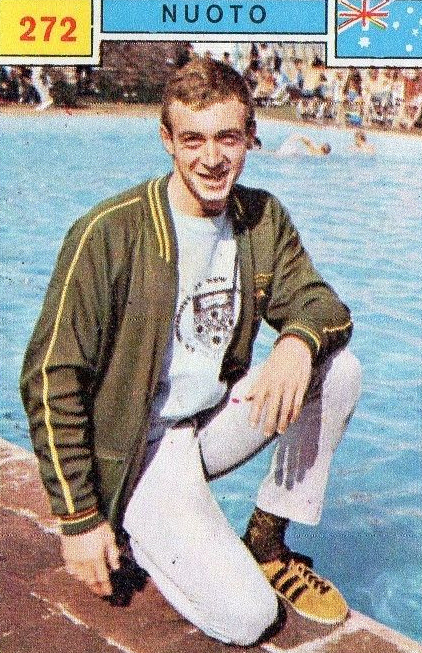
Michael Wenden, Doppelolympiasieger 1968
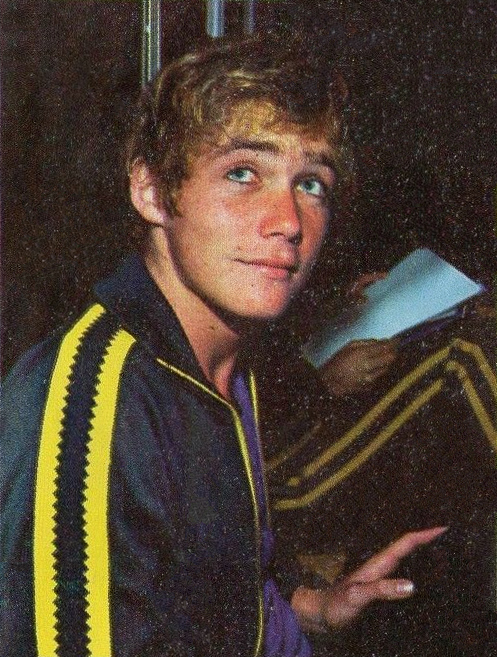
Brad Cooper, Olympiasieger 1972
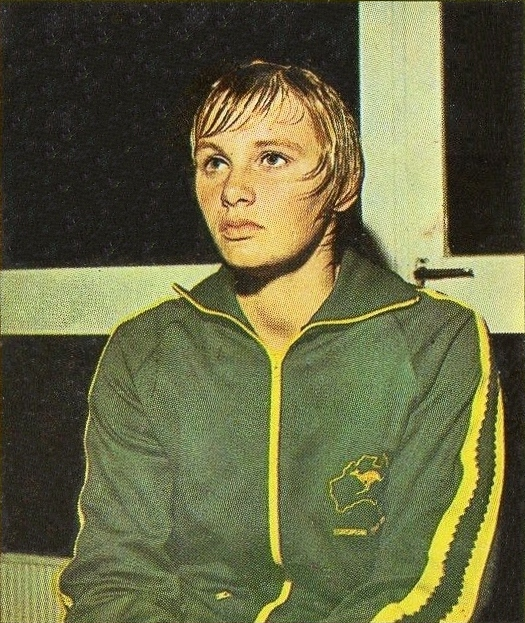
Shane Gould, dreifache Olympiasiegerin 1972
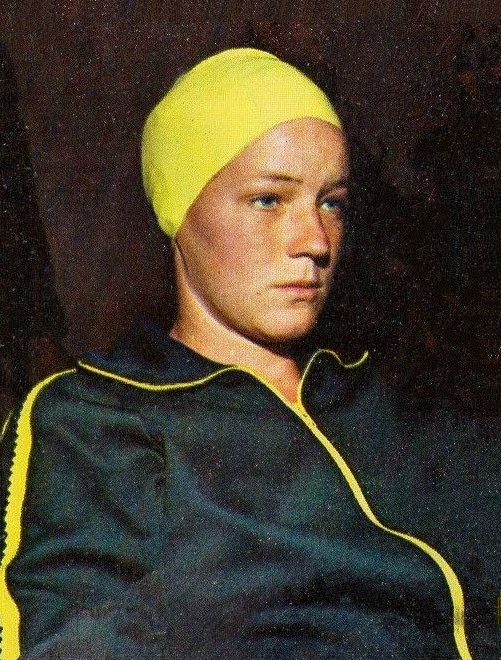
Beverley Whitfield, Olympiasiegerin 1972
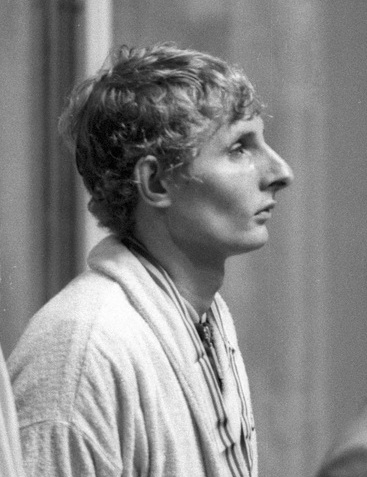
Max Metzker, Bronze 1980
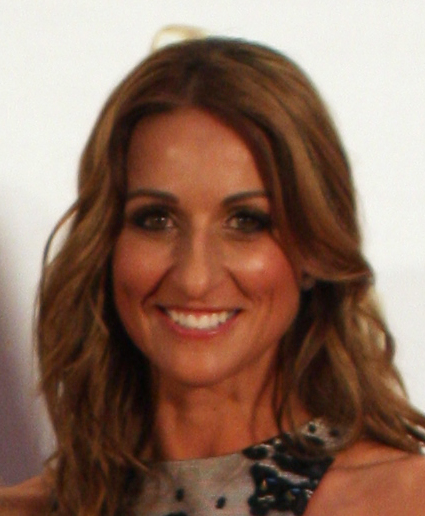
Hayley Lewis, Silber und Bronze 1992 (Foto von 2011)
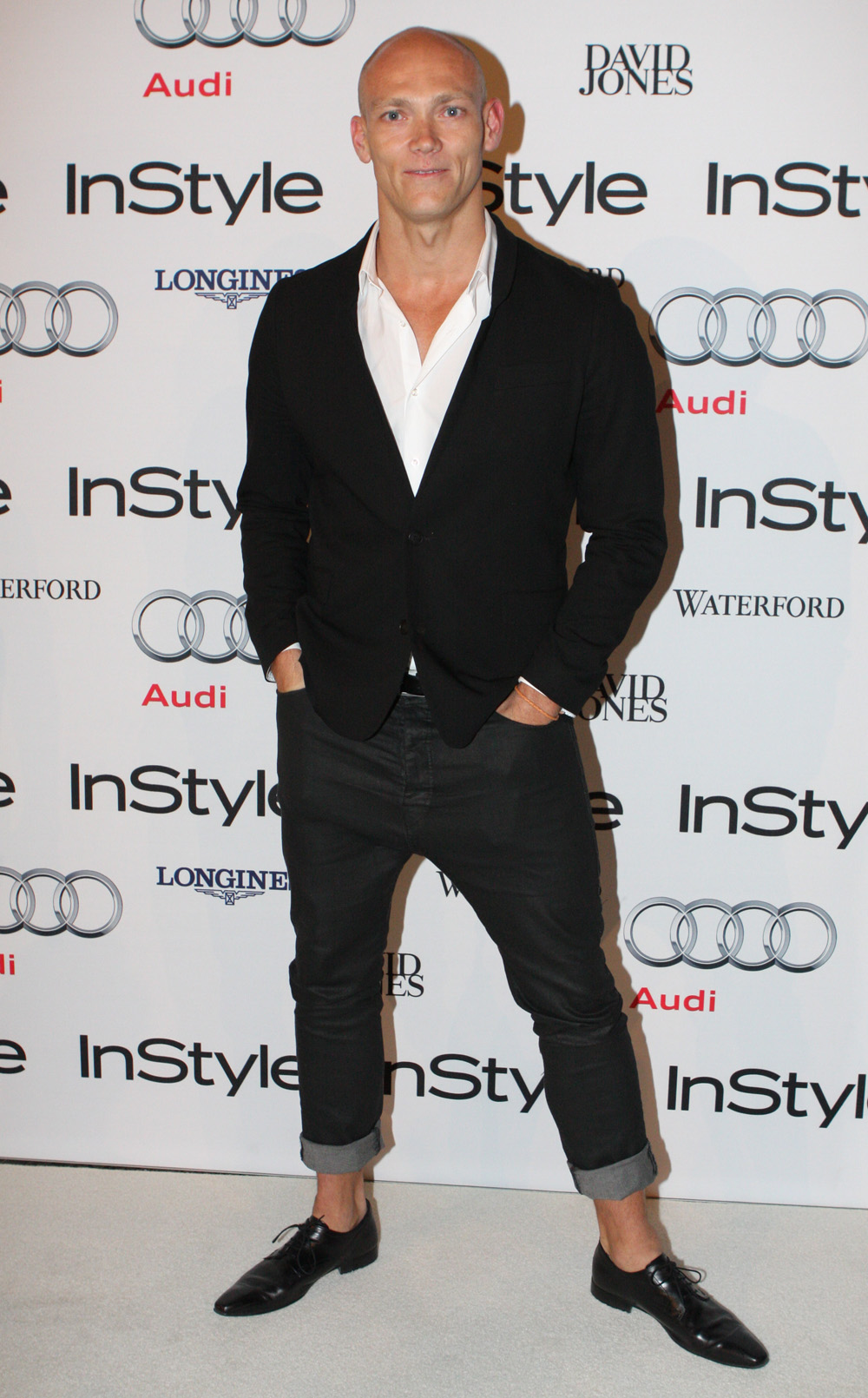
Michael Klim, Olympiasieg, Silber 2000, Silber 2004, Bronze 1996
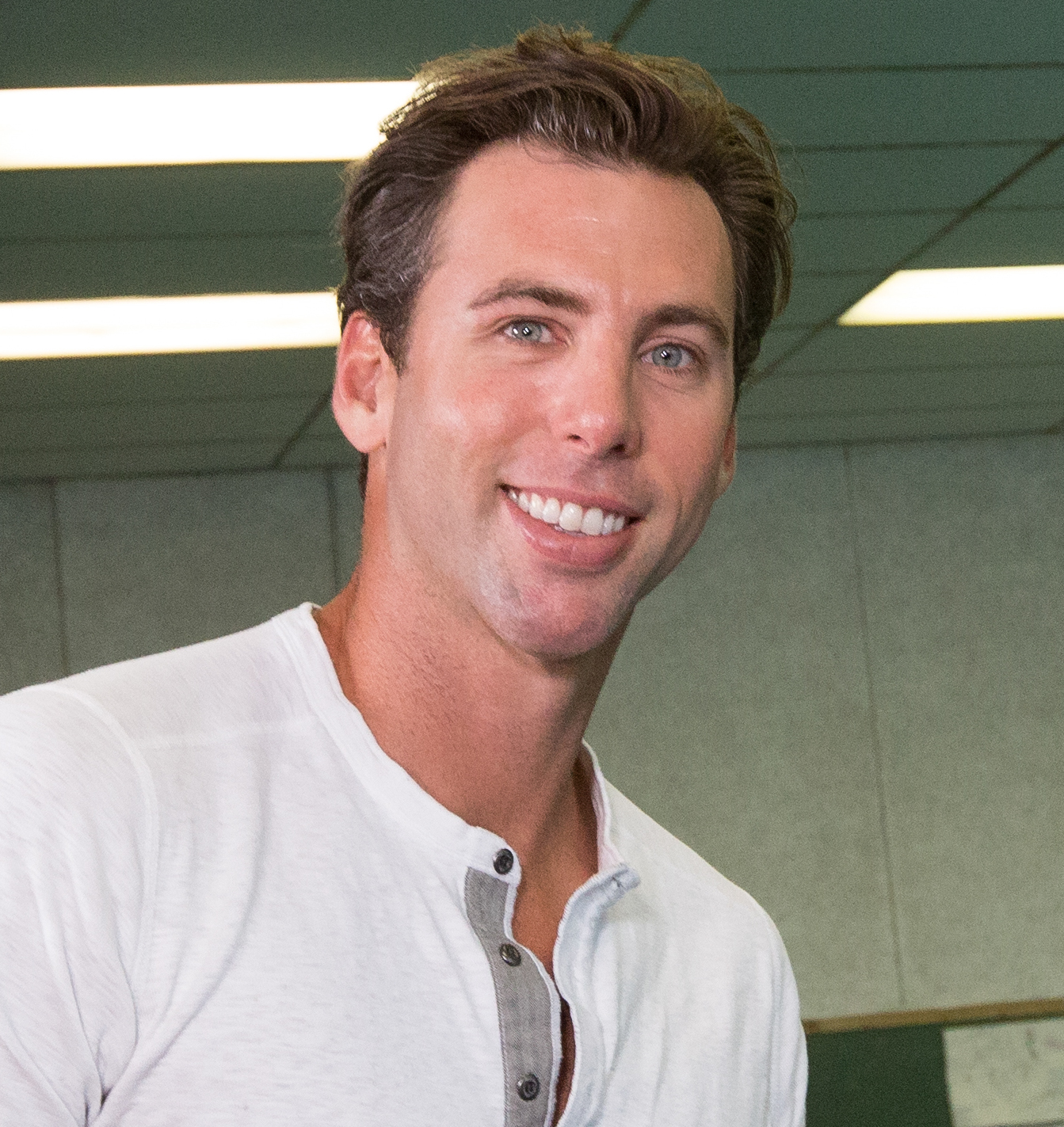
Grant Hackett, Olympiasieger 2000 und 2004, Silber 2004 und 2008, Bronze 2008
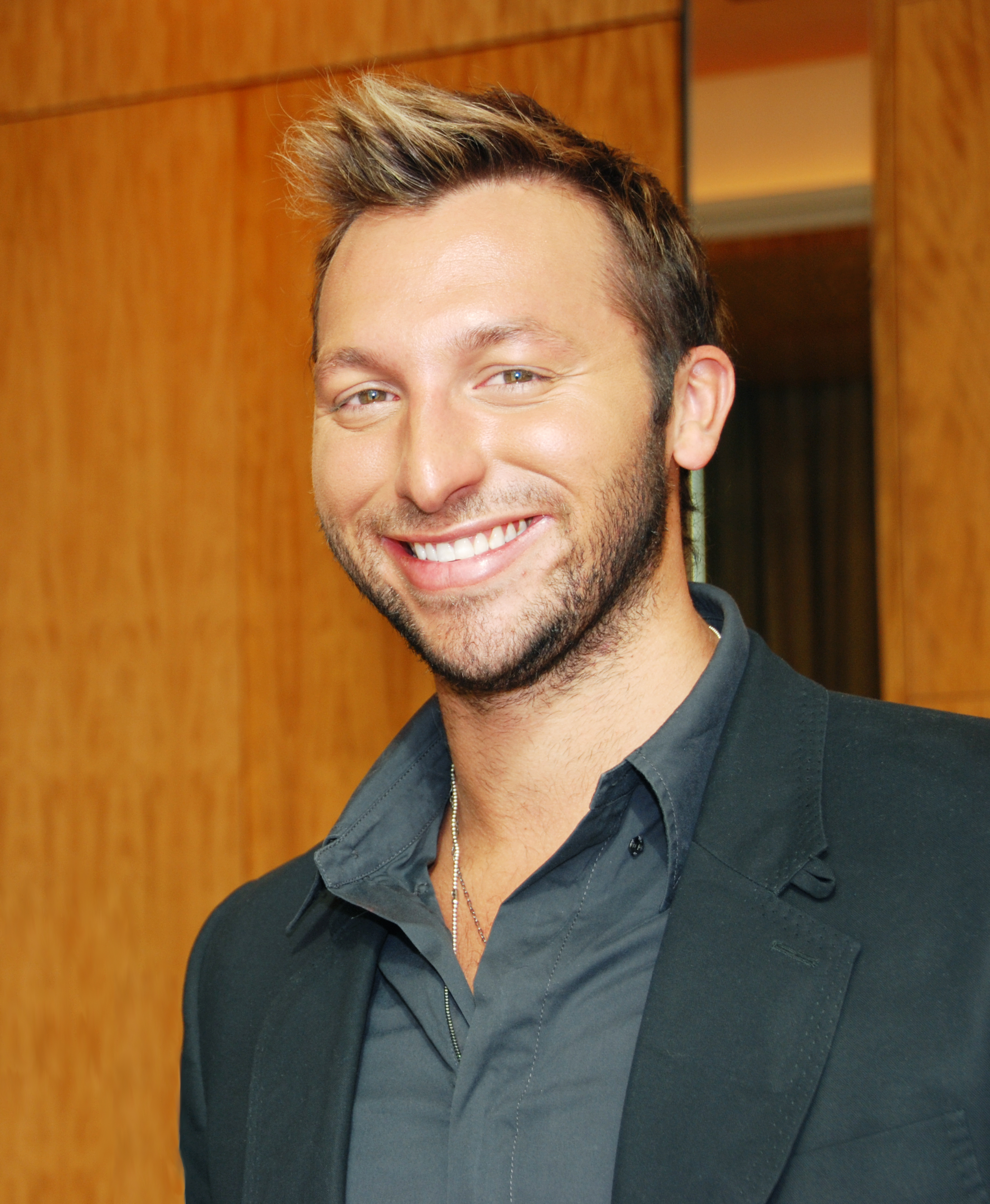
Ian Thorpe, Australiens erfolgreichster Olympionike mit fünf Olympiasiegen, drei Silber- und einer Bronzemedaille
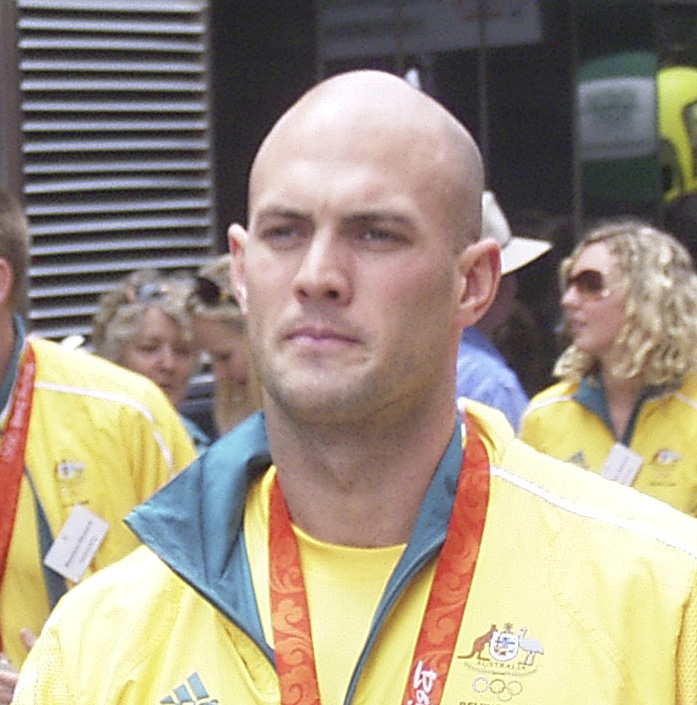
Ashley Callus, Olympiasieger 2000, Bronze 2008
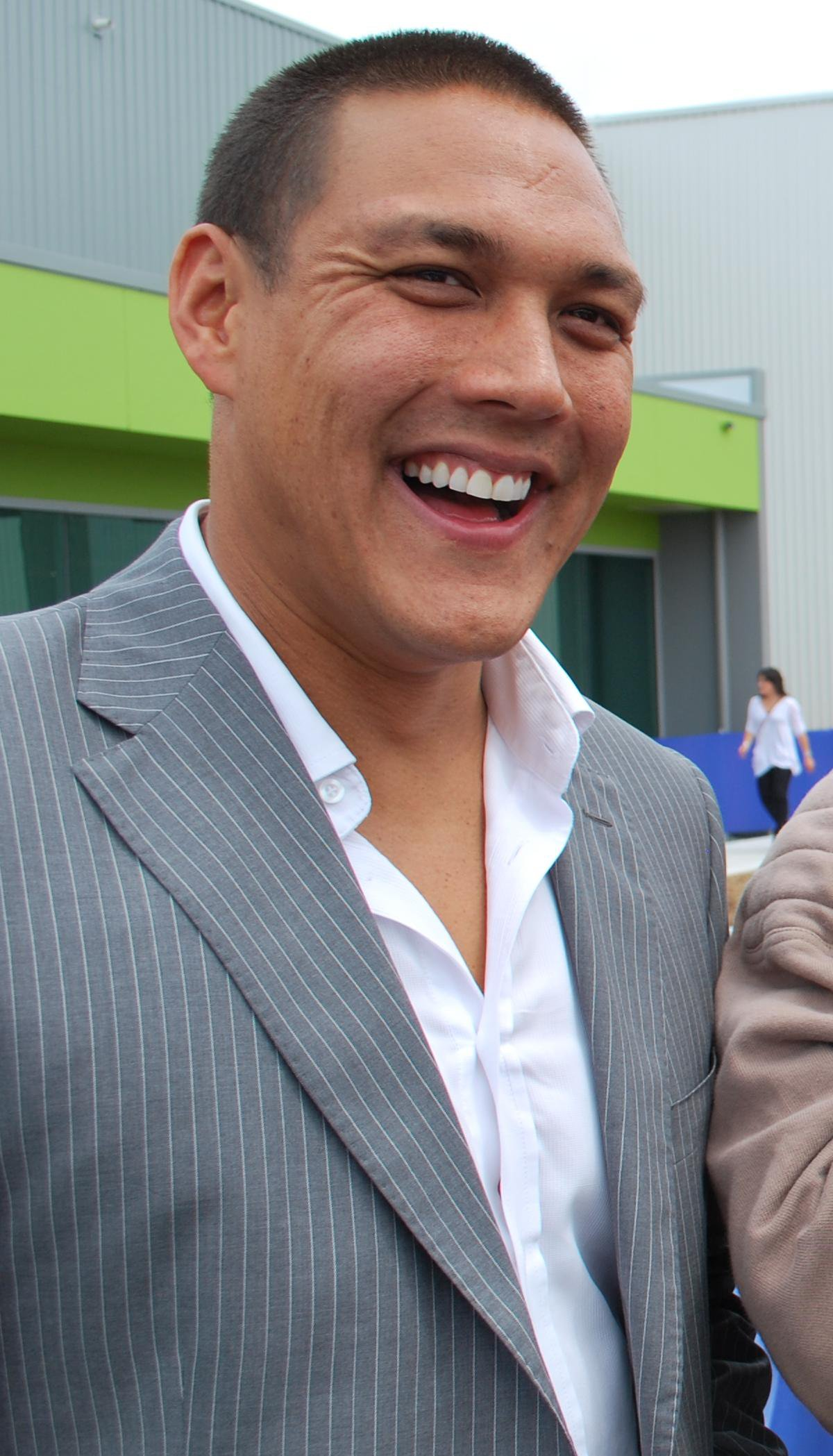
Geoff Huegill, Silber und Bronze 2000
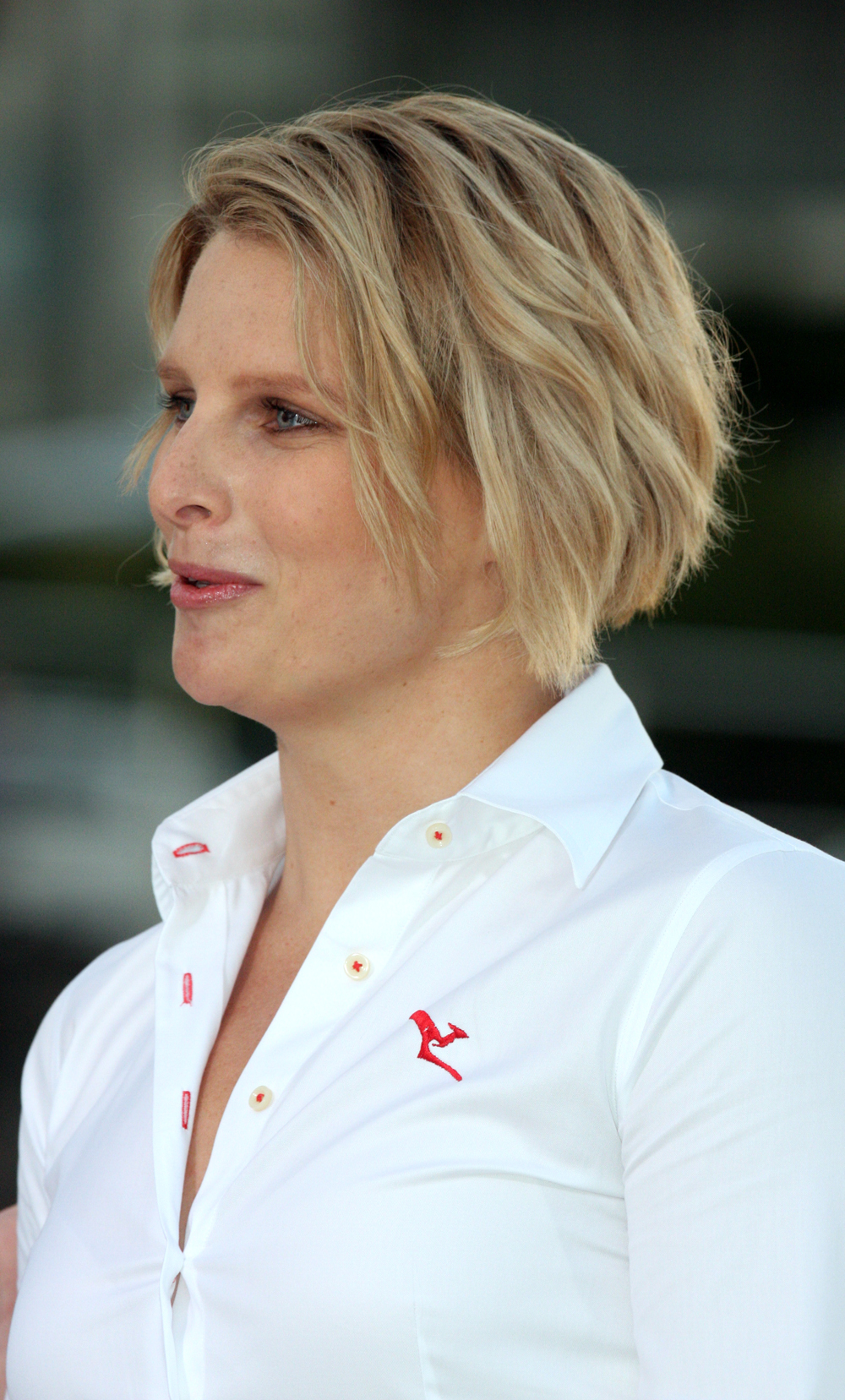
Leisel Jones, Olympiasieg 2004 und 2008, Silber 2000, 2004, 2008 und 2012, Bronze 2004
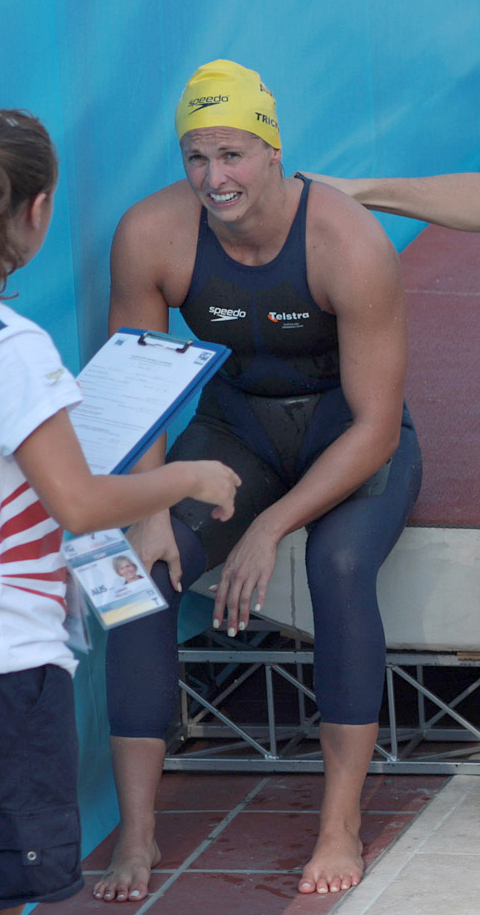
Lisbeth Trickett, Olympiasieg 2004, 2008 und 2012, Silber 2008, Bronze 2004 und 2008
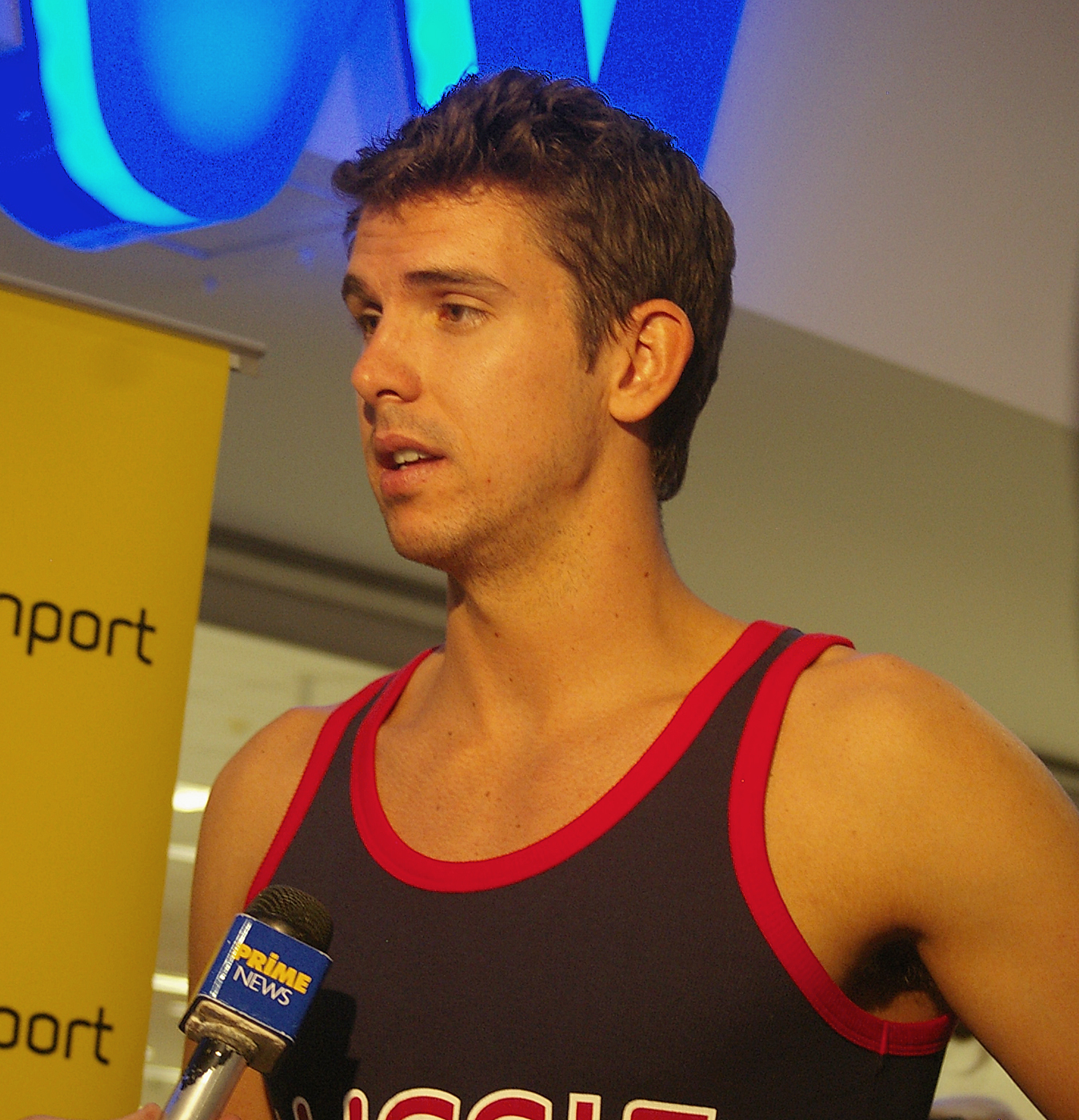
Eamon Sullivan, Silber und Bronze 2008
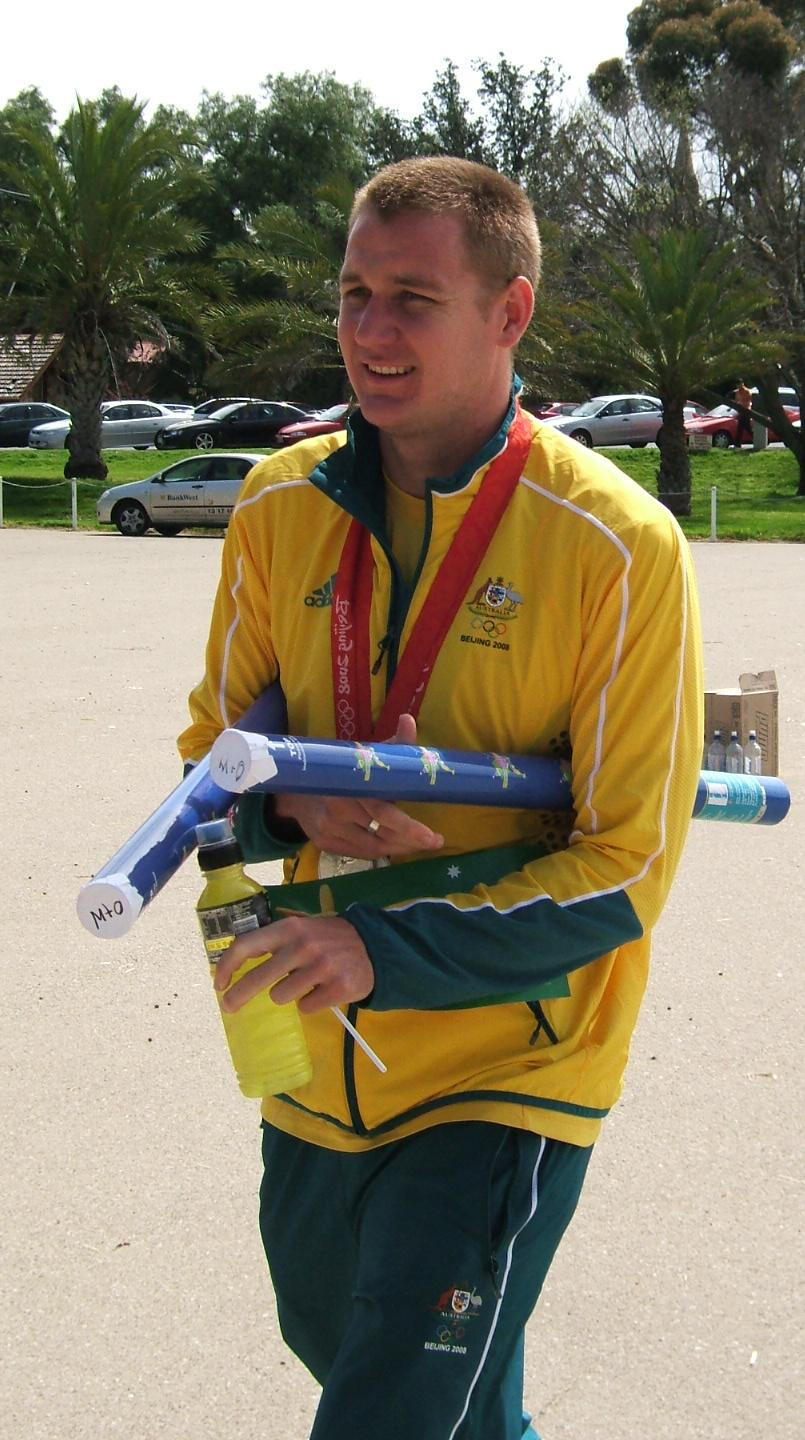
Brenton Rickard, Silber 2008, Bronze 2012
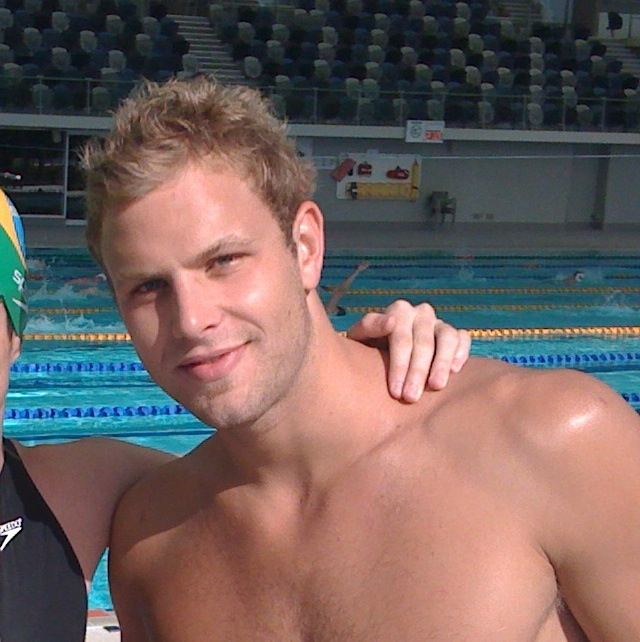
Andrew Lauterstein, Silber und Bronze 2008
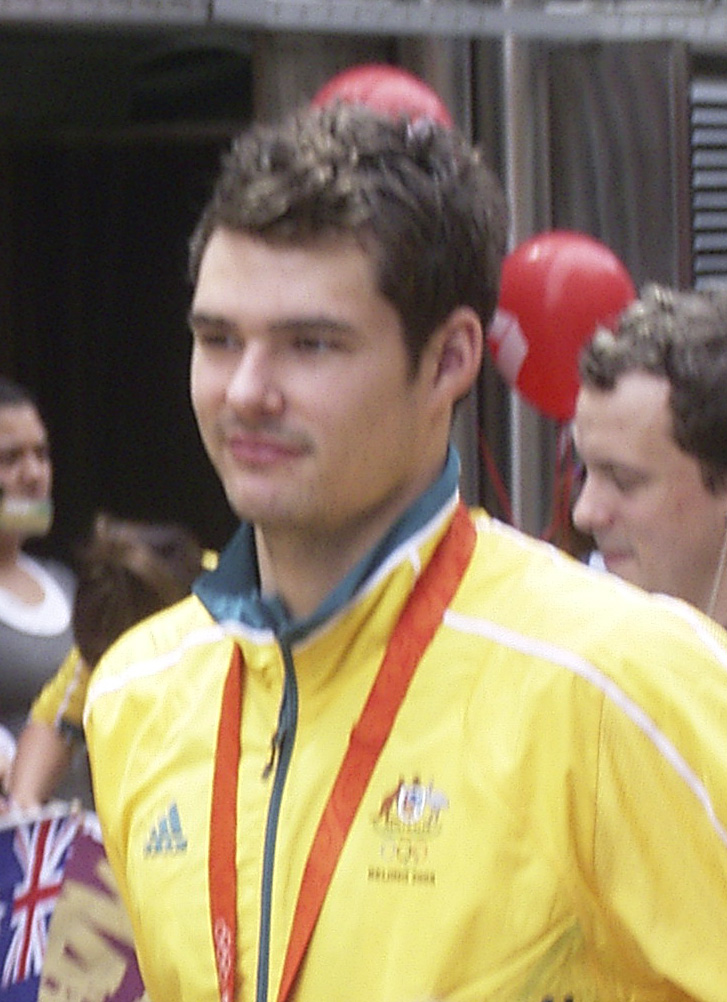
Christian Sprenger, Silber 2008, Silber und Bronze 2012
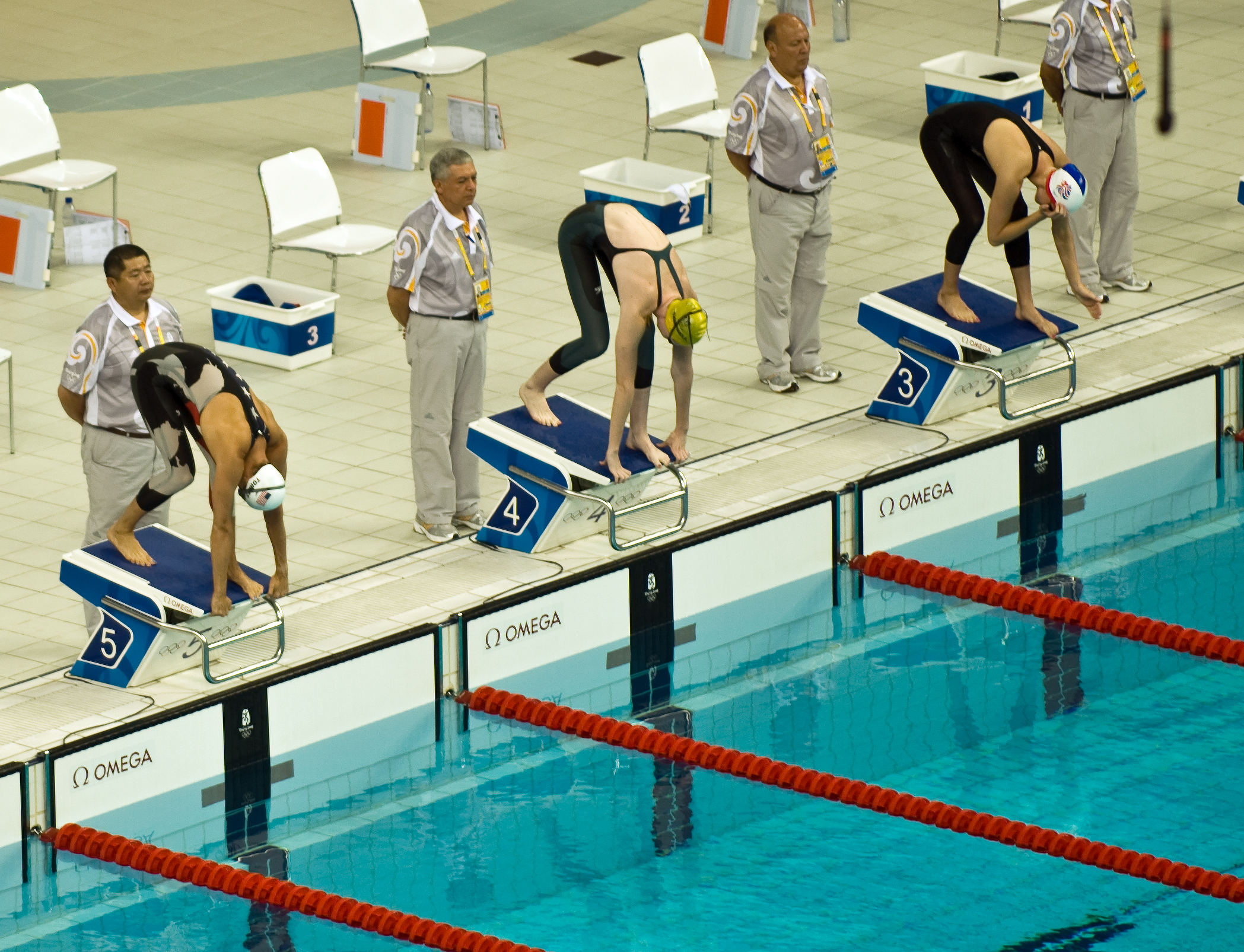
Start des zehnten Vorlaufes über 50 Meter Freistil der Frauen 2008. Auf Block 4 Cate Campbell
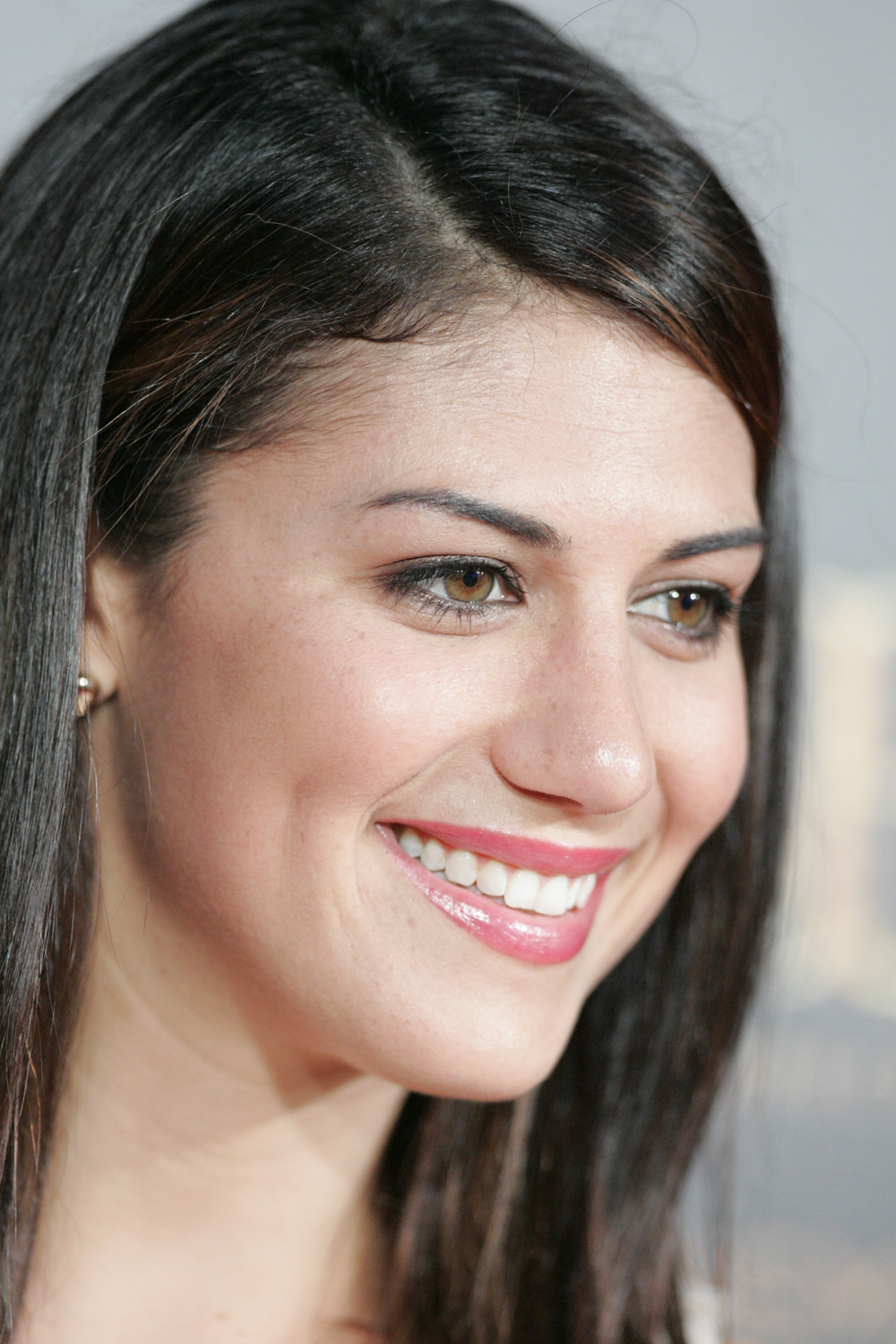
Stephanie Rice, dreifache Olympiasiegerin 2008
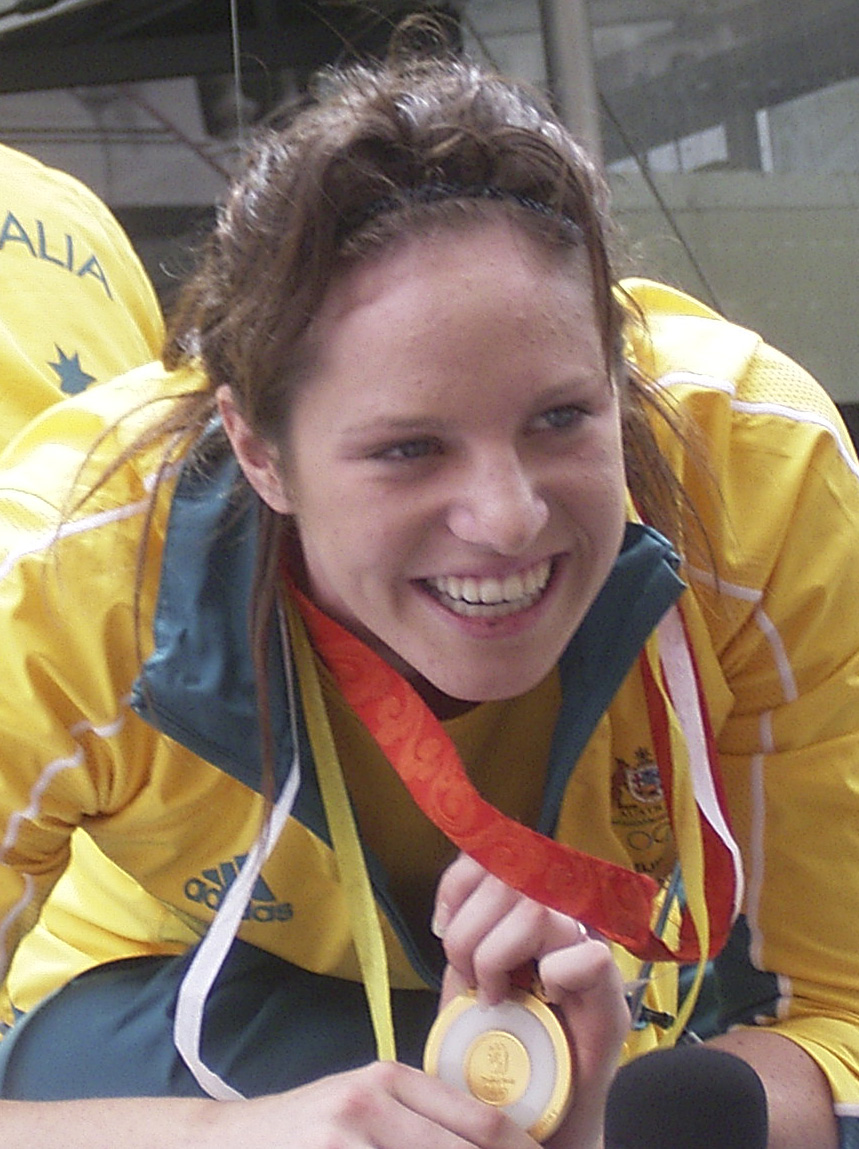
Emily Seebohm, Olympiasieg 2008 und 2012, Silber 2012 und 2016
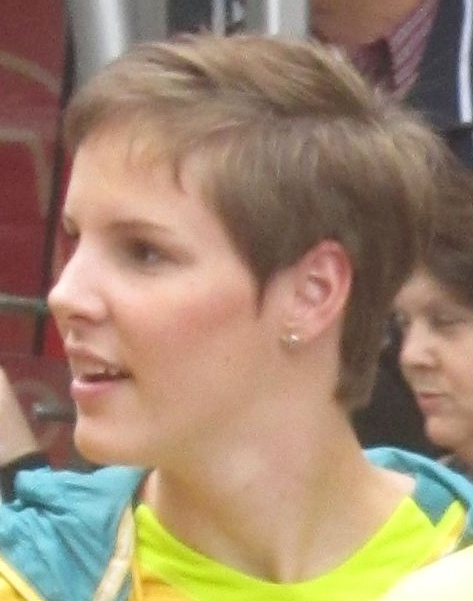
Bronte Campbell, Olympiasieg 2016

| Name | Spiele              | Disziplin                       | Anmerkung                              |
| --- | ------------------- | ------------------------------- | -------------------------------------- |
| Frederick Lane | 1900 Paris          | 200 Meter Freistil              | erster Olympiasieg und Medaillengewinn |
| Frederick Lane | 1900 Paris          | 200 Meter Hindernis             |                                        |
| Andrew Charlton | 1924 Paris          | 1500 Meter Freistil             |                                        |
| Clare Dennis | 1932 Los Angeles    | 200 Meter Brust                 |                                        |
| John Davies | 1952 Helsinki       | 200 Meter Brust                 |                                        |
| John Henricks | 1956 Melbourne      | 100 Meter Freistil              |                                        |
| Murray Rose | 1956 Melbourne      | 400 Meter Freistil              |                                        |
| Murray Rose | 1956 Melbourne      | 1500 Meter Freistil             |                                        |
| David Theile | 1956 Melbourne      | 100 Meter Rücken                |                                        |
| Kevin O’Halloran John Devitt Murray Rose John Henricks Gary Chapman Graham Hamilton Murray Garretty                           | 1956 Melbourne      | 4-mal-200-Meter-Freistilstaffel |                                        |
| Dawn Fraser | 1956 Melbourne      | 100 Meter Freistil              |                                        |
| Lorraine Crapp | 1956 Melbourne      | 400 Meter Freistil              |                                        |
| Dawn Fraser Faith Leech Sandra Morgan Lorraine Crapp Margaret Gibson Elizabeth Frazer                                         | 1956 Melbourne      | 4-mal-100-Meter-Freistilstaffel |                                        |
| John Devitt | 1960 Rom            | 100 Meter Freistil              |                                        |
| Murray Rose | 1960 Rom            | 400 Meter Freistil              |                                        |
| John Konrads | 1960 Rom            | 1500 Meter Freistil             |                                        |
| David Theile | 1960 Rom            | 100 Meter Rücken                |                                        |
| Dawn Fraser | 1960 Rom            | 100 Meter Freistil              |                                        |
| Robert Windle | 1964 Tokio          | 1500 Meter Freistil             |                                        |
| Ian O’Brien | 1964 Tokio          | 200 Meter Brust                 |                                        |
| Kevin Berry | 1964 Tokio          | 200 Meter Delphin               |                                        |
| Dawn Fraser | 1964 Tokio          | 100 Meter Freistil              |                                        |
| Michael Wenden | 1968 Mexiko-Stadt   | 100 Meter Freistil              |                                        |
| Michael Wenden | 1968 Mexiko-Stadt   | 200 Meter Freistil              |                                        |
| Lynette McClements | 1968 Mexiko-Stadt   | 100 Meter Delphin               |                                        |
| Brad Cooper | 1972 München        | 400 Meter Freistil              |                                        |
| Shane Gould | 1972 München        | 200 Meter Freistil              |                                        |
| Shane Gould | 1972 München        | 400 Meter Freistil              |                                        |
| Shane Gould | 1972 München        | 200 Meter Lagen                 |                                        |
| Beverley Whitfield | 1972 München        | 200 Meter Brust                 |                                        |
| Gail Neall | 1972 München        | 400 Meter Lagen                 |                                        |
| Marcus Kerry Peter Evans Mark Tonelli Neil Brooks Glenn Patching                                                              | 1980 Moskau         | 4-mal-100-Meter-Lagenstaffel    |                                        |
| Michelle Ford | 1980 Moskau         | 800 Meter Freistil              |                                        |
| Jonathan Sieben | 1984 Los Angeles    | 200 Meter Delphin               |                                        |
| Duncan Armstrong | 1988 Seoul          | 200 Meter Freistil              |                                        |
| Kieren Perkins | 1992 Barcelona      | 1500 Meter Freistil             |                                        |
| Kieren Perkins | 1996 Atlanta        | 1500 Meter Freistil             |                                        |
| Susie O’Neill | 1996 Atlanta        | 200 Meter Delphin               |                                        |
| Ian Thorpe | 2000 Sydney         | 400 Meter Freistil              |                                        |
| Grant Hackett | 2000 Sydney         | 1500 Meter Freistil             |                                        |
| Susie O’Neill | 2000 Sydney         | 200 Meter Freistil              |                                        |
| Michael Klim Chris Fydler Ashley Callus Ian Thorpe Todd Pearson Adam Pine                                                     | 2000 Sydney         | 4-mal-100-Meter-Freistilstaffel |                                        |
| Ian Thorpe Michael Klim Todd Pearson Bill Kirby Grant Hackett Daniel Kowalski                                                 | 2000 Sydney         | 4-mal-200-Meter-Freistilstaffel |                                        |
| Ian Thorpe | 2004 Athen          | 200 Meter Freistil              |                                        |
| Ian Thorpe | 2004 Athen          | 400 Meter Freistil              |                                        |
| Grant Hackett | 2004 Athen          | 1500 Meter Freistil             |                                        |
| Jodie Henry | 2004 Athen          | 100 Meter Freistil              |                                        |
| Petria Thomas | 2004 Athen          | 100 Meter Delphin               |                                        |
| Jodie Henry Lisbeth Trickett Alice Mills Petria Thomas Sarah Ryan                                                             | 2004 Athen          | 4-mal-100-Meter-Freistilstaffel |                                        |
| Brooke Hanson Jodie Henry Leisel Jones Alice Mills Giaan Rooney Jessicah Schipper Petria Thomas                               | 2004 Athen          | 4-mal-100-Meter-Lagenstaffel    |                                        |
| Leisel Jones | 2008 Peking         | 100 Meter Brust                 |                                        |
| Lisbeth Trickett | 2008 Peking         | 100 Meter Delphin               |                                        |
| Stephanie Rice | 2008 Peking         | 200 Meter Lagen                 |                                        |
| Stephanie Rice | 2008 Peking         | 400 Meter Lagen                 |                                        |
| Stephanie Rice Bronte Barratt Kylie Palmer Linda Mackenzie Felicity Galvez Angela Bainbridge Melanie Schlanger Lara Davenport | 2008 Peking         | 4-mal-200-Meter-Freistilstaffel |                                        |
| Emily Seebohm Leisel Jones Jessicah Schipper Lisbeth Trickett Tarnee White Felicity Galvez Shayne Reese                       | 2008 Peking         | 4-mal-100-Meter-Lagenstaffel    |                                        |
| Alicia Coutts Cate Campbell Brittany Elmslie Melanie Schlanger Emily Seebohm Yolane Kukla Lisbeth Trickett                    | 2012 London         | 4-mal-100-Meter-Freistilstaffel |                                        |
| Kyle Chalmers | 2016 Rio de Janeiro | 100 Meter Freistil              |                                        |
| Mackenzie Horton | 2016 Rio de Janeiro | 400 Meter Freistil              |                                        |
| Cate Campbell Brittany Elmslie Bronte Campbell Emma McKeon Madison Wilson                                                     | 2016 Rio de Janeiro | 4-mal-100-Meter-Freistilstaffel |                                        |

| Name | Spiele              | Disziplin                       | Anmerkung |
| --- | ------------------- | ------------------------------- | --------- |
| Francis Gailey | 1904 St. Louis      | 220 Yards Freistil              |           |
| Francis Gailey | 1904 St. Louis      | 440 Yards Freistil              |           |
| Francis Gailey | 1904 St. Louis      | 880 Yards Freistil              |           |
| Henry Hay William Herald Ivan Stedman Frank Beaurepaire Keith Kirkland                                                     | 1920 Antwerpen      | 4-mal-200-Meter-Freistilstaffel |           |
| Andrew Charlton Maurice Christie Frank Beaurepaire Ernest Henry Ivan Stedman                                               | 1924 Paris          | 4-mal-200-Meter-Freistilstaffel |           |
| Andrew Charlton | 1928 Amsterdam      | 400 Meter Freistil              |           |
| Andrew Charlton | 1928 Amsterdam      | 1500 Meter Freistil             |           |
| Bonnie Mealing | 1932 Los Angeles    | 100 Meter Brust                 |           |
| John Marshall | 1948 London         | 1500 Meter Freistil             |           |
| Beatrice Lyons | 1948 London         | 200 Meter Brust                 |           |
| John Devitt | 1956 Melbourne      | 100 Meter Freistil              |           |
| John Monckton | 1956 Melbourne      | 100 Meter Rücken                |           |
| Lorraine Crapp | 1956 Melbourne      | 100 Meter Freistil              |           |
| Dawn Fraser | 1956 Melbourne      | 400 Meter Freistil              |           |
| Murray Rose | 1960 Rom            | 1500 Meter Freistil             |           |
| Neville Hayes | 1960 Rom            | 200 Meter Delphin               |           |
| David Theile Terry Gathercole Neville Hayes Geoffrey Shipton Julian Carroll William Burton Kevin Berry                     | 1960 Rom            | 4-mal-100-Meter-Lagenstaffel    |           |
| Dawn Fraser Ilsa Konrads Lorraine Crapp Alva Colquhoun Sandra Morgan Ruth Everuss                                          | 1960 Rom            | 4-mal-100-Meter-Freistilstaffel |           |
| Marilyn Wilson Rosemary Lassig Jan Andrew Dawn Fraser Gerganiya Beckitt Ilsa Konrads                                       | 1960 Rom            | 4-mal-100-Meter-Lagenstaffel    |           |
| Robyn Thorn Janice Murphy Jan Andrew Lynette Bell Dawn Fraser Jan Turner                                                   | 1964 Tokio          | 4-mal-100-Meter-Freistilstaffel |           |
| Gregory Rogers Graham White Robert Windle Michael Wenden                                                                   | 1968 Mexiko-Stadt   | 4-mal-200-Meter-Freistilstaffel |           |
| Lynne Watson Judy Playfair Lynette McClements Jenny Steinbeck Lynette Bell                                                 | 1968 Mexiko-Stadt   | 4-mal-100-Meter-Lagenstaffel    |           |
| Graham Windeatt | 1972 München        | 1500 Meter Freistil             |           |
| Shane Gould | 1972 München        | 800 Meter Freistil              |           |
| Mark Stockwell | 1984 Los Angeles    | 100 Meter Freistil              |           |
| Glenn Beringen | 1984 Los Angeles    | 200 Meter Brust                 |           |
| Gregory Fasala Neil Brooks Michael William Delany Mark Stockwell                                                           | 1984 Los Angeles    | 4-mal-100-Meter-Freistilstaffel |           |
| Karen Phillips | 1984 Los Angeles    | 200 Meter Delphin               |           |
| Suzanne Landells | 1984 Los Angeles    | 400 Meter Lagen                 |           |
| Duncan Armstrong | 1988 Seoul          | 400 Meter Freistil              |           |
| Kieren Perkins | 1992 Barcelona      | 400 Meter Freistil              |           |
| Glen Housman | 1992 Barcelona      | 1500 Meter Freistil             |           |
| Hayley Lewis | 1992 Barcelona      | 800 Meter Freistil              |           |
| Daniel Kowalski | 1996 Atlanta        | 1500 Meter Freistil             |           |
| Scott Miller | 1996 Atlanta        | 100 Meter Delphin               |           |
| Petria Thomas | 1996 Atlanta        | 200 Meter Delphin               |           |
| Nicole Livingstone Samantha Riley Susie O’Neill Sarah Ryan Helen Denman Angela Kennedy                                     | 1996 Atlanta        | 4-mal-100-Meter-Lagenstaffel    |           |
| Ian Thorpe | 2000 Sydney         | 200 Meter Freistil              |           |
| Kieren Perkins | 2000 Sydney         | 1500 Meter Freistil             |           |
| Matt Welsh | 2000 Sydney         | 100 Meter Rücken                |           |
| Michael Klim | 2000 Sydney         | 100 Meter Delphin               |           |
| Matt Welsh Regan Harrison Geoff Huegill Michael Klim Ryan Mitchell Adam Pine Ian Thorpe Josh Watson                        | 2000 Sydney         | 4-mal-100-Meter-Lagenstaffel    |           |
| Leisel Jones | 2000 Sydney         | 100 Meter Brust                 |           |
| Susie O’Neill | 2000 Sydney         | 200 Meter Delphin               |           |
| Susie O’Neill Giaan Rooney Kirsten Thomson Petria Thomas Elka Graham Jacinta van Lint                                      | 2000 Sydney         | 4-mal-200-Meter-Freistilstaffel |           |
| Dyana Calub Leisel Jones Petria Thomas Susie O’Neill Giaan Rooney Sarah Ryan Tarnee White                                  | 2000 Sydney         | 4-mal-100-Meter-Lagenstaffel    |           |
| Grant Hackett | 2004 Athen          | 400 Meter Freistil              |           |
| Grant Hackett Michael Klim Nicholas Sprenger Ian Thorpe Grant Hackett Anthony Matkovich Todd Pearson Craig Stevens         | 2004 Athen          | 4-mal-200-Meter-Freistilstaffel |           |
| Petria Thomas | 2004 Athen          | 200 Meter Delphin               |           |
| Brooke Hanson | 2004 Athen          | 100 Meter Brust                 |           |
| Leisel Jones | 2004 Athen          | 200 Meter Brust                 |           |
| Eamon Sullivan | 2008 Peking         | 100 Meter Freistil              |           |
| Grant Hackett | 2008 Peking         | 1500 Meter Freistil             |           |
| Brenton Rickard | 2008 Peking         | 200 Meter Brust                 |           |
| Hayden Stoeckel Brenton Rickard Andrew Lauterstein Eamon Sullivan Ashley Delaney Christian Sprenger Adam Pine Matt Targett | 2008 Peking         | 4-mal-100-Meter-Lagenstaffel    |           |
| Lisbeth Trickett | 2008 Peking         | 100 Meter Freistil              |           |
| Leisel Jones | 2008 Peking         | 200 Meter Brust                 |           |
| James Magnussen | 2012 London         | 100 Meter Freistil              |           |
| Christian Sprenger | 2012 London         | 100 Meter Brust                 |           |
| Emily Seebohm | 2012 London         | 100 Meter Rücken                |           |
| Alicia Coutts | 2012 London         | 200 Meter Lagen                 |           |
| Bronte Barratt Melanie Schlanger Kylie Palmer Alicia Coutts Brittany Elmslie Angela Bainbridge Jade Neilsen Blair Evans    | 2012 London         | 4-mal-200-Meter-Freistilstaffel |           |
| Emily Seebohm Leisel Jones Alicia Coutts Melanie Schlaner Brittany Elmslie                                                 | 2012 London         | 4-mal-100-Meter-Lagenstaffel    |           |
| Mitch Larkin | 2016 Rio de Janeiro | 200 Meter Rücken                |           |
| Madeline Groves | 2016 Rio de Janeiro | 200 Meter Delphin               |           |
| Bronte Barratt Jessica Ashwood Emma McKeon Leah Neale Tamsin Cook                                                          | 2016 Rio de Janeiro | 4-mal-200-Meter-Freistilstaffel |           |
| Cate Campbell Emily Seebohm Brittany Elmslie Emma McKeon Madeline Groves Madison Wilson Taylor McKeown                     | 2016 Rio de Janeiro | 4-mal-100-Meter-Lagenstaffel    |           |

| Name                                                                                              | Spiele              | Disziplin                       | Anmerkung |
| ------------------------------------------------------------------------------------------------- | ------------------- | ------------------------------- | --------- |
| Francis Gailey                                                                                    | 1904 St. Louis      | eine Meile Freistil             |           |
| Frank Beaurepaire                                                                                 | 1920 Antwerpen      | 1500 Meter Freistil             |           |
| Andrew Charlton                                                                                   | 1924 Paris          | 400 Meter Freistil              |           |
| Frank Beaurepaire                                                                                 | 1924 Paris          | 1500 Meter Freistil             |           |
| John Marshall                                                                                     | 1948 London         | 400 Meter Freistil              |           |
| Judy-Joy Davies                                                                                   | 1948 London         | 100 Meter Brust                 |           |
| Gary Chapman                                                                                      | 1956 Melbourne      | 100 Meter Freistil              |           |
| Faith Leech                                                                                       | 1956 Melbourne      | 100 Meter Freistil              |           |
| John Konrads                                                                                      | 1960 Rom            | 400 Meter Freistil              |           |
| David Dickson John Devitt Murray Rose John Konrads John Rigby Allan Wood                          | 1960 Rom            | 4-mal-200-Meter-Freistilstaffel |           |
| Jan Andrew                                                                                        | 1960 Rom            | 100 Meter Delphin               |           |
| Allan Wood                                                                                        | 1964 Tokio          | 400 Meter Freistil              |           |
| Allan Wood                                                                                        | 1964 Tokio          | 1500 Meter Freistil             |           |
| David Dickson Peter Doak John Ryan Robert Windle                                                  | 1964 Tokio          | 4-mal-100-Meter-Freistilstaffel |           |
| Peter Reynolds Ian O’Brien Kevin Berry David Dickson Peter Tonkin                                 | 1964 Tokio          | 4-mal-100-Meter-Lagenstaffel    |           |
| Gregory Brough                                                                                    | 1968 Mexiko-Stadt   | 1500 Meter Freistil             |           |
| Gregory Rogers Robert Cusack Robert Windle Michael Wenden                                         | 1968 Mexiko-Stadt   | 4-mal-100-Meter-Freistilstaffel |           |
| Karen Moras                                                                                       | 1968 Mexiko-Stadt   | 400 Meter Freistil              |           |
| Shane Gould                                                                                       | 1972 München        | 100 Meter Freistil              |           |
| Beverley Whitfield                                                                                | 1972 München        | 100 Meter Brust                 |           |
| Stephen Holland                                                                                   | 1976 Montreal       | 1500 Meter Freistil             |           |
| Graeme Brewer                                                                                     | 1980 Moskau         | 200 Meter Freistil              |           |
| Max Metzker                                                                                       | 1980 Moskau         | 1500 Meter Freistil             |           |
| Marcus Kerry                                                                                      | 1980 Moskau         | 200 Meter Rücken                |           |
| Peter Evans                                                                                       | 1980 Moskau         | 100 Meter Brust                 |           |
| Michelle Ford                                                                                     | 1980 Moskau         | 200 Meter Delphin               |           |
| Justin Lemberg                                                                                    | 1984 Los Angeles    | 400 Meter Freistil              |           |
| Peter Evans                                                                                       | 1984 Los Angeles    | 100 Meter Brust                 |           |
| Glenn Buchanan                                                                                    | 1984 Los Angeles    | 100 Meter Delphin               |           |
| Robert Woodhouse                                                                                  | 1984 Los Angeles    | 400 Meter Lagen                 |           |
| Marcus Kerry Peter Evans Glenn Buchanan Mark Stockwell Jonathan Sieben Neil Brooks                | 1984 Los Angeles    | 4-mal-100-Meter-Lagenstaffel    |           |
| Michelle Pearson                                                                                  | 1984 Los Angeles    | 200 Meter Lagen                 |           |
| Julie McDonald                                                                                    | 1988 Seoul          | 800 Meter Freistil              |           |
| Philip Rogers                                                                                     | 1992 Barcelona      | 100 Meter Brust                 |           |
| Hayley Lewis                                                                                      | 1992 Barcelona      | 400 Meter Freistil              |           |
| Nicole Livingstone                                                                                | 1992 Barcelona      | 200 Meter Rücken                |           |
| Samantha Riley                                                                                    | 1992 Barcelona      | 100 Meter Brust                 |           |
| Susie O’Neill                                                                                     | 1992 Barcelona      | 200 Meter Delphin               |           |
| Daniel Kowalski                                                                                   | 1996 Atlanta        | 200 Meter Freistil              |           |
| Daniel Kowalski                                                                                   | 1996 Atlanta        | 400 Meter Freistil              |           |
| Scott Goodman                                                                                     | 1996 Atlanta        | 200 Meter Delphin               |           |
| Steven Dewick Philip Rogers Scott Miller Michael Klim Toby Haenen                                 | 1996 Atlanta        | 4-mal-100-Meter-Lagenstaffel    |           |
| Samantha Riley                                                                                    | 1996 Atlanta        | 100 Meter Brust                 |           |
| Julia Greville Nicole Livingstone Emma Johnson Susie O’Neill Lise Mackie                          | 1996 Atlanta        | 4-mal-200-Meter-Freistilstaffel |           |
| Matt Welsh                                                                                        | 2000 Sydney         | 200 Meter Rücken                |           |
| Geoff Huegill                                                                                     | 2000 Sydney         | 100 Meter Delphin               |           |
| Justin Norris                                                                                     | 2000 Sydney         | 200 Meter Delphin               |           |
| Petria Thomas                                                                                     | 2000 Sydney         | 200 Meter Delphin               |           |
| Ian Thorpe                                                                                        | 2004 Athen          | 100 Meter Freistil              |           |
| Lisbeth Trickett                                                                                  | 2004 Athen          | 50 Meter Freistil               |           |
| Leisel Jones                                                                                      | 2004 Athen          | 100 Meter Brust                 |           |
| Hayden Stoeckel                                                                                   | 2008 Peking         | 100 Meter Rücken                |           |
| Andrew Lauterstein                                                                                | 2008 Peking         | 100 Meter Delphin               |           |
| Eamon Sullivan Andrew Lauterstein Ashley Callus Matt Targett Leith Brodie Patrick Murphy          | 2008 Peking         | 4-mal-100-Meter-Freistilstaffel |           |
| Patrick Murphy Grant Hackett Grant Brits Nick Ffrost Kirk Palmer Leith Brodie                     | 2008 Peking         | 4-mal-200-Meter-Freistilstaffel |           |
| Cate Campbell                                                                                     | 2008 Peking         | 50 Meter Freistil               |           |
| Jessicah Schipper                                                                                 | 2008 Peking         | 100 Meter Delphin               |           |
| Jessicah Schipper                                                                                 | 2008 Peking         | 200 Meter Delphin               |           |
| Cate Campbell Alice Mills Melanie Schlanger Lisbeth Trickett Shayne Reese                         | 2008 Peking         | 4-mal-100-Meter-Freistilstaffel |           |
| Hayden Stoeckel Christian Sprenger Matt Targett James Magnussen Brenton Rickard Tommaso D’Orsogna | 2012 London         | 4-mal-100-Meter-Lagenstaffel    |           |
| Bronte Barratt                                                                                    | 2012 London         | 200 Meter Freistil              |           |
| Alicia Coutts                                                                                     | 2012 London         | 100 Meter Delphin               |           |
| James Magnussen James Roberts Cameron McEvoy Kyle Chalmers Matthew Abood                          | 2016 Rio de Janeiro | 4-mal-100-Meter-Freistilstaffel |           |
| Mitch Larkin Cameron McEvoy David Morgan Jake Packard Kyle Chalmers                               | 2016 Rio de Janeiro | 4-mal-100-Meter-Lagenstaffel    |           |
| Emma McKeon                                                                                       | 2016 Rio de Janeiro | 200 Meter Freistil              |           |

#### Segeln
| Gelbes Symbol für Goldmedaillen mit stilisierten Olympischen Ringen | Graues Symbol für Silbermedaillen mit stilisierten Olympischen Ringen | Braundes Symbol für Bronzemedaillen mit stilisierten Olympischen Ringen |
| ------------------------------------------------------------------- | --------------------------------------------------------------------- | ----------------------------------------------------------------------- |
| 11                                                                  | 8                                                                     | 8                                                                       |

Die ersten olympischen Segelregatten mit australischer Beteiligung waren die Regatten 1948. Die ersten Medaillen konnten bei den heimischen Sommerspielen 1956 gewonnen werden. In der Sharpie-Klasse gewannen John Scott und Rolly Tasker die Silbermedaille. Das Boot der 5,5-m-Klasse gewann Bronze. 1960 erreichte Ronald Jenyns im Finn-Dinghi Platz 4.
Der erste Olympiasieg wurde 1964 mit dem Sieg in der 5,5-m-Klasse erreicht. 1968 wiederholte Ronald Jenyns seinen vierten Platz im Finn-Dinghi. Auch der australische Flying Dutchman wurde Vierter. Gleich zwei Olympiasiege wurden 1972 durch Boote der Starboot- und der Drachen-Klasse erzielt. Dabei gewannen kurioserweise die Zwillingsbrüder John und Thomas Anderson ihre Goldmedaillen in zwei verschiedenen Bootsklassen, John im Starboot, Thomas im Drachen. Hinzu kam ein vierter Platz im Finn-Dinghi durch John Bertrand.
1976 konnte John Bertrand dann eine Bronzemedaille im Finn-Dinghi gewinnen. Eine weitere Bronzemedaille gab es für das Boot der 470er-Klasse. Das Boot der Tornado-Klasse erzielte Platz 4. 1984 konnte das Boot der Tornado-Klasse Bronze gewinnen. Der Silbermedaillist der Finn-Dinghi-Klasse, der US-Amerikaner John Bertrand, war nicht verwandt mit dem Bronzemedaillengewinner von 1976.
1992 gewann Lars Kleppich Bronze im Windsurfing. Ebenfalls Bronze ging an das Boot der Tornado-Klasse. 1996 gewann das Tornado-Boot Silber, das Boot der Starboot-Klasse gewann Bronze. Im Finn-Dinghi segelte Michael Blackburn auf Platz 4. Bei den heimischen Sommerspielen 2000 gab es zwei Olympiasiege zu feiern. Olympiasieger wurden die Boote der 470er-Klasse bei den Männern und bei den Frauen, die damit die ersten Medaillen weiblicher Segler aus Australien gewinnen konnten. Zudem gewann das Boot der Tornado-Klasse Silber, Michael Blackburn gewann im Finn-Dinghi Bronze. Lars Kleppich wurde Vierter im Windsurfen.
2004 segelte Sarah Blanck in der Europe-Klasse auf Platz 4. 2008 gewannen, wie schon 2000, beide 470er-Boote die Goldmedaille. Das Boot der Tornado-Klasse gewann Silber. Sarah Blanck wiederholte ihren vierten Platz in der Europe-Klasse. Mit drei Olympiasiegen und einer Silbermedaille gestalteten sich die Spiele von 2012 zur erfolgreichsten Teilnahme australischer Segler. Olympiasiege erzielten die Boote der 470er-Klasse der Männer und der 49er-Klasse sowie Tom Slingsby im Laser. Die Seglerinnen der Elliott-Klasse gewannen Silber. Im Laser wurde Tom Burton 2016 Olympiasieger. Silber erreichten die Boote der 470er und 49er-Klasse bei den Männern sowie das Boot Nacra 17.
| Name                                        | Spiele              | Disziplin | Anmerkung          |
| ------------------------------------------- | ------------------- | --------- | ------------------ |
| Bill Northam Peter O’Donnell James Sargeant | 1964 Tokio          | 5,5 m     | erster Olympiasieg |
| David Forbes John Anderson                  | 1972 München        | Starboot  |                    |
| John Cuneo John Shaw Thomas Anderson        | 1972 München        | Drachen   |                    |
| Tom King Mark Turnbull                      | 2000 Sydney         | 470er     |                    |
| Jenny Armstrong Belinda Stowell             | 2000 Sydney         | 470er     |                    |
| Nathan Wilmot Malcolm Page                  | 2008 Peking         | 470er     |                    |
| Elise Rechichi Tessa Parkinson              | 2008 Peking         | 470er     |                    |
| Tom Slingsby                                | 2012 London         | Laser     |                    |
| Mathew Belcher Malcolm Page                 | 2012 London         | 470er     |                    |
| Nathan Outteridge Iain Jensen               | 2012 London         | 49er      |                    |
| Tom Burton                                  | 2016 Rio de Janeiro | Laser     |                    |

| Name                                    | Spiele              | Disziplin | Anmerkung                                                     |
| --------------------------------------- | ------------------- | --------- | ------------------------------------------------------------- |
| John Scott Rolly Tasker                 | 1956 Melbourne      | Sharpie   | erster Medaillengewinn zusammen mit dem Boot der 5,5-m-Klasse |
| Mitch Booth Andrew Landenberger         | 1996 Atlanta        | Tornado   |                                                               |
| Darren Bundock John Forbes              | 2000 Sydney         | Tornado   |                                                               |
| Darren Bundock Glenn Ashby              | 2008 Peking         | Tornado   |                                                               |
| Olivia Price Nina Curtis Lucinda Whitty | 2012 London         | Elliott   |                                                               |
| Mathew Belcher William Ryan             | 2016 Rio de Janeiro | 470er     |                                                               |
| Nathan Outteridge Iain Jensen           | 2016 Rio de Janeiro | 49er      |                                                               |
| Jason Waterhouse Lisa Darmanin          | 2016 Rio de Janeiro | Nacra 17  |                                                               |

| Name                                          | Spiele           | Disziplin   | Anmerkung                                                       |
| --------------------------------------------- | ---------------- | ----------- | --------------------------------------------------------------- |
| Douglas Buxton Devereaux Mytton Jock Sturrock | 1956 Melbourne   | 5,5 m       | erster Medaillengewinn zusammen mit dem Boot der Sharpie-Klasse |
| John Bertrand                                 | 1976 Montreal    | Finn-Dinghi |                                                                 |
| Ian Brown Ian Ruff                            | 1976 Montreal    | 470er       |                                                                 |
| Christopher Cairns Scott Anderson             | 1984 Los Angeles | Tornado     |                                                                 |
| Lars Kleppich                                 | 1992 Barcelona   | Windsurfen  |                                                                 |
| Mitch Booth John Forbes                       | 1992 Barcelona   | Tornado     |                                                                 |
| Colin Beashel David Giles                     | 1996 Atlanta     | Starboot    |                                                                 |
| Michael Blackburn                             | 2000 Sydney      | Finn-Dinghi |                                                                 |

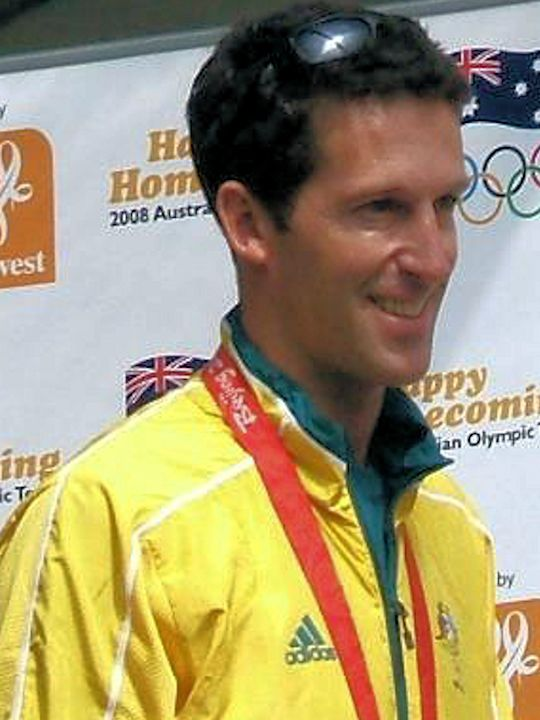
Malcolm Page, Olympiasieger 2008 und 2012
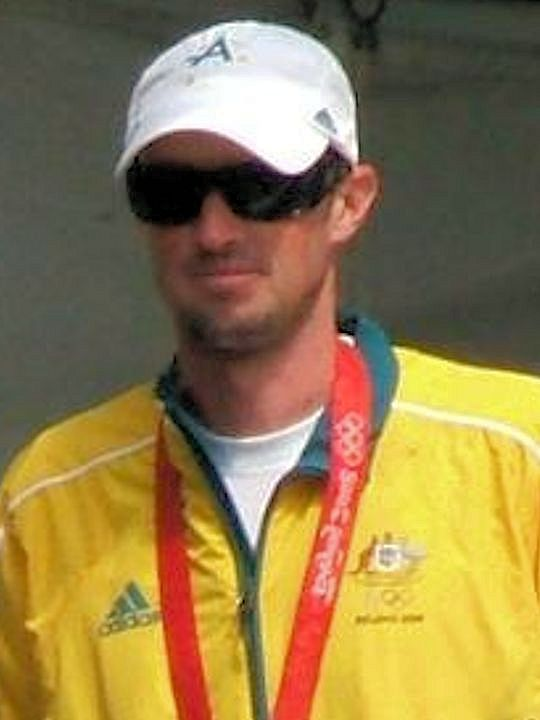
Nathan Wilmot, Olympiasieger 2008
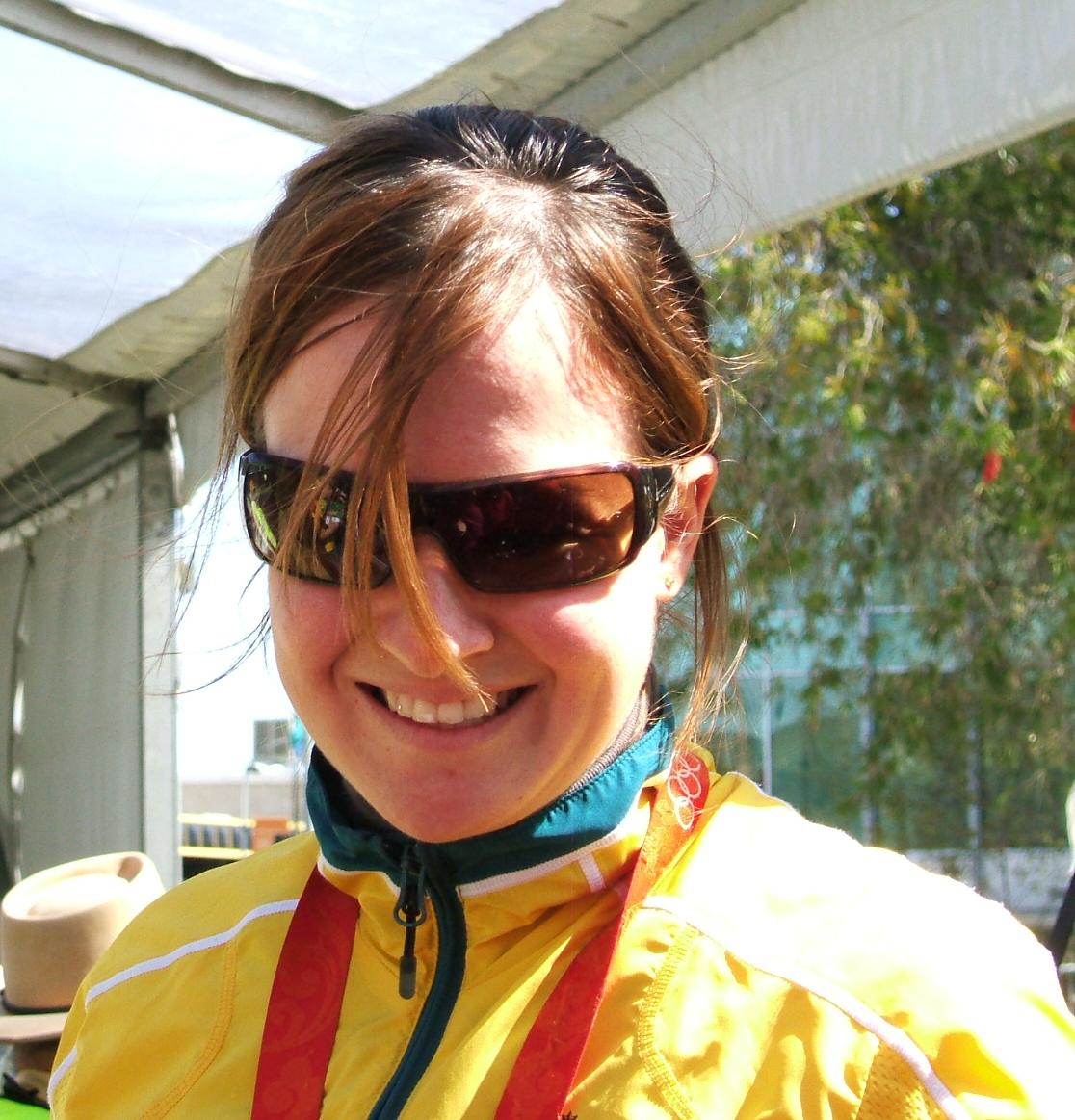
Elise Rechichi, Olympiasiegerin 2008
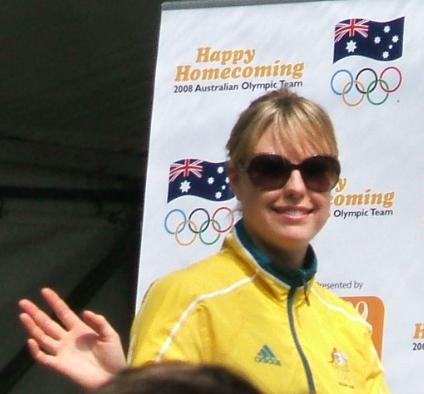
Tessa Parkinson, Olympiasiegerin 2008
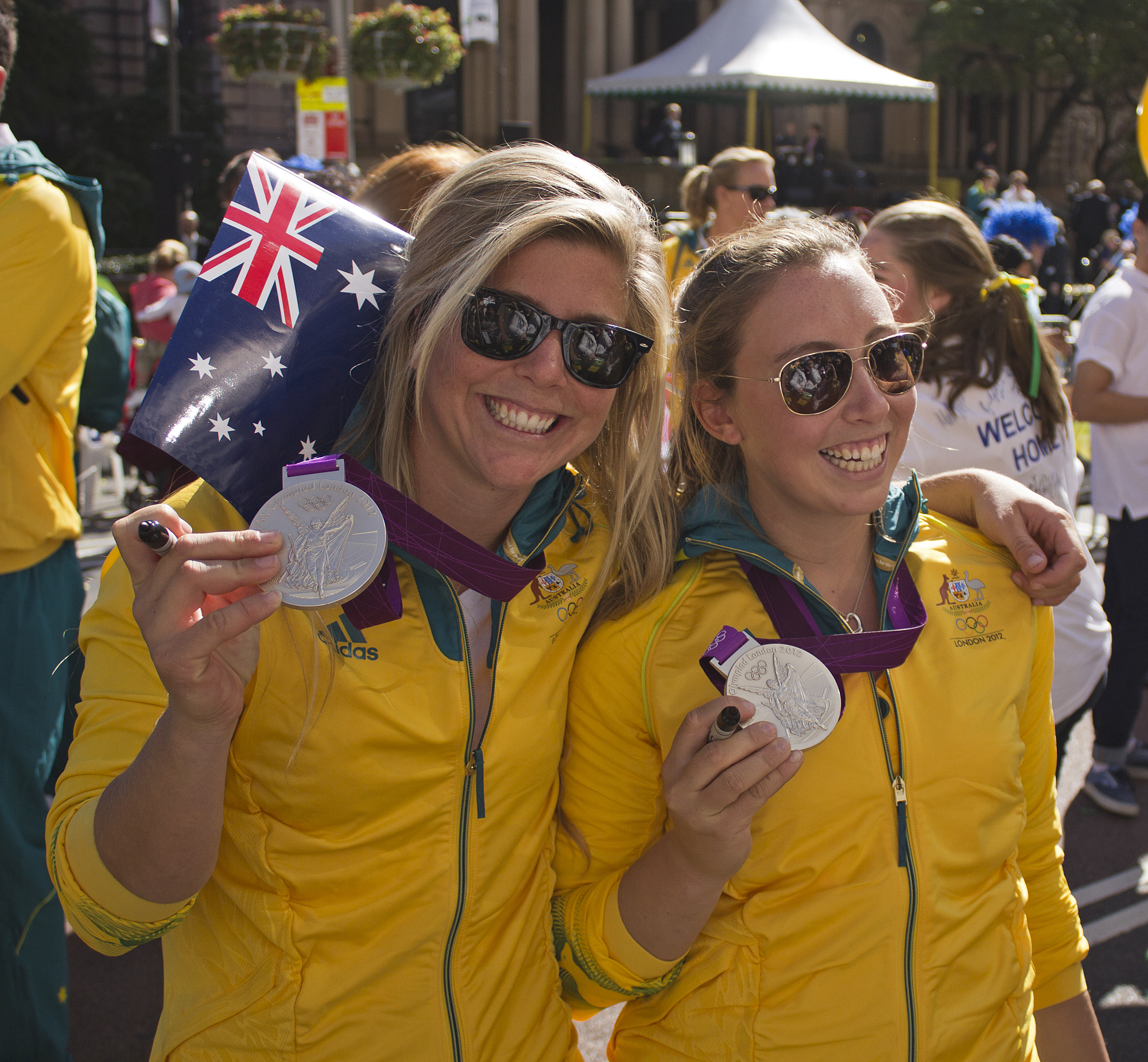
Nina Curtis (l.) und Olivia Price (r.), Silber 2012

#### Softball
| Gelbes Symbol für Goldmedaillen mit stilisierten Olympischen Ringen | Graues Symbol für Silbermedaillen mit stilisierten Olympischen Ringen | Braundes Symbol für Bronzemedaillen mit stilisierten Olympischen Ringen |
| ------------------------------------------------------------------- | --------------------------------------------------------------------- | ----------------------------------------------------------------------- |
| —                                                                   | 1                                                                     | 3                                                                       |

Softball wurde 1996 ins olympische Programm aufgenommen. Bei der ersten Austragung dieses Wettbewerbs konnte die australische Mannschaft die Bronzemedaille gewinnen. Von neun Spielen gewannen die Frauen sechs. Auch 2000 in Sydney erreichte die Mannschaft den Bronzerang. Sie gewann sechs der sieben Vorrundenspiele. Die folgende Runde wurde im Page-Playoff-System gespielt. Zuerst verlor Australien mit 0:1 gegen Japan. Da China gegen die USA mit 0:3 verlor, spielte Australien danach das Final gegen die USA, verlor jedoch mit 0:1, somit blieb den Australierinnen Bronze.
2004 in Athen gewann Australien Silber. Sechs der sieben Vorrundenspiele wurden gewonnen. Im zweiten Halbfinale verlor man gegen die USA mit 0:5, konnte jedoch im Final Japan mit 3:0 schlagen und damit ins Grand Final einziehen. Hier unterlag man wieder den USA, diesmal mit 1:5. 2008 in Peking gewannen die Australierinnen mit Bronze ihre vierte und letzte Medaille. In sieben Vorrundenspielen gewannen sie fünf Mal. Das Halbfinale gegen Kanada wurde mit 5:3 gewonnen, das Final gegen Japan jedoch mit 3:4 verloren.
| Name                        | Spiele     | Disziplin | Anmerkung |
| --------------------------- | ---------- | --------- | --------- |
| Softball-Nationalmannschaft | 2004 Athen |           |           |

| Name                        | Spiele      | Disziplin | Anmerkung              |
| --------------------------- | ----------- | --------- | ---------------------- |
| Softball-Nationalmannschaft | 1996 Athen  |           | erster Medaillengewinn |
| Softball-Nationalmannschaft | 2000 Sydney |           |                        |
| Softball-Nationalmannschaft | 2008 Peking |           |                        |

#### Taekwondo
| Gelbes Symbol für Goldmedaillen mit stilisierten Olympischen Ringen | Graues Symbol für Silbermedaillen mit stilisierten Olympischen Ringen | Braundes Symbol für Bronzemedaillen mit stilisierten Olympischen Ringen |
| ------------------------------------------------------------------- | --------------------------------------------------------------------- | ----------------------------------------------------------------------- |
| 1                                                                   | 1                                                                     | —                                                                       |

Gleich bei der olympischen Premiere der Sportart 2000 in Sydney konnten australische Taekwondoin die ersten Medaillen gewinnen. Die erste Medaille, gleichzeitig der erste Olympiasieg, erkämpfte Lauren Burns im Fliegengewicht. Daniel Trenton gewann im Schwergewicht Silber. In der Folgezeit blieben australische Athleten jedoch erfolglos.
| Name         | Spiele      | Disziplin      | Anmerkung                              |
| ------------ | ----------- | -------------- | -------------------------------------- |
| Lauren Burns | 2000 Sydney | Fliegengewicht | erster Medaillengewinn und Olympiasieg |

| Name           | Spiele      | Disziplin     | Anmerkung |
| -------------- | ----------- | ------------- | --------- |
| Daniel Trenton | 2000 Sydney | Schwergewicht |           |

#### Tennis
| Gelbes Symbol für Goldmedaillen mit stilisierten Olympischen Ringen | Graues Symbol für Silbermedaillen mit stilisierten Olympischen Ringen | Braundes Symbol für Bronzemedaillen mit stilisierten Olympischen Ringen |
| ------------------------------------------------------------------- | --------------------------------------------------------------------- | ----------------------------------------------------------------------- |
| 1                                                                   | 1                                                                     | 3                                                                       |

Schon 1896 in Athen nahm mit Edwin Flack ein Australier am olympischen Tennisturnier teil. Im Doppel gewann er die Bronzemedaille, jedoch wird diese Medaille nicht in der australischen Medaillenbilanz gelistet, da Flacks Doppelpartner der Brite John Pius Boland war, die somit ein gemischtes Team bildeten.
1988 wurde Tennis wieder ins olympische Programm aufgenommen. Das Damendoppel Elizabeth Smylie und Wendy Turnbull waren mit Bronze die ersten australischen Medaillengewinner im Tennis. Das Doppel Rachel McQuillan und Nicole Provis gewannen 1992 in Barcelona ebenfalls Bronze.
1996 gelang durch Todd Woodbridge und Mark Woodforde im Doppel der erste australische Olympiasieg im Tennis durch einen Sieg über das britische Doppel Neil Broad und Tim Henman. 2000 in Sydney unterlagen sie im Finale den Kanadiern Sébastien Lareau und Daniel Nestor. Im Damen-Einzel konnte Jelena Dokić ihr Spiel um die Bronzemedaille gegen die US-Amerikanerin Monica Seles nicht gewinnen. 2004 in Athen gewann Alicia Molik Bronze durch einen Sieg über die Russin Anastassija Myskina.
| Name                           | Spiele       | Disziplin | Anmerkung          |
| ------------------------------ | ------------ | --------- | ------------------ |
| Todd Woodbridge Mark Woodforde | 1996 Atlanta | Doppel    | erster Olympiasieg |

| Name                           | Spiele      | Disziplin | Anmerkung |
| ------------------------------ | ----------- | --------- | --------- |
| Todd Woodbridge Mark Woodforde | 2000 Sydney | Doppel    |           |

| Name                            | Spiele         | Disziplin | Anmerkung              |
| ------------------------------- | -------------- | --------- | ---------------------- |
| Elizabeth Smylie Wendy Turnbull | 1988 Seoul     | Doppel    | erster Medaillengewinn |
| Rachel McQuillan Nicole Provis  | 1992 Barcelona | Doppel    |                        |
| Alicia Molik                    | 2004 Athen     | Einzel    |                        |

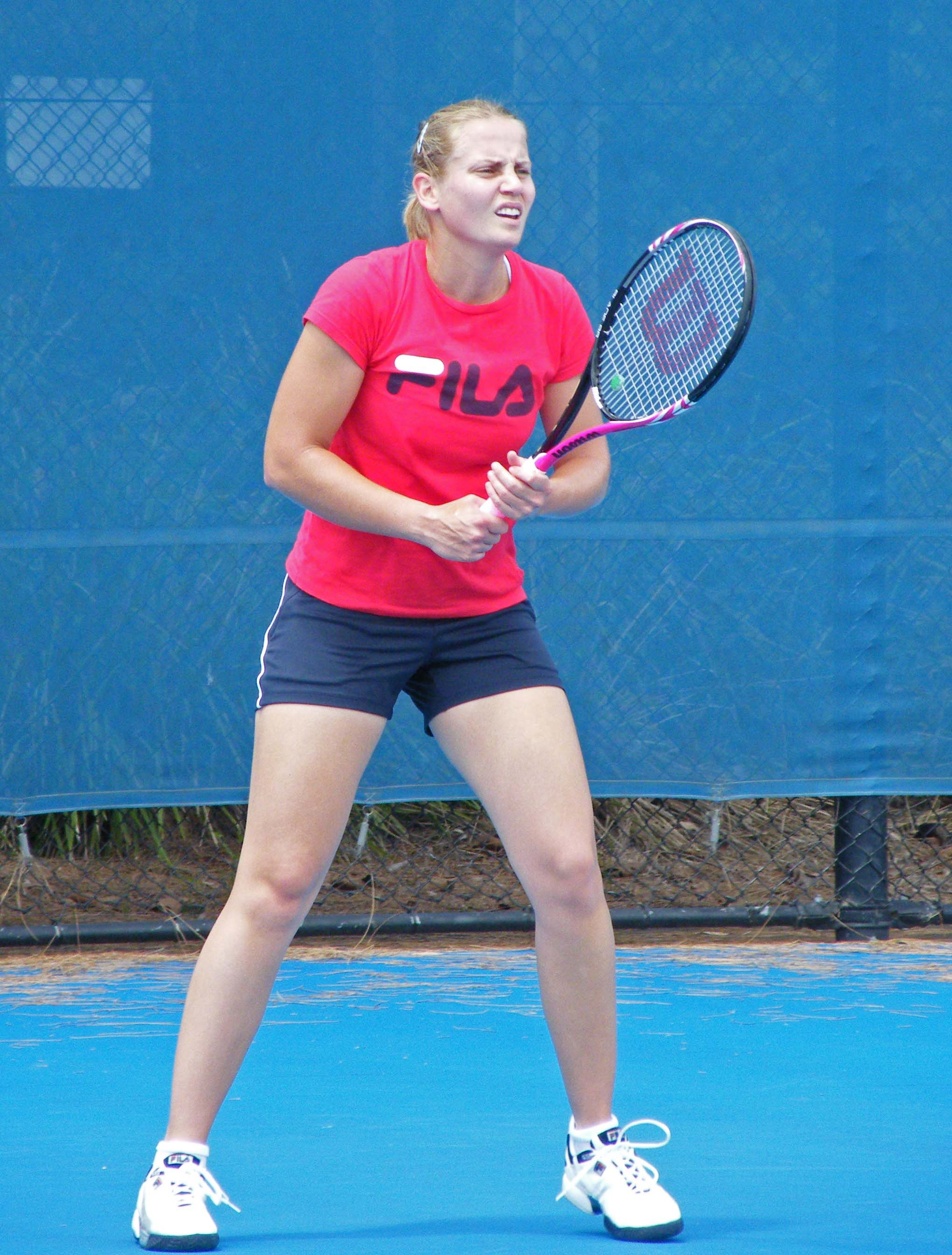
Jelena Dokić
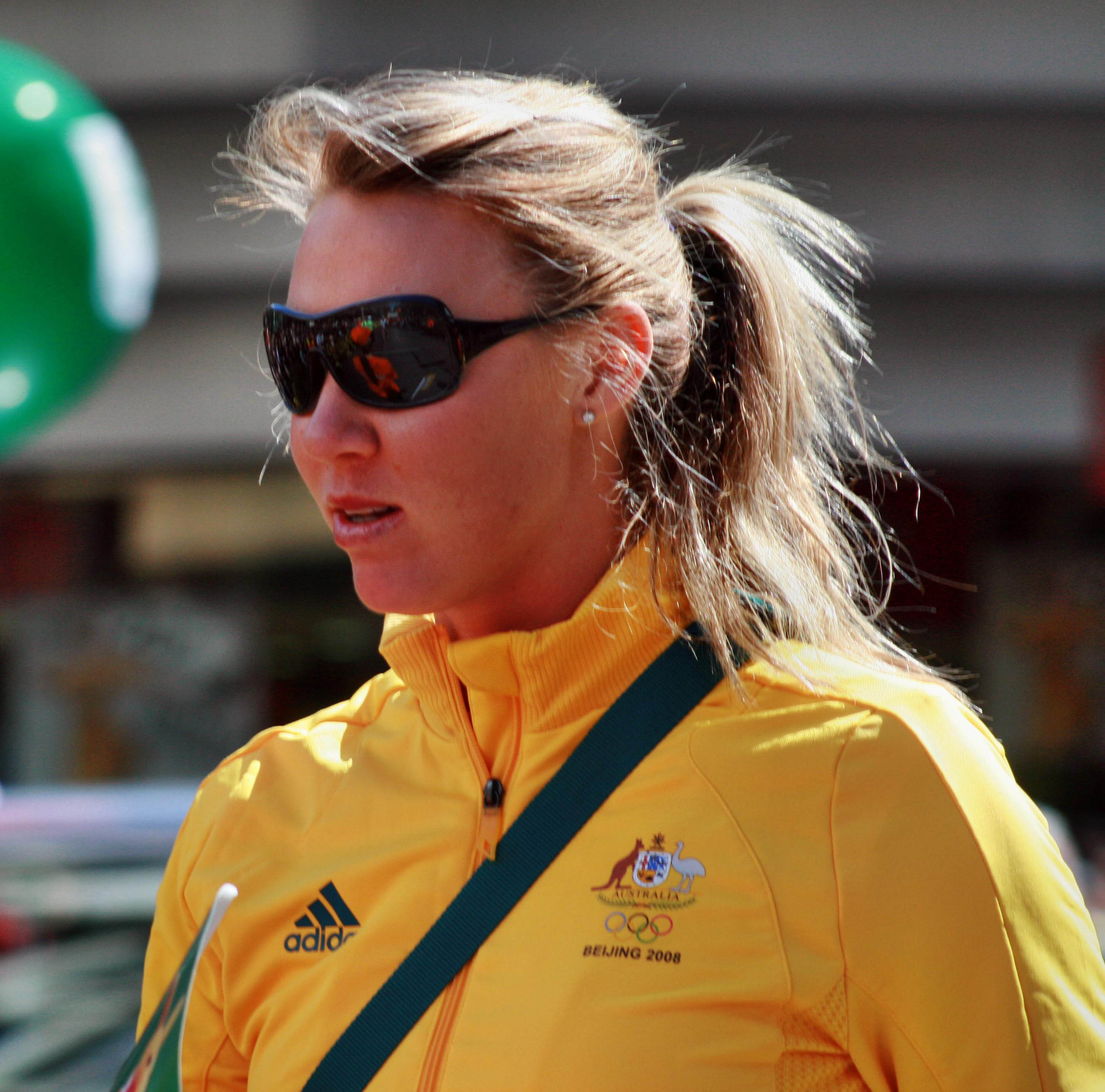
Alicia Molik, Bronze 2004

#### Tischtennis
| Gelbes Symbol für Goldmedaillen mit stilisierten Olympischen Ringen | Graues Symbol für Silbermedaillen mit stilisierten Olympischen Ringen | Braundes Symbol für Bronzemedaillen mit stilisierten Olympischen Ringen |
| ------------------------------------------------------------------- | --------------------------------------------------------------------- | ----------------------------------------------------------------------- |
| —                                                                   | —                                                                     | —                                                                       |

Die ersten australischen Tischtennisspieler nahmen 1988 bei der olympischen Premiere der Sportart in Seoul teil. Der größte Erfolg war die Viertelfinalteilnahme des Doppels Miao Miao/Shirley Zhou.

#### Triathlon
| Gelbes Symbol für Goldmedaillen mit stilisierten Olympischen Ringen | Graues Symbol für Silbermedaillen mit stilisierten Olympischen Ringen | Braundes Symbol für Bronzemedaillen mit stilisierten Olympischen Ringen |
| ------------------------------------------------------------------- | --------------------------------------------------------------------- | ----------------------------------------------------------------------- |
| 1                                                                   | 2                                                                     | 2                                                                       |

Bei der olympischen Premiere der Sportart 2000 in Sydney nahmen auch erstmals australische Triathleten teil. Während bei den Männern Miles Stewart Sechster wurde, erreichten alle drei Frauen eine Platzierung unter den Top 10. Mit der Silbermedaille war Michellie Jones die erste Medaillengewinnerin Australiens im Triathlon. Loretta Harrop belegte den fünften Platz und Nicole Hackett den zehnten Platz. 2004 in Athen gewann Loretta Harrop Silber, Gregory Bennett wurde Vierter.
2008 in Peking wurde Emma Snowsill die erste australische Olympiasiegerin im Triathlon. Heute trägt sie den Namen Emma Frodeno, nachdem sie 2010 den deutschen Triathleten Jan Frodeno heiratete, der ebenfalls 2008 Olympiasieger wurde. Emma Moffatt gewann die Bronzemedaille. 2012 in London gewann Erin Densham Bronze, Emma Jackson wurde Achte. 2016 in Rio de Janeiro erreichte Emma Moffatt den sechsten Platz und Aaron Royle wurde Neunter.
| Name          | Spiele      | Disziplin | Anmerkung          |
| ------------- | ----------- | --------- | ------------------ |
| Emma Snowsill | 2008 Peking |           | erster Olympiasieg |

| Name            | Spiele      | Disziplin | Anmerkung              |
| --------------- | ----------- | --------- | ---------------------- |
| Michellie Jones | 2000 Sydney |           | erster Medaillengewinn |
| Loretta Harrop  | 2004 Athen  |           |                        |

| Name         | Spiele      | Disziplin | Anmerkung |
| ------------ | ----------- | --------- | --------- |
| Emma Moffatt | 2008 Peking |           |           |
| Erin Densham | 2012 London |           |           |

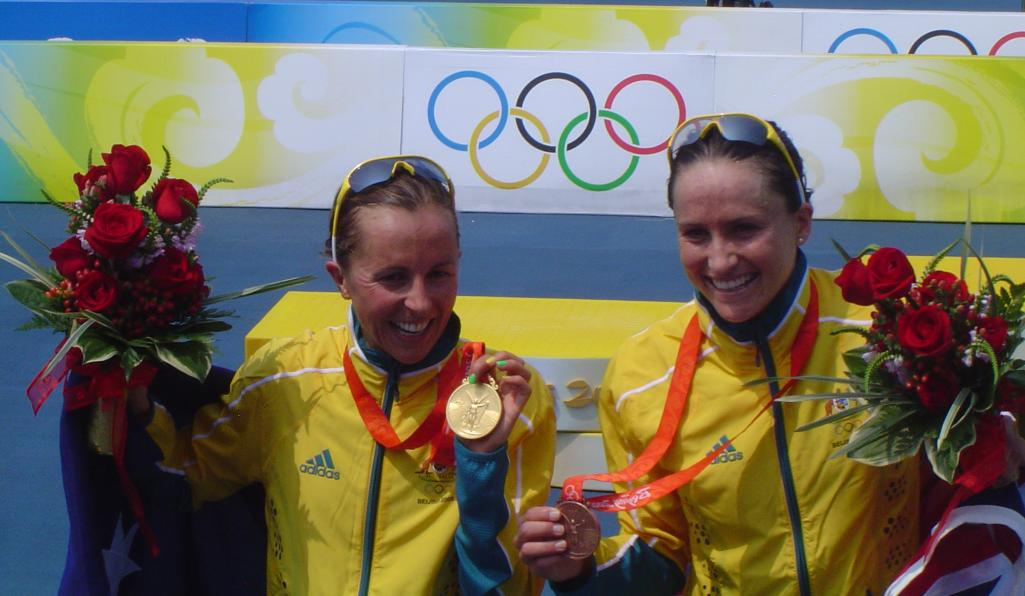
Siegerehrung 2008: links die Olympiasiegerin Emma Snowsill, rechts Emma Moffatt mit Bronze
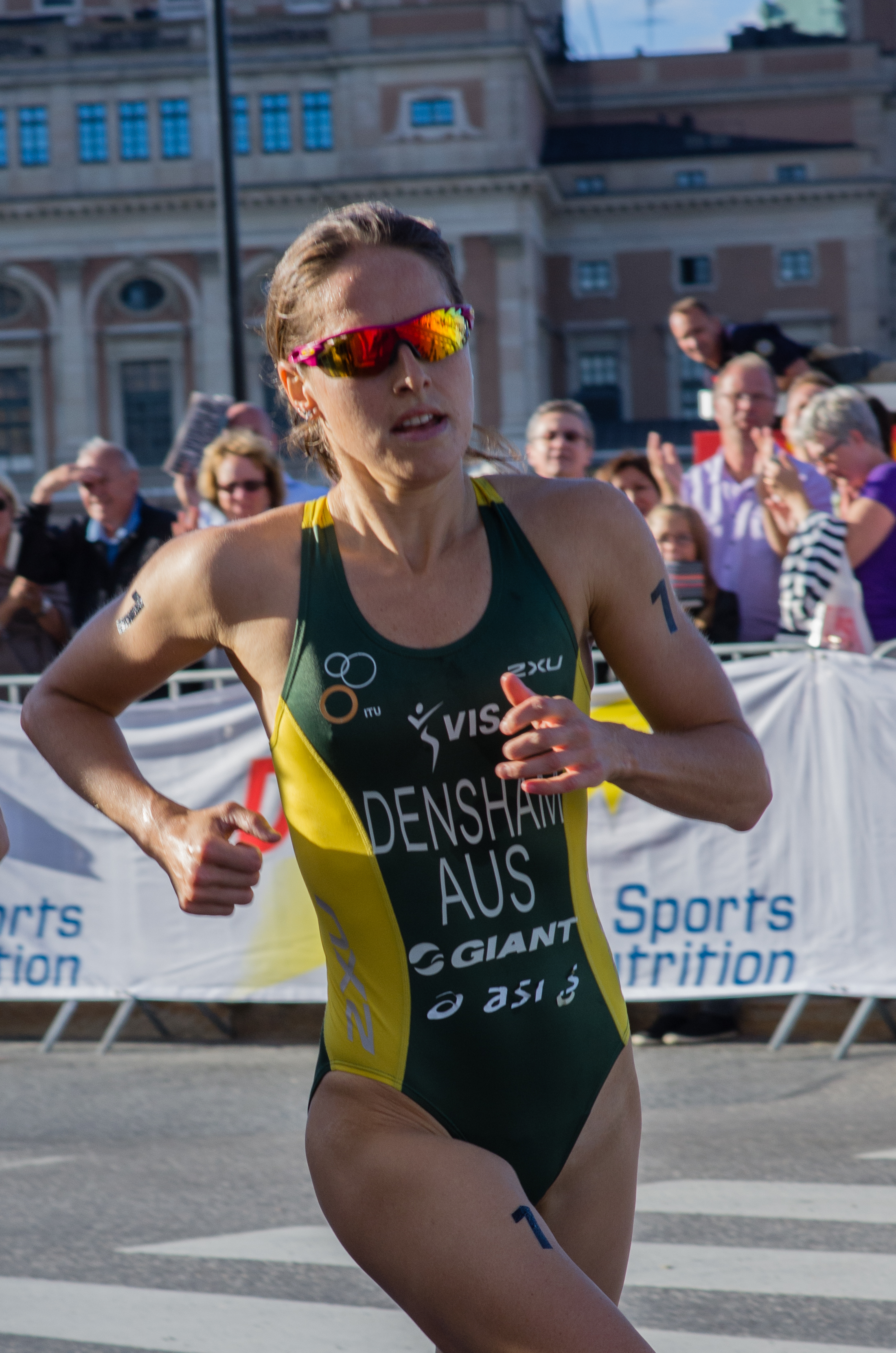
Erin Densham, Bronze 2012
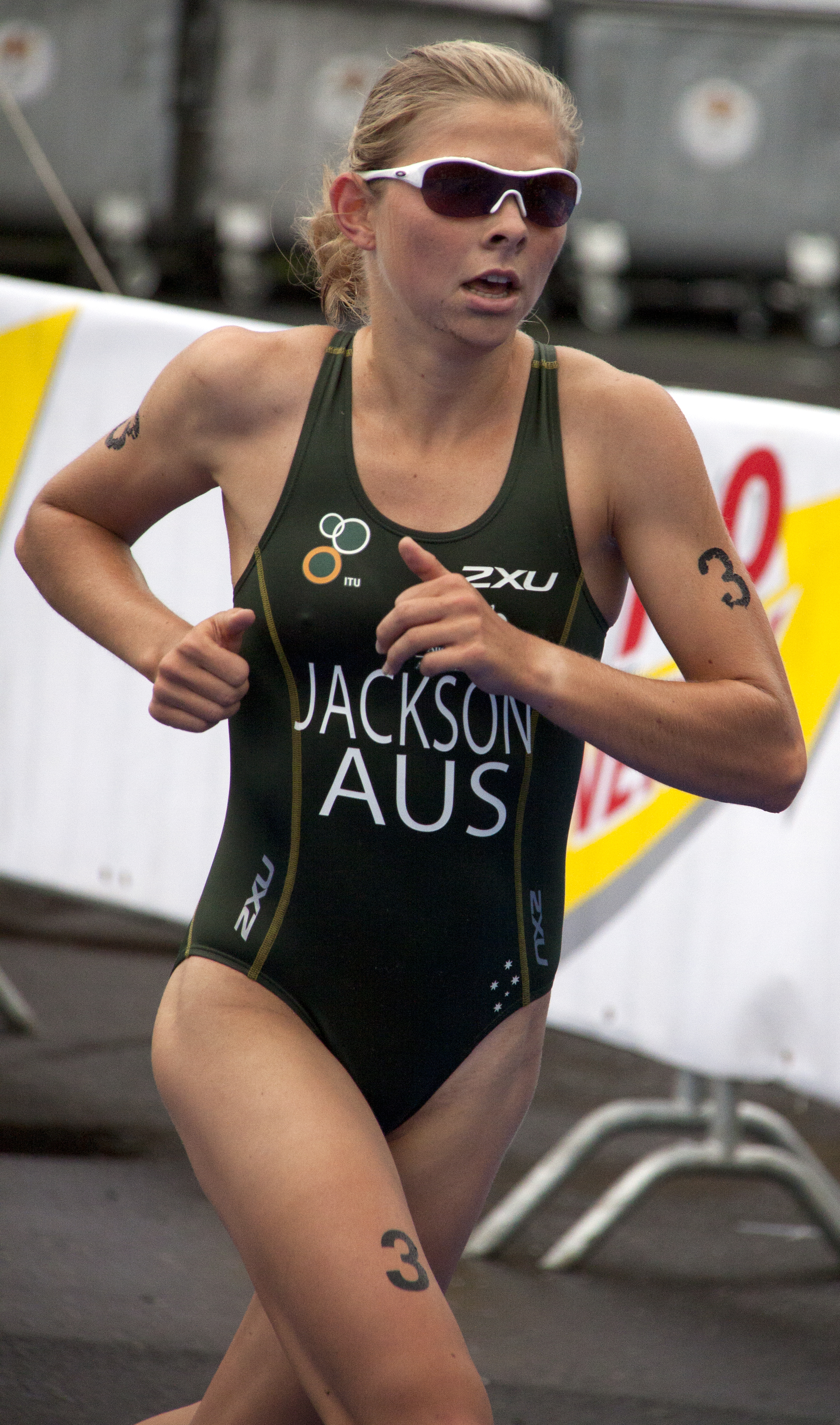
Emma Jackson

#### Turnen
| Gelbes Symbol für Goldmedaillen mit stilisierten Olympischen Ringen | Graues Symbol für Silbermedaillen mit stilisierten Olympischen Ringen | Braundes Symbol für Bronzemedaillen mit stilisierten Olympischen Ringen |
| ------------------------------------------------------------------- | --------------------------------------------------------------------- | ----------------------------------------------------------------------- |
| —                                                                   | 1                                                                     | —                                                                       |

Australische Turner nahmen erstmals 1956 in Melbourne an Olympischen Spielen teil. Erst 2000 in Sydney konnten erstmals Erfolge erzielt werden. Im Geräteturnen erreichte Lisa Skinner Platz 7 am Boden und Platz 8 im Einzel-Mehrkampf. Im Trampolinturnen wurde die erste Medaille gewonnen. Ji Wallace gewann in der Männerkonkurrenz Silber. 2004 in Athen wurde Allana Slater Achte am Schwebebalken. 2008 in Peking wurde die Frauenriege Sechste im Mannschafts-Mehrkampf. Lauren Mitchell erreichte 2012 in London am Boden Platz 5.
| Name       | Spiele      | Disziplin | Anmerkung              |
| ---------- | ----------- | --------- | ---------------------- |
| Ji Wallace | 2000 Sydney | Trampolin | erster Medaillengewinn |

#### Volleyball
| Gelbes Symbol für Goldmedaillen mit stilisierten Olympischen Ringen | Graues Symbol für Silbermedaillen mit stilisierten Olympischen Ringen | Braundes Symbol für Bronzemedaillen mit stilisierten Olympischen Ringen |
| ------------------------------------------------------------------- | --------------------------------------------------------------------- | ----------------------------------------------------------------------- |
| —                                                                   | —                                                                     | —                                                                       |

Die erste Teilnahme von australischen Mannschaften am olympischen Volleyball-Turnier fand 2000 in Sydney statt. Die Männermannschaft erreichte das Viertelfinale, verlor jedoch mit 1:3 gegen Italien. In der Platzierungsrunde verlor man gegen die Niederlande und Kuba und wurde somit Achter. Die Frauen schieden schon nach der Vorrunde aus. 2004 in Athen schied die Männermannschaft als Gruppenletzter nach der Vorrunde aus. Die Frauenmannschaft hatte sich nicht für das olympische Turnier qualifizieren können.
Erst 2012 in London nahm wieder eine australische Männermannschaft teil. Auch hier schied man wieder nach der Vorrunde aus.

#### Wasserball
| Gelbes Symbol für Goldmedaillen mit stilisierten Olympischen Ringen | Graues Symbol für Silbermedaillen mit stilisierten Olympischen Ringen | Braundes Symbol für Bronzemedaillen mit stilisierten Olympischen Ringen |
| ------------------------------------------------------------------- | --------------------------------------------------------------------- | ----------------------------------------------------------------------- |
| 1                                                                   | —                                                                     | 2                                                                       |

Die erste australische Wasserballmannschaft bei Olympischen Spielen nahm 1948 in London teil. Mit zwei Niederlagen in zwei Vorrundenspielen schied Australien früh aus. 1952 scheiterte die Mannschaft nach zwei Niederlagen in der Qualifikationsrunde. Auch das Turnier bei den heimischen Sommerspielen 1956 endete nach drei Vorrundenniederlagen früh, ebenso die Turniere von 1960 und 1964.
Australien konnte sich erst wieder 1972 qualifizieren. Hier gelang mit einem Unentschieden gegen Griechenland der erste Punktgewinn. Gegen die Mannschaft der Bundesrepublik Deutschland verlor Australien mit 3:6. Vier Niederlagen in der Platzierungsrunde bedeuteten den zwölften Platz für Australien. 1976 schied man wieder mit drei Niederlagen nach der Vorrunde aus. Gegen die Bundesrepublik gab es eine 3:4-Niederlage.
Erfolgreicher schnitt man 1980 in Moskau ab. Erstmals gab es einen Sieg, ein 9:5 über Bulgarien. In der Platzierungsrunde gewann man nochmals 8:5 gegen Bulgarien, mit 4:2 gegen Griechenland, mit 9:4 gegen Schweden und mit 5:4 gegen Italien. Gegen Rumänien wurde ein 4:4 erzielt. Damit belegte Australien Platz 7.
1984 in Los Angeles qualifizierte man sich erstmals für die Finalrunde. Nach einer 6:10-Niederlage gegen die Bundesrepublik Deutschland spielte man 8:8 gegen Italien und schlug Japan mit 15:2. In der Finalrunde unterlag man Jugoslawien mit 6:9 und der USA mit 7:12. Im Anschluss besiegte man die Niederlande mit 8:7 und spielte 10:10 gegen Spanien. Im Endklassement belegte Australien damit den fünften Platz.
Zwei Siege und drei Niederlagen, u. a. ein 11:13 gegen die Bundesrepublik Deutschland, waren die Vorrundenbilanz von 1988 in Seoul. In der Platzierungsrunde um die Plätze 5 bis 8 gab es einen Sieg über Spanien und eine Niederlage gegen Ungarn. In der Endabrechnung lag Australien damit auf Platz 8. 1992 trennte sich Australien in der Vorrunde mit 7:7 vom deutschen Team. Mit zwei Siegen und zwei Niederlagen kam man in die Platzierungsrunde um die Plätze 5 bis 8. Australien siegte gegen Kuba und Ungarn und belegte damit Platz 5.
Die nächste Teilnahme fand 2000 in Sydney statt. Diesmal war auch eine Frauenmannschaft qualifiziert. Mit einem Sieg und zwei Unentschieden in fünf Vorrundenspielen ging es für die Männermannschaft ins Viertelfinale. Hier verlor man mit 3:7 gegen Jugoslawien. In der Platzierungsrunde verlor man gegen Italien und Kroatien und belegte somit Platz 8. Die Frauen konnten vier ihrer fünf Vorrundenspiele gewinnen und sich damit für das Halbfinale qualifizieren. Hier wurde Russland mit 7:6 geschlagen. Im Finale besiegten die Frauen die USA mit 4:3 und wurden damit die ersten Wasserballolympiasieger Australiens.
Die Männer konnten sich 2004 in Athen mit nur einem Sieg und einem Unentschieden in fünf Vorrundenspielen nur für die Platzierungsrunde um die Plätze 7 bis 12 qualifizieren. Das erste Platzierungsspiel gegen Kasachstan gewann man mit 10:5, das folgende Spiel gegen die USA verlor man mit 5:6. Das Spiel um Platz 9 konnte gegen Kroatien mit 8:7 gewonnen werden. Die Frauen schafften in ihrer Vorrunde zwei Siege und ein Unentschieden. Das Halbfinale gegen Griechenland ging mit 2:6 verloren. Auch im Spiel um die Bronzemedaille unterlagen die Australierinnen. Sie verloren 5:6 gegen die USA.
Das Turnier von 2008 in Peking verlief für die Männer ähnlich wie das Turnier von 2004. In der Vorrunde wurden zwei Siege und ein Unentschieden in fünf Spielen erreicht, damit kam die Mannschaft jedoch nur in die Platzierungsrunde. Nach Siegen über Kanada und Italien (nach Penaltyschießen) verlor man das Spiel um Platz 7 gegen Griechenland mit 8:9. Die Frauen erreichten mit zwei Siegen und einem Unentschieden in drei Vorrundenspielen die Halbfinalqualifikation gegen China, die sie mit 12:11 gewannen. Im Halbfinale verloren sie gegen die USA mit 8:9, gewannen jedoch das Spiel um Bronze gegen Serbien mit 12:11 nach Penaltyschießen.
In London 2012 qualifizierten sich die Männer mit zwei Siegen in drei Vorrundenspielen für das Viertelfinale. Gegen Serbien verlor man mit 8:11. In der Platzierungsrunde verlor man dann gegen Ungarn, konnte dann aber das Spiel um Platz 7 gegen die USA mit 10:9 gewinnen. Die Frauen gewannen alle drei Vorrundenspiele und trafen im Viertelfinale auf Russland, das mit 11:10 besiegt wurde. Im Halbfinale verloren sie mit 9:11 gegen die USA, das Spiel um Bronze wurde mit 13:11 gegen Ungarn gewonnen.
2016 in Rio de Janeiro schieden die Männer nach zwei Siegen und einem Unentschieden in der Vorrunde aus. Die Frauen gewannen zwei ihrer drei Vorrundenspiele und verloren im Viertelfinale gegen Ungarn mit 11:13. In der Platzierungsrunde wurde Brasilien mit 11:4 geschlagen, das Spiel um Platz 5 gegen Spanien ging mit 10:12 verloren.
| Name                                     | Spiele      | Disziplin     | Anmerkung                              |
| ---------------------------------------- | ----------- | ------------- | -------------------------------------- |
| Wasserball-Nationalmannschaft der Frauen | 2000 Sydney | Frauenturnier | erster Medaillengewinn und Olympiasieg |

| Name                                     | Spiele      | Disziplin     | Anmerkung |
| ---------------------------------------- | ----------- | ------------- | --------- |
| Wasserball-Nationalmannschaft der Frauen | 2008 Peking | Frauenturnier |           |
| Wasserball-Nationalmannschaft der Frauen | 2012 London | Frauenturnier |           |

#### Wasserspringen
| Gelbes Symbol für Goldmedaillen mit stilisierten Olympischen Ringen | Graues Symbol für Silbermedaillen mit stilisierten Olympischen Ringen | Braundes Symbol für Bronzemedaillen mit stilisierten Olympischen Ringen |
| ------------------------------------------------------------------- | --------------------------------------------------------------------- | ----------------------------------------------------------------------- |
| 3                                                                   | 3                                                                     | 7                                                                       |

1920 in Antwerpen nahm erstmals eine australische Wasserspringerin bei Olympischen Spielen teil. Richmond Eve wurde 1924 in Paris der erste australische Olympiasieger im Wasserspringen, als er das Turmspringen gewann.
Erst 1964 in Tokio konnte wieder ein Erfolg vorgewiesen werden. Robyn Bradshaw wurde Neunte im Turmspringen. Donald Wagstaff erreichte 1968 in Mexiko-Stadt Platz 8 im Kunstspringen. 1980 wurde Valerie McFarlane Sechste im Kunstspringen und Siebte im Turmspringen, 1984 Fünfte vom Turm. In Barcelona 1992 verpasste Michael Murphy mit Platz 4 im Kunstspringen eine Medaille nur knapp. 1996 in Atlanta wurde er Sechster.
Nach 76 Jahren wurden 2000 in Sydney wieder Medaillen im Wasserspringen gewonnen. Robert Newbery und Dean Pullar gewannen Bronze im Synchron-Kunstspringen. Mit seinem Partner Mathew Helm belegte Robert Newbery Platz 5 im Synchron-Turmspringen. Dean Pullar wurde im Kunstspringen Fünfter. Rebecca Gilmore und Loudy Tourky gewannen Bronze im Synchron-Turmspringen. Mit der Partnerin Chantelle Newbery wurde Loudy Tourky Vierte im Synchron-Kunstspringen. Chantelle Newbery belegte im Kunstspringen Platz 7.
Besonders erfolgreich schnitten australische Wasserspringer 2004 in Athen ab. Chantelle Newbery wurde Olympiasiegerin im Turmspringen, Loudy Tourky gewann Bronze. Mit ihrer Partnerin, der geborenen Russin Irina Laschko gewann Chantelle Newbery Bronze im Synchron-Kunstspringen. Loudy Tourky belegte mit Lynda Folauhola Platz 4 im Synchron-Turmspringen. Bei den Männern gewann Mathew Helm Silber im Turmspringen. Mit Robert Newbery gewann er zudem Bronze im Synchron-Turmspringen. Newbery sprang mit seinem Partner Steven Barnett zur Bronzemedaille im Synchron-Kunstspringen.
2008 in Peking wurde Matthew Mitcham Olympiasieger im Turmspringen, Mathew Helm wurde Sechster. Im Synchron-Turmspringen erreichten Robert Newbery und Mathew Helm Platz 4. Bei den Frauen gewannen Briony Cole und Melissa Wu Silber im Synchron-Turmspringen. Mit ihrer Partnerin Sharleen Stratton sprang Briony Cole auf Platz 5 im Synchron-Kunstspringen. Melissa Wu erreichte Platz 6 im Turmspringen, Sharleen Stratton Platz 7 im Kunstspringen.
In London 2012 wurde eine Silbermedaille gewonnen. Dies schaffte Brittany Broben im Turmspringen, Melissa Wu wurde Vierte. Sharleen Stratton belegte im Kunstspringen Platz 5 und wurde mit Anabelle Smith Fünfte im Synchron-Kunstspringen. Loudy Wiggins, 2004 noch unter ihrem Mädchennamen Tourky gestartet, und Rachel Bugg wurden Vierte im Synchron-Turmspringen. Bei den Männern wurde Ethan Warren Siebter im Kunstspringen.
Anabelle Smith und Maddison Keeney gewannen 2016 in Rio de Janeiro Bronze im Synchron-Kunstspringen. Im Einzelwettkampf wurde Maddison Keeney Fünfte, Esther Qin Sechste. Melissa Wu belegte im Turmspringen den fünften Platz.
| Name              | Spiele      | Disziplin    | Anmerkung                              |
| ----------------- | ----------- | ------------ | -------------------------------------- |
| Richmond Eve      | 1924 Paris  | Turmspringen | erster Medaillengewinn und Olympiasieg |
| Chantelle Newbery | 2004 Athen  | Turmspringen |                                        |
| Matthew Mitcham   | 2008 Peking | Turmspringen |                                        |

| Name                   | Spiele      | Disziplin             | Anmerkung |
| ---------------------- | ----------- | --------------------- | --------- |
| Mathew Helm            | 2004 Athen  | Turmspringen          |           |
| Briony Cole Melissa Wu | 2008 Peking | Synchron-Turmspringen |           |
| Brittany Broben        | 2012 London | Turmspringen          |           |

| Name                            | Spiele              | Disziplin              | Anmerkung |
| ------------------------------- | ------------------- | ---------------------- | --------- |
| Robert Newbery Dean Pullar      | 2000 Sydney         | Synchron-Kunstspringen |           |
| Rebecca Gilmore Loudy Tourky    | 2000 Sydney         | Synchron-Turmspringen  |           |
| Robert Newbery Steven Barnett   | 2004 Athen          | Synchron-Kunstspringen |           |
| Robert Newbery Mathew Helm      | 2004 Athen          | Synchron-Turmspringen  |           |
| Loudy Tourky                    | 2004 Athen          | Turmspringen           |           |
| Chantelle Newbery Irina Laschko | 2004 Athen          | Synchron-Kunstspringen |           |
| Anabelle Smith Maddison Keeney  | 2016 Rio de Janeiro | Synchron-Kunstspringen |           |

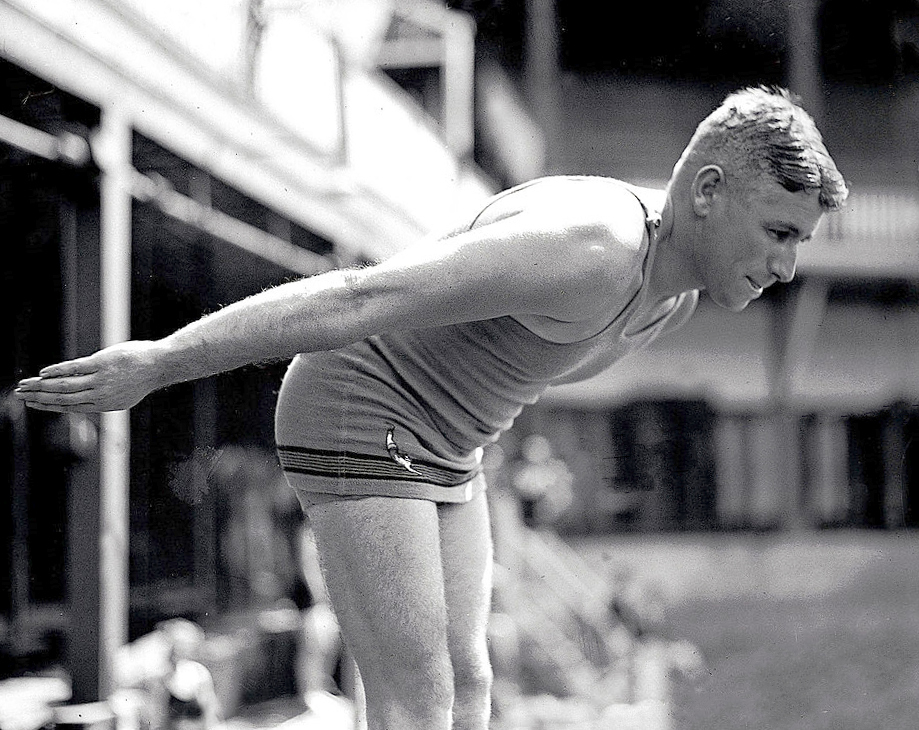
Richmond Eve, Olympiasieger 1924
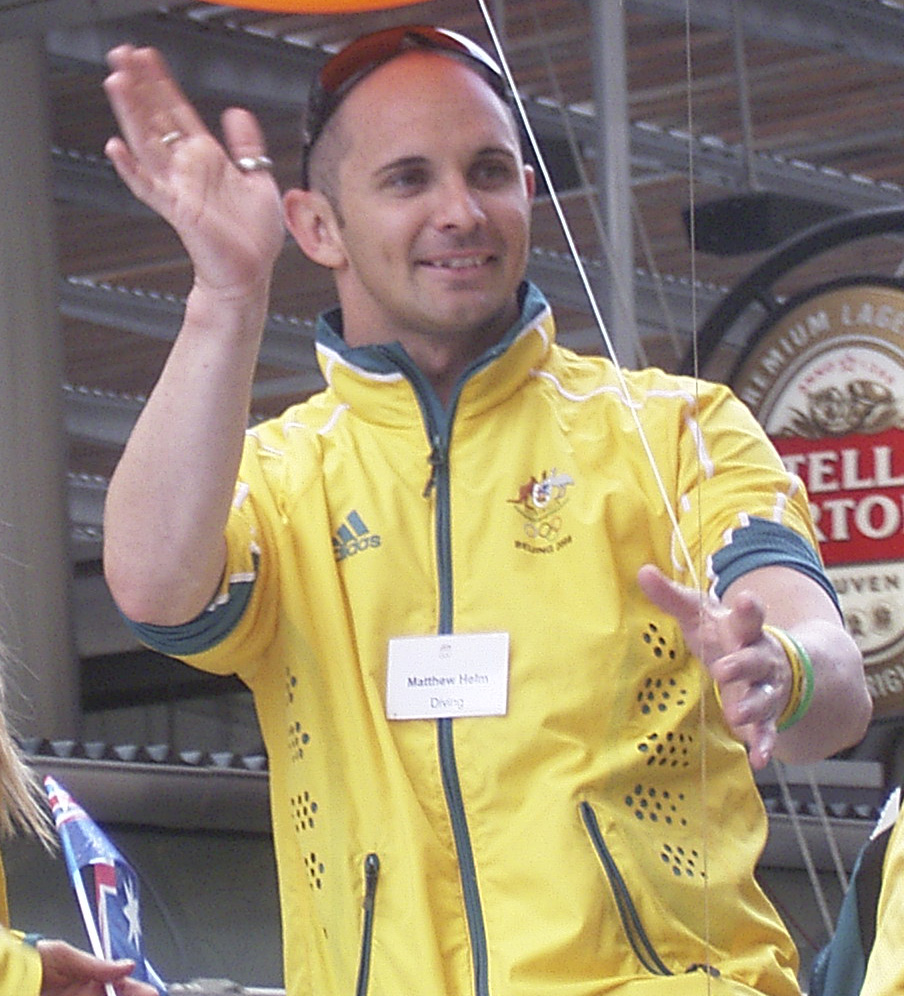
Mathew Helm, Silber und Bronze 2004
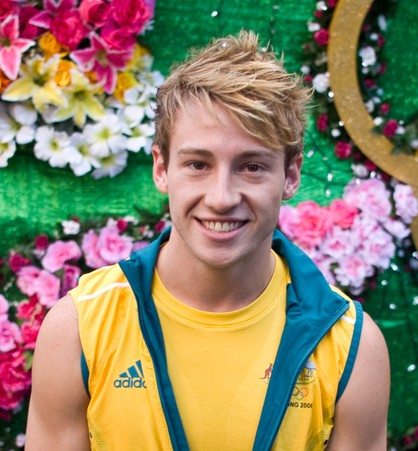
Matthew Mitcham, Olympiasieger 2008
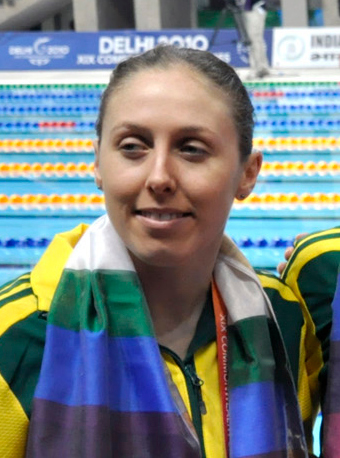
Briony Cole, Silber 2008
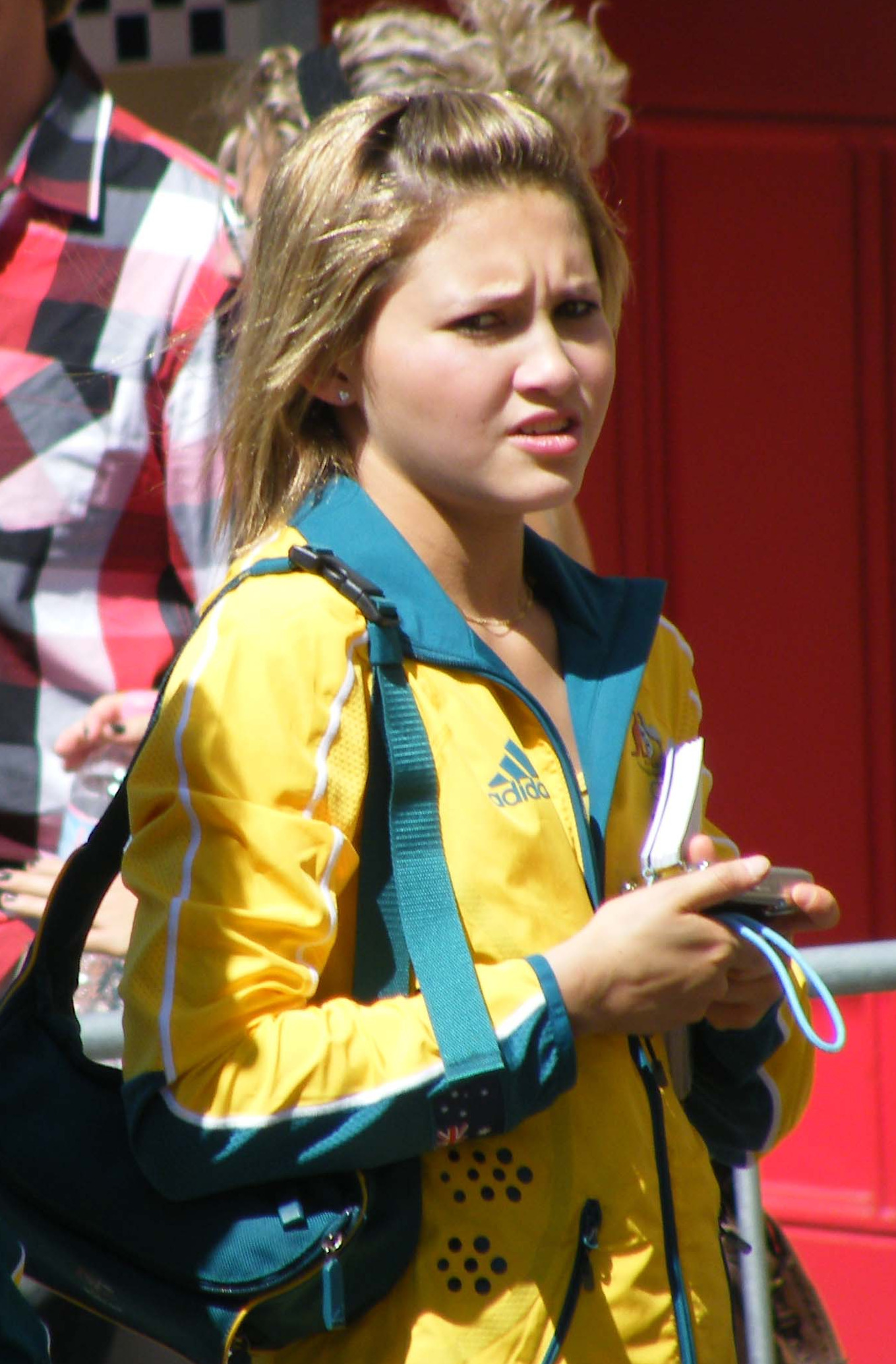
Melissa Wu, Silber 2008
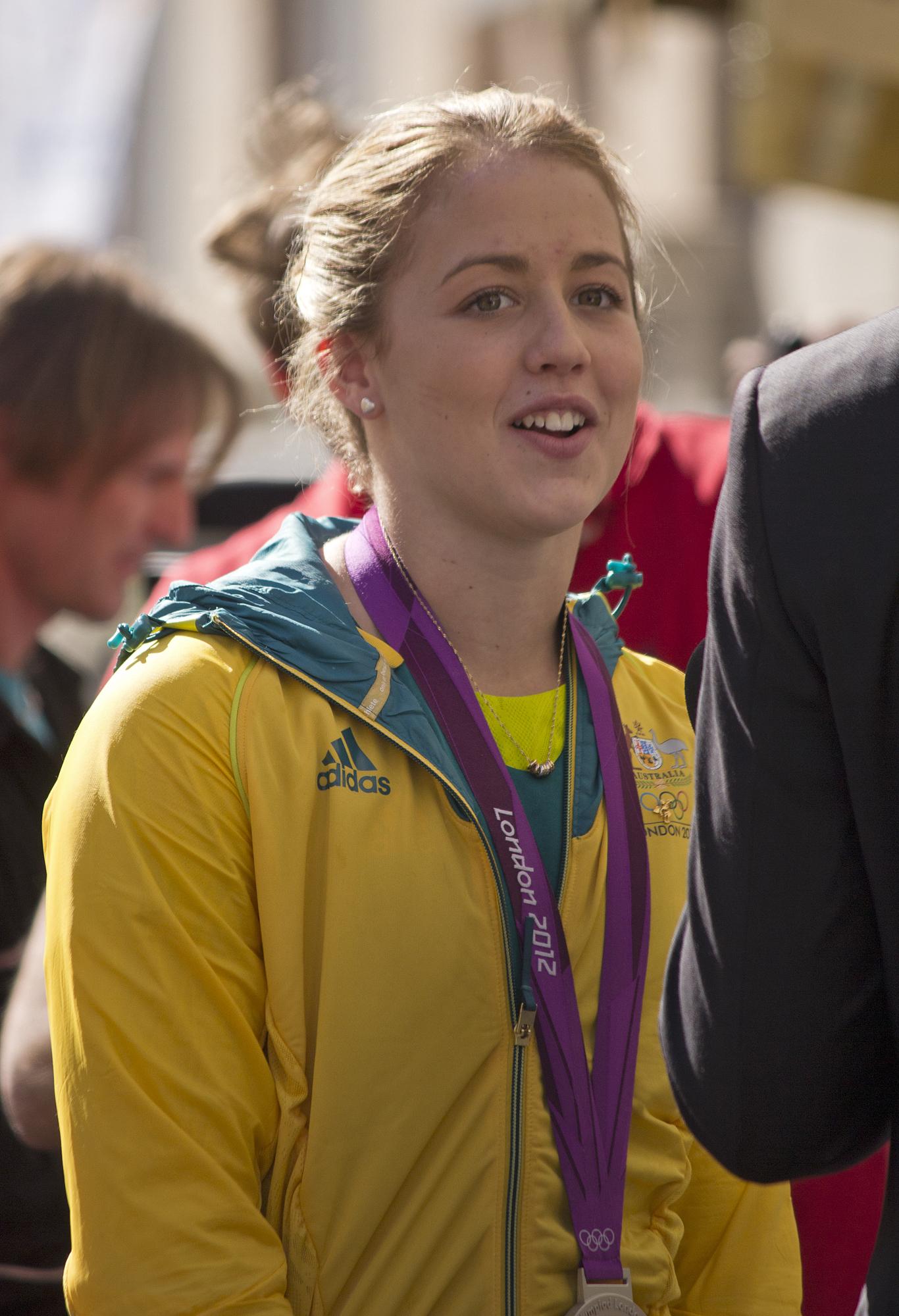
Brittany Broben, Silber 2012
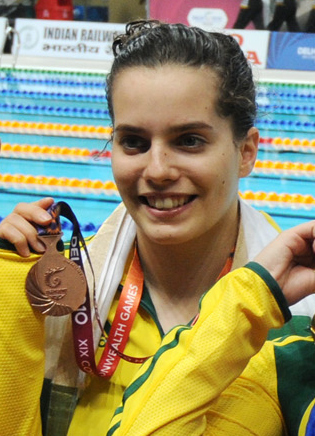
Anabelle Smith, Bronze 2016

### Winterspiele

#### Biathlon
| Gelbes Symbol für Goldmedaillen mit stilisierten Olympischen Ringen | Graues Symbol für Silbermedaillen mit stilisierten Olympischen Ringen | Braundes Symbol für Bronzemedaillen mit stilisierten Olympischen Ringen |
| ------------------------------------------------------------------- | --------------------------------------------------------------------- | ----------------------------------------------------------------------- |
| —                                                                   | —                                                                     | —                                                                       |

Der erste australische Biathlet ging 1984 in Sarajewo an den Start. Der größte Erfolg stellte sich 1994 in Lillehammer ein, als Kerryn Pethybridge-Rim über 15 Kilometer Platz 8 erreichte.

#### Bobsport
| Gelbes Symbol für Goldmedaillen mit stilisierten Olympischen Ringen | Graues Symbol für Silbermedaillen mit stilisierten Olympischen Ringen | Braundes Symbol für Bronzemedaillen mit stilisierten Olympischen Ringen |
| ------------------------------------------------------------------- | --------------------------------------------------------------------- | ----------------------------------------------------------------------- |
| —                                                                   | —                                                                     | —                                                                       |

Die ersten australischen Bobs wurden 1988 in Calgary auf die Eisbahn geschickt. Erfolge blieben bislang aus.

#### Eishockey
| Gelbes Symbol für Goldmedaillen mit stilisierten Olympischen Ringen | Graues Symbol für Silbermedaillen mit stilisierten Olympischen Ringen | Braundes Symbol für Bronzemedaillen mit stilisierten Olympischen Ringen |
| ------------------------------------------------------------------- | --------------------------------------------------------------------- | ----------------------------------------------------------------------- |
| —                                                                   | —                                                                     | —                                                                       |

Die erste und bislang einzige australische Eishockeymannschaft ging 1960 in Squaw Valley aufs Eis. In der Vorrunde gab es zwei Niederlagen bei zwei Spielen. Auch die drei Platzierungsspiele gingen verloren, somit belegte Australien den neunten und letzten Platz.

#### Eiskunstlauf
| Gelbes Symbol für Goldmedaillen mit stilisierten Olympischen Ringen | Graues Symbol für Silbermedaillen mit stilisierten Olympischen Ringen | Braundes Symbol für Bronzemedaillen mit stilisierten Olympischen Ringen |
| ------------------------------------------------------------------- | --------------------------------------------------------------------- | ----------------------------------------------------------------------- |
| —                                                                   | —                                                                     | —                                                                       |

Die ersten australischen Eiskunstläufer nahmen 1952 in Oslo teil.

#### Eisschnelllauf
| Gelbes Symbol für Goldmedaillen mit stilisierten Olympischen Ringen | Graues Symbol für Silbermedaillen mit stilisierten Olympischen Ringen | Braundes Symbol für Bronzemedaillen mit stilisierten Olympischen Ringen |
| ------------------------------------------------------------------- | --------------------------------------------------------------------- | ----------------------------------------------------------------------- |
| —                                                                   | —                                                                     | —                                                                       |

Der erste australische Eisschnellläufer nahm 1936 in Garmisch-Partenkirchen teil. Die australische Olympiamannschaft bestand nur aus diesem Athleten, Kenneth Kennedy. Einen ersten Erfolg konnte Colin Hickey 1956 in Cortina d’Ampezzo verbuchen, als er über 500 und 1500 Meter jeweils Siebter wurde.
1976 in Innsbruck lief Colin Coates auf Platz 6 über 10.000 Meter und auf Platz 8 über 1500 Meter. In Calgary 1988 nahm Coates als mittlerweile 41-jähriger Athlet zum sechsten Mal an Olympischen Winterspielen teil.

#### Freestyle Ski
| Gelbes Symbol für Goldmedaillen mit stilisierten Olympischen Ringen | Graues Symbol für Silbermedaillen mit stilisierten Olympischen Ringen | Braundes Symbol für Bronzemedaillen mit stilisierten Olympischen Ringen |
| ------------------------------------------------------------------- | --------------------------------------------------------------------- | ----------------------------------------------------------------------- |
| 3                                                                   | 3                                                                     | 2                                                                       |

Das Freestyle-Skiing wurde 1992 in Albertville olympische Sportart. Beim olympischen Debüt waren auch erstmals australische Freestyler am Start. Im Springen erreichte Kirstie Marshall 1994 in Lillehammer Platz 6. 2002 in Salt Lake City wurde Alisa Camplin im Springen die erste australische Frau, die bei Olympischen Winterspielen eine Goldmedaille gewinnen konnte. Lydia Ierodiaconou wurde Achte.
2006 in Turin gewann Alisa Camplin noch einmal Bronze. Jacqui Cooper sprang auf Platz 8. Bei den Männern wurde Dale Begg-Smith Olympiasieger auf der Buckelpiste. 2010 in Vancouver gewann Dale Begg-Smith Silber. Im Skicross erreichte Scott Kneller Platz 8. Lydia Lassila, 2002 noch unter ihrem Mädchennamen Ierodiaconou gestartet, wurde in Vancouver Olympiasiegerin im Springen.
2014 in Sotschi gewann David Morris Silber im Springen, Lydia Lassila Bronze. Laura Peel wurde Siebte, Danielle Scott Neunte. Auf der Buckelpiste erreichte Matt Graham Platz 7, Britteny Cox Platz 5. Im Skicross wurde Katya Crema Siebte. Im Slopestyle erreichten Russell Henshaw Platz 8 und Anna Segal Platz 5. 2018 in Pyeongchang gewann Rohan Chapman-Davies Silber auf der Buckelpiste. Bei den Frauen erreichten Jakara Anthony Platz 4 und Britteny Cox Platz 5.
| Name            | Spiele              | Disziplin   | Anmerkung |
| --------------- | ------------------- | ----------- | --------- |
| Alisa Camplin   | 2002 Salt Lake City | Springen    |           |
| Dale Begg-Smith | 2006 Turin          | Buckelpiste |           |
| Lydia Lassila   | 2010 Vancouver      | Springen    |           |

| Name                 | Spiele           | Disziplin   | Anmerkung |
| -------------------- | ---------------- | ----------- | --------- |
| Dale Begg-Smith      | 2010 Vancouver   | Buckelpiste |           |
| David Morris         | 2014 Sotschi     | Springen    |           |
| Rohan Chapman-Davies | 2018 Pyeongchang | Buckelpiste |           |

| Name          | Spiele       | Disziplin | Anmerkung |
| ------------- | ------------ | --------- | --------- |
| Alisa Camplin | 2006 Turin   | Springen  |           |
| Lydia Lassila | 2014 Sotschi | Springen  |           |

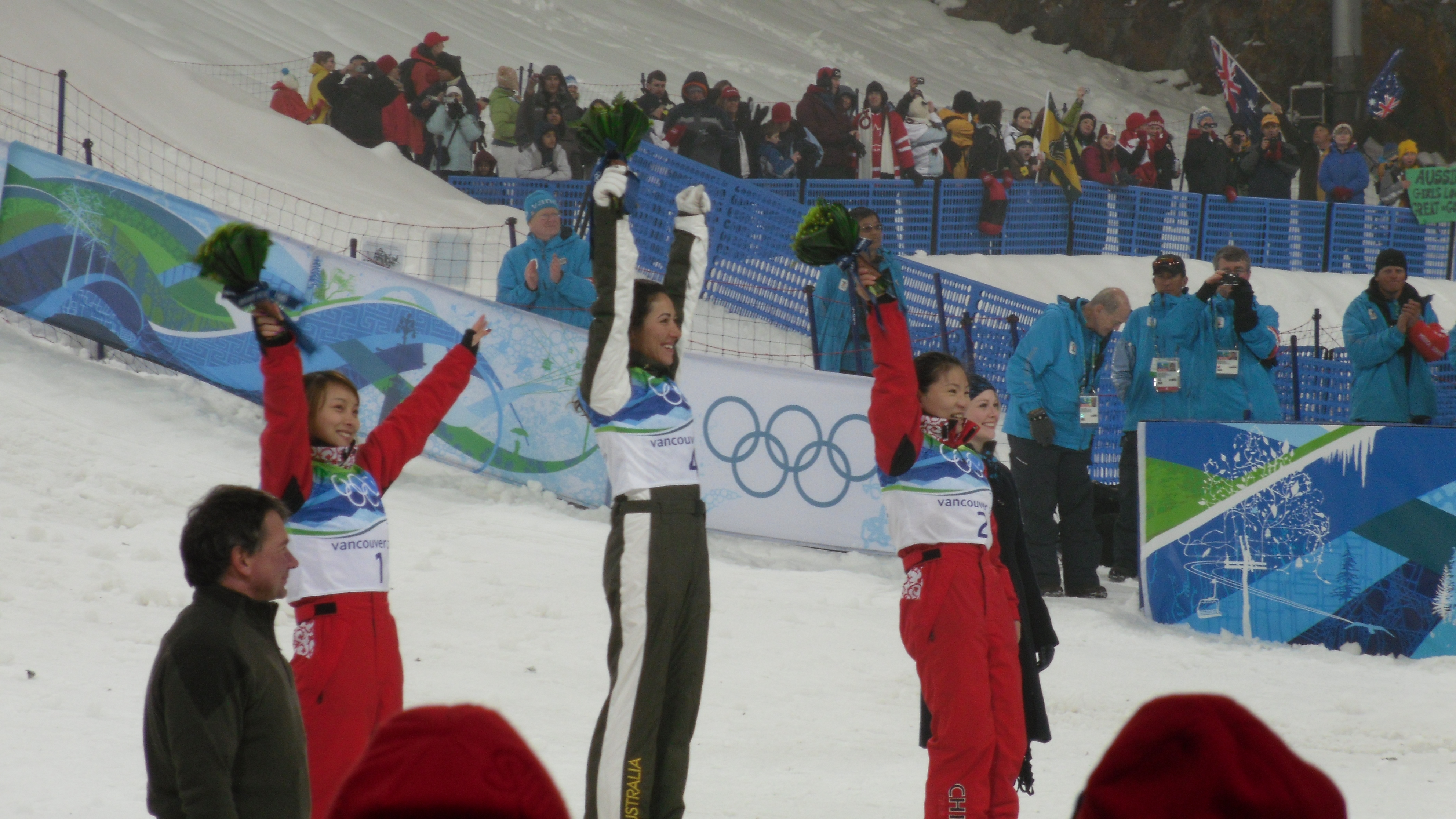
Siegerehrung 2010: Lydia Lassila (Mitte) gewinnt Gold im Springen vor den Chinesinnen Li Nina (l.) und Guo Xinxin (r.)
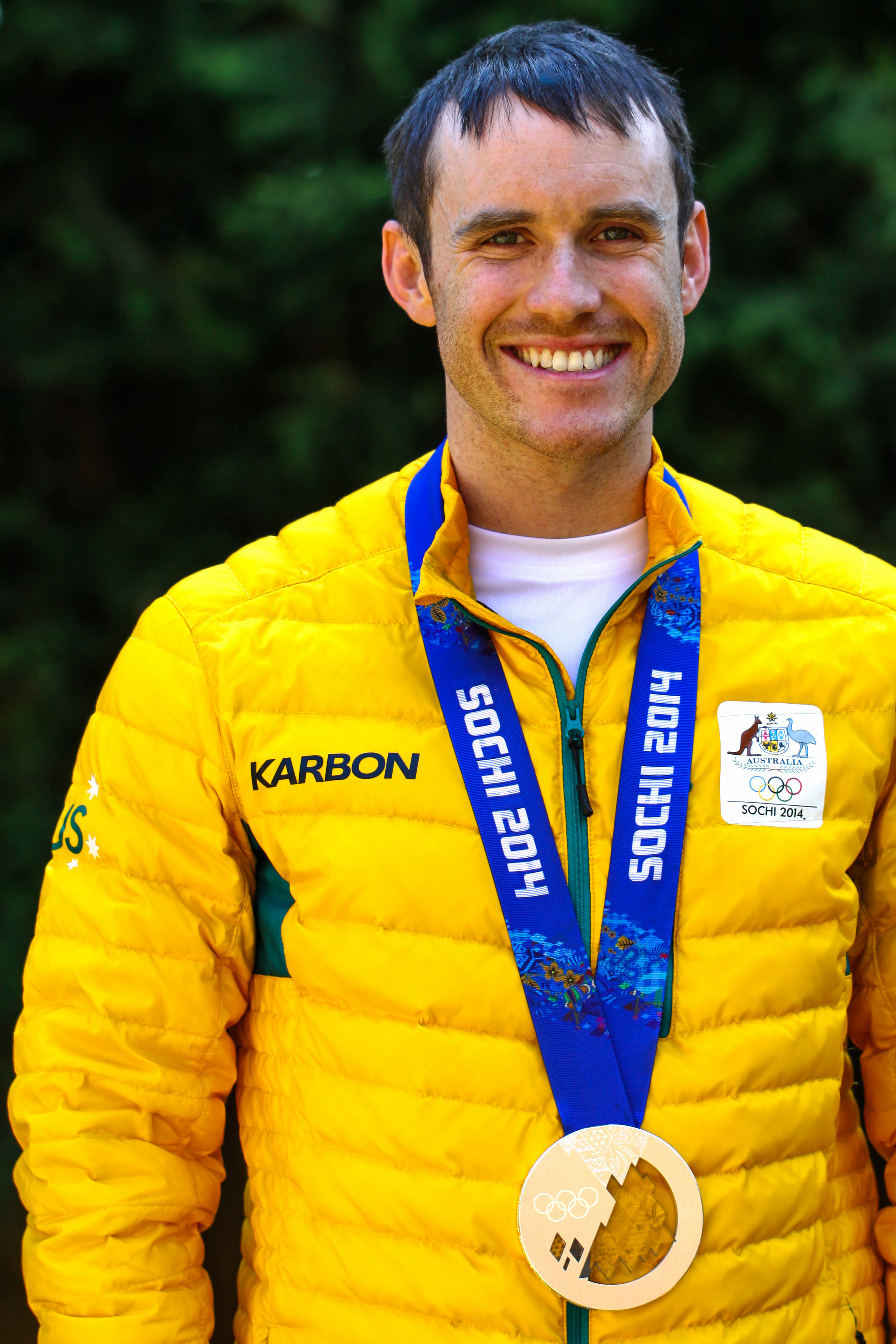
David Morris, Silber 2014

#### Nordische Kombination
| Gelbes Symbol für Goldmedaillen mit stilisierten Olympischen Ringen | Graues Symbol für Silbermedaillen mit stilisierten Olympischen Ringen | Braundes Symbol für Bronzemedaillen mit stilisierten Olympischen Ringen |
| ------------------------------------------------------------------- | --------------------------------------------------------------------- | ----------------------------------------------------------------------- |
| —                                                                   | —                                                                     | —                                                                       |

In der Nordischen Kombination gab es 1960 in Squaw Valley die erste und bislang einzige Teilnahme eines australischen Athleten.

#### Rodeln
| Gelbes Symbol für Goldmedaillen mit stilisierten Olympischen Ringen | Graues Symbol für Silbermedaillen mit stilisierten Olympischen Ringen | Braundes Symbol für Bronzemedaillen mit stilisierten Olympischen Ringen |
| ------------------------------------------------------------------- | --------------------------------------------------------------------- | ----------------------------------------------------------------------- |
| —                                                                   | —                                                                     | —                                                                       |

Australische Rodler gingen erstmals 1992 in Albertville an den Start.

#### Short Track
| Gelbes Symbol für Goldmedaillen mit stilisierten Olympischen Ringen | Graues Symbol für Silbermedaillen mit stilisierten Olympischen Ringen | Braundes Symbol für Bronzemedaillen mit stilisierten Olympischen Ringen |
| ------------------------------------------------------------------- | --------------------------------------------------------------------- | ----------------------------------------------------------------------- |
| 1                                                                   | —                                                                     | 1                                                                       |

Die olympische Premiere dieser Sportart fand 1992 in Albertville statt. Hier nahmen auch erstmals australische Short Tracker teil. Die Männerstaffel gewann 1994 in Lillehammer Bronze und sorgte somit für den ersten Medaillengewinn Australiens bei Olympischen Winterspielen. 2002 wurde Steven Bradbury im 1000-Meter-Lauf zum ersten australischen Olympiasieger bei Winterspielen. Bradbury gewann völlig überraschend, weil seine Konkurrenten im Finallauf kurz vor der Ziellinie stürzten. Bradbury, der ganz am Ende lag, konnte die Gestürzten überholen und die Ziellinie als Erster überqueren. Schon das Halbfinale konnte er durch Stürze seiner Gegner als Zweiter beenden und sich somit für das Finale qualifizieren.
| Name            | Spiele              | Disziplin  | Anmerkung                                                              |
| --------------- | ------------------- | ---------- | ---------------------------------------------------------------------- |
| Steven Bradbury | 2002 Salt Lake City | 1000 Meter | erster Olympiasieg Australiens überhaupt bei Olympischen Winterspielen |

| Name                                                          | Spiele           | Disziplin | Anmerkung                                                                  |
| ------------------------------------------------------------- | ---------------- | --------- | -------------------------------------------------------------------------- |
| Steven Bradbury Kieran Hansen Andrew Murtha Richard Nizielski | 1994 Lillehammer | Staffel   | erster Medaillengewinn Australiens überhaupt bei Olympischen Winterspielen |

#### Skeleton
| Gelbes Symbol für Goldmedaillen mit stilisierten Olympischen Ringen | Graues Symbol für Silbermedaillen mit stilisierten Olympischen Ringen | Braundes Symbol für Bronzemedaillen mit stilisierten Olympischen Ringen |
| ------------------------------------------------------------------- | --------------------------------------------------------------------- | ----------------------------------------------------------------------- |
| —                                                                   | —                                                                     | —                                                                       |

Die ersten australischen Skeletonfahrer gingen 2006 in Turin an den Start.

#### Ski Alpin
| Gelbes Symbol für Goldmedaillen mit stilisierten Olympischen Ringen | Graues Symbol für Silbermedaillen mit stilisierten Olympischen Ringen | Braundes Symbol für Bronzemedaillen mit stilisierten Olympischen Ringen |
| ------------------------------------------------------------------- | --------------------------------------------------------------------- | ----------------------------------------------------------------------- |
| —                                                                   | —                                                                     | 1                                                                       |

Seit 1952 nehmen australische Skirennfahrer an Olympischen Winterspielen teil. Den größten Erfolg erzielte 1998 in Nagano Zali Steggall, die im Slalom Bronze gewann. 2002 in Salt Lake City erreichte Jenny Owens in der alpinen Kombination Platz 9.
| Name          | Spiele      | Disziplin | Anmerkung              |
| ------------- | ----------- | --------- | ---------------------- |
| Zali Steggall | 1998 Nagano | Slalom    | erster Medaillengewinn |

#### Skilanglauf
| Gelbes Symbol für Goldmedaillen mit stilisierten Olympischen Ringen | Graues Symbol für Silbermedaillen mit stilisierten Olympischen Ringen | Braundes Symbol für Bronzemedaillen mit stilisierten Olympischen Ringen |
| ------------------------------------------------------------------- | --------------------------------------------------------------------- | ----------------------------------------------------------------------- |
| —                                                                   | —                                                                     | —                                                                       |

Australische Skilangläufer nehmen seit 1952 an Olympischen Winterspielen teil.

#### Snowboard
| Gelbes Symbol für Goldmedaillen mit stilisierten Olympischen Ringen | Graues Symbol für Silbermedaillen mit stilisierten Olympischen Ringen | Braundes Symbol für Bronzemedaillen mit stilisierten Olympischen Ringen |
| ------------------------------------------------------------------- | --------------------------------------------------------------------- | ----------------------------------------------------------------------- |
| 1                                                                   | 2                                                                     | 1                                                                       |

Der erste australische Snowboarder ging 1998 in Nagano an den Start. Einen ersten Erfolg erzielte 2006 in Turin Torah Bright, die in der Halfpipe Fünfte wurde. 2010 in Vancouver wurde sie dann Olympiasiegerin. 2014 in Sotschi gewann sie eine Silbermedaille. Im Slopestyle erreichte sie Platz 7.
2018 wurden zwei Medaillen gewonnen. Im Snowboardcross sicherte sich Jarryd Hughes die Silbermedaille, Alex Pullin wurde Sechster. In der Halfpipe erreichte Scott James den Bronzerang.
| Name         | Spiele         | Disziplin | Anmerkung                              |
| ------------ | -------------- | --------- | -------------------------------------- |
| Torah Bright | 2010 Vancouver | Halfpipe  | erster Medaillengewinn und Olympiasieg |

| Name          | Spiele           | Disziplin | Anmerkung |
| ------------- | ---------------- | --------- | --------- |
| Torah Bright  | 2014 Sotschi     | Halfpipe  |           |
| Jarryd Hughes | 2018 Pyeongchang | Cross     |           |

| Name        | Spiele           | Disziplin | Anmerkung |
| ----------- | ---------------- | --------- | --------- |
| Scott James | 2018 Pyeongchang | Halfpipe  |           |

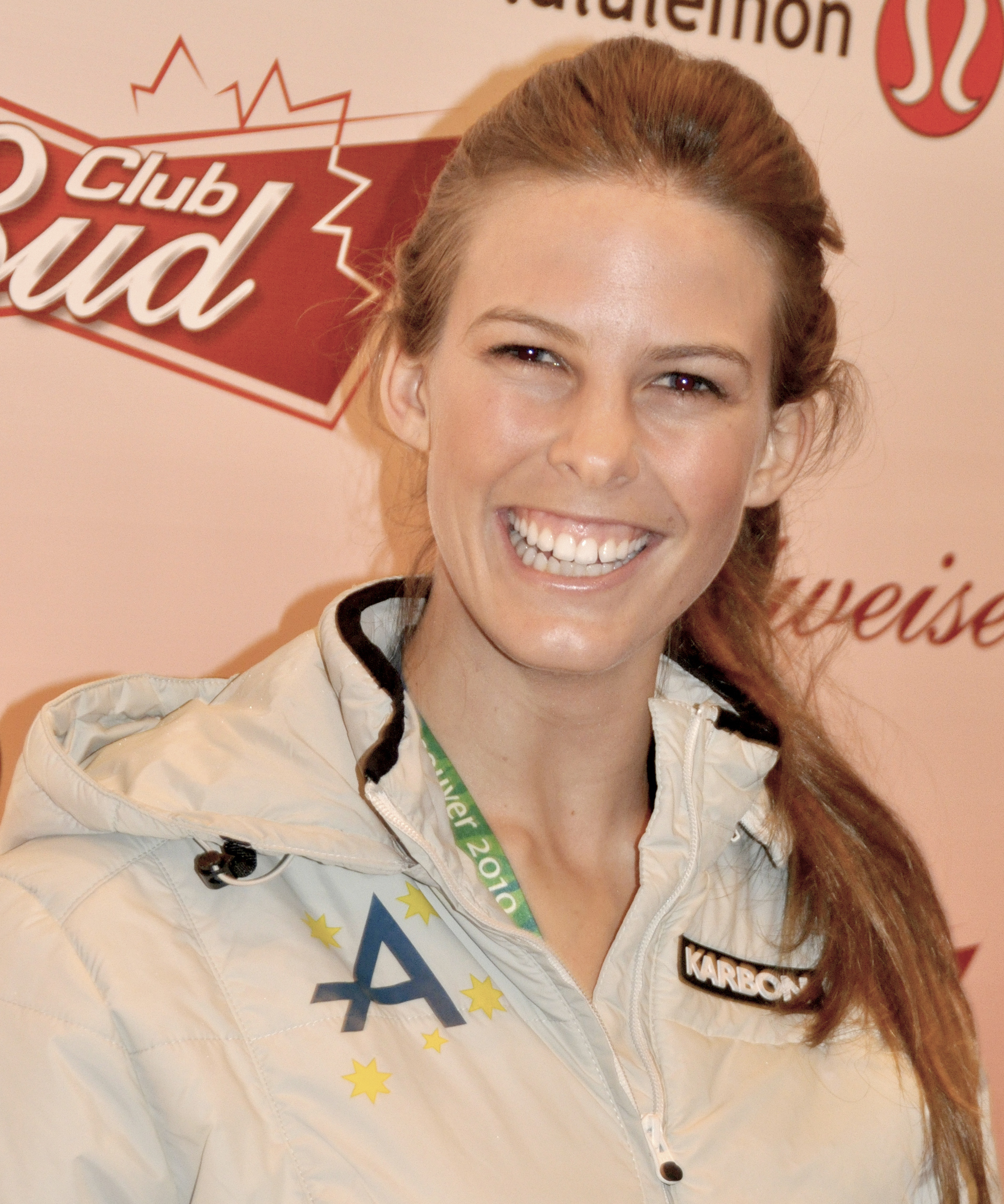
Torah Bright, Olympiasiegerin 2010, Silber 2014

### Zwischenspiele
Zu den Olympischen Zwischenspielen 1906 in Athen reisten vier Australier, drei Leichtathleten und ein Schwimmer, an. Der Sprinter Nigel Barker gewann über 100 und 400 Meter jeweils Bronze. Ebenfalls Bronze gewann der Schwimmer Cecil Healy über 100 Meter Freistil.

### Jugendspiele

#### Jugend-Sommerspiele
Bei der ersten Austragung der Olympischen Jugend-Sommerspiele 2010 in Singapur nahmen 100 jugendliche Athleten, 52 Jungen und 48 Mädchen, teil. 29 Medaillen, davon acht Gold-, 13 Silber- und acht Bronzemedaillen, wurden gewonnen.
Olympiasieger wurden die Schwimmer Nicholas Schafer über 100 Meter Brust und Emily Selig über 200 Meter Brust. Beide Lagenstaffeln gewannen Gold. Weitere Olympiasieger sind der Leichtathlet Nicholas Hough, der über 110 Meter Hürden gewann, der Boxer Damien Hooper, der im Mittelgewicht gewann und die Kanutin Jessica Fox, die im Kajak-Slalom gewann. Die Feldhockey-Mannschaft der Jungen gewann ebenfalls die Goldmedaille durch einen 2:1-Finalsieg über Pakistan.
Silber gewann die gemischte 100-Meter-Freistilstaffel sowie Kenneth To über 50 Meter Freistil und 200 Meter Lagen, Emma McKeon über 100 Meter Freistil, Nicholas Schafer über 50 Meter Brust und Emily Selig über 100 Meter Brust. Ellie Salthouse gewann Silber im Triathlon, die Ruderinnen Emma Basher und Olympia Aldersey im Zweier. Weitere Silbermedaillen gewannen der Boxer Brett Mather im Leichtgewicht, die Leichtathleten Michelle Jenneke über 100 Meter Hürden, Brandon Starc im Hochsprung und Elizabeth Parnov im Stabhochsprung. Auch die Mädchenmannschaft im 3×3-Basketball gewann Silber.
Fünf Bronzemedaillen wurden durch Schwimmer gewonnen: Emma McKeon über 50 und 200 Meter Freistil, Nicholas Schafer über 200 Meter Brust, Max Ackermann über 50 Meter Rücken, Kenneth To über 100 Meter Freistil und der gemischten Lagenstaffel. Weitere Bronzemedaillen gewannen die Ruderer Matthew Cochran und David Watts im Zweier und die Turnerin Angela Donald am Schwebebalken.
Drei weitere Medaillen wurden in gemischten Teams gewonnen. Diese Medaillen werden nicht der australischen Medaillenbilanz zugerechnet. In der gemischten Triathlon-Staffel Oceania 1 gewann Ellie Salthouse Silber. Ebenfalls Silber gewann der Springreiter Thomas McDermott auf Hugo in der gemischten Mannschaft. Die Leichtathleten Nicholas Hough und Raheen Williams gewannen mit der gemischten Staffel Bronze.
Bei den Olympischen Jugend-Sommerspielen 2014 in Nanjing nahmen 89 jugendliche Athleten, 43 Jungen und 46 Mädchen, teil. Diesmal gab es 21 Medaillen, vier Gold-, drei Silber- und 14 Bronzemedaillen. Die Hockeymannschaft der Jungen verteidigte ihren Olympiasieg durch einen Finalsieg über Kanada im Penaltyschießen (3:2), nachdem es in der regulären Spielzeit 3:3 gestanden hatte. Ebenfalls Olympiasieger wurde das Rugby-Sevens-Team der Mädchen sowie die Triathletin Brittany Dutton und die Leichtathletin Jessica Thornton, die über 400 Meter gewann.
Silber gewannen die Leichtathletinnen Tay-Leiha Clark im Dreisprung und Alex Hulley im Hammerwurf sowie die Schwimmerin Ami Matsuo über 50 Meter Freistil. Die australische Schwimmmannschaft konnte neun Bronzemedaillen gewinnen durch die Lagenstaffeln der Mädchen und der Jungen, der gemischten Lagenstaffel, der 100-Meter-Freistilstaffel der Mädchen und der gemischten 100-Meter-Freistilstaffel sowie durch Brianna Throssell über 100 und 200 Meter Delphin und 200 Meter Freistil und Nicholas Brown über 100 Meter Delphin. Weitere Bronzemedaillen gab es in der Leichtathletik durch Trae Williams über 100 Meter bei den Jungen, Sam Geddes über 100 Meter bei den Mädchen und Shemaiah James im Hochsprung sowie im Springreiten durch Jake Hunter auf For the Star in der Einzelwertung und der Boxerin Caitlin Parker im Schwergewicht.
Fünf weitere Medaillen wurden in gemischten Teams gewonnen. Diese Medaillen werden nicht der australischen Medaillenbilanz zugerechnet. Trae Williams wurde mit der gemischten 8-mal-100-Meter-Staffel (Team 034) Olympiasieger. Rachel Pace startete im Team 038 und gewann Silber, Sam Geddes im Team 017 und gewann Bronze. Judoka Jolan Florimont gewann mit der gemischten Mannschaft Team Xian Bronze. Ebenfalls Bronze gewannen die Triathleten Brittany Dutton und Jack van Stekelenburg in der gemischten Mannschaft Oceania 1.

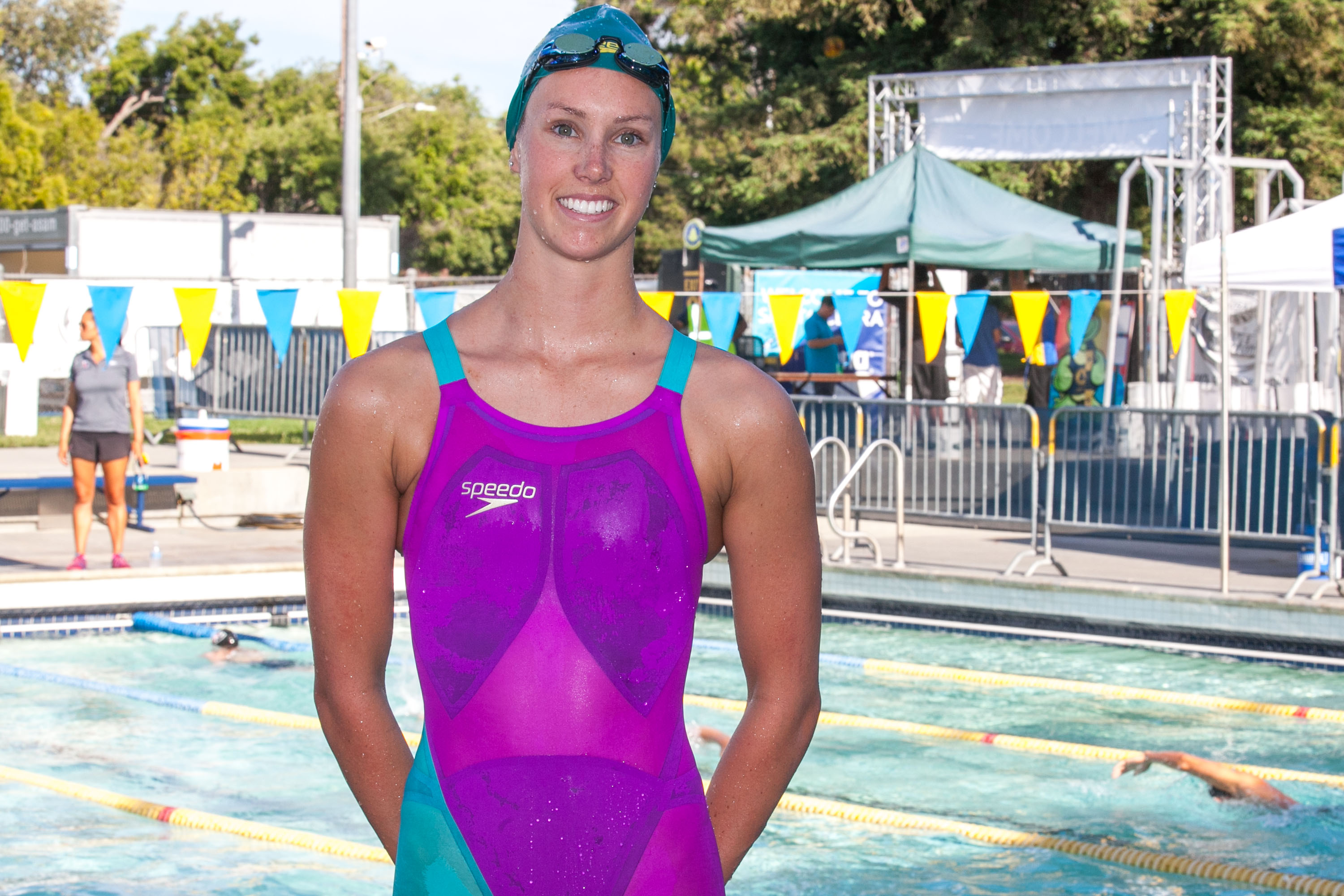
Emma McKeon, Jugend-Olympiasiegern 2010, Olympiasiegerin 2016
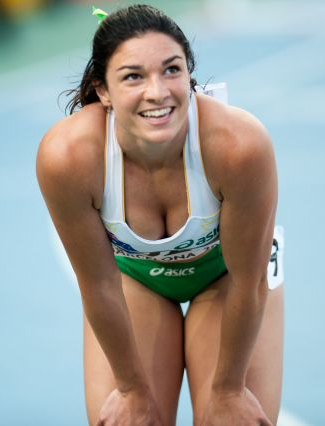
Michelle Jenneke, Silber 2010

#### Jugend-Winterspiele
Bei der ersten Austragung der Olympischen Jugend-Sommerspiele 2012 in Innsbruck nahmen 14 jugendliche Athleten, acht Jungen und sechs Mädchen, teil. Zwei Bronzemedaillen wurden gewonnen.
Die Medaillengewinner waren die Snowboarderin Alexandra Fitch im Slopestyle und Sharnita Crompton, die im Skill-Wettkampf des Eishockeys antrat.
2016 in Lillehammer nahmen 17 jugendliche Athleten, acht Jungen und neun Mädchen, teil, die drei Silber- und eine Bronzemedaille gewinnen konnten.
Silber gewannen im Snowboarding Emily Arthur in der Halfpipe und Alex Dickson im Snowboard-Cross sowie im Freestyle Zali Offord im Skicross. Ihr Teamkamerad Louis Muhlen gewann Bronze im Skicross der Jungen.
Die Short-Track-Läuferin Julia Moore gewann in der gemischten Staffel die Silbermedaille. Diese Medaille wird im australischen Medaillenspiegel nicht berücksichtigt.

## Kunstwettbewerbe
Bei den Kunstwettbewerben im Rahmen der Olympischen Spiele 1924 in Paris reichte die Komponistin Ruby Mary Reynolds-Lewis ihr Werk Foxhunt ein, welches jedoch keine Platzierung erreichte.
1932 war der Maler James Quinn mit zweien seiner Porträts vertreten. Eines war ein Porträt des Polarforschers Hubert Wilkins, das andere ein Porträt des Rudertrainers Steve Fairbairn. Beide Werke konnten sich nicht platzieren.

## Olympischer Bergsteigerpreis

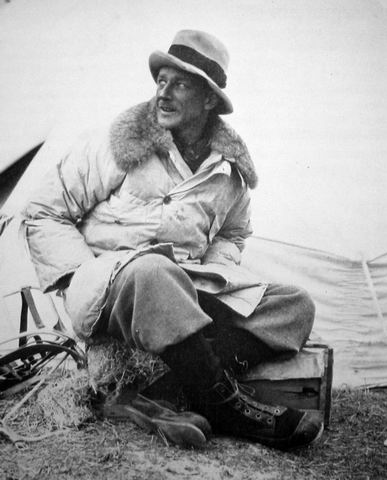
George Ingle Finch

Der olympische Bergsteigerpreis, der Prix olympique d’alpinisme, wurde 1924 an die Teilnehmer der britischen Mount-Everest-Expedition von 1922 vergeben. Einer der Teilnehmer war der australische Bergsteiger George Ingle Finch, der wie die anderen Teilnehmer auch von Pierre de Coubertin persönlich mit einer vergoldeten Silbermedaille ausgezeichnet wurde. Die Verleihung fand am 5. Februar 1924 während der Abschlussfeier der Winterspiele von Chamonix statt.

## Medaillenspiegel

### Olympische Spiele
|                         |     |     |     | Gesamt | Rang |
| ----------------------- | --- | --- | --- | ------ | ---- |
| Olympische Sommerspiele | 147 | 165 | 188 | 500    | 9    |
| Olympische Winterspiele | 5   | 5   | 5   | 15     | 20   |
| Gesamt                  | 152 | 170 | 193 | 515    | 10   |

### Olympische Jugendspiele
|                                |    |    |    | Gesamt | Rang |
| ------------------------------ | -- | -- | -- | ------ | ---- |
| Olympische Jugend-Sommerspiele | 12 | 16 | 22 | 50     | 9    |
| Olympische Jugend-Winterspiele | 0  | 3  | 3  | 6      | 24   |
| Gesamt                         | 12 | 19 | 25 | 56     | 10   |

## Medaillen nach Sportart

### Sommerspiele
| Sportart           | Gold | Silber | Bronze | Gesamt |
| Schwimmen          | 60   | 66     | 65     | 191    |
| Leichtathletik     | 21   | 26     | 26     | 73     |
| Radsport           | 14   | 19     | 18     | 51     |
| Rudern             | 11   | 15     | 14     | 40     |
| Segeln             | 11   | 8      | 8      | 27     |
| Reiten             | 6    | 3      | 3      | 12     |
| Schießen           | 5    | 1      | 5      | 11     |
| Hockey             | 4    | 3      | 5      | 12     |
| Kanusport          | 3    | 8      | 13     | 24     |
| Wasserspringen     | 3    | 3      | 7      | 13     |
| Triathlon          | 1    | 2      | 2      | 5      |
| Tennis             | 1    | 1      | 3      | 5      |
| Gewichtheben       | 1    | 1      | 2      | 4      |
| Taekwondo          | 1    | 1      | 0      | 2      |
| Bogenschießen      | 1    | 0      | 2      | 3      |
| Wasserball         | 1    | 0      | 2      | 3      |
| Beach-Volleyball   | 1    | 0      | 1      | 2      |
| Moderner Fünfkampf | 1    | 0      | 0      | 1      |
| Rugby Sevens       | 1    | 0      | 0      | 1      |
| Basketball         | 0    | 3      | 2      | 5      |
| Boxen              | 0    | 1      | 3      | 4      |
| Softball           | 0    | 1      | 3      | 4      |
| Ringen             | 0    | 1      | 2      | 3      |
| Baseball           | 0    | 1      | 0      | 1      |
| Turnen             | 0    | 1      | 0      | 1      |
| Judo               | 0    | 0      | 2      | 2      |
| Gesamt             | 147  | 165    | 188    | 500    |

### Winterspiele
| Sportart      | Gold | Silber | Bronze | Gesamt |
| Freestyle Ski | 3    | 3      | 2      | 8      |
| Snowboard     | 1    | 2      | 1      | 4      |
| Shorttrack    | 1    | 0      | 1      | 2      |
| Ski Alpin     | 0    | 0      | 1      | 1      |
| Gesamt        | 5    | 5      | 5      | 15     |